# Basílica menor del Sagrado Corazón de Jesús (Bogotá)
La Basílica menor del Sagrado Corazón de Jesús, conocida como Basílica del Voto Nacional, es un importante templo colombiano de culto católico, consagrado a Jesucristo, bajo la advocación del Sagrado Corazón de Jesús. Es la sede de la parroquia homónima y pertenece a la jurisdicción eclesiástica de la arquidiócesis de Bogotá. La basílica se encuentra en el barrio del Voto Nacional, al que le da su nombre, sobre la carrera 15 entre calles 10 y 11, costado occidental de la plaza de Los Mártires, en la localidad de Los Mártires de la ciudad de Bogotá.
El templo fue levantado por la comunidad Claretiana, quien desde entonces lo custodia. En la obra participaron diferentes arquitectos: Francisco Olaya en el primer proyecto que consistió en una inacabada capilla; luego llegó Julián Lombana Herrera, quien se hizo cargo de la obra y replanteó el proyecto, aunque con una fuerte intervención en los diseños del presbítero español Antonio María Pueyo de Val, quien más tarde sería obispo de Pasto; pero el transepto y la cúpula, realizados posteriormente, son obra del arquitecto neerlandés Antonio Stoute.
Otras personas destacadas que tuvieron participación en el templo fueron el pintor Ricardo Acevedo Bernal, autor de los grandes cuadros al óleo que adornan el techo, quien además diseñó los vitrales de las capillas laterales y el retablo mayor junto con su escultura de Jesucristo; Colombo Ramelli, del taller Ramelli, quien se hizo cargo de la ornamentación interior, y el del escultor italiano Pedro Julio D'Achiard, quien se hizo cargo de la ornamentación de la fachada.
También destacan los talleres que han realizado obras para la basílica, como los «Talleres de arte Granda», la «Casa Maumejean», y los «Talleres de Arte Cristiano de Olot»;así como las obras de empresas desaparecidas, como los «Talleres Candela» y la «Casa Rius».
En 1881 se comenzó a construir una capilla por iniciativa privada de devotos al Sagrado Corazón de Jesús, impulsados por la señora Rosa Calvo quien donó gran parte del lote en el que se edificó. A raíz de la Guerra de los Mil Días, el arzobispo Bernardo Herrera Restrepo propuso en 1902 al Gobierno Nacional hacer un voto al Sagrado Corazón de Jesús por la paz de Colombia y dispuso que la inacabada y ruinosa capilla se convirtiera en la Iglesia del Voto Nacional al Sagrado Corazón de Jesús. El Gobierno Nacional acogió la iniciativa del arzobispo y el 22 de junio de 1902 se colocó y se bendijo la «primera piedra» para la construcción del templo. Desde entonces, la iglesia fue lugar de la consagración de Colombia al Sagrado Corazón de Jesús, donde el presidente de la república, que se encontraba de turno, daba gracias a Jesucristo por su protección de la nación.
La basílica es de estilo neobarroco, cuenta con una única nave longitudinal con 16 capillas laterales y un transepto o nave transversal. Sobre el crucero se levanta un sistema de cúpula doble, la exterior de armazón metálica, cuenta con un tambor muy prolongado sobre el cual se levanta una cúpula de vidrio con los colores de la bandera de Colombia; e internamente se encuentra una cúpula formada por un vitral que tiene la imagen de un sol con rayos ondulantes.
En 1964, el papa Pablo VI le concedió al templo el título litúrgico de Basílica Menor por breve del 14 de febrero de ese mismo año. Además, el templo está incluido en el listado de Bienes de Interés Cultural de Bogotá mediante el decreto 606 del 26 de julio de 2001, y fue declarado Bien de Interés Cultural de Carácter Nacional -BIC- mediante resolución 1402 del 16 de julio de 2012 del Ministerio de Cultura de Colombia.
En las últimas décadas del siglo XX el sector de los Mártires sufrió un decaimiento económico y social, que conllevó el olvido del templo, lo cual generó que la edificación llegara a estar en un gran estado de deterioro, casi al borde del colapso, por tal motivo la Alcaldía Mayor de Bogotá, por medio del Instituto Distrital de Patrimonio Cultural -IDPC-, está realizando la restauración, la cual se dividió en tres fases, la primera, ya concluida, abarcó todo el cuerpo de la fachada principal (fachada, contrafachada, coro y sotacoro); la segunda, también concluida, abarcó el transepto, el presbiterio y la cúpula; y la tercera y última fase, que abarcará la nave longitudinal y las capillas laterales, estaba proyectada para comenzar en el año 2020, pero actualmente se encuentra en espera pues la contingencia causada por la pandemia del Covid 19 alteró los planes.

## Historia

### Contexto
Después de los procesos de Independencia de principios del siglo XIX, Colombia comenzó a sufrir en el trascurso de ese siglo una serie de guerras civiles. Entre 1812 y 1886, el país sufrió ocho guerras civiles de alcance nacional, eso sin contar los varios conflictos bélicos menores de carácter regional o las innumerables revueltas. Sin embargo, sería recién en 1848-1849 cuando se constituyeran los dos bloques permanentemente enfrentados entre sí durante todo el resto de la centuria: liberales y conservadores.
Cada uno tenía el objetivo de conseguir el poder del Estado central para retenerlo y usarlo en excluir a su rival, confrontación que periódicamente empeoraba hasta que movilizaban al vulgo para ir a las armas, aumentando el odio entre azules (conservadores) y rojos (liberales). Los ideales que los dividían podían resumirse en sus consignas, en su actitud con la Iglesia católica, el manejo de la economía y la administración territorial. Los conservadores decían «Dios, patria y familia», identificando la patria con la defensa de las tradiciones de su cultura y de la Iglesia, la que veían como un baluarte de las mismas. En cambio, los liberales se identificaban plenamente con los ideales de la Revolución francesa, para los que la Iglesia era un obstáculo para construir un Estado moderno, con tolerancia religiosa y libertad de conciencia, lo que se podía resumir en «liberté, égalité, fraternité».
Sin embargo, en un país dividido, tratando de resolver sus pugnas partidistas, la Iglesia constituía un elemento aglutinador, lo que la llevó a transformarse en un instrumento electoral decisivo, influencia que era temida en el partido liberal. La nueva constitución de 1886 y la firma del Concordato en 1887 zanjaron aparentemente las diferencias entre Estado e Iglesia, basándose en la necesidad de la paz religiosa, la admisión de que la mayoría de los colombianos profesaban el catolicismo, y en la convicción de que la mejor educación era la que se apoyaba sobre la civilización cristiana.
No obstante, un nuevo conflicto bélico se generó, pues entre octubre de 1899 y noviembre de 1902 Colombia se desangraba en lo que se conoció como la Guerra de los Mil Días, que enfrentó al partido que se encontraba en el poder, el Liberal, contra los nacionalistas del partido Conservador.
Paralelamente a estos acontecimientos, la devoción al Sagrado Corazón de Jesús se comenzó a propagar por Colombia, especialmente gracias al «Apostolado de la Oración» y a la revista «El Mensajero del Corazón de Jesús» (publicación de carácter mensual), ambos establecidos en 1867 y que fueron muy decisivos para dar a conocer a dicha devoción católica.
En la revista se puede ver detalladamente el crecimiento del culto, la vinculación al mismo de personajes destacados de diferentes órdenes religiosas y de la sociedad civil, igualmente se ven temas políticos y el avance del Apostolado de la Oración a nivel mundial. Por ejemplo, en 1874, el arzobispo de Bogotá, Vicente Arbeláez Gómez, estableció la fecha de 12 de junio y el modo sobre cómo se consagraría su arzobispado al Sagrado Corazón de Jesús. Igualmente, Bernardo Herrera Restrepo en ese momento rector del Seminario Mayor de Bogotá, fue director del Apostolado de la Oración y quien más tarde sería obispo de Medellín.
Más adelante, la devoción llegó a tal nivel que a finales de 1891 un gran número de municipios de Colombia se consagraron políticamente al Sagrado Corazón de Jesús, desde Riohacha hasta Ipiales y desde Panamá hasta Arauca, proceso que abarcó toda la geografía colombiana. Igualmente, el municipio de Bogotá, por medio del Acuerdo núm. 10 de 1892 del Concejo Municipal consagró a la ciudad al Corazón de Jesús, y el acto fue realizado el 12 de octubre de ese año en la Catedral de Bogotá. Claro que todas estas consagraciones políticas irritaron a los liberales que rápidamente comenzaron a realizar impugnaciones en algunos municipios.
Fuera del país la devoción creció exponencialmente, por lo cual, en 1899 el papa León XIII en su encíclica Annum Sacrum, del 25 de mayo de ese mismo año, realizó la consagración del género humano al Sagrado Corazón de Jesús e indicó que el 11 de junio de 1900 se realizara esta consagración en la iglesia principal de todas las poblaciones.
Por todo esto no es de extrañar que el ahora arzobispo de Bogotá Bernardo Herrera Restrepo a causa de la Guerra de los Mil Días, propusiera en 1902 al Gobierno Nacional hacer un voto al Sagrado Corazón de Jesús por la paz de Colombia y dispuso que la inacabada capilla se convirtiera en la Iglesia del Voto Nacional al Sagrado Corazón de Jesús.
La propuesta fue secundada por el gobierno nacional poniendo de manifiesto cómo en un edificio convergen los poderes político, religioso y civil de una manera tan palpable e influyente en la vida de la sociedad republicana y moderna, así como lo fue el Templo del Voto Nacional. Políticos y eclesiásticos realizaban allí ceremonias con gran connotación para el país, en torno a la idea de que Colombia era una nación que practicaba la fe católica, que estaba bajo el amparo del Sagrado Corazón, y que, en especial en tiempos de guerra, era fundamental unir la determinación de los feligreses para edificar esta iglesia y realizar un voto por la paz.
La visibilidad del templo como lugar de la consagración de Colombia al Sagrado Corazón de Jesús lo hizo escenario indiscutible de un Te Deum recitado durante varias décadas como culminación de una ceremonia anual muy solemne, donde el presidente de la república daba gracias a Jesucristo por su protección de la nación, lo que claramente le dio al templo una gran relevancia nacional.
| Periodo | Presidente                      | Partido político          | ¿Renovó la consagración? |
| --- | ------------------------------- | ------------------------- | ------------------------ |
| 1974-1918 | José Vicente Concha Ferreira    | Conservador               | sí                       |
| 1918-1921 | Marco Fidel Suárez Barrientos   | Conservador               | sí                       |
| 1922-1926 | Pedro Nel Ospina Vásquez        | Conservador               | sí                       |
| 1926-1930 | Miguel Abadía Méndez            | Conservador               | sí*                      |
| 1930-1934 | Enrique Alfredo Olaya Herrera   | Liberal                   | no                       |
| 1934-1938 | Alfonso López Pumarejo          | Liberal                   | no                       |
| 1938-1942 | Eduardo Santos Montejo          | Liberal                   | no                       |
| 1942-1945 | Alfonso López Pumarejo          | Liberal                   | no                       |
| 1945-1946 | Alberto Lleras Camargo          | Liberal                   | no                       |
| 1946-1950 | Mariano Ospina Pérez            | Conservador               | sí                       |
| 1950-1951 | Laureano Eleuterio Gómez Castro | Conservador               | sí                       |
| 1951-1953 | Roberto Urdaneta Arbeláez       | Conservador               | sí                       |
| 1953-1957 | Gustavo Rojas Pinilla           | Militar (golpe de Estado) | sí                       |
| * En los primeros años la renovación del Voto la hizo uno de los sacerdotes, hijos del Presidente. En los últimos años de la administración de Abadía Méndez, la hizo el mismo Presidente de la República. |                                 |                           |                          |

La construcción de la basílica se ejecutó en varias fases que abarcaron desde 1902 hasta 1938. Tuvo dos fechas de inauguración: la primera fue la consagración de 1916, cuando la fachada y la nave longitudinal con sus capillas laterales estaban estructuralmente finalizadas; la segunda en 1938, cuando el transepto y la cúpula fueron bendecidos. Arquitectónicamente, el templo es uno de los ejemplos significativos de la arquitectura del periodo Republicano, que demuestra el nuevo gusto por los estilos académicos clásicos, que emergió como resultado de la influencia del diseño del Capitolio Nacional y de la moda europea que se imponía, dejando las formas populares predominantes que, catalogadas como «coloniales», simbolizaban el retroceso y el colonialismo.

### 1881-1911. El proyecto de doña Rosa
En 1881 comenzó la construcción de la capilla dedicada al Sagrado Corazón de Jesús en el costado oeste de la plaza de los Mártires, en la manzana conocida como «Quinta de la Huerta de Jaime», que actualmente comprende el área entre la carrera 15 hasta la carrera 17, y entre las calles 10 y 11. La edificación del templo fue una iniciativa de la señora Rosa Calvo Cabrera, quien siendo la dueña de dicha manzana donó el terreno para su construcción y la suma de 1000 pesos para el proyecto. Para el año (1881) en que comenzó la construcción de la capilla, la población de Bogotá era 84 723 habitantes.

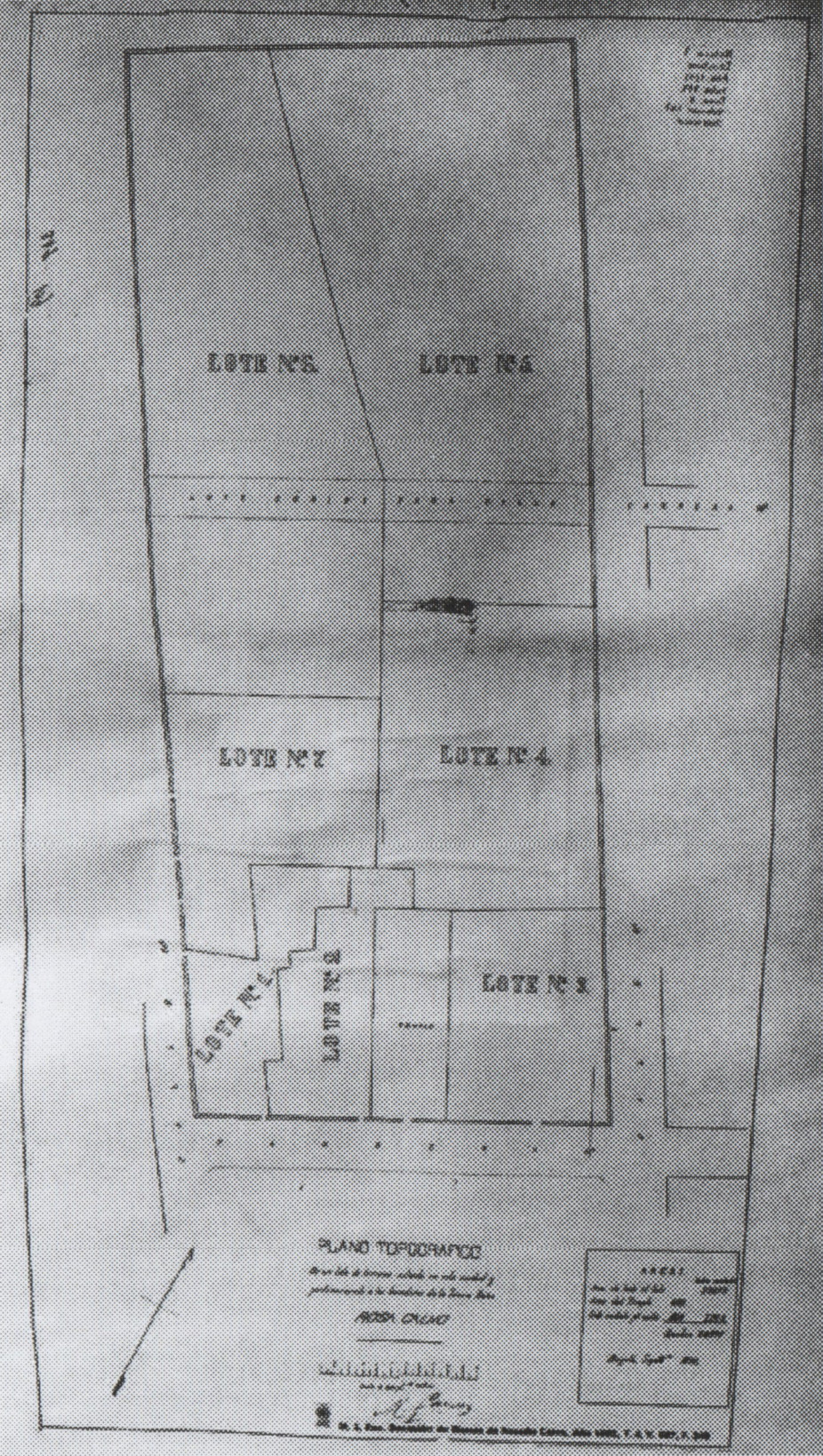
Plano del gran predio de doña Rosa Calvo dividido en ocho lotes, de los cuales siete fueron heredados por sus familiares y el donado para la Capilla, año 1892.

Por estar en su jurisdicción parroquial, el pbro. Rudesindo Castillo, párroco de la iglesia de La Capuchina, se hizo cargo de las obras, las cuales se financiaron con limosnas de los creyentes. Esta primera construcción se realizó bajo la dirección del arquitecto Francisco Olaya (discípulo de Thomas Reed), quien murió en 1888. Le sucedió en la dirección de las obras el arquitecto Julián Lombana, aunque no se conoce la fecha exacta en que se hizo cargo.
El 6 de mayo de 1898 se abrió la primera capilla. En una carta del 16 de septiembre de 1900 quedó registrada la participación de Lombana en la obra y que ya existía una Junta:

Tengo que consultar con la Junta los siguientes puntos: [...] 2) Si el tamaño del templo obedecerá al porvenir, según se nota el progreso del barrio; pues este templo será la iglesia parroquial y tal vez deberá ampliarse.

En 1892 falleció doña Rosa, su gran predio se encontraba fragmentado en siete terrenos que fueron heredados por sus hermanos y hermanas, dejando libre el lote de la capilla. Por lo cual, los herederos comenzaron el proceso de sucesión y acataron la voluntad de su familiar entregando la propiedad del lote de la capilla a la arquidiócesis en 1901. Al acto asistió el Arzobispo de Bogotá, Bernardo Herrera Restrepo, en calidad de representante de la arquidiócesis de Bogotá, para recibir o aceptar:

El traspaso a título de propiedad gratuito, perpetuo e irrevocable, en vía de donación, a favor de la iglesia [...] el dominio, propiedad y posesión de un lote de terreno perteneciente a la antigua quinta de la Huerta de Jaime [...] con los siguientes linderos especiales: por el norte con propiedad del señor Belisario Castro; por el sur con propiedad de Aristides Rivera; por el oriente, con la plaza de Los Mártires; y por el occidente, con propiedad del señor Camilo Pieschacon y Aristides Rivera.

Desde ese momento la arquidiócesis de Bogotá asumió la edificación del templo. Luego, el arzobispo Herrera, al ver el devastador momento por el que pasaba el país por consecuencia de la guerra de los Mil Días, en carta pastoral del 6 de abril de 1902 propuso hacer un voto nacional por la paz:

...pensamos que es llegado el momento de hacer un VOTO NACIONAL, obra de todos para el bien de todos, con el cual se perpetúen las oraciones por la paz, la concordia y la unión entre los colombianos y se consiga vivamos todos como hermanos unidos por los vínculos de una misma fe y animados con el fuego de un mismo amor, que dimana del Sagrado Corazón de Jesús.
 El Voto que ahora os proponemos consiste en que mediante el esfuerzo y la cooperación de todos, se lleve muy pronto a feliz término la Iglesia que en honor del Sagrado Corazón de Jesús se está llevando en esta ciudad.

No obstante, esta idea no fue original del arzobispo Herrera, ya que la Basílica del Sagrado Corazón en París nació de un voto privado realizado en 1871, implorando que terminaran los males de la Iglesia y las calamidades de Francia; en 1872 el arzobispo de París y el Episcopado francés aprobaron el voto y en julio de 1873 la Asamblea Nacional de Francia, por mayoría de 244 votos, declaró «... de utilidad pública la construcción de un templo en lo alto del Montmartre ...». Este acontecimiento de la Iglesia del Voto Nacional en Francia fue registrado en la prensa colombiana de forma minuciosa.
La iniciativa del arzobispo Herrera fue secundada por el presidente conservador José Manuel Marroquín, por medio del decreto 820 del 18 de mayo de 1902 según el cual el gobierno cooperaría en la construcción de la iglesia, como voto por la paz del país, aportando para las festividades y recaudando los aportes particulares, de los funcionarios públicos o de cualquiera que quisiera la paz. Además, se propuso que en algún día de junio de ese año, se realizara una eucaristía en algún templo a designar y luego se realizara una procesión hasta el templo en construcción y allí se pronunciara un discurso para luego recoger donativos.
El 22 de junio del mismo año (1902) la decisión fue concretada mediante una celebración que inició con una eucaristía en la Catedral en la mañana y durante la tarde prosiguió con una procesión hacia el templo en construcción, la cual bajó por la calle 10 y estuvo conformada por instituciones educativas, comunidades religiosas, el arzobispo, el capítulo metropolitano, los gobiernos municipal (Bogotá), departamental (Cundinamarca), y nacional, junto con la Policía Nacional y el Ejército, entre otros.
En la Plaza de Los Mártires el poeta José María Rivas Groot, designado por la autoridad civil, realizó un discurso:

En este voto nacional cada uno de nosotros desea cooperar a la edificación de un santuario que —si es lícita la frase— sea el templo de todos para todos. Cada ciudadano que ama la patria, cada católico que desea el bien de la Iglesia, quiere colocar su piedra en un recinto donde se adore a ese Corazón que es todo amor para los justos y todo perdón para los extraviados.

Deseáis, bajo el símbolo del amor, levantar un templo que sea como el refugio de todos los atribulados, la meta de los que peregrinan entre nieblas, la ciudad santa de la paz y la concordia; un templo que recordando la eternidad de la Iglesia, desafíe la violencia de las tempestades, el embate de las revoluciones, el empuje de los siglos; un templo donde, unas tras otras, las generaciones fatigadas encuentren el consuelo y el reposo y hagan resonar aquellas naves con el acento de los dolores humanos, con el sollozo del arrepentimiento, con los himnos del amor, con el canto triunfal de las supremas esperanzas. Deseáis que sea un santuario donde los corazones lacerados encuentren el Corazón de Cristo. Bajo aquellas bóvedas se adorará lo más noble, lo más alto que adorarse pueda: el Corazón de Dios.

[...] Aunque hoy sólo vemos aquí un montón de piedras, y aunque el país desolado por todos los flagelos parece ya un desierto, trabajamos con fe, con esperanza, en la reconstrucción de la patria y en la edificación de este templo.

Luego se procedió a recibir los donativos, para lo cual se inscribieron, por medio de boletas, las sumas que los concurrentes quisieron donar para ayudar en la obra del templo; durante la inscripción los colegios de los Hermanos Cristianos cantaron en honor del Sagrado Corazón de Jesús.
Después retornaron por la calle 11 hasta la Catedral, una vez ahí el arzobispo Herrera «subió al púlpito desde donde leyó en voz alta la fórmula de consagración de la República al sagrado corazón de Jesús, fórmula que iban repitiendo el Excmo. señor vicepresidente con los demás que se hallaban presentes a tan sublime acto», quedando así Colombia consagrada al Sagrado Corazón de Jesús. Se tiene en cuenta esta fecha (22 de junio de 1902) como la de la colocación de la primera piedra del templo del Voto Nacional. La guerra finalizó cinco meses después.
Además, en ese año (1902) el arzobispo Herrera, bajo su presidencia inmediata, estableció una Junta de eclesiásticos y laicos para la ejecución del Voto Nacional. La nombró Junta Central del Voto Nacional y estaba conformada por los siguientes sacerdotes y personajes de la época: Los presbíteros Eulogio Tamayo (canónigo), Salustiano Gómez Riaño (canónigo), Luis A. Gamero (S.J.), Lucas A. Toledo (S.J.); y los laicos Rudesindo Castillo, Francisco Mendoza Pérez, José Joaquín Casas, Gabriel Rosas, Aurelio Uribe B. y Rufino Gutiérrez.
En el año 1903, la Arquidiócesis de Bogotá, como parte del proyecto del «Voto Nacional», decidió comprar una porción de terreno a Belisario Castro. Porción de terreno que la Arquidiócesis de Bogotá, a través del Arzobispo Bernardo Herrera, compraba para:

[] El ensanche y desarrollo del plano del templo que se está construyendo en el parque de «Los Mártires» de esta ciudad, dedicado al Sagrado Corazón de Jesús, un lote de terreno de cinco metros de frente, por cinco metros ochenta centímetros de fondo, deslindada así: por el oriente, con el Parque de «Los Mártires»; por el Norte y Occidente, con lote de los otorgantes; y por el sur, con dicho templo []
.

Por la forma que actualmente tiene la fachada, se asume que la arquidiócesis debió comprar una sección de terreno de dimensiones similares al costado sur oriental del frontis, para el mismo fin y probablemente se la compraron al señor Aristides Rivera quien desde 1897 era el dueño del lote número 2 de la sucesión de doña Rosa Calvo. La construcción del templo continuó lentamente, tanto que la obra fue casi olvidada, pues al comenzar la siguiente década no era más que una precaria construcción.

### 1911-1916. Llegan los Claretianos
La construcción de la iglesia toma un giro distinto cuando el arzobispo Herrera le ofrece el templo a la comunidad Misioneros Hijos del Inmaculado Corazón de María, conocidos como los Claretianos, quienes llegaron a Colombia en 1908. El arzobispo Herrera, que había conocido a mons. Antonio María Claret en Roma durante el Concilio Vaticano I, comenzaba a mostrar gran aprecio por la Congregación claretiana por la gran obra que estaban realizando en el país. Es así que en julio de 1911, mons. Herrera le ofrece el Templo del Voto Nacional al pbro. Juan Gil, en ese entonces prefecto claretiano en Colombia. Además, advirtió que el templo estaba sin terminar.
El pbro. Gil en su correspondencia con el pbro. Martín Alsina, superior General, le informó sobre el ofrecimiento del Arzobispo: 

El señor Arzobispo [] se esforzó en prodigarnos su paternal afecto y predilección y llegó a ser tan galante que tuvo la fineza de ofrecernos —¿quién lo había de esperar?— nada menos que uno de los mejores templos de la capital, situado en muy buen punto, junto a uno de sus mejores parques: el famoso Templo Nacional del Sagrado Corazón de Jesús levantado con las limosnas de todos los colombianos. He aquí [ ] el que ha de ser también el Templo y Santuario del Corazón de María.
 

En sus cartas, razona de las conveniencias de aceptar la oferta. La Comunidad terminaría el proyecto y sería Procura de las Misiones del Chocó y se convertiría en centro misionero. Le recalca que debe ir considerando enviar a «un padre que sea buen predicador y al mismo tiempo entendido en achaques  y saberes de arquitectura». El superior eligió entonces al pbro. español Antonio María Pueyo de Val, quien se acomodaba al perfil solicitado.

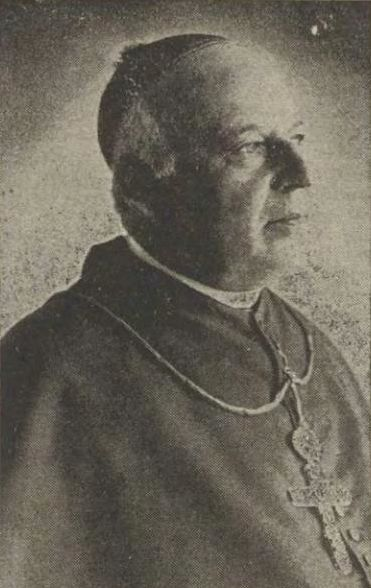
Monseñor Antonio María Pueyo de Val, C.M.F., con sus conocimientos en arquitectura, dio un gran impulso a las obras del templo. En la imagen se ve como obispo de Pasto.

En octubre de 1912 salió rumbo a Colombia una delegación de cinco sacerdotes, encabezada por el pbro. Pueyo acompañado por el pbro. Pedro Díaz, quien luego sería imprescindible colaborador en la obra de la iglesia del Voto.
El pbro. Pueyo, quien llegó con el cargo de superior, el de más alto rango en Colombia, le transmitió a su Superior en Europa, el pbro. Alsina, sus primeras impresiones al arribar a Bogotá en diciembre de 1912, explicando así el estado del templo que iban a recibir:

...Nada nos ha dado el Sr. Arzobispo todavía. Parece que su mente es darnos ahora esta casita () y más adelante otra cerca del templo, pero sin renta, y que vivamos de nuestro trabajo. Entiendo que si le decimos estamos en necesidad o tenemos algún apuro, nos dará algo de los fondos que se recauden para el templo. Creo que él no esperaba cinco Padres por ahora, sino dos, mientras el templo se concluya. Vímosle hace ocho días, y nos recibió sumamente amable; como está atareadísimo, porque preside las conferencias episcopales de toda Colombia, no volví a visitarle hasta hoy; me dijo que nos dejaba el templo del Sagrado Corazón; que me facultaba para todo, incluso para la modificación del plan, etc.; que habían ido tan despacio las obras por falta de tener al frente «editor responsable» —son sus palabras—; que hay varios testamentos a favor de dichas obras, en general, uno de Triján, cuya señora ya murió hace dos meses, y que producirá más de 5.000 duros.

Y todavía está el templo por tejar en su último tercio. La fachada está en la mitad de la cornisa del primer cuerpo. Desde hace seis años decían misa en una capillita los domingos; desde el 16 la decimos todos los días a las seis, antes de dar mano los operarios a la obra. Asisten unas 100 personas y comulgan unos 30, estando con bastante molestia por el polvo y el frío.
Quedamos ayer con el Sr. Arzobispo que urgía participar fondos con la seguridad que hay que pronto se cobrará el testamento de Triján y poner más trabajadores y comenzar a revocar las paredes laterales y voltear las bóvedas que van a ir de ladrillo.

Yo voy a meter fuego para que se acabe este año de 1913. Como hace treinta y pico de años que comenzó y está atrasado, no creen posible se acabe en ese breve plazo; pero yo creo que, habiendo ese dinero y otro que agenciaremos, se puede acabar con el año 13. Es una lástima que han variado de plan varias veces, habiendo alterado in pejus.

Reseña que se complementa con la carta del pbro. Pedro Díaz, su mano derecha, escrita varios meses después:

[] está en boga la devoción al Santísimo y actualmente se organiza la celebración del Congreso Eucarístico, que habrá de celebrarse, Dios mediante, el próximo septiembre. Para entonces esperamos concluir la fachada del templo del Voto Nacional, coronándola con una hermosa imagen del Sdo. Corazón de Jesús, como consagrado al deífico Corazón: confiamos en que una de las capillas más hermosas del mismo será la del Corazón de María.

El pbro. Martín Jové, operario apostólico en 1943, relata cómo los Claretianos hallaron el estado la obra del templo:

¿Qué había? Parte de tres paredes con los contrafuertes por la parte de dentro sin techo ni nada que no diera un aspecto de un montón de ruinas. Un sacerdote celebraba al aire libre la misa en los días festivos.

Cuando traían los restos de un cadáver se desenladrillaba el piso para colocarlo y se volvía a enladrillar. Junto a la primera columna del lado del Calvario están los restos de la señorita que cedió el terreno, entonces potrero, para edificar la capilla del Sagrado Corazón. Nótese la celeridad dada a las obras por el padre Pueyo y sus compañeros, especialmente el padre Díaz, cuando va el 8 de diciembre de 1913, un día antes de cumplirse el año de la llegada de los Padres, estaba colocada la estatua colosal del Sagrado Corazón de Jesús, Salvador del Mundo, en lo alto de la fachada, y pudieron hacer la solemnidad.

El pbro. Díaz añade además que recién llegados, finalizando el año 1912, «como el estado de las obras del templo no permitía desplegar el culto por el Voto, nos limitamos al principio a decir una misa muy temprano para no entorpecer los trabajos, y los domingos se tenían dos».
El pbro. José Payás, en 1941, cuenta en la Revista El Voto Nacional sus recuerdos sobre los avances del templo para el año de 1914:

Si bien desde mitades de 1914 había desaparecido el cobertizo, último resto de la anterior ermita, en donde se celebraba la misa, únicamente en la pared del fondo se destacaba cobijando la actual imagen del Sagrado Corazón un simple arco de madera dorado, conservado hoy (1941) en el altar del nacimiento.

El pbro. Salvador Miró daba cuenta de los bienes inmuebles que recibieron los Claretianos en 1912:

[...] dos confesionarios, un melodio, medio púlpito y la mesa del altar, y más tarde unos candeleros y jarrones. Las comisiones para recoger limosnas, las notas a las Asambleas Departamentales, las cuales firmaba el Presidente Carlos E. Restrepo, a las curias eclesiásticas.

El pbro. Pueyo de Val contaba con experiencia en arquitectura religiosa, además su espíritu diligente y la importancia de la obra, señalan que él intervino los planos con los que se contaban en aquel momento; el autor de dichos planos había sido el arquitecto Julián Lombana, cuya presencia se esfumó en este proyecto tras la dirección del pbro. Pueyo. Las memorias de los padres claretianos relatan cambios en la fachada, en la altura de las bóvedas, en el ancho de las luces, y en general destacan el trabajo del claretiano contratando la ornamentación, él es quien encarga los componentes artísticos del templo.
En la memoria del pbro. Martín Jové, escrita en 1943 desde Caracas, dice: «el padre Pueyo, a despecho del señor Lombana, director de las obras del templo, abrió las paredes macizas que antes formaban una especie de capillas y comunicó al templo ese aspecto de tres naves que ahora tiene».
Por ejemplo, hacia 1912 la fachada del templo estaba «a la mitad de la cornisa del primer cuerpo», pero la actual fachada no fue la diseñada originalmente por el arquitecto Lombana, pues el pbro. Pueyo se negó a ejecutarla, en cambio, habló con el artista Ricardo Acevedo Bernal y este «la dibujó según el deseo del Padre y fue realizada tal como hoy existe». Para 1913 la fachada se encontraba terminada, pero aún faltaban detalles en la ornamentación.
Para promover más las obras de la iglesia, el pbro. Pueyo dictó en Bogotá una conferencia acerca de arquitectura sagrada en abril de 1913, «concurriendo los caballeros más prominentes de Bogotá, representaciones del gobierno, de la banca, del comercio, abogados, hacendados, etc.» Gracias a esta conferencia facilitó, más adelante, la formación de la «Junta para la terminación de las obras» del templo del Voto. Fruto también de la conferencia, se constituyó una ayuda en dinero de los asistentes, que se prolongó durante ocho meses, llegando a recaudar cada mes unos cuatrocientos pesos.
| |
| Plano de Bogotá en 1913. La ciudad comienza a experimentar un desarrollo urbano hacia el norte. En el plano se localizan la Plaza de Bolívar (punto azul), la Plaza de Los Mártires (punto rojo), la Estación del ferrocarril de la Sabana (punto amarillo) que en ese año comienza la construcción del nuevo edificio y la Iglesia de Nuestra Señora de Lourdes (punto verde) una de las principales obras del arq. Julián Lombana. Esta es la ciudad que encontró el pbro. Pueyo de Val. |

En marzo de 1913, el arzobispo Herrera recompone la Junta encargada de la obra, para la cual cita a los sobrevivientes de la primera Junta y a otros nuevos miembros; entre ellos a José María González Valencia, quien actuó como Presidente; y Gerardo Arrubla, Rafael Carvajal y Manuel José Marroquín. El pbro. Pueyo también fue miembro de la Junta. El propósito de dicha Junta quedó referido así: «Estando a punto de ser concluido el Templo y viéndolo ya muy concurrido de los fieles, desea nuestro Reverendísimo Prelado que esta Junta se encargue de organizar el culto y oraciones por la paz, fin y objeto principal del Voto Nacional». Para conseguirlo, se proponen dos medios: primero, el establecimiento de una Confraternidad en la iglesia, que rinda el culto al Sagrado Corazón; y segundo, una celebración anual, llamada Fiesta del Voto Nacional, a manera de novena, durante 9 años, en los que iría rotando por las diferentes diócesis del país. La fecha quedó asignada para el domingo siguiente al 20 de julio. A Bogotá le correspondió en 1914 y en 1923.
Entre 1912 y 1913 se realizaron diversas actividades para recaudar fondos para apresurar las obras. Aunque sin finalizar, en la iglesia se desarrollaba una ceremonia religiosa cotidiana. Por ejemplo, en la Semana Santa de 1913, se realizó allí el Jueves Santo: «el jueves a las 12, el sermón de las Siete Palabras estará a cargo del Reverendo padre Antonio Puenjo (sic)». También se halla una referencia de la Misa del pbro. Campoamor en mayo de 1913:

En el templo del Sagrado Corazón de Jesús, aún en obra, se celebró el domingo último una misa muy solemne. La concurrencia, abundante y escogida, oyó con toda atención el hermoso sermón del reverendo padre Campoamor.

En junio del mismo año, la Junta Central para la finalización del templo del Voto Nacional invita a los comerciantes a contribuir con la terminación del templo, a través de una carta dirigida al director del periódico El Tiempo:

Señor:

La Junta Central para la terminación del templo del Voto Nacional se ha dignado nombrarnos para que en su nombre y en el del Ilustrísimo señor Arzobispo Primado invitemos a todos los señores del comercio de esta capital a una función religiosa que en honor del Sagrado Corazón de Jesús tendrá lugar el domingo 8 del corriente a las diez de la mañana, en dicho templo. Se celebrará una misa rezada, durante la cual ejecutará varias piezas religiosas la Banda de la Policía Nacional, y dictará una conferencia el muy reverendo padre Pueyo, Superior de los Misioneros del Corazón de María, encargado del templo.
Esperamos de usted se sirva asistir a este acto y cooperar a la terminación de este grandioso monumento, que transmitirá a las generaciones venideras la fe y la cultura de la presente.
De usted atentos servidores,

Pedro J. Vargas — Pedro Ignacio Uribe U. — Santiago Grajales O. — Emilio Ricaurte.

Otra forma de reunir fondos para la obra también fue publicitada en dicho periódico, en agosto de 1913: «Esta noche en el Teatro del Bosque, se verificará una espléndida función de cinematógrafo, a beneficio del Templo del Corazón de Jesús. Hay gran entusiasmo por asistir a esta función». En ese mismo año (1913), con ocasión de la celebración del Primer Congreso Nacional Eucarístico de Colombia, se promulga la Ley 1.ª de agosto 6, con la que se renueva la adoración a Jesucristo, y la Ley 2.ª de la misma fecha, que designa dineros públicos para el proyecto:
En ese mismo año, el 12 de septiembre (1913), se tenía planeado realizar una ceremonia, con procesión incluida, para bendecir e instalar en lo alto de la fachada del templo la estatua de Jesucristo, lo cual señalaría la conclusión formal de la fachada en piedra en sus tres cuerpos, pero la estatua en su viaje por el río Magdalena se retrasó, aun así las empresas fluviales aseguraron que llegaría a tiempo. Lamentablemente no llegó para el día de la ceremonia, por lo cual iban a usar en su lugar una estatua prestada de San José, pero cuando la ceremonia iba a comenzar se desató un fuerte aguacero que diluyó el desfile y hubo que aplazarlo para el 8 de diciembre de ese año, fecha en la que ya había llegado la estatua de Jesús, la que finalmente se bendijo y se instaló con toda la pompa que se tenía planeada.

La fachada del templo votivo nacional, labrada toda de hermosa piedra, con esbeltas columnas, simbólicos escudos y bellas estatuas, se veía decorada de flámulas y gallardetes, inscripciones alusivas a las distintas diócesis y departamentos de la República, tapices alegóricos y festones de flores. Afuera, en el Parque de Los Mártires y frente al templo, habíanse levantado tres espaciosas tribunas. A las cuatro de la tarde el gentío que ocupaba los alrededores era numerosísimo y hacía difícil el tránsito. Llegó el delegado de Su Santidad, el excelentísimo Sr. Presidente de la República, varios Ministros, el embajador de España, los Presidentes del Senado y de la Cámara de Representantes, comisiones del Cabildo, del clero regular, de las corporaciones docentes, comité de obras y cofradías. Bogotá presenció como prueba de acendrada piedad el desfile organizado por [] señoras y señoritas pertenecientes en su mayor parte a las diversas congregaciones piadosas establecidas en esta ciudad []. Cada una llevaba su estandarte [...]. La procesión partió de San Ignacio y calles adyacentes y se dirigió al Voto Nacional.

Momento sublime de bendición de la estatua, que de bronce dorado y colocada a una altura de treinta y tres metros, al rasgarse el iris glorioso de la bandera de Colombia que la envolvía, apareció centellante bajo la pura luz de la sabana. Retumbó el cañón, prorrumpió en vítores la muchedumbre y los labios contraídos de intensa emoción preludiaron el himno nacional [].
El Divino Redentor levantaba su diestra en señal de paz y con la izquierda sostenía la cruz, como si prometiera a los colombianos que en los campos regados antes con sangre de guerras fratricidas y en torno del árbol santo se verá pronto germinar consoladoras las flores del bien.

Acto continuo pronunció desde la tribuna central el Padre Antonio Pueyo elocuente arenga, proclamando el reino de Jesucristo y lanzando al concluir enérgicos vivas coreados por la multitud con entusiasmo delirante.

Cinco años más tarde, en Pasto, el pbro. Pueyo de Val publicaría su primera Pastoral, en la que menciona dicha escultura del templo del Voto Nacional:

Cábenos el alto honor y la dicha inmensa de haber empleado nuestras pobres fuerzas durante el lustro más feliz de nuestra vida en la conclusión de dicho templo en asocio con nuestros hermanos []. Sí, en Colombia, el Corazón de Jesús está muy alto, muy encumbrado; por eso, aun variando el plan primitivo de la fachada del templo, nos atrevimos a proponer al Primado que la estatua gigantesca de bronce coronara la cumbre de dicho templo como efectivamente logramos colocarla.

Entre 1914 y 1915 fueron instaladas en la fachada del templo las cuatro estatuas de los santos americanos: San Toribio, San Luis Bertrán, San Pedro Claver y Santa Rosa de Lima. El autor fue el escultor argentino Juan C. Atehortúa, egresado de la Escuela Nacional de Bellas Artes.
En 1916 se terminaron de instalar los 16 vitrales de las capillas laterales, los cuales comenzaron a ser instalados en 1915, estos fueron diseñados por el pintor Ricardo Acevedo Bernal y ejecutados por la Casa Vidrieras Artísticas de Maumejean en España.
El 24 de septiembre de 1916 fue consagrado el templo. Esta fecha se eligió por ser el aniversario de las bodas episcopales del arzobispo Herrera y por coincidir con el arribo a Bogotá de los prelados de la República convocados a Conferencia. En la víspera se estableció una improvisada capilla en la casa de don Belisario Castro, vecino del templo, en la cual se depositaron las santas reliquias destinadas para ser colocadas en los sepulcros de las aras. Allí se cantaron vísperas solemnes el día 23 y quedaron veladas toda la noche. Entretanto, en el templo había actividad, deshaciendo los últimos andamios que aún quedaban, terminando ciertos retoques de decoración y por la noche dando la última mano de aseo del mismo, labor realizada por señoras muy distinguidas de la capital.
Con total solemnidad se realizó la ceremonia:

Sobre preciosas andas recubiertas de terciopelo carmesí, fue conducida al templo en hombros de sacerdotes la urna que contenía las reliquias de los mártires para el sepulcro de cada altar. Sobre la urna ondulaba un rico palio de seda de los colores nacionales, y sobre estos brillaba bordada en oro la leyenda: Dona nobis pacem, dadnos, Señor, la paz. Penetró bajo las bóvedas el sagrado cortejo y, mientras el Primado subía a ungir el ara del altar mayor, los demás arzobispos y obispos, en número de doce, se encaminaban a las capillas correspondientes a sus diócesis. ¡Hora solemne y sobre toda ponderación augusta aquella en que ceñidos los prelados de refulgentes ornamentos pontificales y rodeados de clero y fieles de los respectivos departamentos quemaban el aromoso grano de incienso y derramaban bálsamo sobre la piedra santificada del sacrificio! Los copos azulinos que subían dilatándose en círculos temblorosos, simbolizaban la plegaria nacional, que se elevaba al trono de Jesucristo, dominador de los pueblos. Con verdad podía repetir uno de los Ilustrísimos consagrantes: «La salvación de Colombia saldrá de este templo».

Terminada la consagración, se celebró una misa en la que ofició el nuncio Enrico Gasparri. Después, subió al púlpito fray Atanasio Vicente Soler y Royo, Vicario Apostólico de La Guajira, pronunció un discurso y se leyó el voto de consagración de la República de Colombia al Sagrado Corazón. Terminada la ceremonia religiosa, el pbro. Pueyo de Val brindó un banquete. Cabe destacar que el templo del Voto aún no estaba totalmente concluido, le faltaban muchos detalles por terminar, por ejemplo en 1916 el pavimento era de simple ladrillo; las capillas laterales, aunque fueron consagradas en ese año, no estaban totalmente terminadas.

### 1916-1938. Ampliación y embellecimiento
La consagración del templo fue en realidad esplendorosa, sin embargo el mismo pbro. Pueyo reconoce que la iglesia no estaba concluida. En diciembre de 1916, tres meses luego de la Consagración, comunicó así a Roma: «Se consagraron quince altares a la vez; fue solemnísima la consagración. Pida V.R. al Señor nos dé salud y dinero para acabar este templo y [] comenzar el grandioso del Corazón de María en Roma!».
En ese mismo año (1916) el pbro. Pueyo de Val realiza la compra de un predio con acceso sobre la calle 10 a nombre de la Comunidad Claretiana, en la parte más interior de ese terreno años más tarde se construirá la actual sacristía que tiene el templo. Además, con esta compra se inician los movimientos de adquisiciones de predios en la manzana por parte de la Comunidad. En dicho predio comenzó a funcionar la Casa de los Misioneros, allí se encontraban las celdas de los padres y era a donde arribaban los misioneros cuando llegaban a Bogotá.
El 20 de julio de 1917 fue inaugurado el nuevo edificio de la Estación de la Sabana (ubicado sobre la actual Avenida Centenario -calle 13- con carrera 18), el cual contó con mayor capacidad, pasando a ser la estación central de todas las líneas férreas hacia la capital, convirtiendo el área entre el templo y la estación en una zona de gran actividad comercial, en la que importantes empresas de la época establecieron sus sedes o principales bodegas o depósitos.
El 29 de agosto de 1917 ocurrió un sismo en la ciudad que sorprendió a los Claretianos que se hospedaban en la nueva casa:

Eran las once de la noche [...]. Apenas empezábamos a conciliar el sueño, cuando notamos la primera sacudida y el crujimiento de las puertas y paredes. En el recibimiento contiguo a mi habitación se desprendieron grandes pedazos de cornisas que adornaban el techo, produciendo grande estruendo. 
Súbitamente a medio vestir, nos salimos del claustro y la primera mirada fue a la estatua del Corazón de Jesús, que se elevaba a 35 metros, coronando la fachada del templo. Afortunadamente permanecía en pie, aunque oscilando juntamente con toda la fachada y todo el templo, y toda la ciudad, y los mismos Andes se movían en una extensión de millares de leguas como si fueran juguetes de niños. 
Luego fuimos a ver la casa nueva, recién construida, donde dormían los expedicionarios, que acababan de llegar aquel mismo día. Gracias a Dios ningún desperfecto había ocurrido en la casa.

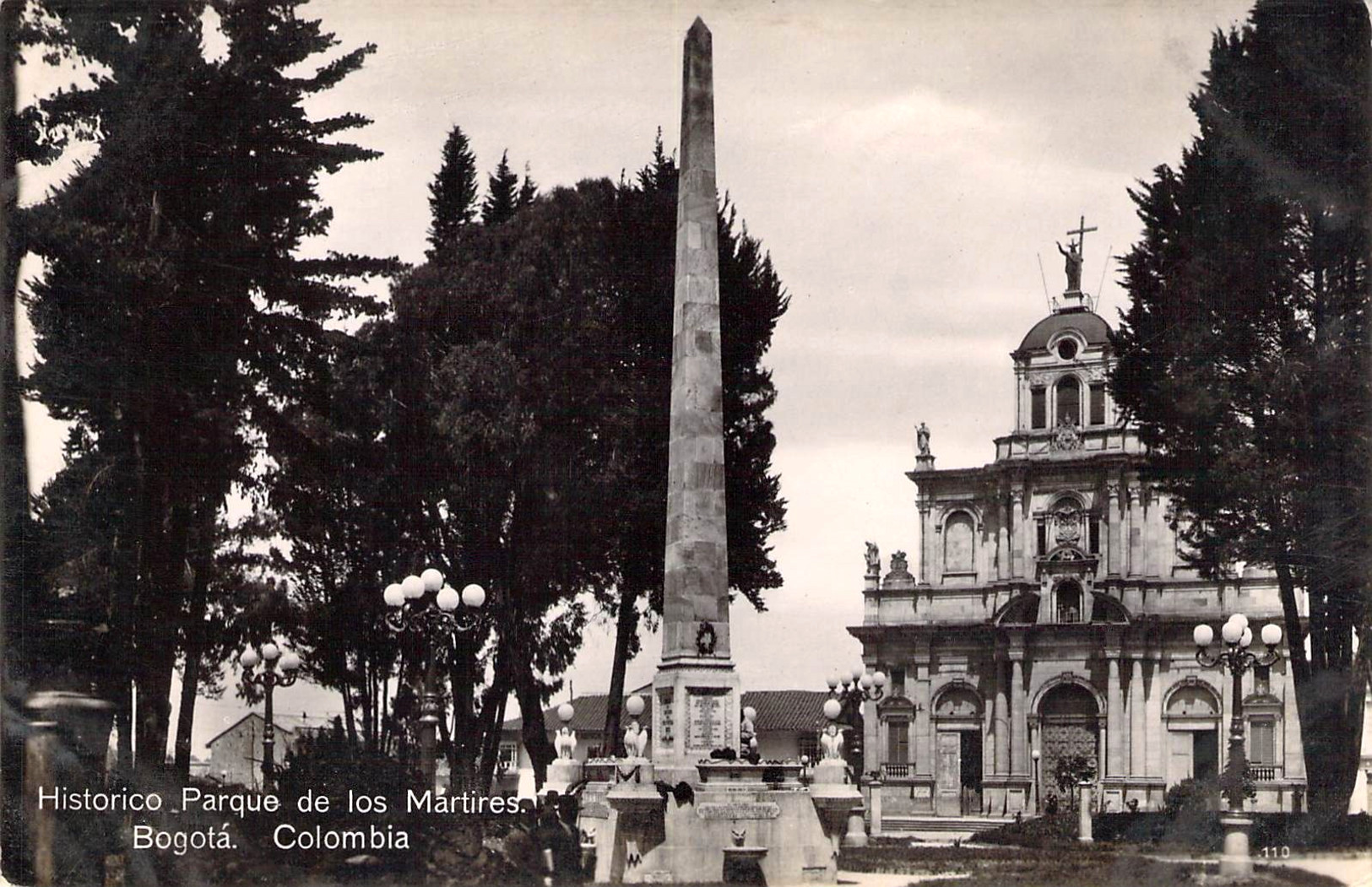
Tarjeta postal del parque de Los Mártires y del Templo entre 1916 y 1927.

El 26 de noviembre de 1917, el pbro. Antonio María Pueyo de Val es nombrado obispo de Pasto. Su consagración episcopal fue el 6 de enero de 1918, y se realizó en el mismo templo del Voto Nacional, el cual fue acondicionado  para acoger a los altos prelados de la Iglesia, al Presidente de la República, José Vicente Concha, quien fue uno de los padrinos, y a lo más predominante de la sociedad bogotana.
Ese mismo día, por la tarde, el nuevo obispo confirió el sacramento de la confirmación a unos 200 niños en el templo del Voto Nacional, la mayoría eran hijos de amigos y conocidos del mismo prelado, los cuales querían atesorar el recuerdo de ver a sus hijos ungidos por las manos recién consagradas del que tantas simpatías había generado, principalmente en el sector alrededor del templo. El presbítero Ezequiel Villarroya Marcos es quien reemplaza al pbro. Pueyo y se hace cargo en adelante del templo.
El 24 de marzo de 1918 es firmado en Bogotá un convenio entre Bernardo Herrera Restrepo, Arzobispo de Bogotá, y Ezequiel Villarroya Marcos, Superior Cuasi-Provincial de los Misioneros del Corazón de María en Colombia, en el que determinaron las condiciones mediante las cuales dicha comunidad se haría cargo de la iglesia:
En 1918, en el costado sur de la plaza de Los Mártires fue inaugurado parcialmente el edificio de la Escuela de Medicina de la Universidad Nacional, aunque no fue hasta la década de 1930 que se completó. Este proyecto le dio más importancia y dinamismo al sector alrededor del templo.
En 1919, el pbro. Pueyo hizo difundir que deseaba mandar a realizar una imagen en plata; como respuesta, la feligresía hizo donaciones de objetos en dicho metal, pero en ese momento hizo gira por Bogotá el empresario José Candela Albert, dueño de la Fábrica de Ornamentos y Talleres de Escultura en Valencia, España, el cual se reúne con el pbro. Pueyo, quien luego cambia de opinión respecto de la imagen de plata y hace contrato con el señor Candela por diferentes imágenes y como forma de pago le entrega la plata recogida. Después de una temporada llegaron desde Valencia, España, el grupo de la Crucifixión, el del Carmen, el de la Presentación, el de las Angustias, y una o dos imágenes sencillas. Estas últimas no fueron del gusto de la gente y fueron vendidas.
Igualmente, el pbro. Martín Jové encarga a la «casa Rius» de Barcelona, España, otras imágenes, las cuales fueron: las del Corazón de María, San José y el Perpetuo Socorro. De la misma casa es el grupo escultórico de la Asunción, actualmente ubicado en la capilla de Cali, que llega en 1919, y encargado también por el pbro. Jové, quien pagó 1 500 pesos. Algunos años más tarde llegarían las imágenes de San Joaquín y Santa Ana de la casa Rius y también pagadas por el pbro. Jové. La imagen de la Resurrección fue comprada en un comercio en Bogotá, la cual fue encargada por uno de los pueblos de la diócesis y al verla tan grande no la quisieron recibir. En 1926 ya estaba completo el altar de la diócesis de Medellín con retablo de mármol; también estuvieron terminados el de Tunja y Garzón.
Las imágenes de San Antonio y San Francisco de Paula, fueron también conseguidas por el pbro. Jové y realizadas por el taller «El Arte Cristiano» de la ciudad de Olot, España.  Las imágenes de Santa Zita y Santa Teresita, no se tienen registros de cómo fueron conseguidas. Tal vez esta última del tiempo del pbro. Desantiago. Las imágenes de San Luis y Santa Isabel las consiguió de urgencia el pbro. Pueyo, cuando no había imágenes en el templo del Voto.
Entre 1917 y 1920, el pintor Ricardo Acevedo Bernal elaboró 10 cuadros, de los cuales 8 son de grandes proporciones y se localizan en el techo de la nave central. El pedido artístico fue iniciativa del pbro. Pueyo de Val y costaron 4000 pesos. En 1919 el pbro. Villarroya fundó la «Revista El Voto Nacional» que comienza a circular en marzo de ese año, y en sus anuncios informa que funciona en la «Casa de los Misioneros (Templo del Voto), calle 10, 330». E igualmente se informa de la «escasez de elementos de trabajo» en la obra del templo y de la prisa de avanzar por motivo del Congreso Mariano, que se realizaría en ese mismo año. Además, en ese año (1919) se instala el nuevo pavimento del templo compuesto por baldosas de cemento pigmentado (también conocidas como baldosa hidráulica artesanal) realizadas por la «Compañía de Mosaicos Hidráulicos» (Mosaicos Tobón).
El templo fue consagrado utilizando como presbiterio el extremo occidental del predio donado por la señora Rosa Calvo, pero entre 1925 y 1927 el pbro. Villarroya logra adquirir por 28 000 pesos las fracciones de terreno necesarias para extender el área disponible y así edificar el transepto que actualmente existe, y en su crucero la cúpula.
La obra de ampliación estuvo a cargo del arquitecto neerlandés Antonio Stoute. El proyecto de ampliación abarcaba un prolongado ábside, con girola y una gran capilla reservada en forma diagonal, pero lamentablemente no se logró adquirir todos los terrenos requeridos, por lo cual el proyecto debió adaptarse a los predios que se lograron conseguir.
Además, la obra también incluyó la ampliación de las criptas. Abajo del callejón del costado sur se hallaban osarios. Pero el nuevo proyecto implicó la construcción de nuevas criptas debajo de todo el transepto. Los trabajos concernientes al transepto se iniciaron en 1927.
El proyecto fue patrocinado simultáneamente con aportes del Gobierno y donaciones del público en general. Se ofrecieron, a modo de retribución, diferentes privilegios según el monto de las donaciones: a partir de una eucaristía los primeros viernes de cada mes, hasta un nicho en la cripta y misas en el transcurso de los diez primeros aniversarios del fallecimiento del donante.
Con motivo de la conmemoración de los 25 años de la paz se emitió la Ley 33, del 20 de octubre de 1927, que ordenó la finalización del templo y una contribución del erario público de dos mil pesos mensuales hasta finalizar la cúpula.
En 1927 se instaló el alumbrado eléctrico en el interior del templo para la iluminación de los arcos y cornisas; en la fachada se colocaron los ocho grandes capiteles corintios que faltaban en las columnas en la parte inferior, se tallaron otras piedras y cornisas que aún se encontraban en bruto, con un valor de 3 500 pesos.
El 2 de enero de 1928 fallece el arzobispo Bernardo Herrera Restrepo, lo reemplaza automáticamente su coadjutor Ismael Perdomo Borrero, quien continúa dando apoyo a las obras del templo.
En 1930 se compraron dos imágenes, del Nacimiento y de Santa Teresita, realizadas también por la casa Rius.
En 1931 llegaron desde Alemania tres nuevas campanas (conocidas como las menores) realizadas en bronce por Mefecerunt Franzfelillingsöhne Auolda Germania. En agosto de 1931 comenzaron las obras de construcción de la cúpula; en 1932 se cubrió la parte del crucero y se remataron los muros hasta el arranque de la cúpula; y en 1933 llegó de Inglaterra el armazón de hierro de la cúpula, que instalado costó 19 000 pesos. Las pesadas 3 000 piezas de vidrio de colores amarillo, azul y rojo costaron 11 000 pesos.
En 1932 llega desde España el actual órgano tubular, el cual es bendecido solemnemente el 7 de agosto, costó 15 000 pesos y fue construido por la casa organera Nuestra Señora de Begoña, Bilbao, de Juan Dourte.
El 25 de febrero de 1934, Antonio María Claret es beatificado, y desde 1936 se difundió con gran éxito la novena del beato Claret, lo cual incrementó sus devotos en el país, muchos de ellos peregrinaban hasta el templo para manifestar su fe. Y entre 1936 y 1940 las comuniones pasaron de 160 000 a 340 000.
El pbro. Pedro Díaz tramitó en agosto de 1936 la licencia de construcción de la cúpula ante la Secretaría de Obras Públicas Municipales, cuyos trabajos habían sido suspendidos por no disponer del permiso requerido. Luego, en septiembre de ese año la licencia fue concedida, en la cual aparece como arquitecto director Antonio Stoute.

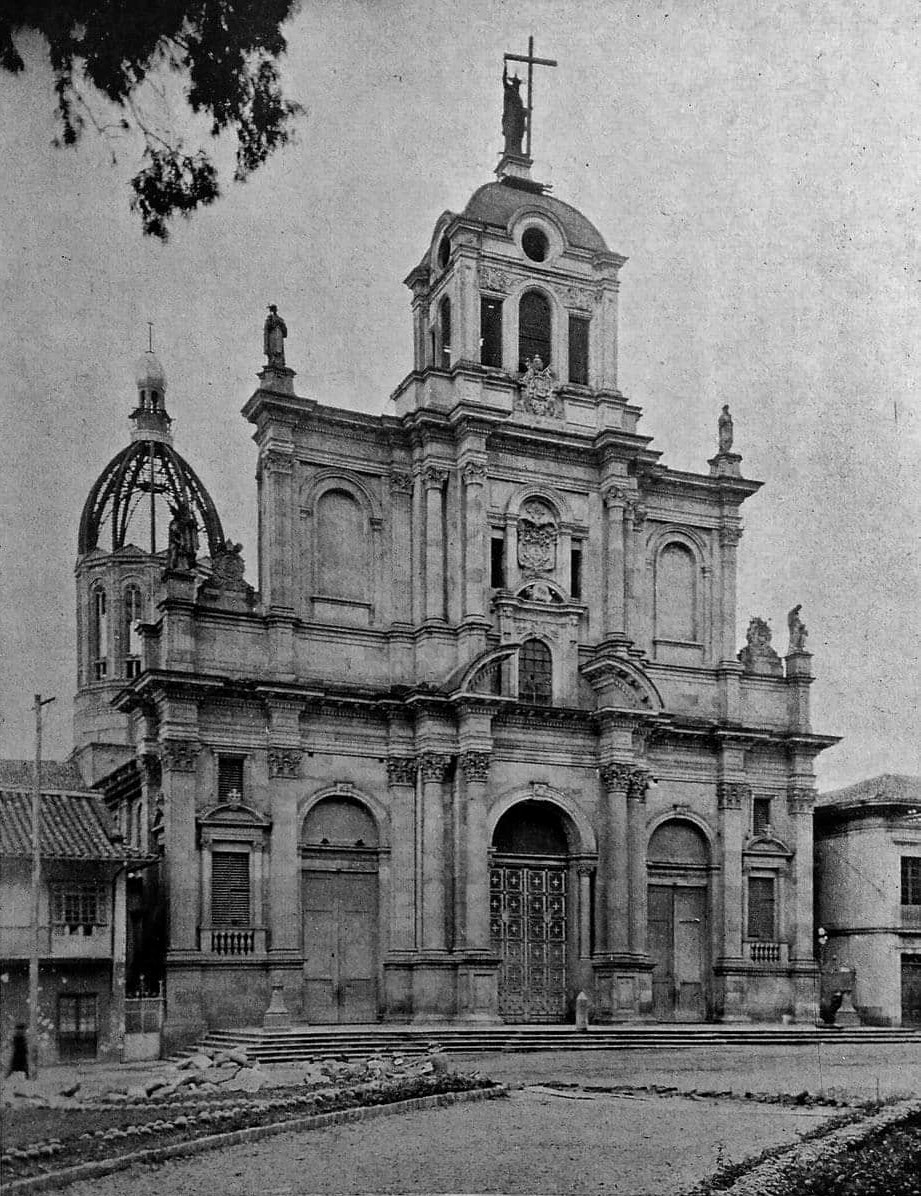
Templo del Voto Nacional con la cúpula en construcción en 1938.

En 1938 se exhortó a los colombianos a «trabajar con entusiasmo por el Corazón de Jesús» para que «en la próxima fiesta del IV Centenario de Bogotá el Templo del Voto Nacional sea uno de los monumentos religiosos que pueda presentar Bogotá». Previamente, en enero, se había expedido la Circular sobre la obra del templo votivo del Sagrado Corazón de Jesús, en la que afirma que hace falta terminar la cúpula y el altar:

Desean los Misioneros Hijos del Inmaculado Corazón de María, al acercarse el IV Centenario de la fundación de Bogotá, presentar terminado a los visitantes de la capital de la república, nacionales y extranjeros, el Templo Votivo del Sagrado Corazón de Jesús que además de tener el carácter nacional, es símbolo de la paz colombiana.

Con el fin de allegar recursos para las dos obras principales que completarán el simbolismo patrio de este templo, la cúpula adornada en sus vidrieras con los colores del pabellón nacional, y el altar mayor con la imagen de Cristo Rey en el trono que le han levantado los colombianos todos, los encargados de dicho templo nos han pedido autorización para hacer una colecta especial fuera de la iglesia en todas las parroquias de esta Arquidiócesis y poder así terminar para la fecha centenaria de Bogotá este monumento conmemorativo del anhelo y de la súplica constante de Colombia: la Paz. Concedemos con mucho gusto la autorización solicitada y encarecemos a los Venerables Párrocos y a los fieles presten su valiosa cooperación para esta obra que será un nuevo homenaje de fe y de amor que ofrece la Arquidiócesis de Santafé de Bogotá al Corazón de Jesús.

Ismael, Arzobispo de Bogotá.

En 1938 llegó la primera remesa de mil vidrios. Con motivo de la inauguración de la cúpula, en la celebración del cuarto centenario de la fundación de la capital colombiana, el municipio de Bogotá le obsequia al templo el reloj de la torre, el cual fue realizado por la casa alemana J. F. Weule; así está ratificado en el Acuerdo 35 del Concejo de la ciudad, con el que se dan las «autorizaciones al ejecutivo para hacer los traslados que demande la compra de un reloj para el templo del Voto Nacional». Tras la instalación, se logró sincronizarlo con las campanas del templo y con una imagen del Sagrado Corazón de Jesús de dos metros de altura instalada sobre una pequeña plataforma, que a modo de un cucú, sale para indicar las 7 de la mañana, la 12 del día y las 6 de la tarde.
El 26 de mayo de 1938 es instalada y bendecida la gran custodia realizada en bronce que remata la cúpula exterior, la bendición fue realizada por el arzobispo Perdomo.

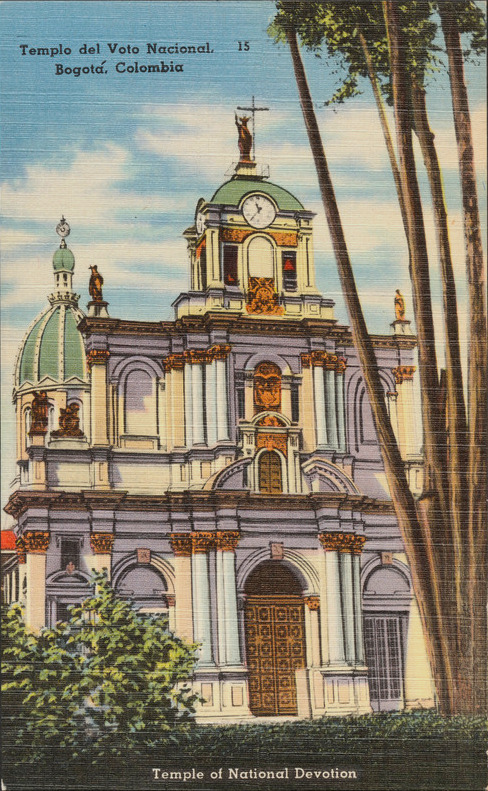
Postal iluminada, en la que se ve el templo terminado, aunque los colores no corresponden a la realidad, por ejemplo la cúpula tiene un color que da a entender que es de cobre.

Finalmente, el 21 de agosto de 1938 el transepto, la cúpula y el reloj de la torre fueron bendecidos e inaugurados por el arzobispo Ismael Perdomo con misa pontifical y con procesión del Santísimo por el parque, a la que le siguió la renovación del voto realizado en persona por el arzobispo. La celebración de los cuatrocientos años de la fundación de la ciudad fue la oportunidad para presentar las nuevas obras del templo del Voto Nacional. Su presbiterio y el transepto con el altar tenían, enfrente de telones, una imagen del Sagrado Corazón de Jesús, de proporciones más modestas que el actual. La cúpula con vidrios con la bandera de Colombia, iluminada a más de 55 metros de altura, se destacaba en el paisaje urbano de la ciudad.
En ese momento de esplendor, el templo contó con una gran actividad religiosa, que incluía grandes actividades en el sector a causa de las procesiones y devociones de varias asociaciones y cofradías, entre las que sobresalieron están las siguientes: 1) la devoción al Inmaculado Corazón de María, cuyas procesiones transitaban por las calles próximas al templo; 2) para complementar, la visita domiciliaria del Corazón de María, que llegó a contar con «19 urnitas con la imagen» y que visitaron más de 500 hogares bogotanos; 3) desde 1919 se realizaban los Jueves Eucarísticos, que en 1927 fue señalada como la fiesta religiosa más floreciente en la ciudad; 4) la asociación de Santa Zita, compuesta por unas ochocientas sirvientas que festejaban a la Patrona «y desfilaban por el templo para imprimir un beso en la mano de la Santa»; 5) de 1915 a 1932 operó el ropero del Corazón de Jesús, una agrupación de señoras que los miércoles se juntaban en la iglesia a rezar y para arreglar los ornamentos sagrados; 6) y el sindicato de la Aguja, de índole educativo para jóvenes.

### 1938-2012. Del resplandor a la decadencia
Desde 1930, en el momento en que el partido liberal llegó al poder, el presidente dejó de hacer presencia en el Voto Nacional para renovar la consagración de la República al amparo del Sagrado Corazón. En cambio, en 1945 el papa Pío XII se refiere al templo como magnífico, y en transmisión radial evocó a los colombianos la relevancia y el significado del templo:

[] Brillaban apenas los primeros albores del siglo, y para testimonio perenne de tan ferviente homenaje, quisisteis alzarle magnífico templo en cuyo frontispicio se lee: Templum Sacratissimo Cordi lesu ob pacem impetratam ex voto populi Colombiani dedicatum (Templo consagrado por el voto del Pueblo colombiano al Sacratísimo Corazón de Jesús, para impetrar la paz). Habíais obtenido de aquel Corazón que es Pax et reconciliatio nostra (paz y reconciliación nuestra) el don precioso de la paz; se la volveríais a pedir escrutando con inquietud las nieblas del futuro. Y Él os oyó; porque, desde aquel día ha corrido ya medio siglo, y —caso raro en lustros tan agitados— hasta el día de hoy no ha corrido más sangre colombiana en campos de batalla.

Por medio del Decreto num. 16 del 12 de marzo de 1942, el arzobispo Perdomo convierte al templo del Voto en parroquia del Sagrado Corazón de Jesús, y ratificó encomendarla a los misioneros Claretianos, nombrando como primer párroco al pbro. Alfredo Martínez (párroco entre 1942 y 1948).En octubre de ese mismo año (1942) la señora Ana Lucía Palacios de Ruiz dona para la recién creada parroquia la pila bautismal. La nueva vida parroquial generó el descenso drástico de misiones fuera de la ciudad, por ejemplo en el año que se creó la parroquia (1942) se realizaron 17 misiones, 526 bautismos y 118 matrimonios; y en 1945 hubo tan solo cuatro misiones, pero se incrementaron los bautismos, matrimonios y comuniones en el templo, en ese año se realizaron 1 206 bautismos, 259 matrimonios y 185 000 comuniones.
En 1947 el avance de la avenida Caracas llega a la plaza de Los Mártires partiéndola en dos y al año siguiente continuó su avance llevándose por delante parte del edificio de la Escuela de Medicina. La obra de la avenida Caracas rompió abruptamente la unidad entre el centro histórico de Bogotá y el sector del Voto Nacional. Además, la vegetación de la plaza fue eliminada para luego ser convertida en paradero de buses.
El pbro. Ignacio Trujillo lidera la iniciativa de realizar el altar mayor que el maestro Acevedo Bernal había diseñado a solicitud del pbro. Pueyo 35 años atrás, por lo cual recorre varios Departamentos del país recolectando donaciones. Tiempo después, aprovechando la comitiva que por Colombia viajó a España en 1950 a las ceremonias de canonización de Antonio María Claret, uno de los enviados, el pbro. Juan Punset, párroco del templo, emplea la ocasión para llevar los diseños a la reconocida «Casa Granda», la cual se comprometió a elaborarlos. El encargo de la ejecución del altar mayor incluía también «leyendas para cubrir el fuste delantero de las cuatro columnas que sostienen la cúpula», y el comulgatorio (barandilla) con los dos ambones con sus respectivas águilas de bronce.
Tras dolorosos años de violencia bipartidista, agudizados en esos años por los disturbios del 9 de abril de 1948 que desencadenó el inicio de la época conocida en el país como «La Violencia», hicieron que en 1952, el entonces presidente Roberto Urdaneta Arbeláez y el nuncio Antonio Samoré encabezaran una campaña por la paz llamada Cruzada Pro-Paz. El mandatario había firmado la Ley 1.ª del 8 de enero del mismo año, por consiguiente el día del Corazón de Jesús se declaraba fiesta cívica nacional, nombrada de «Acción de Gracias»; en cada 8 de enero se renovaría cada año la consagración oficial del país al Sagrado Corazón de Jesús. El martes 10 de junio se realizó una gran procesión de tres horas, en la cual la imagen del Señor Caído de Monserrate fue bajada desde el cerro de Monserrate hasta San Francisco y desde allí fue llevada hasta la iglesia del Voto Nacional. En el atrio del templo el Nuncio y el presidente realizaron discursos. 
El 20 de junio de ese año (1952) se conmemoraron los cincuenta primeros años del Voto Nacional, los cuales se comenzaron a celebrar desde la víspera, con una adoración nocturna expiatoria, misa de media noche y se realizó un multitudinario desfile con antorchas, que partió desde la plaza España hasta la plaza de Los Mártires. Después, el presidente de la república se dirigió a las gradas para allí de rodillas, realizar la renovación del voto.
Ese mismo año (1952) llegó de España el Altar del Corazón de Jesús en 224 cajas y las recibió el pbro. Bahillo, párroco. En dos años la Casa Granda en Madrid ejecutó el encargo y lo envió a Bogotá «no sin antes exhibir el monumento en sus talleres de Madrid por donde pasaron artistas, sacerdotes, prelados, [ ] historiadores [ ], admirando la obra de arte que iba a lucir nuestra capital en su templo del Voto». La Casa Granda envió tres técnicos para la instalación, uno encargado de la sección del mármol, el segundo maestro jefe de los talleres de bronce y el tercero maestro en ebanistería y talla, y el montaje se realizó en 40 días. El 11 de enero en 1953 se realizó la bendición del sagrario, la custodia y de la imagen del Sagrado Corazón. En 1954 llegaron de España cuatro gigantescas arañas de cristal también realizadas por la Casa Granda.

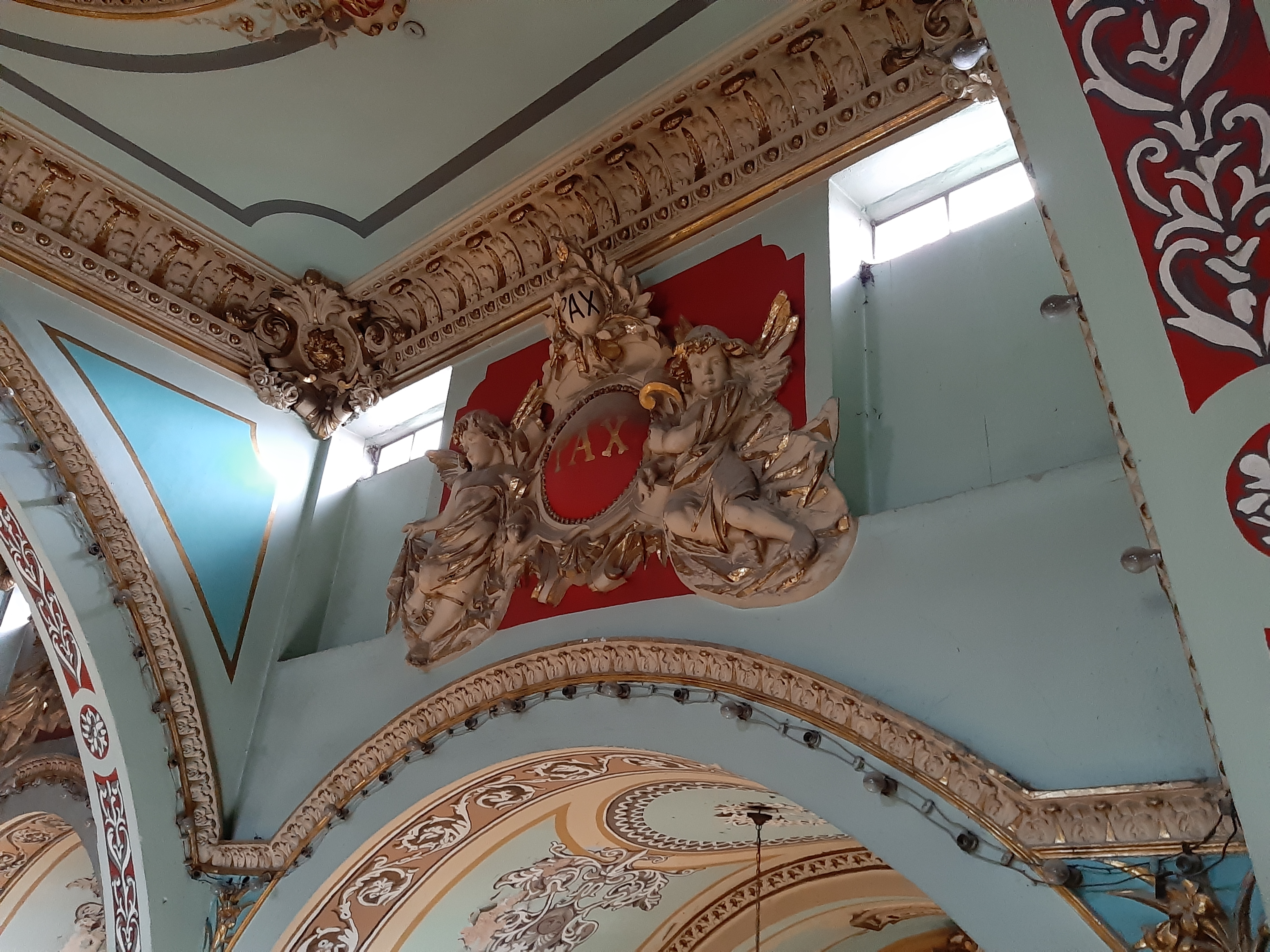
En la imagen se pueden ver unos ángeles y molduras, yesería realizada por el artista Colombo Ramelli, del taller Ramelli. La palabra pax (paz en latín), aparece por todo el templo unas 200 veces. En 1956 en lo alto de la nave longitudinal se abrieron unas ventanillas (a modo de un claristorio), que mejoraron la iluminación.

En 1956 continuaron los mejoramientos al templo y a la Casa de los Misioneros de la calle 10. La biblioteca fue ampliada, se dotaron las habitaciones y el mobiliario fue mejorado. En la sacristía y en el ábside se realizaron otras obras de mejoramientos, como la clausura de «dos arcos que dañaban la perspectiva del suntuoso monumento al Corazón de Jesús». La capilla de San Antonio Claret fue pintada, se realizaron mejoramientos en la cripta para protegerla de las filtraciones y reparaciones en el tejado. Se realizó una reparación a la cúpula, que desde los disturbios de 1948 se encontraba con daños, y en parte superior de los muros laterales de la nave longitudinal se abrieron 18 ventanillas para aumentar la iluminación de la nave. Además se invirtió en la adquisición de alfombras, candeleros, lampadarios de bronce, y en la reparación del Santo Cristo en la salida del templo. También, se realizó la instalación de micrófonos y parlantes más sonoros, y las catorce hornacinas de las capillas laterales fueron reconstruidas en material más durable.
El sector de Los Mártires fue afectado por la violencia y los saqueos del 9 de abril de 1948, y añadiendo el traslado del mercado a la cercana Plaza España en 1956, generaron la llegada de delincuencia al sector y desencadenaron en la huida de los residentes tradicionales y la desaparición de las asociaciones religiosas, como la de los Jueves Eucarísticos. Con el transcurso de los años las antiguas casas pasaron a ser inquilinatos y hoteles donde los viajeros buscaban fugaces encuentros (convirtiéndose en zona de tolerancia), así como en bodegas de mercancía o comercios. No obstante, el prestigio de la parroquia persistía; por ejemplo en ese año (1956) se realizaron 68 misiones, 2 555 bautismos, 450 matrimonios, 258 600 comuniones dentro del templo y 150 funerales; y en 1962 fue en Bogotá la segunda parroquia con mayor número de bautizos (3 616), y era muy estimada para matrimonios de habitantes de la ciudad y de la región cercana (418 matrimonios). En ese mismo año se efectuaron allí 198 funerales.
Contando desde junio de 1956 y por 15 meses, el brazo derecho del santo Antonio María Claret recorrió la nación en peregrinación misionera. El 7 de junio llegó a Bogotá, fue acogido en el templo del Voto Nacional y el 8 de junio, por la tarde, el presidente de la República, el general Rojas Pinilla realizó la renovación del voto, acompañado por el gobierno en pleno. Luego, llegaron caravanas de peregrinos que pasaron a besar la reliquia.
Las casas al sur del templo, localizadas al frente de la plaza de Los Mártires que habían sido adquiridas en 1950, 1951 y 1952, comenzaron a ser demolidas desde 1956 para construir un edificio moderno de cinco pisos de la comunidad claretiana, que acogería lo que actualmente se conoce como El Filosofado. El 24 de marzo de 1957 se bendijo la primera piedra, y en 1961 fue inaugurado, con la celebración del Capítulo Provincial de Elecciones.
En 1960, con motivo de la celebración del Sesquicentenario de la Independencia se realizaron obras de mejoramiento en la Plaza de Los Mártires, que había quedado fragmentada desde la apertura de la avenida Caracas; se suprimió el parqueadero en el que se había convertido, y el obelisco fue centralizado en el fragmento más grande de la plaza y protegido con una verja de hierro, se hizo siembra de árboles, se instaló nuevo alumbrado público y se construyeron senderos. La plaza fue reinaugurada el 17 de julio de ese año.
En ese año (1960), el pbro. Miguel Rodríguez comenzó varias obras de mejoramiento en el templo, como el decorado interno, la pintura de paredes y arcadas y el ensanche de la cripta con 2 900 osarios. En ese mismo año (1960), llega de Madrid un envío de los «Talleres de Arte Granda» los cuales son: dos esculturas de ángeles porta candelabros de casi 2 metros de alto, se estrenaron el 21 de agosto de ese año, fueron donadas por el señor Álvaro Fonnegra y cada talla costó 2 000 dólares incluyendo la estructura en que están montadas. Y una escultura de la Virgen Milagrosa, que actualmente se ubica en la capilla de Antioquia. En ese mismo año (1960) se fundó el Colegio Claretiano, que operó en la edificación de la calle 10 hasta 1968, cuando fue trasladado a Bosa y la mayor parte de dicho inmueble fue vendido, conservando solo la parte más interior del predio que se destinó para la sacristía. En 1961 llegaron de España dos grandes campanas (conocidas como las mayores) fabricadas en junio de ese año en el taller de los Hermanos Portilla, en la ciudad de Santander.

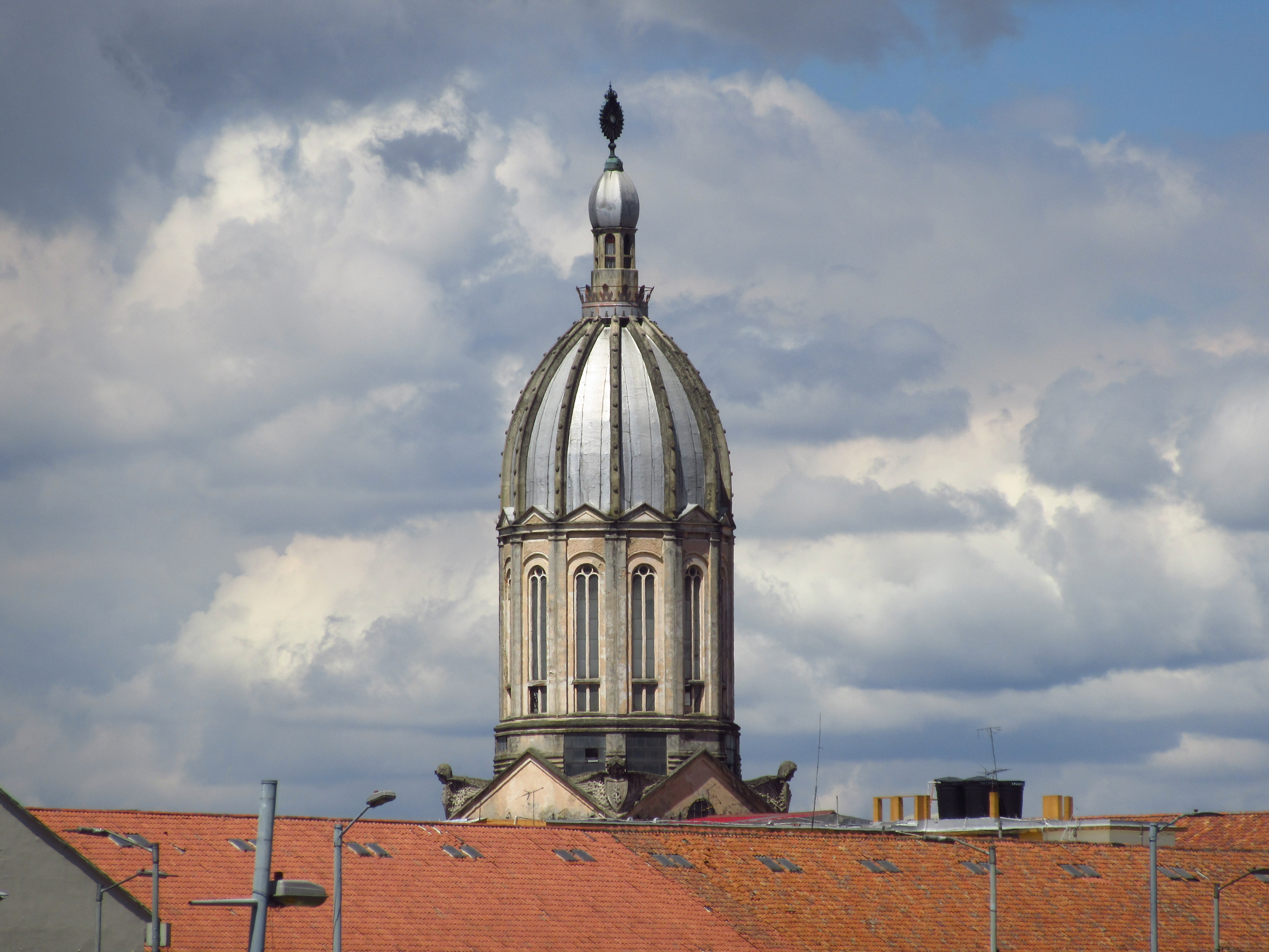
Vista de la cúpula exterior del templo con la membrana de concreto que reemplazó los vidrios con los colores de la Bandera de Colombia. Este cambio, con el paso del tiempo, generó serios problemas estructurales, pues la estructura no fue diseñada para esa nueva cantidad de peso.

En el periodo parroquial del pbro. Mariano Izquierdo (1962-1965) se realizó el desmontaje de los vidrios de colores de la cúpula exterior, los cuales sufrieron perforaciones por disparos el 9 de abril de 1948, lo que estaba generando filtraciones de agua y causando daños en el templo. Por lo cual se tomó la decisión de sustituir los vidrios de la cúpula por una membrana de concreto. Algunas piezas de vidrio quedaron en la estructura del templo, otras pocas permanecieron en la actual casa cural y otras las enviaron a la iglesia que se estaba edificando en el barrio Class, y que se nombró «Cristo Doliente». En 1964 la Comunidad Claretina compró un predio que linda con el costado norte del templo en el que estaba edificada una casa de dos plantas para destinarlo como casa cural. El 22 de agosto de 1963 se bendijo el altar del Corazón de María, fabricado en bronce y mármol y realizado también en los talleres Granda en Madrid.
Fue iniciativa del pbro. Guillermo Rozo, párroco de la basílica del Corazón de María en Roma, de solicitar para el templo del Voto Nacional el título de Basílica Menor. La propuesta fue acogida por el arzobispo de Bogotá, cardenal Luis Concha Córdoba, lo que llevó a que el papa Pablo VI elevara al templo a la dignidad de Basílica Menor por medio del breve del 14 de febrero de 1964 y fue proclamado Basílica Menor en misa pontifical celebrada por el cardenal Concha el 5 de junio del mismo año.
En el periodo parroquial del pbro. Jorge Palacios (1966-1969) sucedieron otros destacados cambios, como la venta del predio de la Casa de los Misioneros y la edificación de la actual casa cural. Entre el templo y la casa cural no existía un acceso interno que comunicara a ambos edificios, por lo cual era necesario salir a la calle para pasar de un edificio a otro, ante este inconveniente, alrededor de los primeros años de la década de los setenta se abrió la puerta que actualmente existe y comunica a las dos edificaciones. Parte del predio que se mantuvo de la calle 10, en el que actualmente se encuentra la sacristía, cuya puerta que comunica con el resto del templo data de los años cincuenta. Las diversas comunicaciones que habían entre el predio vendido y la iglesia fueron clausuradas, a causa de los frecuentes robos que alcanzaron a ocurrir en el templo.
En 1971, por decisión del cardenal Concha, la ceremonia del Te Deum deja de realizarse en el Voto Nacional y comienza a celebrarse en la Catedral de Bogotá, a causa del deterioro social y urbano que sufría el sector alrededor de la basílica. Esto fue un duro golpe que acentuó más el decaimiento de la preeminencia del templo para la ciudad y para la nación, entrando más en el olvido.
Con ocasión de la conmemoración de los 75 años de los claretianos en el Voto Nacional, su entonces párroco, el pbro. Rafael María Cuéllar, planificó una Acción de Gracias al Sagrado Corazón de Jesús entre el 30 de mayo y el 2 de junio de 1987, reuniendo una gran cantidad de feligreses en la plaza de Los Mártires y realizando una procesión del Santísimo en los altares de las parroquias participantes. El presbítero empezó, para dicha conmemoración, la repavimentación de la iglesia. Los vitrales de los extremos del transepto debieron ser sustituidos pues padecieron serias averías ocasionadas por la explosión de la bomba contra el edificio del DAS ocurrida el 6 de diciembre de 1989, especialmente el vitral norte.
Los impactos del tiempo han hecho estragos en el edificio, pues, a partir de los años ochenta, los párrocos han efectuado gestiones para la reparación de humedades, filtraciones de agua y deterioros en las obras artísticas del templo. En 1991 entra en vigor la nueva Constitución Política de Colombia, que estableció el carácter pluralista de la nación y la separación entre Iglesia y Estado, finalizando así con la Consagración oficial del país al Sagrado Corazón, aunque la ceremonia ya no se celebraba en el templo. Más tarde, en 1994 la Corte Constitucional declaró inexequible la ley de enero de 1952.

Algunos ejemplos del estado de deterioro del templo antes de la restauración
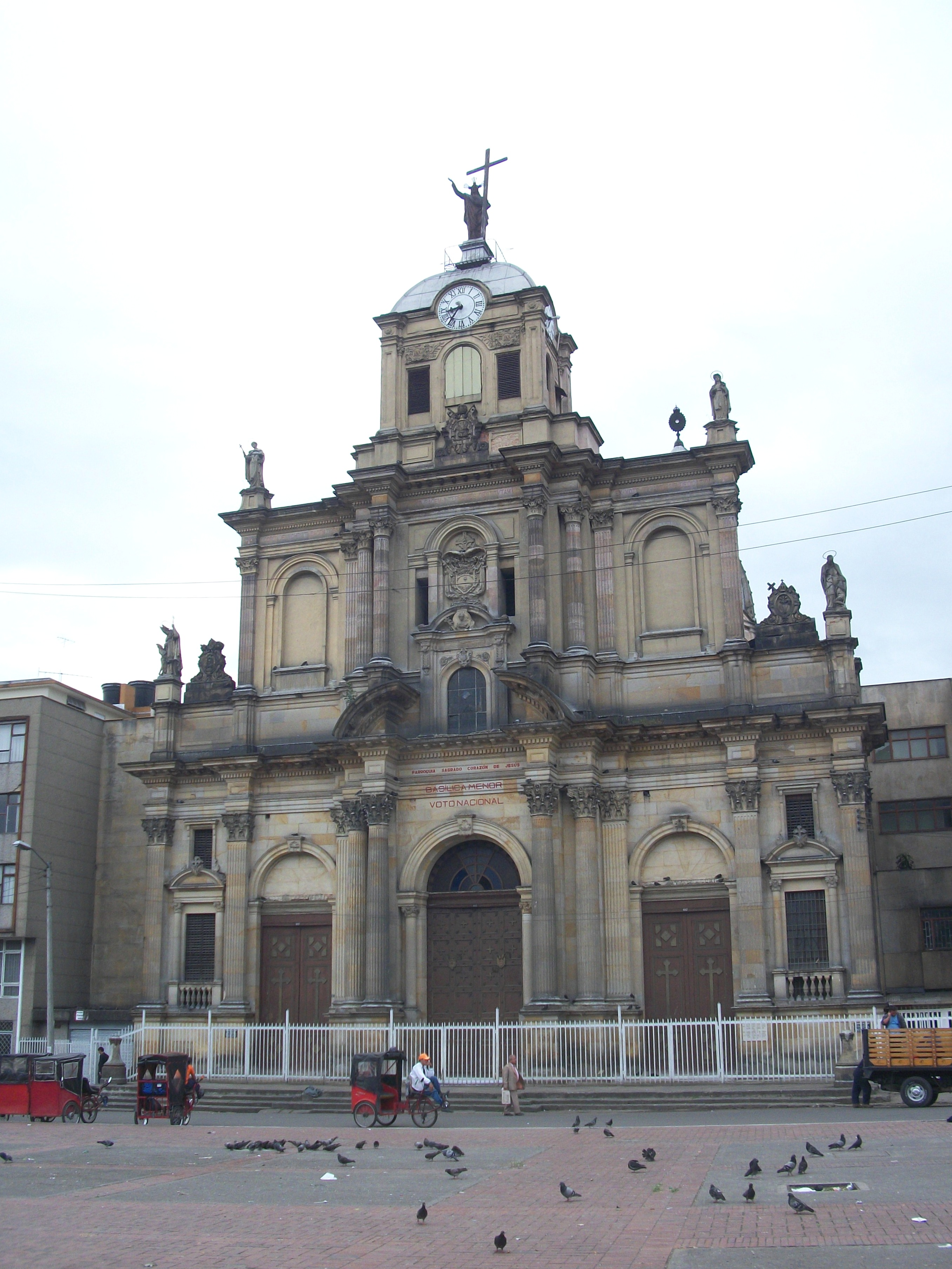
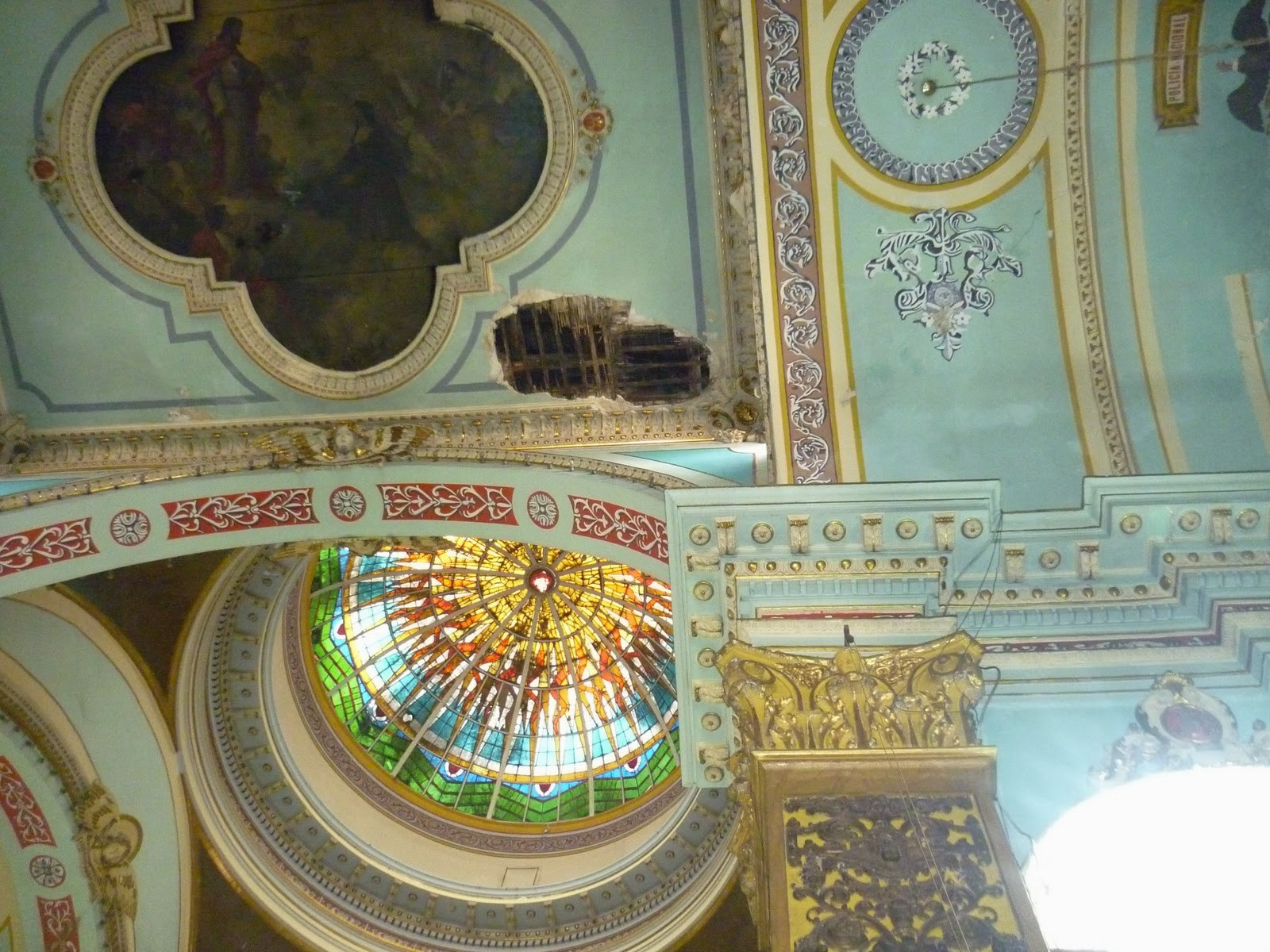
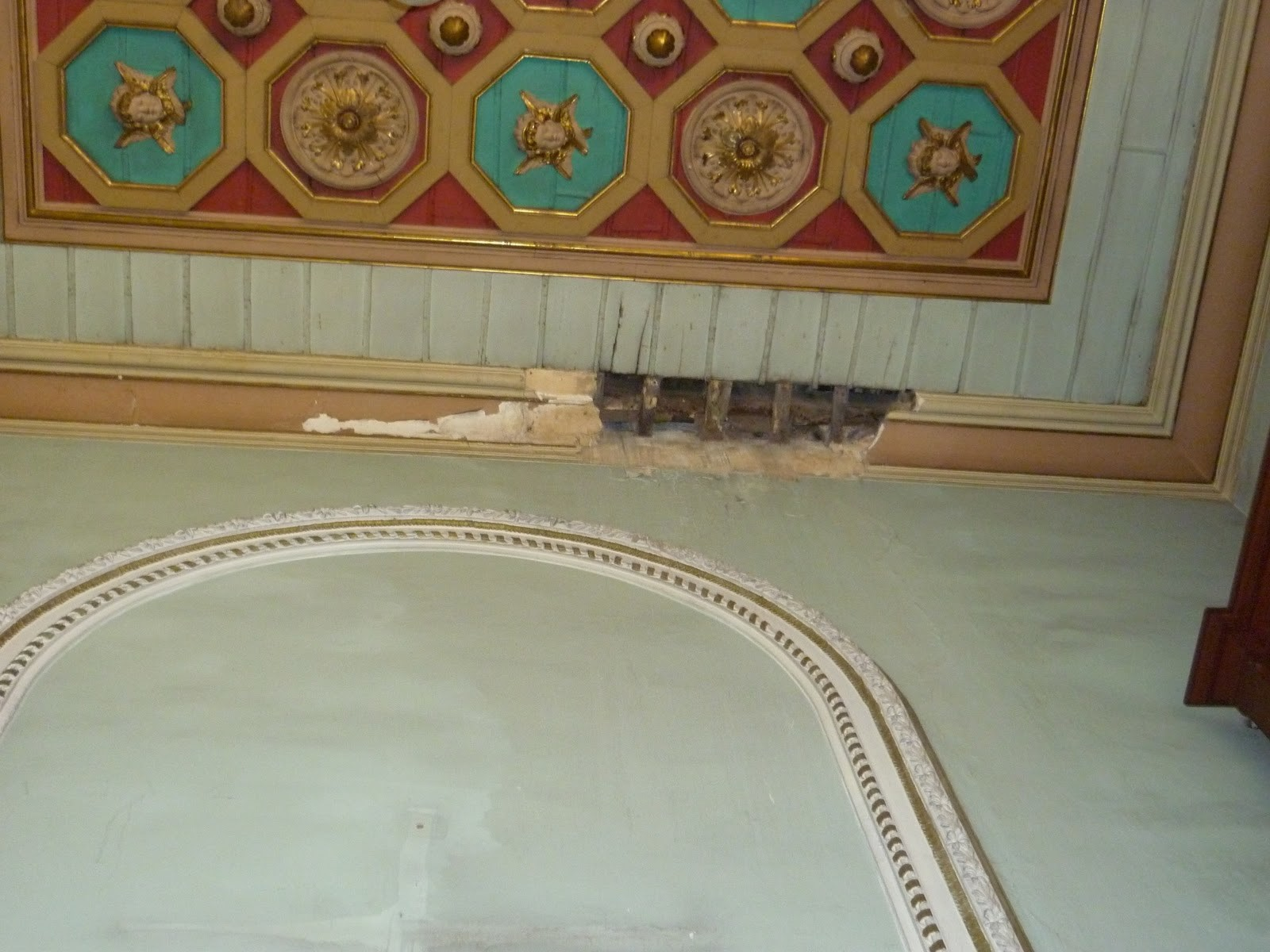
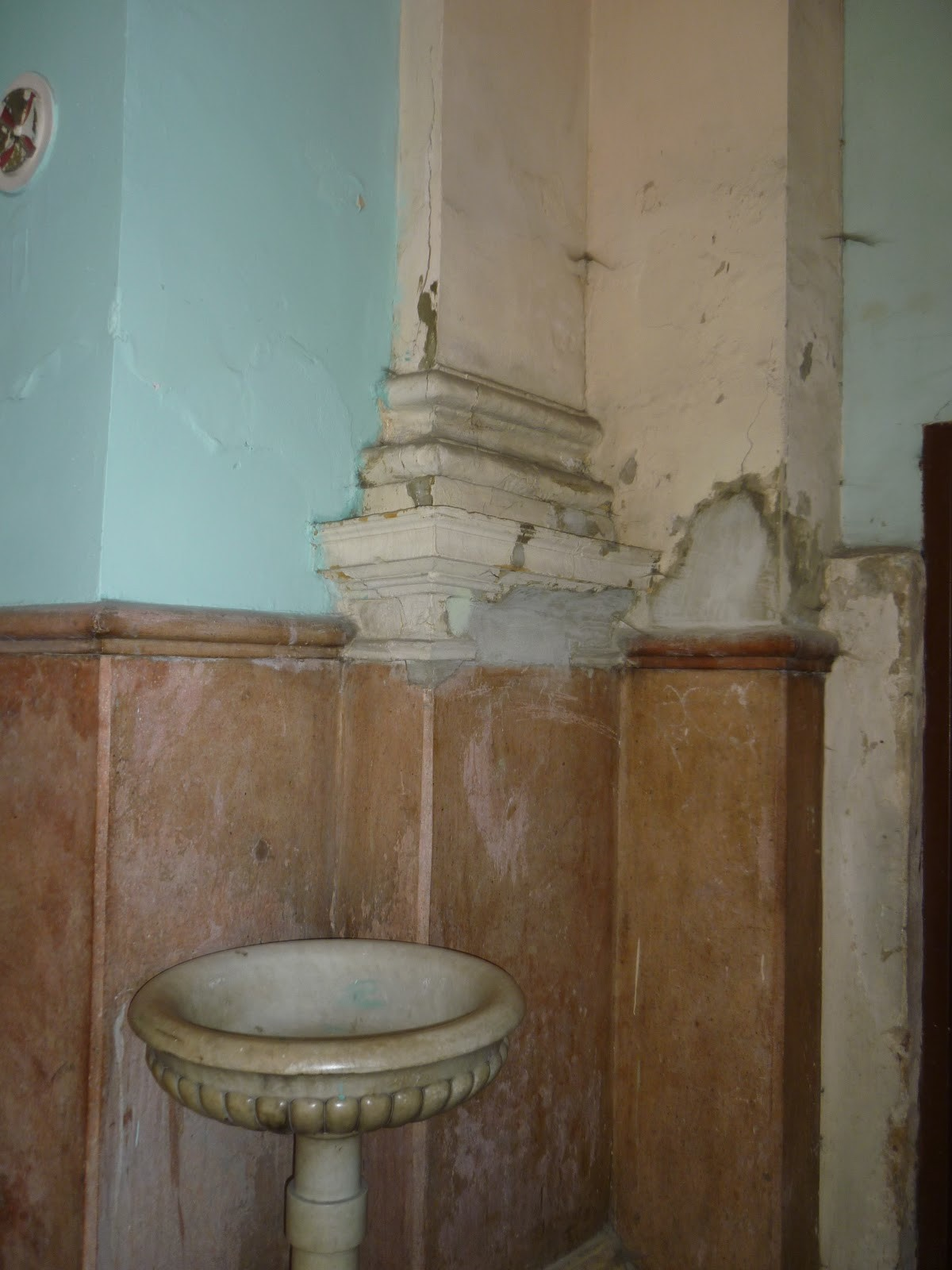
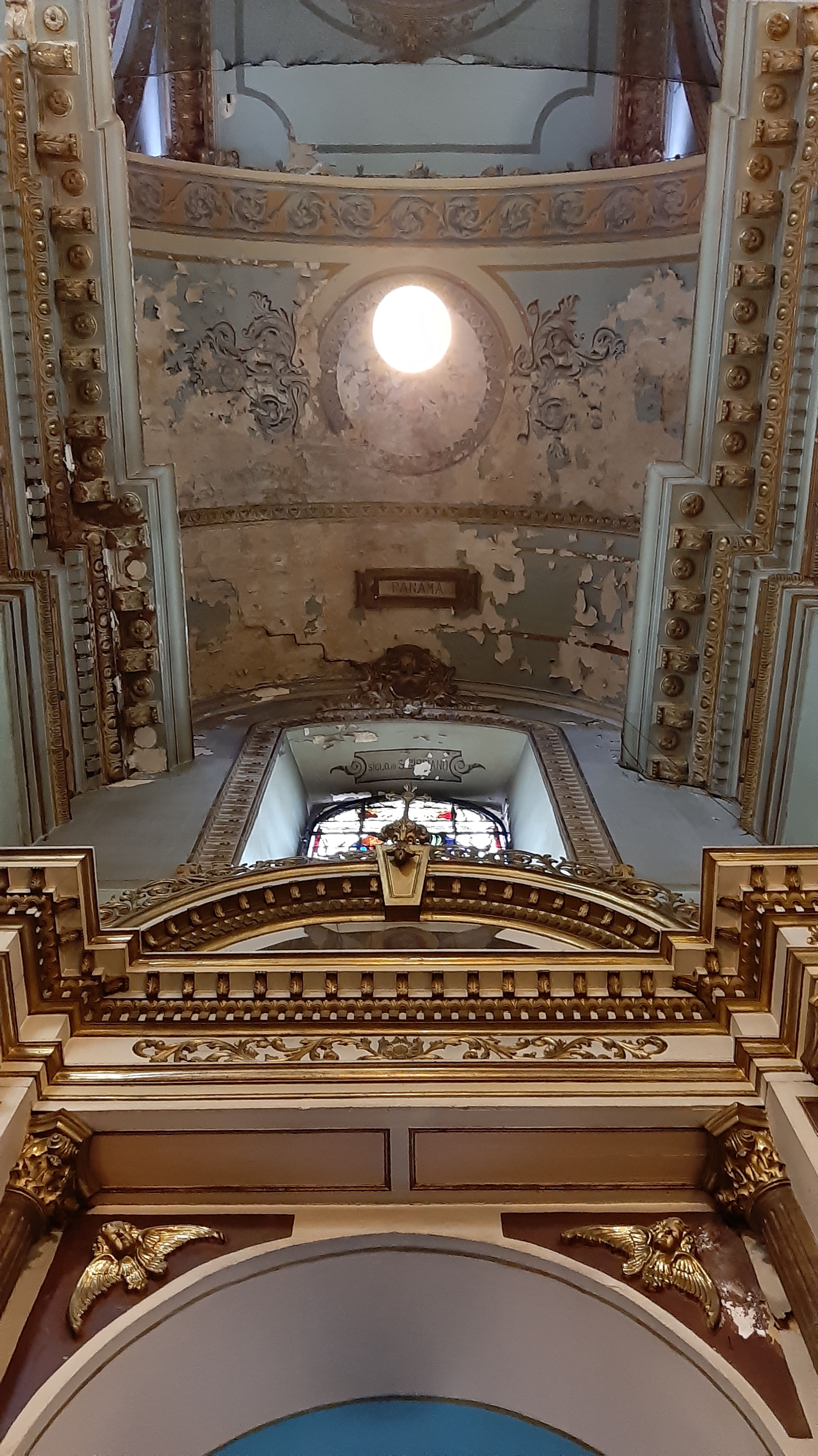
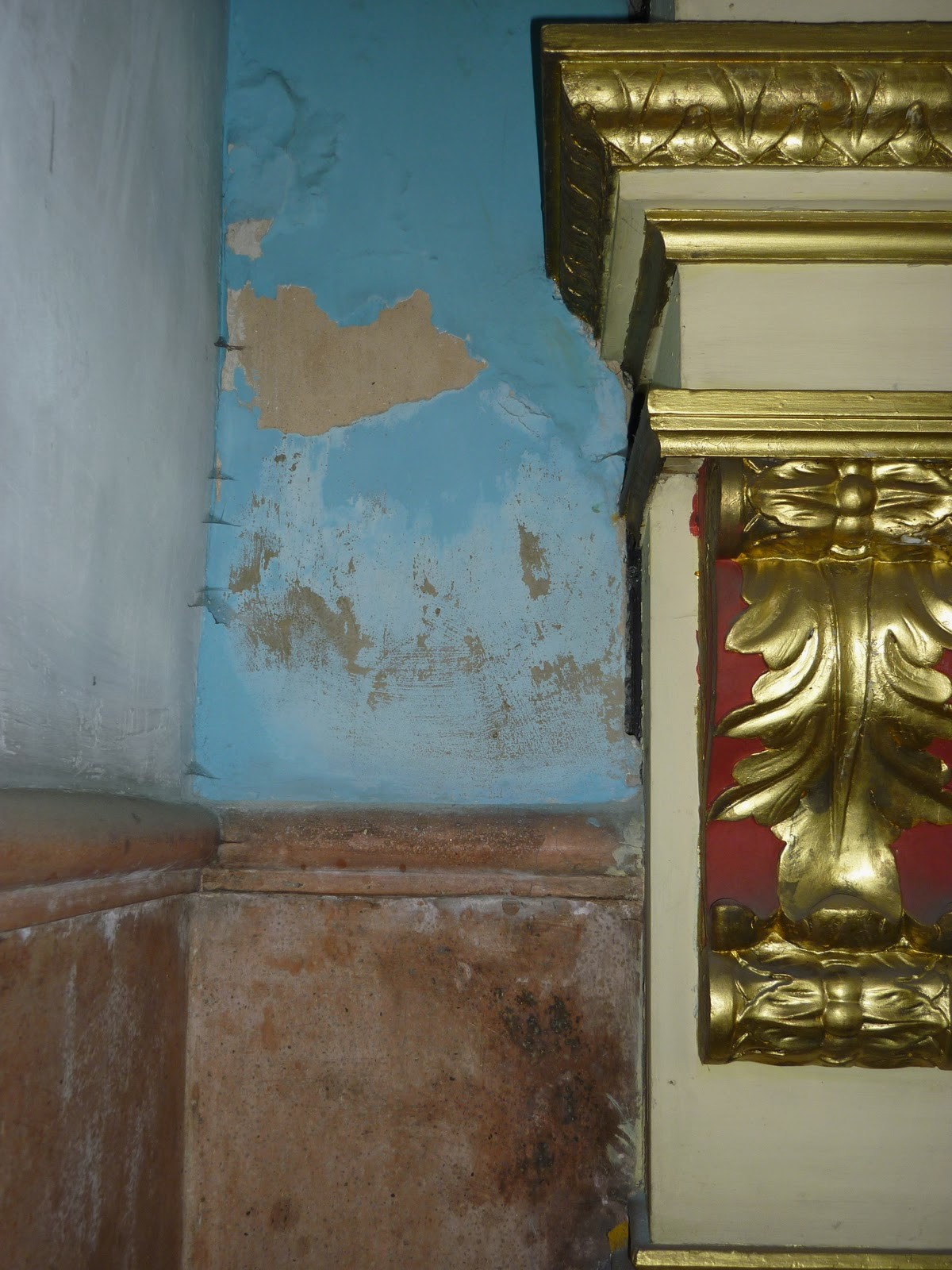

Paralelamente, el sector alrededor del templo se fue deteriorando social y urbanamente cada vez más, la inseguridad y la delincuencia aumentaron drásticamente. En los años ochenta, la calle 10, entre las carreras 15 y 17, a pocos metros de la basílica, se convirtió en un centro de drogas y delincuencia que se conoció como «El Bronx», además este fenómeno se agudizó el año 2000, cuando «El Cartucho», otro sitio de delincuencia que estaba a pocas manzanas de la iglesia, fue demolido lo cual trasladó mucha de la actividad delincuencial y de extrema pobreza hacia los alrededores del templo.
Los problemas de inseguridad se agudizaron a niveles muy peligrosos, hasta el presbítero Darío Echeverri González, párroco del templo, fue atracado varias veces, incluso, vestido de sacerdote. El sector de por sí ya era intransitable, pero al caer la tarde, empeoraba más, situación que obligó a la parroquia a cancelar la misa de seis de la tarde (en Colombia anochece a las 6 p.m.) y los religiosos se resguardaban muy temprano en sus habitaciones. El templo solo se abría durante las pocas misas que se realizaban en el día, momento en que algunos indigentes ingresaban al edificio, unos lo utilizaban como letrina y otros, para robar lo que podían. Con la ausencia de feligreses, llegó la falta de recursos y el templo no tenía con que sostenerse económicamente.
Con todo esto la basílica quedó aislada y olvidada, lo que generó un gran deterioro en el edificio, principalmente en la fachada, el techo y la cúpula, a tal punto que amenazaba con derrumbarse. El reloj con su cucú se detuvo. Cada vez eran menos los que se atrevían a entrar al templo por miedo a la inseguridad de la zona, atrás quedaron los tiempos en que la basílica gozaba de gran prestigio, en donde los bautismos o matrimonios eran muy solicitados, para luego pasar a ser cada vez menos, por ejemplo para esa época se celebraban aproximadamente 5 matrimonios por año y 10 bautismos por mes (antes eran 1000 por mes). La mayoría de estas celebraciones se realizaban en los recintos de la casa cural y pocas veces en el templo.
El presbítero Darío Echeverri González, párroco del templo, al ver la grave situación en la que se encontraba la basílica, comenzó a hacer gestiones y pedidos de ayuda a las autoridades eclesiásticas y civiles. Entre las gestiones que realizó el párroco Echeverri, se encuentra la solicitud en junio de 2005 para inscribir la Basílica en el Registro Nacional de Patrimonio Cultural. En octubre del mismo año, la Gerencia General de la antigua «Corporación La Candelaria» en Bogotá, solicitó al Ministerio de Cultura de Colombia su declaratoria de Bien de Interés Cultural de Carácter Nacional -BIC- (equivalente al antiguo título de Monumento Nacional que está en desuso). Todo esto era con el fin de que al ser un BIC se garantizaría su protección y restauración.

### 2012-presente. El resurgimiento
Para realizar la restauración del Templo se comenzaron a hacer gestiones, se recogieron varias donaciones de organizaciones alemanas e italianas, lo que permitió realizar el estudio de títulos, el estudio fitosanitario, las obras de primeros auxilios de la cubierta que amenazaba con colapsar y luego se cambió la red eléctrica, que representaba un riesgo por lo antigua. En el contexto del convenio entre el Ministerio de Cultura y la Conferencia Episcopal de Colombia, firmado en 2010 y ratificado en diciembre de 2012, se asignaron recursos para el mantenimiento de la cubierta del templo. Además, el Ministerio de Cultura declaró finalmente a la basílica Bien de Interés Cultural de Carácter Nacional -BIC- mediante resolución 1402 del 16 de julio de 2012.
En 2011 inició el proceso de restauración de la Basílica con la «Formulación del Plan Especial de Manejo y Protección del Centro Histórico» -PEMP- por parte de la Universidad Nacional de Colombia, que fue aprobado en el 2013 por el «Instituto Distrital de Patrimonio Cultural de Bogotá» -IDPC- mediante la resolución 204 de ese año. Después se efectuó la consultoría para la elaboración del proyecto de intervención integral para el templo, el cual fue aprobado por el Ministerio de Cultura mediante la resolución 3612 de 2015.
En ese mismo año iniciaron los trabajos de primeros auxilios con el fin de disminuir los riesgos descubiertos en el transcurso del desarrollo del proyecto de intervención integral, puesto que el templo mostraba problemas de filtraciones de agua en las criptas, y las esculturas de la fachada principal se estaban desmoronando, poniendo en peligro a los transeúntes. Las obras realizadas se enfocaron en la protección y consolidación de las esculturas de la fachada; limpieza y mantenimiento de la fachada principal y además mantenimiento del sistema de redes sanitarias e hidráulicas.
De acuerdo con el diagnóstico de la consultoría, se identificó que el mayor riesgo era el debilitamiento estructural del edificio. Para el adecuado reforzamiento estructural, la restauración y la conservación de la edificación y su destacada colección de bienes muebles, la  intervención se estableció en tres etapas de acuerdo con los recursos disponibles.
Entre 2016 y 2017 se realizó la primera etapa que consistió en la restauración del cuerpo de la fachada principal la cual sufría un desplome en su eje vertical de 60 cm, convirtiéndose en un riesgo para los transeúntes. Un grupo de expertos se encargó de limpiar la fachada, recomponer las piezas que faltan, cambiar las piezas de piedra en mal estado, además de restaurar el cupulín, la cubierta, los escudos y el Cristo resucitado de la torre.
Igualmente, las esculturas de la fachada se desmontaron (Santo Toribio, San Luis Bertrán, Santa Rosa de Lima y San Pedro Claver), y fueron restauradas en un taller adecuado que se estableció dentro del templo, más adelante fueron montadas de nuevo en su lugar. Además, en el coro se consolidaron los entrepisos y la baranda de madera, se recuperaron los óculos permitiendo el paso de luz natural.
Esta etapa incluyó la preservación de los valores patrimoniales y objetos artísticos del inmueble, como la rehabilitación del reloj, los vitrales, las puertas, entre otros. Así mismo, se consolidó la torre del reloj incluyendo las estructuras de madera y su cubierta. Se efectuó el reforzamiento estructural, restauración de la fachada, la contrafachada, el coro, el sotacoro y las obras de tratamiento de humedades. En esta etapa se invirtió $ 3 141 408 345 de pesos (aprox. un millón de USD en esa época).
Luego, entre 2018 y 2020 (11 de septiembre), se realizó la segunda etapa que consistió en la restauración del presbiterio, transepto y cúpula. Se hizo el reforzamiento y rigidización estructural de la cimentación, muros y columnas del presbiterio, transepto y cúpula. Para el reforzamiento estructural de la cimentación fue necesario realizar la exhumación de 789 osarios en la cripta, los cuales fueron tratados con el protocolo de bioseguridad por un antropólogo forense y que luego volvieron a ser inhumados.
Así mismo, el proyecto abarcó la restauración de bienes muebles como los vitrales del Sol Resplandeciente (cúpula interior), las ventanas de los brazos norte y sur del transepto, los vidrios de los rosetones, yeserías, molduras y limpieza de las esculturas del presbiterio y de los brazos del transepto. La cúpula exterior fue restaurada, la membrana de concreto fue retirada y se restablecieron los vidrios que configuran el bandera de Colombia (el tricolor Nacional). Para realizar las obras en altura se instaló un sistema de andamio autoportante, y a fin de evitar una sobrecarga en la edificación existente y garantizar la estabilidad del inmueble, las actividades se organizaron en cuadrillas de trabajo distribuidas por niveles. En esta etapa se invirtió $ 10 592 000 000 de pesos (aprox. 3 228 000 de USD en esa época).
Para la tercera y última etapa, que contaba con los recursos iniciales y estaba proyectada para comenzar en el año 2020, pero debido a la contingencia causada por la pandemia del Covid 19, debió ser aplazada y dichos recursos fueron redirigidos para afrontar dicha contingencia, por tal motivo esta última intervención se encuentra en espera y se enfocará en la consolidación estructural de la nave central y las capillas laterales. Se tiene calculado que para su realización se requiere una inversión de $25.000 millones de pesos (aprox. 6 786 000 de USD en esa época), siendo la más costosa, por lo cual se tiene planeado dividirla en más fases.
A mediados de febrero de 2025, la Procuraduría General de la Nación alertó por el deterioro de la Basílica del Voto Nacional, pues identificó un preocupante deterioro en los elementos artísticos, escultóricos y vitrales del templo. Además, se evidenciaron graves daños en el cielorraso de la nave longitudinal, los óleos que la decoran y las estructuras de la nave y la cubierta. Estos problemas ponen en riesgo no solo la integridad de la edificación, sino también la seguridad de quienes la frecuentan.
Por tal motivo, el ente de control solicitó al Instituto Distrital de Patrimonio Cultural -IDPC- información detallada sobre el estado de la restauración, sus planes a futuro y conocer los avances de la fase 3 del proyecto de conservación de la basílica. Por el mismo motivo se dirigió a la Dirección de Patrimonio y Memoria del Ministerio de Cultura. Esta alerta pone de manifiesto la urgencia de acciones concretas para evitar un mayor deterioro de la edificación, declarado patrimonio cultural y religioso.

## Autoría del templo

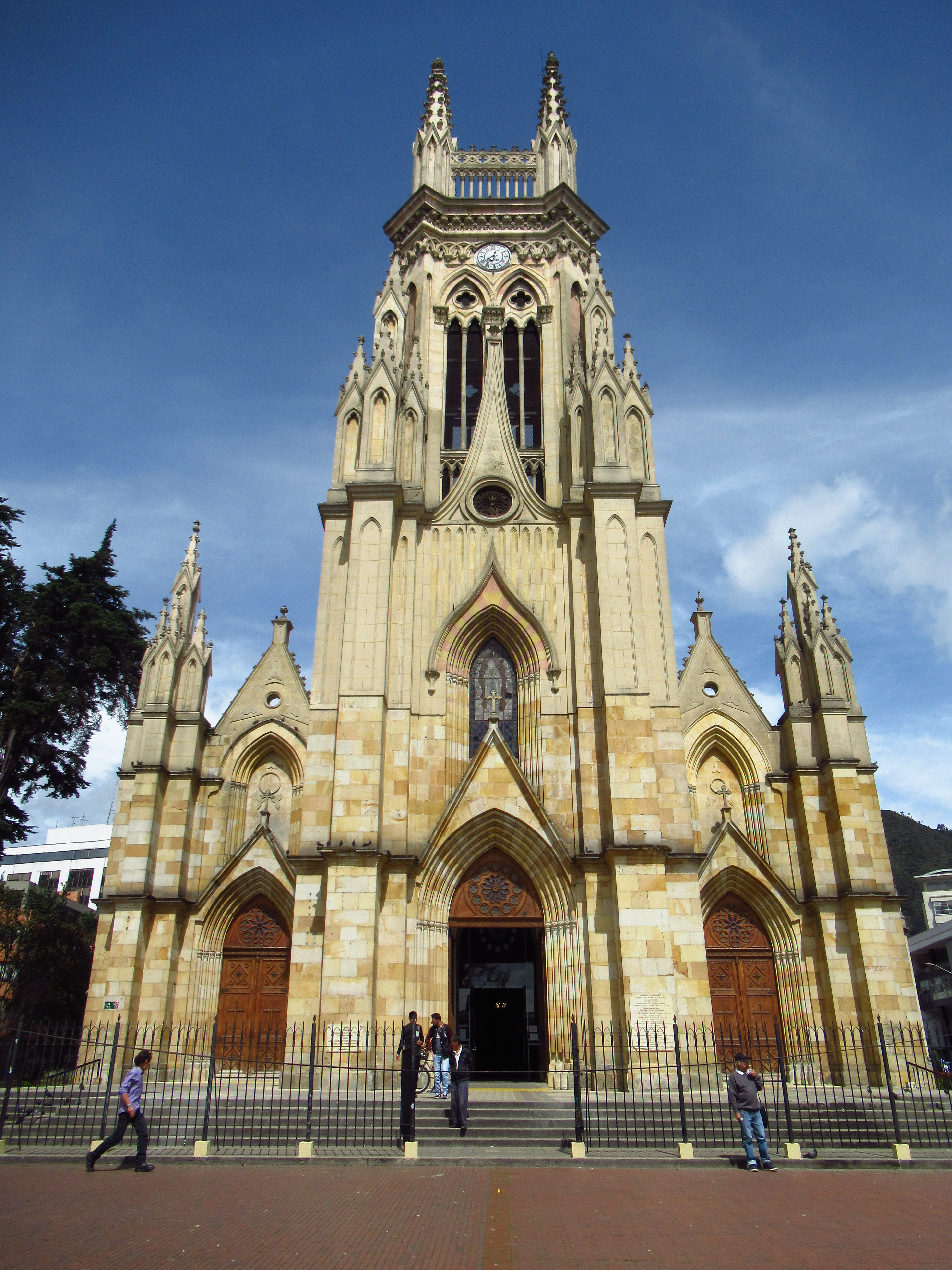
Basílica de Nuestra Señora de Lourdes, obra de Lombana, en Bogotá.

Las memorias de los claretianos le atribuyen a Olaya la autoría de los diseños iniciales de la capilla impulsada por doña Rosa hacia 1881. Además, en ese momento, Olaya y doña Rosa eran vecinos. Pero esas mismas memorias indican que lo que Olaya alcanzó a edificar sufrió varias modificaciones que al final su intervención se esfumó totalmente.
El primer registro que se tiene de la intervención de Julián Lombana en el templo del Sagrado Corazón de Jesús data de 1900, cuando Lombana solicita en una carta a la Junta Central aumentar el tamaño de la iglesia. Cuando el pbro. Pueyo, le explica por carta a su Superior en Europa el estado del templo que iban a recibir en 1912, dice en uno de sus apartados: «Es una lástima que han variado de plan varias veces, habiendo alterado in pejus (para peor)», lo que da a entender que en esos primeros años en que intervino Lombana, el proyecto inicial fue modificado varias veces. Adicionalmente, el pbro. José Payás, en 1941, cuenta en la Revista El Voto Nacional sus recuerdos sobre los avances del templo para el año de 1914: «Si bien desde mitades de 1914 había desaparecido el cobertizo, último resto de la anterior ermita...», otro indicio de que lo poco que quedaba de esa inacabada capilla desapareció.
Debido a la ausencia de documentos planimétricos de la primera época en que intervino Lombana que confirmen su autoría, puede ponerse en duda esta atribución. Sin embargo Alfredo Ortega Díaz, en su libro «Arquitectura en Bogotá» publicado en 1924, contempla el templo del Voto como una de las obras de Julián Lombana.
Las cosas vuelven a cambiar en el proyecto con la llegada del pbro. Pueyo de Val en 1912, que con sus conocimientos en arquitectura, más su gran enfoque e iniciativa que tuvo como líder de los claretianos en la iglesia del Voto, y su dirección en las obras, generó que la intervención de Lombana en la edificación del templo ya no fuera tan clara. Son varias las referencias que plasman en sus memorias diferentes pbros. claretianos, concerniente a las modificaciones que el pbro. Pueyo realizó a los diseños de la nave y de la fachada.

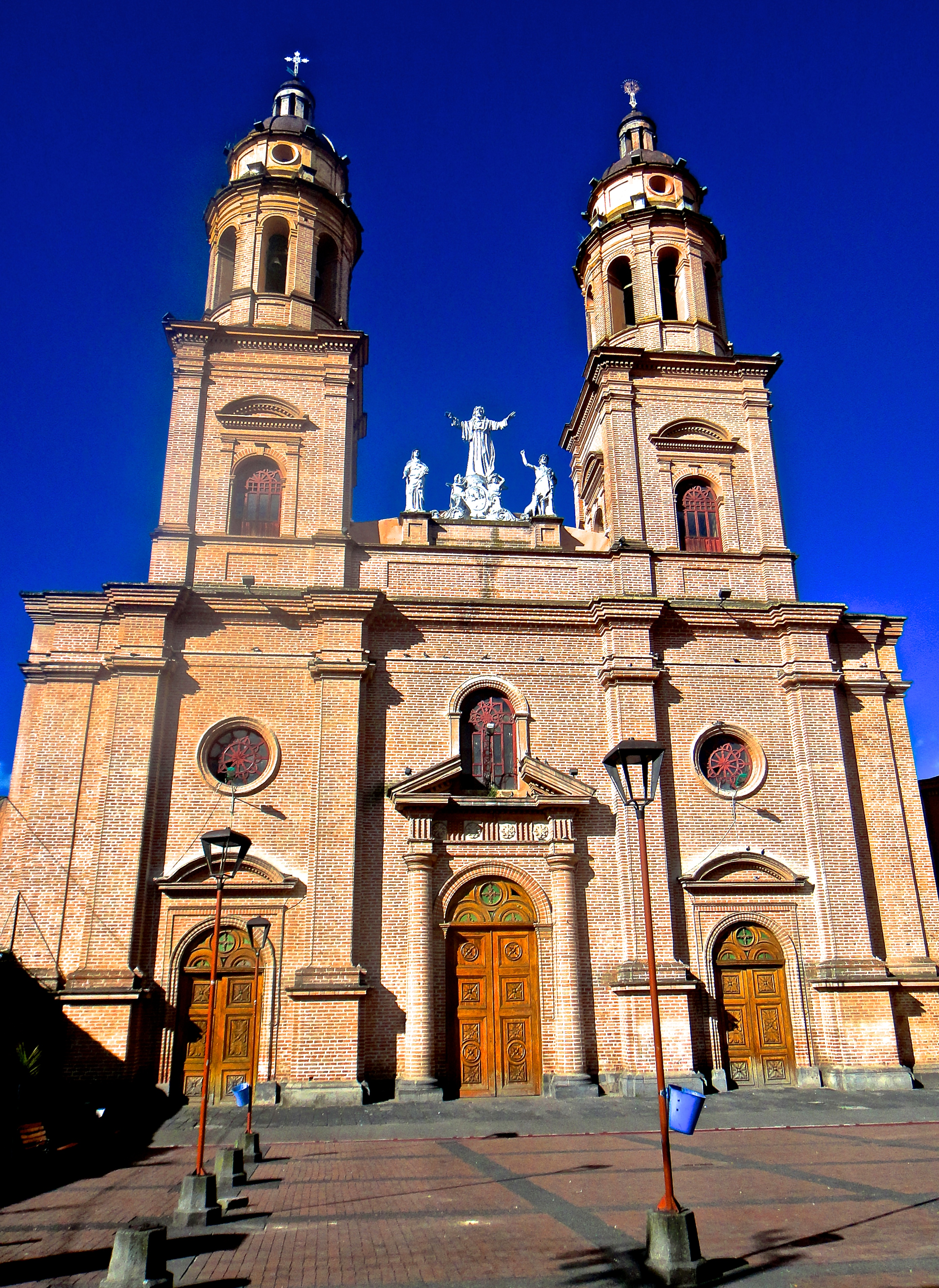
Catedral de Pasto. La primera piedra fue colocada en 1899 y a mons. Pueyo le correspondió la terminación de la obra y su consagración en enero de 1920.

En las memorias de los pbros. Claretianos mencionan varias veces el esmero e iniciativa que definían al pbro. Pueyo. Incluso pese a sufrir un accidente en la obra (le cayó un tablón sobre la cabeza), ante la prisa de concluir el templo para su consagración en 1916, «veíase al padre Pueyo día y noche, cubierto de polvo, fatigado, en pie acá y acullá ordenando los trabajos más perentorios».
El pbro. Carlos Mesa asegura que el pbro. Pueyo había reformado,

[...] o por decirlo con mayor justeza, elaborado de nuevo los planos generales en el frontis y en el interior del templo: amplió las luces, elevó las bóvedas, seleccionó minuciosa y detenidamente las labores decorativas complicadas y costosas y de las cuales la mayor parte restaba por ejecutarse; armonizó la diversidad de elementos y dedicó tal estudio a los pormenores, que por su orden y encadenamiento constituyen unos tratados de dogmática, y otros de historia religiosa.
 

Como ya se mencionó antes, son varias las referencias que señalan las modificaciones realizadas por el pbro. Pueyo al plan original, con la autorización del arzobispo Herrera. En la memoria del pbro. Martín Jové, escrita en 1943 desde Caracas, dice:

[...] el padre Pueyo, a despecho del señor Lombana, director de las obras del templo, abrió las paredes macizas que antes formaban una especie de capillas y comunicó al templo ese aspecto de tres naves que ahora tiene. [] Me decía el padre Pueyo que al hacerse cargo de las obras, lo primero que le vino a la mente fue derribar todo lo edificado y empezar una construcción amplia y grandiosa, como correspondía al Voto Nacional. Pero dejó de ejecutarlo por no atraerse la censura de los que ya habían puesto mano a la obra.

La misma fuente asevera que el pbro. Pueyo se negó a llevar a cabo «alguno de los dos proyectos pesadísimos que existían» para la fachada y que sus ideas se las transmitió al pintor Ricardo Acevedo Bernal, quien las plasmó en papel. El diseño que finalmente se realizó fue el suyo. Desafortunadamente no se ha encontrado ningún boceto o plano que dilucide el alcance de la autoría de Lombana y la del pbro. Pueyo.

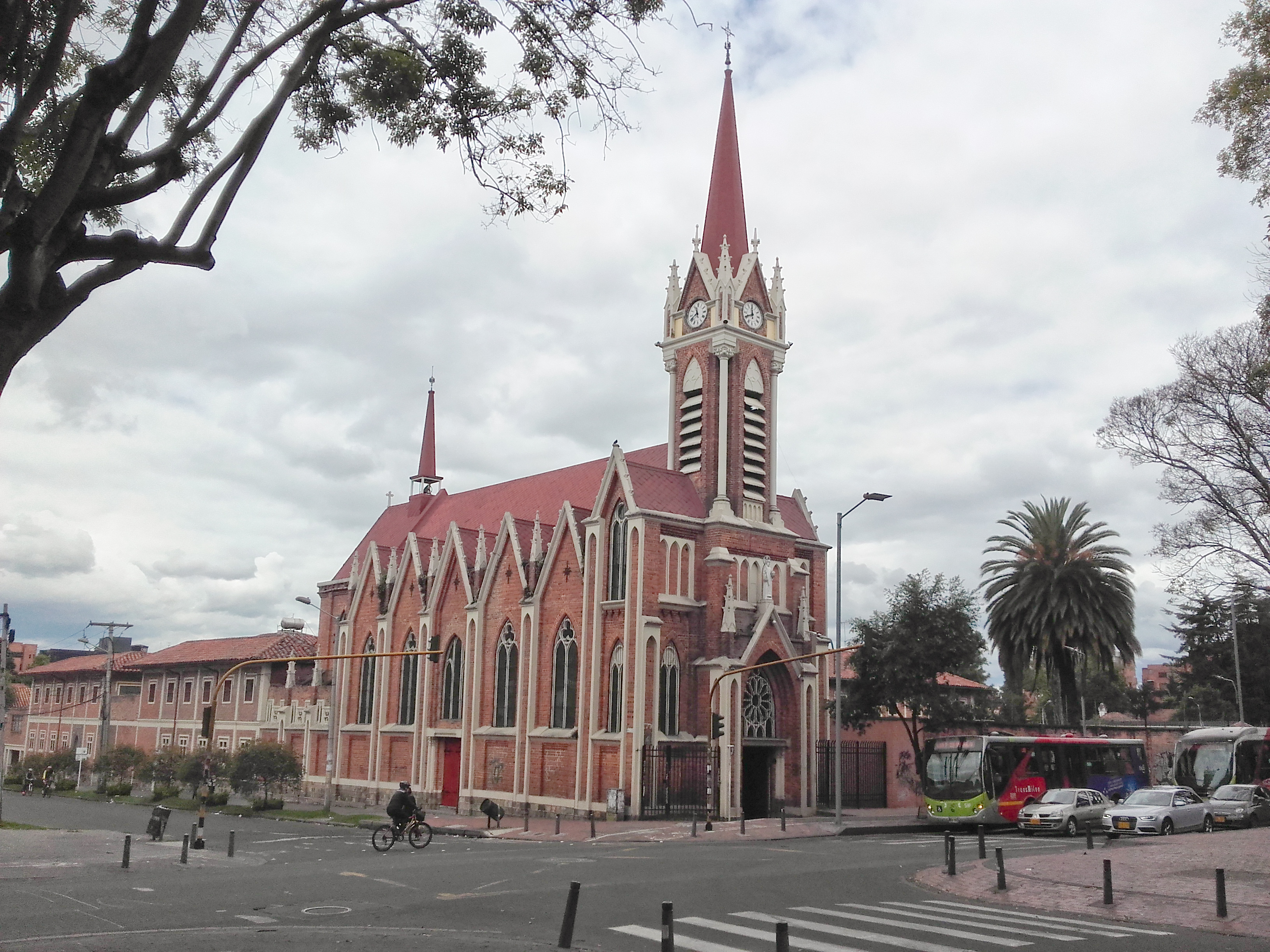
Iglesia de Cristo Rey del monasterio de las Hermanas de la Visitación, obra de Antonio Stoute, en Bogotá.

Hasta donde se puede establecer, Julián Lombana trabajó en la obra el área del predio originalmente establecido en la donación de 1892, al que luego se le sumaron las dos pequeñas porciones de terrenos a lado y lado del frente del predio. O sea, con lo esencial para edificar la fachada principal tal y como actualmente se conoce, y que se inauguró en 1913. Apenas Pueyo de Val arribó a Bogotá, finalizando el año 1912, le informó a su superior que todavía del templo faltaba tejar su último tercio y que «la fachada está en la mitad de la cornisa del primer cuerpo».
No obstante, Lombana y el pbro. Pueyo no disponían de los terrenos occidentales que actualmente configuran el transepto, o al menos no con la totalidad de ellos. Como se señaló, el templo fue consagrado en 1916, utilizando como presbiterio la parte occidental del predio donado por doña Rosa Calvo. Como evidencia adicional está el plano hallado en el Archivo de Bogotá, que, pese a que no está fechado, muestra lo que se tenía pensado para la ampliación del templo (el transepto, la cúpula y espacios complementarios), firmado por el arquitecto neerlandés Antonio Stoute y que al final no se realizó tal y como está plasmado en el mencionado documento. En este plano, que está a color, indica el boceto de la ampliación y los espacios existentes alrededor, en el que se ve un espacio en la mitad sur del actual presbiterio, titulado «sacristía actual». Asimismo, por la forma como están indicados los detalles en el plano, los predios vecinos al norte de la iglesia pertenecen a particulares y están indicados como «edificio alto» en las áreas en donde luego se agregaría el transepto.
El plano que muestra la idea que se tenía planeado hacer firmado por Stoute y los documentos de los trámites de solicitud de la licencia de construcción de la cúpula en 1936, permiten agregarlo dentro de los autores del templo del Voto Nacional. Con su intervención en el templo del Voto, este se completó tal como se conoce actualmente, con su transepto, la cúpula y la sacristía.
Teniendo en cuenta todo esto se concluye que tanto Julián Lombana como el pbro. Antonio Pueyo de Val son coautores del templo consagrado en 1916 y Antonio Stoute es el autor de la ampliación inaugurada en 1938, es decir, el transepto, la cúpula y la cripta.

## Contexto urbano y social

Actual entorno urbano de la Basílica del Voto Nacional (rojo) y la Catedral de Bogotá (naranja) en el centro de la ciudad. La zona cubierta con líneas diagonales comprende el antiguo sector del Bronx, actualmente en ese sitio están construyendo la nueva sede de la Alcaldía Local de Los Mártires y otros edificios públicos. El gran rectángulo verde es el Parque Tercer Milenio construido en la antigua zona de El Cartucho. En amarillo están otros templos católicos de la zona.

La basílica se encuentra emplazada en el costado occidental de la plaza de Los Mártires, en el barrio Voto Nacional de la localidad de Los Mártires de la ciudad de Bogotá. Dicha plaza está cargada de simbolismos históricos y culturales. Alberga en su centro el Monumento a los Mártires, un obelisco de 17 m de altura colocado en memoria de Los Mártires de la Independencia quienes ofrendaron su vida por la patria y, además, ocupó en el pasado un lugar privilegiado en el esparcimiento de los bogotanos quienes disfrutaban de la armonía y belleza de sus jardines. Por su relevancia, se extendió el nombre a la actual localidad de Los Mártires, una importante zona del Centro Histórico de la ciudad, caracterizada por una gran riqueza patrimonial y cultural.
Desde los años 30 comenzaron las obras para abrir la avenida Caracas por la ciudad de Bogotá de norte a sur. Dicha avenida por su paso por el sector de la plaza de Los Mártires hizo grandes perjuicios, pues para su avance fue necesario dividir la plaza en dos secciones, además se demolió parte del edificio de la Escuela de Medicina y un centenar de viviendas. La obra de la avenida Caracas rompió abruptamente la integración urbana entre el resto del centro histórico de Bogotá y el sector del Voto Nacional; además, la vegetación de la plaza fue eliminada para luego ser convertida en paradero de buses, con trazado de estacionamientos pintados en el pavimento.
Adicionalmente, durante los disturbios del 9 de abril de 1948, el sector de Los Mártires fue afectado por la violencia, los saqueos y la destrucción, desgastando aún más el sector; más tarde con el traslado del mercado a la cercana Plaza España en 1956, generó la llegada de delincuencia al sector, lo que desencadenó en la huida de los residentes tradicionales. Con el paso del tiempo las antiguas casas pasaron a ser inquilinatos y hoteles donde los viajeros buscaban fugaces encuentros (convirtiéndose en zona de tolerancia), así como en bodegas de mercancía o comercios.
En 1967 se realizó la ampliación de la avenida Caracas, pasando de dos a cuatro carriles vehiculares y retirando los pasajes peatonales y los jardines, lo que generó un aumento del flujo vehicular. Adicionalmente, con la ampliación de la carrera Décima, a pocas manzanas al oriente de dicha avenida, agudizó más el aislamiento con el resto del centro histórico. Todos estos problemas favorecieron la degradación económica y social que desde la segunda mitad del siglo XX se registra en la zona, y que no hizo más que empeorar.
A finales de ese siglo se establecieron dos lugares peligrosos cerca de la Basílica, a pocas manzanas estaba el Cartucho y a pocos metros el Bronx, los cuales albergaban traficantes de droga, habitantes de calle, pandillas y prostitución. Curiosamente, estos centros de delincuencia se localizaban a menos de un kilómetro de distancia de la Casa de Nariño, del Capitolio Nacional y del Palacio de Justicia, que en ese mismo orden, son las máximas sedes de los poderes ejecutivo, legislativo y judicial del estado colombiano. Además, en las inmediaciones también está el Palacio Liévano sede de la Alcaldía Mayor de Bogotá y el Palacio Arzobispal donde funciona la Arquidiócesis de Bogotá.
En el año 2000, el Cartucho fue intervenido por las autoridades (en su lugar se construyó el Parque Tercer Milenio), lo que generó que parte de esa delincuencia se trasladara al Bronx, el cual fue intervenido el 28 de mayo de 2016, por más de 2500 hombres de la Policía Nacional y el Ejército y algunos organismos de asistencia social. Tras el operativo, se anunció el comienzo del proceso de renovación urbana del sector, incluyendo demoliciones y otras iniciativas.
Como parte del plan de renovación del sector, la plaza de los Mártires y su obelisco, junto con el templo del Voto comenzaron a ser intervenidos para su restauración; para septiembre de 2016 quedaron recuperados la plaza y el obelisco de Los Mártires, y entre 2016 y 2017 se realizó la primera etapa de la restauración de la Basílica. Luego entre 2018 y 2020, se realizó la segunda etapa de la restauración de dicho templo.
Actualmente, para la renovación y recuperación de los barrios Voto Nacional y La Estanzuela, la Alcaldía Mayor de Bogotá por medio de la Empresa de Renovación y Desarrollo Urbano de Bogotá (RenoBo), está realizando las tres primeras etapas del Plan Parcial Voto Nacional – La Estanzuela, con una inversión 100% pública, que incluyen la construcción de un gran proyecto institucional que incluirá el Bronx Distrito Creativo, el Centro de Talento Creativo Multicampus y la nueva sede administrativa de la Alcaldía Local de Los Mártires, estos dos últimos se están construyendo en la manzana del antiguo Bronx, el que fue uno de los sitios más peligrosos de Bogotá.
Los actuales usos del suelo en el barrio Voto Nacional son principalmente comercio, le sigue vivienda, y equipamientos colectivos. Por ejemplo de los usos de la manzana donde se encuentra el templo, el 43 % corresponde a comercio, 30 % a dotacional, 10 % a vivienda y 8 % a vacíos urbanos.
El comercio se divide entre formales e informales. Entre el comercio formal destacan ferreterías, agroindustria, textil y artículos para el hogar. Entre el comercio informal destaca principalmente la venta de herramientas, y en menor escala ropa y comida.
La mayoría de los residentes que habitan el barrio son población flotante que habita en inquilinatos, principalmente vendedores ambulantes, que viven allí por cercanía al trabajo y bajo costo del arriendo, en promedio residen 4 años en el sector.
También destaca la presencia de comunidad indígena Otavalo (Ecuador) que tiene fuertes lazos con la Parroquia del Voto Nacional. Esta comunidad indígena, que tiene una amplia presencia en el sector, participa fervientemente en las celebraciones eucarísticas. Además, se promueve la utilización de su lengua indígena durante la celebración de sus reuniones de oración.
En el marco de la plaza, en su costado occidental, se encuentra de izquierda a derecha: edificio del Filosofado (sede principal de los Claretianos en Colombia), Basílica del Voto Nacional, Casa Cural y algunas antiguas casas republicanas que fueron hogar de familias pudientes que vivieron en el sector, hoy están destinadas como inquilinatos y al comercio.
En el costado sur de la plaza se encuentra el edificio que fue sede del Batallón de Reclutamiento, de estilo neoclásico, diseñado por el arquitecto francés Gastón Lelarge y erigido entre 1916 y 1930. Su función original fue ser la sede de la facultad de Medicina de la Universidad Nacional, y está declarado Bien de Interés Cultural de Carácter Nacional -BIC-. Actualmente este edificio neoclásico está siendo intervenido para ser la sede de «Bronx Distrito Creativo», un proyecto que busca promover la cultura, la creatividad, el emprendimiento y la memoria en la capital colombiana.
En el costado oriental se encuentra la avenida Caracas, y le sigue un fragmento de la plaza de los Mártires que se generó por la división que causó el paso de dicha vía. Esta avenida es un corredor de buses de TransMilenio (sistema de transporte masivo de tipo BRT) y en la esquina nororiental de la plaza se localiza 
la estación Avenida Jiménez de dicho sistema.
También se construirá una estación del futuro metro de Bogotá, cuya primera línea será elevada, por lo cual la estación también será elevada y se construirá encima de la estación Avenida Jiménez del TransMilenio, sobre la avenida Caracas entre la calle 11 y la calle 13. Por tal motivo se adquirieron algunos de los predios de las manzanas de alrededor de dicha estación del TransMilenio, esto incluye a la manzana del costado sur de la plaza de Los Mártires, por lo cual en torno a la mitad de los predios de la mencionada manzana ya fueron adquiridos y demolidos, y se está a la espera de que comiencen las obras del proyecto en ese sector.

## Características del edificio
La basílica fue construida en estilo neobarroco, uno de los estilos de la arquitectura historicista, que tenía como fin revivir la arquitectura de tiempos pasados. El edificio cuenta con una única nave longitudinal con 16 capillas laterales y un transepto o nave transversal. El encuentro entre esta última y la nave longitudinal genera el crucero sobre el cual se prolonga hacia el occidente un ábside poco profundo condicionado a la forma del lote en su origen, con forma poligonal; todo lo cual conforma junto con la nave longitudinal y las capillas laterales la planta en cruz latina.
Encima del crucero se levanta la cúpula que es un sistema de cúpula doble, la exterior que cuenta con un tambor muy prolongado sobre el cual se levanta una cúpula de vidrio con los colores de la bandera de Colombia, cuya linterna remata en una custodia; e internamente se encuentra una cúpula formada por un vitral que tiene la imagen de un sol con rayos ondulantes y rectos.
Sus dimensiones totales son 68,41 m de longitud por 20,00 m de ancho entre la nave longitudinal y las capillas laterales, los cuales se amplían en la fachada a 27,44 m y en el transepto a 30,00 m, en cuanto a su altura total en fachada hasta la escultura del Jesús es de 38,60 m, en la cumbrera de la nave longitudinal es de 18,63 m y en la cúpula exterior hasta la custodia es de 53,80 m de altura.
La fachada principal está conformada por tres cuerpos y cinco calles, los cuales se van reduciendo en la medida en que gana altura. Solo las tres calles centrales coinciden con el ancho de la nave longitudinal y de las capillas laterales, y por el contrario las otras dos están conformadas por dos volúmenes que se adosan a ellas, prolongándose en los laterales. Los tres cuerpos están separados por cornisas y las cinco calles están separadas por medias pilastras y columnas.

### Materiales y estructura
Estructuralmente la edificación trabaja como muros de carga o portantes que transmiten todo el peso a los cimientos y estos a su vez al suelo. La cimentación de la basílica está generalmente constituida en un sistema tradicional de cimientos ciclópeos en piedra con pegas en mortero de cal y arena, sin embargo, dependiendo de su localización en el conjunto cambia algunas características.

Detalle de la cimentación de columnas.

En la zona de fachada, el sistema se caracteriza por poseer un cimiento ciclópeo exclusivo en piedra, una fundación corrida con una profundidad de 4 m del nivel del atrio y escalonamientos a medida que se acerca a su base. En cambio, en el interior del templo, la profundidad de la cimentación puede llegar hasta los 2,70 m y además es un cimiento mixto de ladrillos macizos y piedras. En la zona del transepto, la variación más importante es que además de la cimentación corrida, se tienen zapatas en concreto, las cuales dan soporte a los pilares que a su vez soportan las cúpulas.
El muro de la fachada principal tiene en su primer cuerpo un promedio de 2 metros de espesor, está conformado por un sistema de mampostería mixta en piedra maciza labrada y verdugadas en ladrillo macizo, el cual está cubierto al exterior por un sillar tallado de 18 cm que hace las veces de un gran enchape al exterior, siendo este elemento el que contiene la talla en piedra conformando el basamento que tiene las formas arquitectónicas que se ven en la fachada.
El segundo cuerpo está constituido por una fábrica de buena factura en ladrillo macizo con acabado símil piedra, de 1,15 metros de espesor, dispuesto en diversas formas, mediante las cuales se logra un sistema portante que sirve a su vez de basamento al tercer cuerpo, el cual está constituido por un muro portante en ladrillo con acabado símil piedra. Desde el cuerpo medio se encuentran una serie de bóvedas internas que sirven de soporte a un pilar central sobre el cual descansa la estatua de Jesús.
Detrás de todo el muro de la fachada se encuentra una estructura en madera, la cual conforma la contrafachada que contiene varios entrepisos, en los cuales se encuentran las campanas y todo el sistema del reloj. Dicha estructura de madera corresponde al sistema estructural «Pan de Bois» o entramado de madera, y en el exterior tiene un acabado símil piedra. El tercer cuerpo remata en un capulín en madera, con una cubierta de latón, la cual se construyó alrededor del pilar central que sostiene la estatua de Jesús.
En los muros macizos laterales del eje central de la fachada, se desarrollan dos ductos circulares, el del sur alberga una escalera de caracol en piedra tallada de buena fábrica, que comunica con el nivel del coro. El otro ducto del costado norte, alberga las cuerdas de las campanas que vienen desde el nivel de campanario.
El coro y sotocoro, se denotan por un sistema de muros laterales portantes en primer piso de 1 metro de espesor, en mampostería mixta, siguiendo el sistema de los muros laterales, en piedra maciza tallada y ladrillo macizo a manera de verdugadas en diferentes alturas, estos se traban con los muros de los volúmenes laterales de la fachada.
En el segundo piso, el coro además de los muros de cierre laterales en mampostería maciza en ladrillo, se concreta con un sistema de arcos formeros de medio punto que arrancan en el nivel de entrepiso.
Los muros laterales que dan con las capillas y el exterior se conciben en un sistema de mampostería mixta en piedra maciza tallada y ladrillo macizo a manera de verdugadas en diferentes alturas, presentando arcos de descarga en diferentes secciones. Estos muros se ven alterados por una serie de nichos que sobresalen al exterior, producto de una intervención posterior al origen de los mismos, algunos de los cuales se construyeron en el centro de los arcos de descarga. En las partes superiores de dichos muros laterales se combina con mampostería maciza en ladrillo. Los nichos están elaborados en ladrillo macizo en aparejo de tabique delgado.
Adosados a dichos muros laterales se encuentran a este los muros transversales que cierran las capillas laterales y definen su espacio, sobre los cuales se conforma un sistema de bóvedas de cañón, que están conformadas con tablones en cerámica. Pero además, estos muros sirven como contrafuertes de los arcos diafragmáticos que están sobre la nave longitudinal, construidos en ladrillo macizo, con un promedio de 50 cm de espesor. Las columnas de la nave longitudinal, en su cuerpo bajo y basamento, se construyeron en ladrillo macizo y en piedra maciza tallada (discos en piedra y eje central) la cual conforma el fuste de la columna.
Los muros del transepto también son portantes, están conformados por ladrillos macizos, cuentan con 45 cm de espesor, los cuales presentan una esbeltez muy importante al tener 20 metros de altura sin estructura adicional. El sistema portante del presbiterio se concibe con cuatro pilares en concreto reforzado con vigas ferroviarias y flejes en acero liso, este sistema que utilizó un encofrado en ladrillo macizo, siendo este un revestimiento al que se anclan los elementos en cemento fundido que dan la apariencia de superficie a los mismos. Los pilares soportan el cimborrio, el cual se conforma por un sistema de vigas y columnas con ménsulas en concreto reforzado, sobre este se arma el tambor del vitral en mampostería de ladrillo macizo.
La cúpula exterior se define a partir de un sistema de estructura metálica radiada soportada por un tambor muy prolongado, el cual también es una estructura metálica que a su vez se apoya en un anillo de concreto. El tambor y la base tienen cerramientos complementarios en bloque hueco pañetado con mortero símil piedra. La cúpula está cubierta por piezas de vidrio laminado texturizado con los colores de la bandera de Colombia, dichas piezas están sostenidas por una retícula metálica radiada.
La cúpula remata en una linterna, la cual tiene una pequeña cúpula alargada que está conformada por láminas de aleación de aluminio-silicio, atornilladas y soldadas a una estructura interior de hierro. Sobre dicha cúpula alargada se encuentra la gran custodia que está elaborada en bronce para su base y láminas de cobre para el sol, mediante módulos soldados y remachados sobre una estructura de hierro.
La cubierta de la nave longitudinal y del transepto es a dos aguas y de las capillas laterales es a un agua y está conformada en teja de barro cocido. La estructura del techo está conformada por cerchas tipo poste de rey y correas en madera rolliza, sobre la cual tenía originalmente una esterilla de cañabrava, que llevaba una capa de argamasa y sobre ella la teja de barro, actualmente dada la intervención del año 2012, el sistema de soporte de la teja ha sido modificado por fibrocemento, sobre el cual descansa la teja de barro.
El sistema del cielorraso en la nave longitudinal se soporta de los tirantes principales, conformando un plafón autosoportado mediante un entramado de madera que se apunta mediante varas a manera de pequeños pendolones. En los brazos laterales del transepto, el cielorraso se logra con cáscaras en cemento sobre mallas metálicas con un entramado en varilla lisa en arcos principales, estos elementos se cuelgan desde la estructura principal de la cubierta (cercha poste de rey). Las bóvedas falsas se recubren al interior con pañete en mortero de cemento y enlucidos en pintura.
El pavimento del presbiterio es de mármol blanco; en cambio, en la planta general y de la cripta de osarios del templo el pavimento está compuesto por baldosas de cemento pigmentado (conocida como mosaico hidráulico) de formato 20x20 cm.

### Exterior
En el exterior del templo, la volumetría del edificio se identifica claramente con la disposición y composición espacial del interior, su forma permite distinguir claramente los diferentes cuerpos que lo componen. Además, solo la fachada principal da directamente al espacio público, los demás lados del templo colindan con otros predios.

#### Fachada
La fachada principal da directamente al costado occidental de la plaza de Los Mártires; es totalmente simétrica, se compone de tres cuerpos separados por entablamentos y cinco calles separadas por columnas y pilastras, las cuales están sobre plintos lisos, tienen fustes acanalados y capiteles corintios. A medida que la fachada gana altura, las cinco calles se van reduciendo, formando ese escalonamiento que se aprecia en el frontis.
El primer cuerpo que consta de cinco calles, se halla perforado principalmente en su base con los vanos que dan el ingreso por tres puertas y por las ventanas de los cuerpos laterales. La columnata corintia está conformada por dos tipos: las separadas que se encuentran casi tangentes al muro situado detrás, el cual es el verdadero soporte del entablamento y las pilastras que están adosadas en el muro.
Las columnas separadas se hallan en pares, en diferentes planos y a los lados de la entrada principal. El primer par de columnas soporta el frontón curvo partido a la vez que el segundo par se encuentra en un plano posterior a las primeras columnas. Dichas columnas enmarcan el portal central, el de mayor tamaño, resaltando su importancia. Mientras las pilastras enmarcan los portales laterales y las ventanas del primer cuerpo.
El segundo cuerpo lo conforman tres calles, en el central se localiza el frontón curvo partido (muy frecuente en la arquitectura barroca), en cuya zona de ruptura se encuentra la ventana coral y sobre esta se localiza el medallón de Constantino Augusto y sobre este el escudo nacional de Colombia, dicha calle central está enmarcada por cuatro columnas corintias, dos a cada lado, de menor tamaño que las del primer cuerpo; en las calles laterales se encuentran dos arcos ciegos de medio punto enmarcados por pilastras. Dichas columnas y pilastras se apoyan sobre plintos lisos, que hacen parte del basamento en cuyos extremos se localizan, al sur el escudo del arzobispo Bernardo Herrera Restrepo y la estatua de santo Toribio; y al norte el emblema de los Claretianos y la estatua de san Pedro Claver.
Finalmente, la fachada es rematada con el campanario de base rectangular, que se compone de una sola calle enmarcada por pilastras sencillas. En los extremos, sobre el segundo cuerpo se encuentran las estatuas de san Luis Beltrán (al sur) y santa Rosa de Lima (al norte). En el último cuerpo se localiza el escudo del papa Benedicto XV, sobre este se encuentra un vano conformado por un arco de medio punto con puertas (del cual sale a modo de cucú la imagen de Jesucristo); luego se localiza la cara del reloj que justo se ubica entre la fachada del campanario y la cubierta de este, sobre la cual se encuentra la estatua del Sagrado Corazón de Jesús.

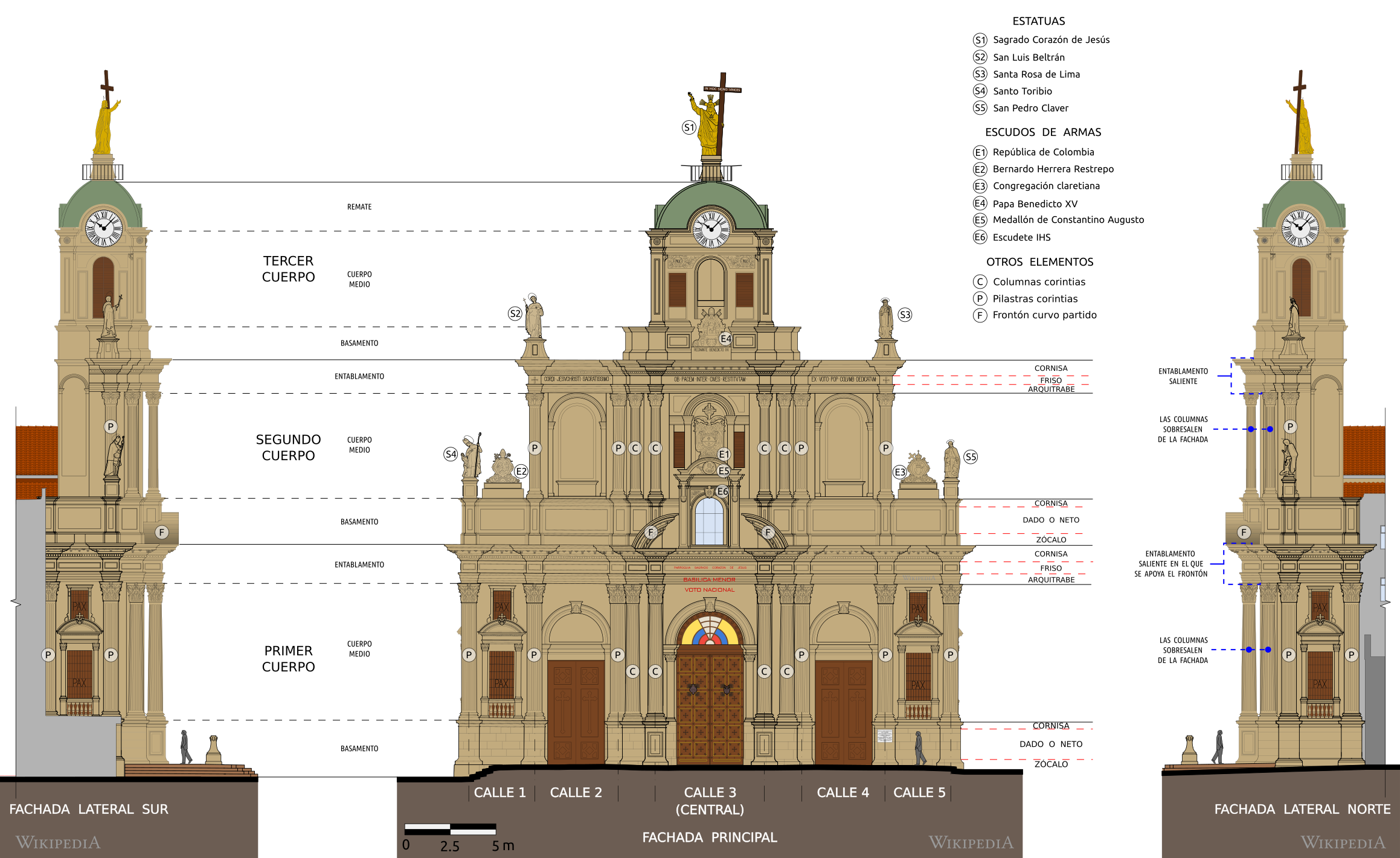
Alzado con sus diferentes partes y secciones de la fachada frontal y los laterales del cuerpo de la fachada.

### Interior

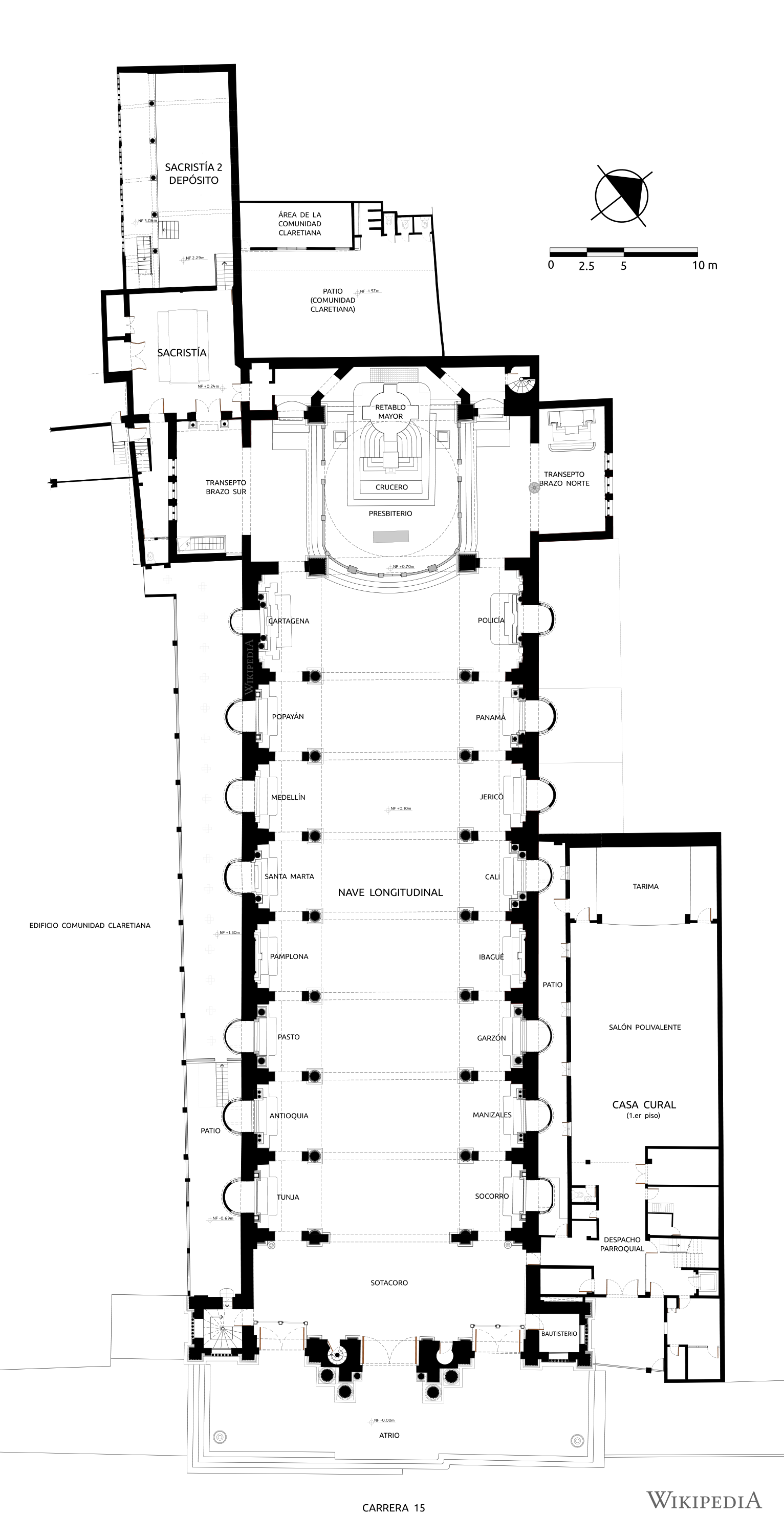
Planta general de la Basílica y la casa cural (piso en Colombia o planta baja en otros países).

Al acceder al templo por alguna de sus tres grandes puertas, el primer espacio que se encuentra es el sotacoro, área localizada a los pies del templo debajo del coro alto, que funge como vestíbulo, espacio de transición a las demás áreas del templo. El ancho del sotacoro coincide con las tres calles centrales de la fachada. Sobre el sotacoro se encuentra el coro alto, espacio en donde se encuentra el órgano tubular. Después del sotacoro se encuentra la nave longitudinal, la cual va hasta el presbiterio, sobre esta se encuentra una serie de arcos diafragmáticos que se apoyan en los muros trasversales que definen el espacio de las dieciséis capillas laterales, ocho a cada lado,  que se reparten longitudinalmente. Entre el cieloraso ubicado entre los arcos diafragmáticos se hallan los ocho grandes cuadros del maestro Ricardo Acevedo Bernal. 
Como ya se mencionó, cada capilla lateral está demarcada claramente por los muros transversales, al comienzo de cada muro se encuentra una columna, que funge como marco para cada capilla, dicha columna tiene capitel corintio y fuste liso, este último tiene en su primer tercio una moldura a modo de anillo sobre el cual se ubica una estación del viacrucis. De las dieciséis capillas, catorce de ellas tienen amplias hornacinas que sobresalen del muro al exterior, permitiendo que cada una tenga ventanas dentro del nicho. Alrededor de cada hornacina se desarrolla un retablo realizado en diferentes materiales. Las capillas se comunican entre sí por medio de vanos perforados en los muros que dividen dichas capillas, dando la sensación de naves laterales, pero que realmente no lo son.
Las capillas finales (que corresponden a Cartagena y a la Policía) son más amplias que las demás, esto se debe a que originalmente el área comprendida entre estas capillas correspondía al primer presbiterio que tuvo el templo cuando fue inaugurado en 1916.
Finalmente encontramos el transepto o nave transversal, la cual es la ampliación inaugurada en 1938 después de adquirir algunos terrenos vecinos. El encuentro entre el transepto y la nave longitudinal genera el crucero, al occidente de este se localiza un ábside poco profundo, con forma poligonal; el cruce de dichas naves forma la planta en cruz latina del templo. El presbiterio abarca el área del crucero y del ábside poco profundo.
En el brazo sur del transepto, en el muro occidental de este, se encuentra la entrada principal a la sacristía, y al oriente se localizan las escaleras para bajar a la cripta de osarios; y en el brazo norte se encuentra, al occidente, el retablo en el que se venera la imagen de Antonio María Claret.
Los brazos del transepto son desiguales pues están condicionados a la forma de los lotes que se lograron adquirir para la ampliación, pues lamentablemente no se pudieron obtener los necesarios para el proyecto que se tenía planeado inicialmente. Aun así, esta desigualdad casi no se nota en el interior, pues el arquitecto Antonio Stoute jugó con la perspectiva interna para que el espectador no notara fácilmente dicha desigualad.
La planta general de la Basílica cuenta con 1 238 m² (sin contar con la sacristía, cripta de osarios y casa cural). Los capiteles, el viacrucis, el entablamento, las molduras y demás piezas de ornamentación del interior del templo fueron realizadas por ornatista y escultor Colombo Ramelli, del taller Ramelli.

#### Presbiterio
El presbiterio del templo ha cambiado de lugar en dos ocasiones y el altar mayor con su retablo ha cambiado en tres ocasiones.
El primer presbiterio que tuvo el templo fue el área localizada entre las capillas de la Policía Nacional y Cartagena, o sea el extremo occidental del predio donado por la señora Rosa Calvo. En dicho presbiterio estuvo ubicado el primer altar y retablo mayor con el cual fue consagrado e inaugurado el templo en 1916. Hay que tener en cuenta que el altar estaba adosado al retablo, por lo cual hacían parte de la misma estructura, esto se debe a que antes del Concilio Vaticano II la misa era celebrada por el sacerdote de espaldas a los feligreses.
El pbro. José Payás describe brevemente este primer retablo:

«... (en 1916) únicamente en la pared del fondo se destacaba cobijando la actual imagen del Sagrado Corazón, simple arco de madera dorado, conservado hoy (1941) en el altar del nacimiento ...»

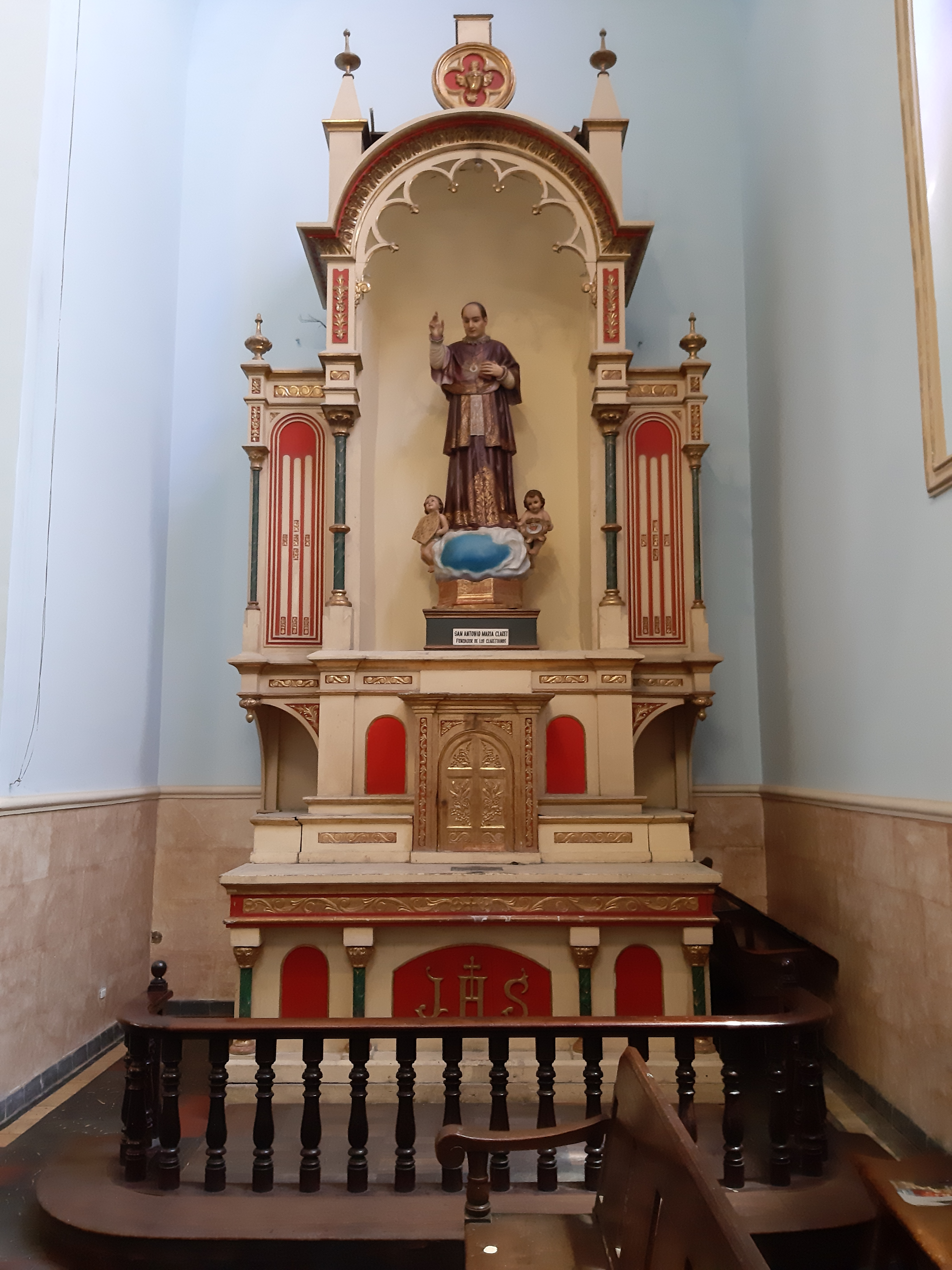
Segundo retablo mayor que tuvo el templo hasta principio de los 50s, aunque ha perdido algunos detalles como la cruz que se localizaba en lo alto del retablo. Actualmente se venera a San Antonio María Claret y se localiza en el brazo norte del transepto.

Esta cita indica que el primer retablo mayor se localiza en la capilla de Popayán y la comparación de estilo y estructura con fotografías lo confirma, además dicho retablo es el único sin par en la capilla del frente. La referencia más antigua que se ha hallado de este primer retablo mayor data de 1916, fecha de la consagración de la iglesia. Dicho retablo está conformado en madera, previamente recubierta de yeso que fue policromado o dorado con una base de bol amarillo. Hoy en día este primer retablo se preserva casi en su totalidad, faltándole únicamente dos rosetones en las pilastras de los costados. 
Un nuevo retablo mayor llegó entre 1916 y 1919 (el segundo en la historia del templo), en el que se veneraba la imagen del Sagrado Corazón que hoy en día se guarda en el depósito de la sacristía, acompañado a los costados por las esculturas de la Virgen María (bajo la advocación del Inmaculado Corazón), y a San José, que actualmente se localizan en los nichos de los brazos sur y norte del trasepto.
El 21 de agosto de 1938 se inaugura la ampliación de la iglesia, que actualmente es el transepto que tiene la edificación y con dicha ampliación llegó la nueva área para el presbiterio, esto fue gracias a los nuevos terrenos adquiridos entre 1925 y 1927. La nueva área del presbiterio es la zona comprendida entre los actuales cuatro pilares que sostienen la cúpula, es decir el crucero. El segundo retablo mayor es trasladado al nuevo presbiterio.
Conforme con la documentación histórica y el cotejo de estilo, estructura y formas de las fotografías del segundo retablo mayor, se pudo determinar que se trata del mismo retablo que actualmente se localiza en el brazo norte del transepto, en el que se venera la imagen de san Antonio María Claret. Dicho retablo está conformado por madera, previamente recubierta de yeso que fue policromado o dorado con una base de bol rojo y presenta varias piezas faltantes.
El tercer y actual retablo mayor, incluyendo la actual escultura del Sagrado Corazón de Jesús, fueron diseñados por el artista Ricardo Acevedo Bernal por solicitud del pbro. Pueyo y mandado a hacer hacia 1950 a los “Talleres de Arte Granda” en Madrid, España por encargo del primer párroco del Templo, el pbro. Alfredo Martínez con la ayuda de donativos recolectados por el pbro. Ignacio Trujillo. El pbro. Juan Punset en su visita a España en ese mismo año «formalizó en Madrid, el contrato con la Casa Granda, del altar del Corazón de Jesús».
La cita a continuación es una descripción meticulosa del altar, tal como fue diseñado por Acevedo y encomendado a los Talleres de Arte Granda:

«Estos eran los proyectos que presentaba el P. Punset, delineados por Acevedo Bernal (...) El artista Acevedo Bernal había dejado los planos del altar mayor y ahora el P. Punset los portaba para llevarlos a feliz término. Los talleres Granda de Madrid, España, se comprometieron a ejecutarlos. Abarcaban trabajos en bronce con detalles renacentistas e imágenes del Corazón de Jesús, y leyendas para cubrir el fuste delantero de las cuatro columnas que sostienen la cúpula. 

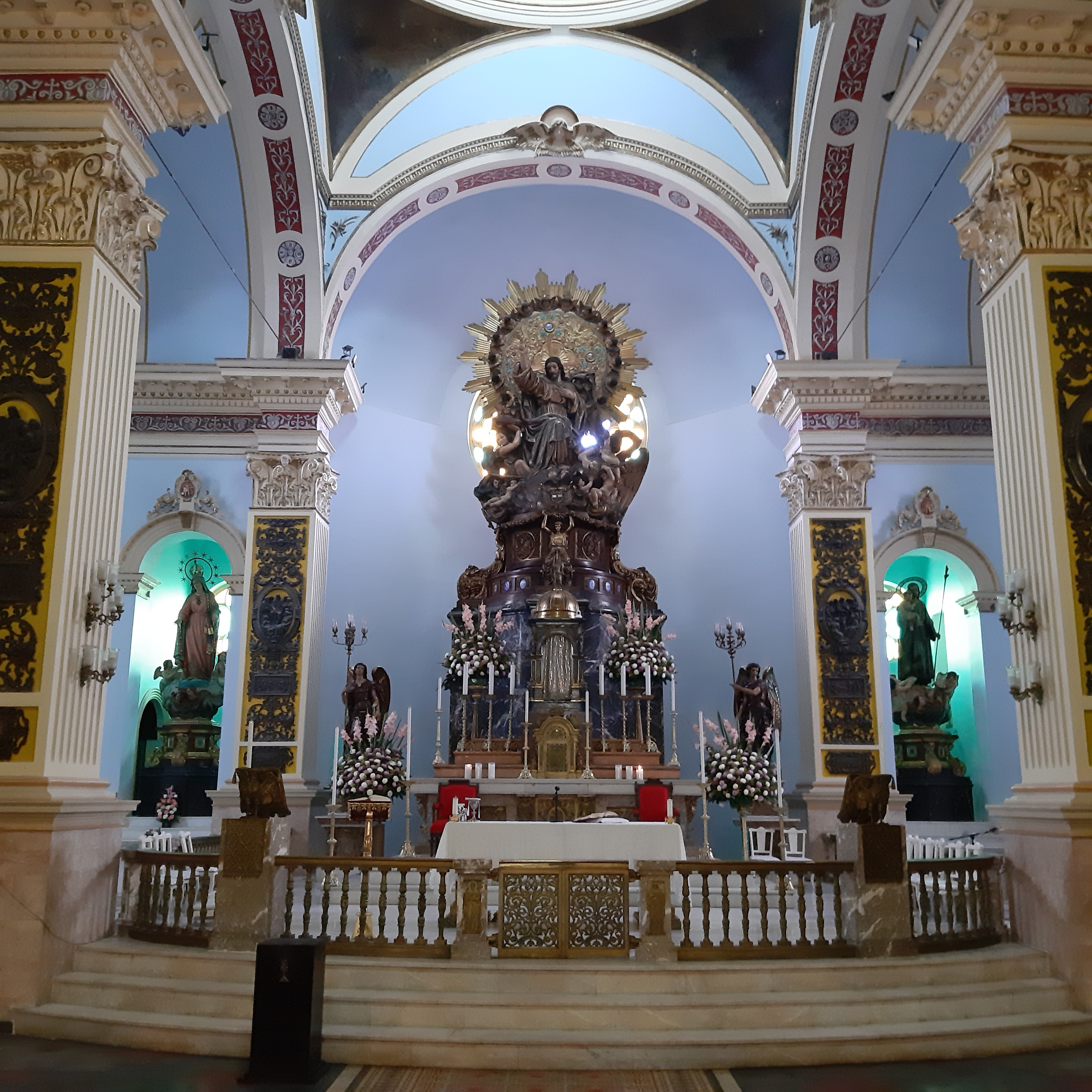
Vista del actual presbiterio.

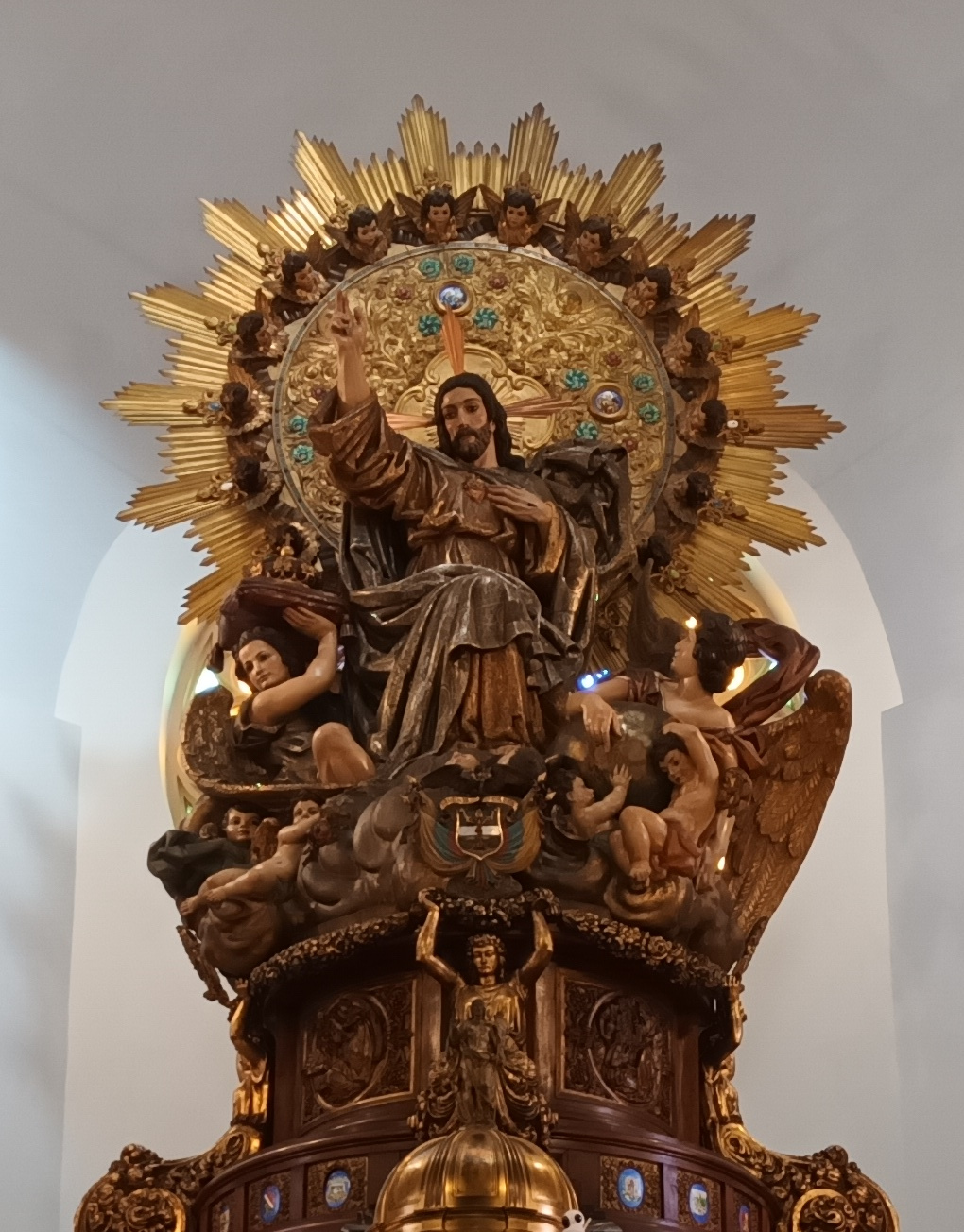
Imagen de Jesús sedente bajo la advocación del Sagrado Corazón, diseñada por el maestro Ricardo Acevedo Bernal y realizada por los Talleres de Arte Granda.

El comulgatorio, en hileras de columnitas de bronce dorado, y soportes de mármol de tramo a tramo, con sus bajos relieves de santos, el presbiterio en piso de mármoles blancos con sus graderías que llevan al altar. Interrumpen el comulgatorio sendos ambones, sobre los cuales han sosegado su vuelo dos águilas de bronce, que posan sobre las nerviosas garras, y tuercen gallardamente el pico y la mirada hacia las alturas, mientras sobre el plumaje de sus alas, se mullen las Santas Escrituras. 
La mesa de altar es volada, para cuya sustentación aparecen recostadas dos cariátides sagradas en el centro y serafinillos en los extremos. Los ángeles o mancebos en bronce con insignias eucarísticas, haces bellísimas de trigo en las manos de uno, y pámpanos y racimos de uva, en las del otro, sostienen con la cerviz inclinada y los dorsos elegantemente agobiados la mesa del altar en la parte central. A los lados, en el frontal, siguen bajos relieves en bronce con motivos bíblicos. Moisés levantando la serpiente en el desierto y los israelitas que acuden a mirarla, el de la derecha; y el de la izquierda, la escena del maná.
Entre los ángeles, parte central, inmolación de un cordero, las gradillas [escalones] para los candeleros avanzan en mármoles rozados.
El sagrario luce como maravilla de orfebrería y esmaltado, remarcado de figuritas y bajos relieves de santos y evangelistas por dentro; y por fuera cerrado con su puerta, que desarrolla la imagen del Buen Pastor y otros símbolos eucarísticos. Detrás del sagrario sobresale una ménsula en tonos rojos oscuros para sostener el expositor, labrado en mármoles lapislázuli, y airoso sobre sus columnas enchapadas en dorados y coronada con un ciborio de oro que porta la figura de Jesús.
El monumento al Sagrado Corazón. Dejando amplio espacio para una nueva gradería que desciende por ambos lados detrás del sagrario, se yergue un monumento que domina toda la iglesia, ejecutado en mármol negro con ráfagas de alabastro, dispuesto en formidable columna, que asienta sobre planta de cruz griega. Sobre este pedestal, se sientan cuatro sirenas en bronce que ofrecen trofeos al Rey Inmortal de los Siglos. Que es el Sagrado Corazón de Jesús, quien está sedente, mirando a la República, mostrando con la izquierda su Corazón, mientras que con la diestra, gigantesca, artísticamente desproporcionada, le imprime un signo de mando y de orientación terrena y eterna a la República. 

Dos ángeles poderosos, le presentan sobre cojines de grana el cetro y la corona y determinan en la esfera el puesto de Colombia. A los pies las figuras angélicas bullen dejando la impresión de ser escabel de sus plantas, como en el lienzo de Dios Padre Creador, de Miguel Ángel. Resaltando las esculturas del grupo, un disco gigante, henchido de relieves y esmaltes azules, recoge la gloria del grupo y la proyecta sobre el templo con magnificencia y arte sin igual.»

Finalmente, en 1952 llegó de España el altar y retablo mayor del Voto, en 224 cajas recibidas por el pbro. Jesús Bahillo, párroco. El montaje se realizó en 40 días, «vinieron desde los talleres madrileños tres técnicos: uno encargado de la sección de mármol; el segundo para las partes de bronce; el tercero como ebanista y maestro de talla». El retablo mayor y el antiguo altar mayor son una construcción arquitectónica, construidos en concreto y enchapado en mármol de varios colores. Por lo cual, entre el suelo del presbiterio y la cripta se realizó una cimentación y estructura adicional para transmitir las cargas al suelo, se construyeron dos muros portantes en sentido oriente-occidente y dos columnas conectadas por vigas, en los espacios que quedaron entre los muros se instalaron nuevos osarios.

Detalles del presbiterio
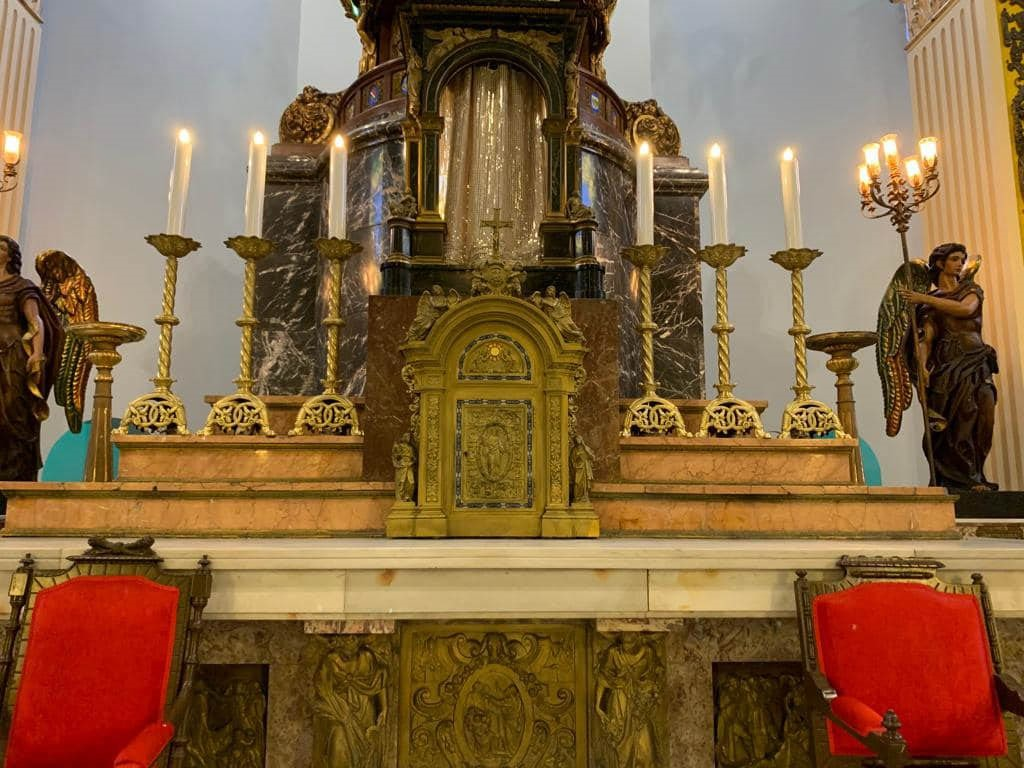
Vista sagrario y del antiguo altar mayor
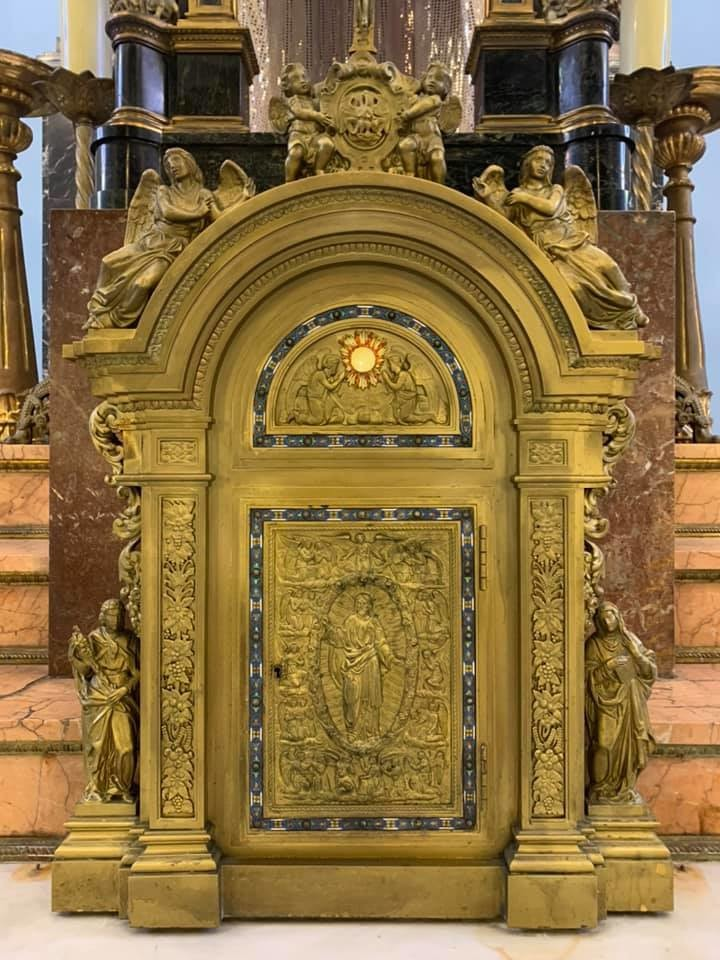
Sagrario
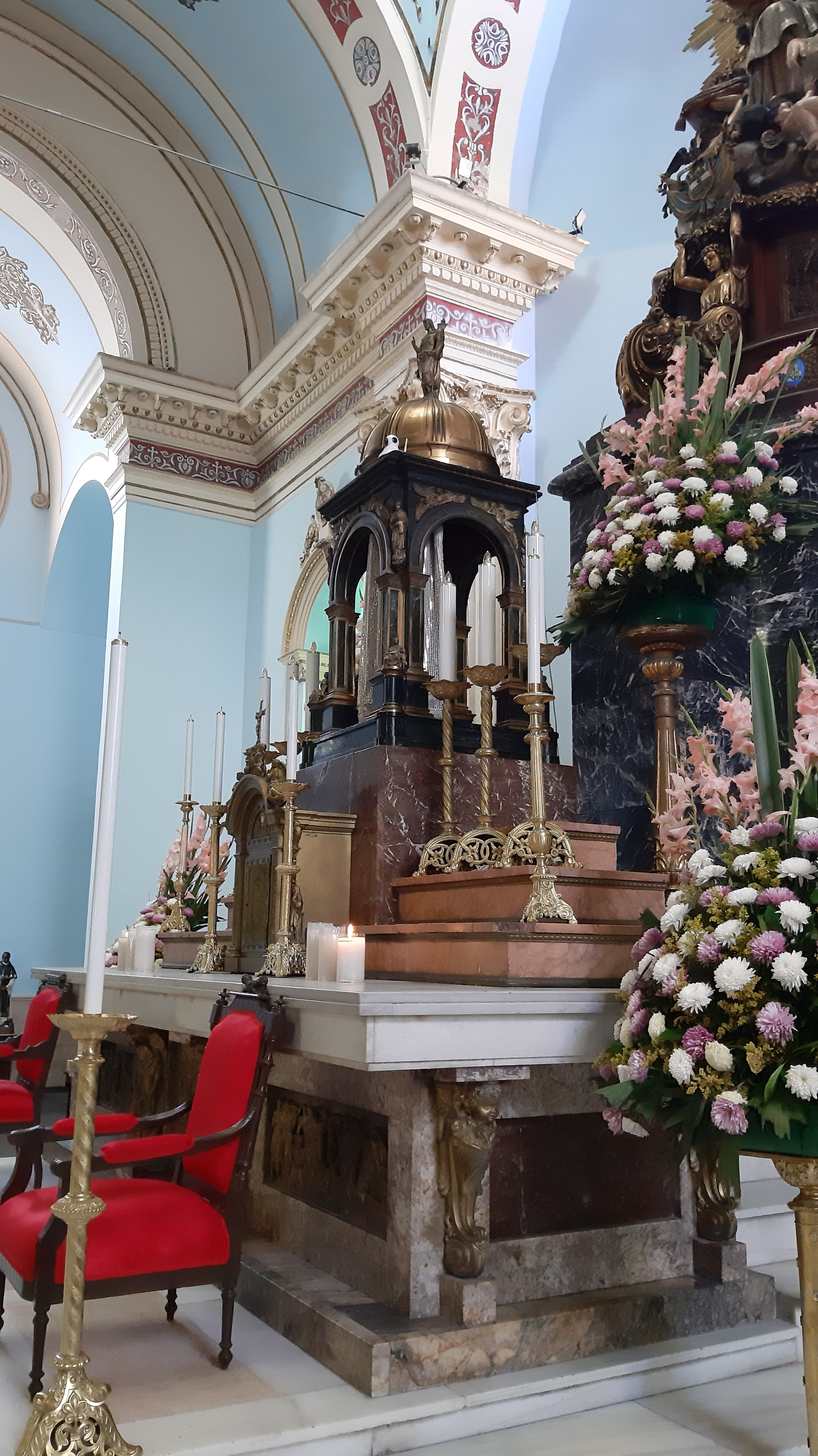
Vista lateral del antiguo altar mayor
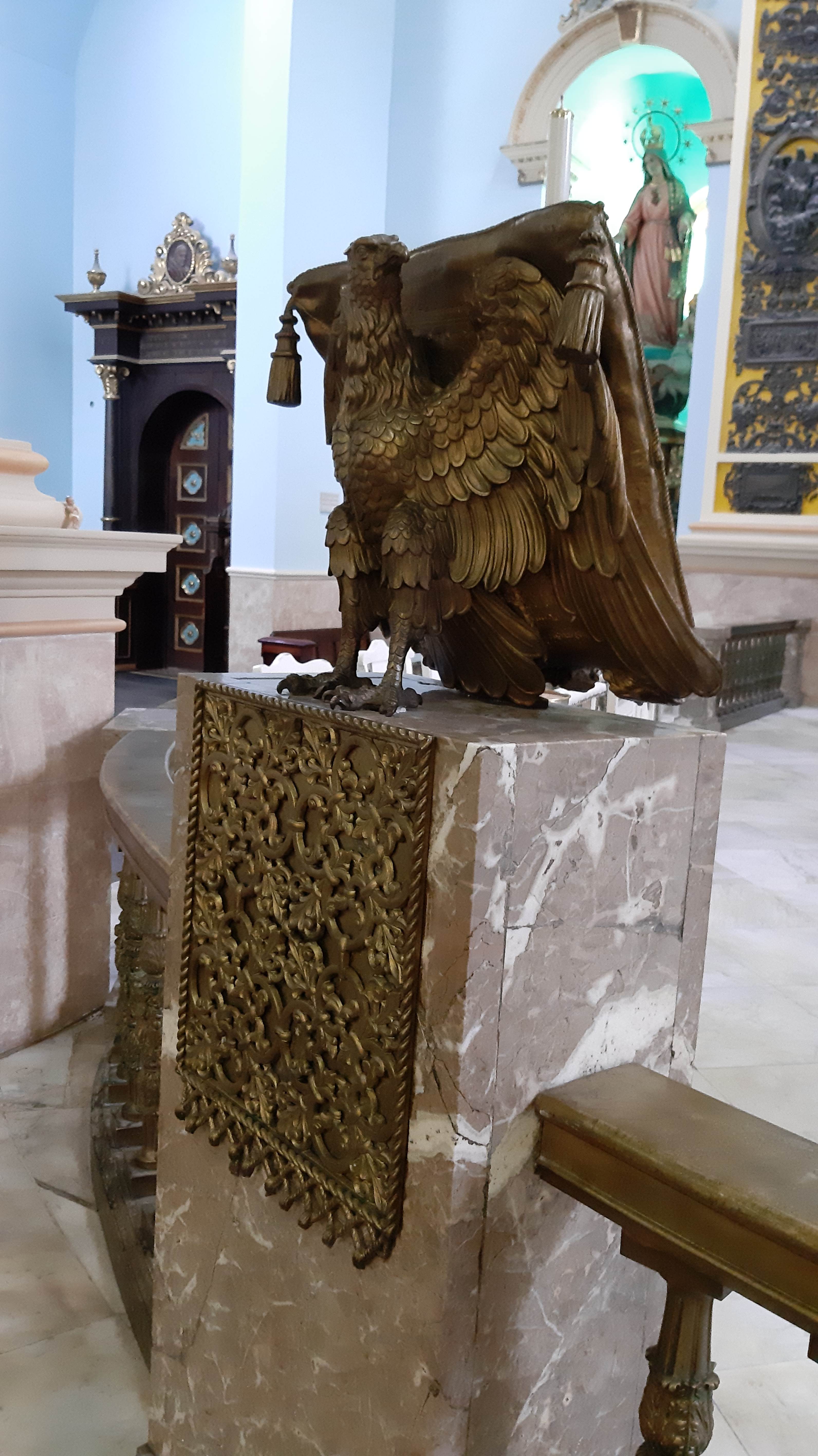
Ambón sur
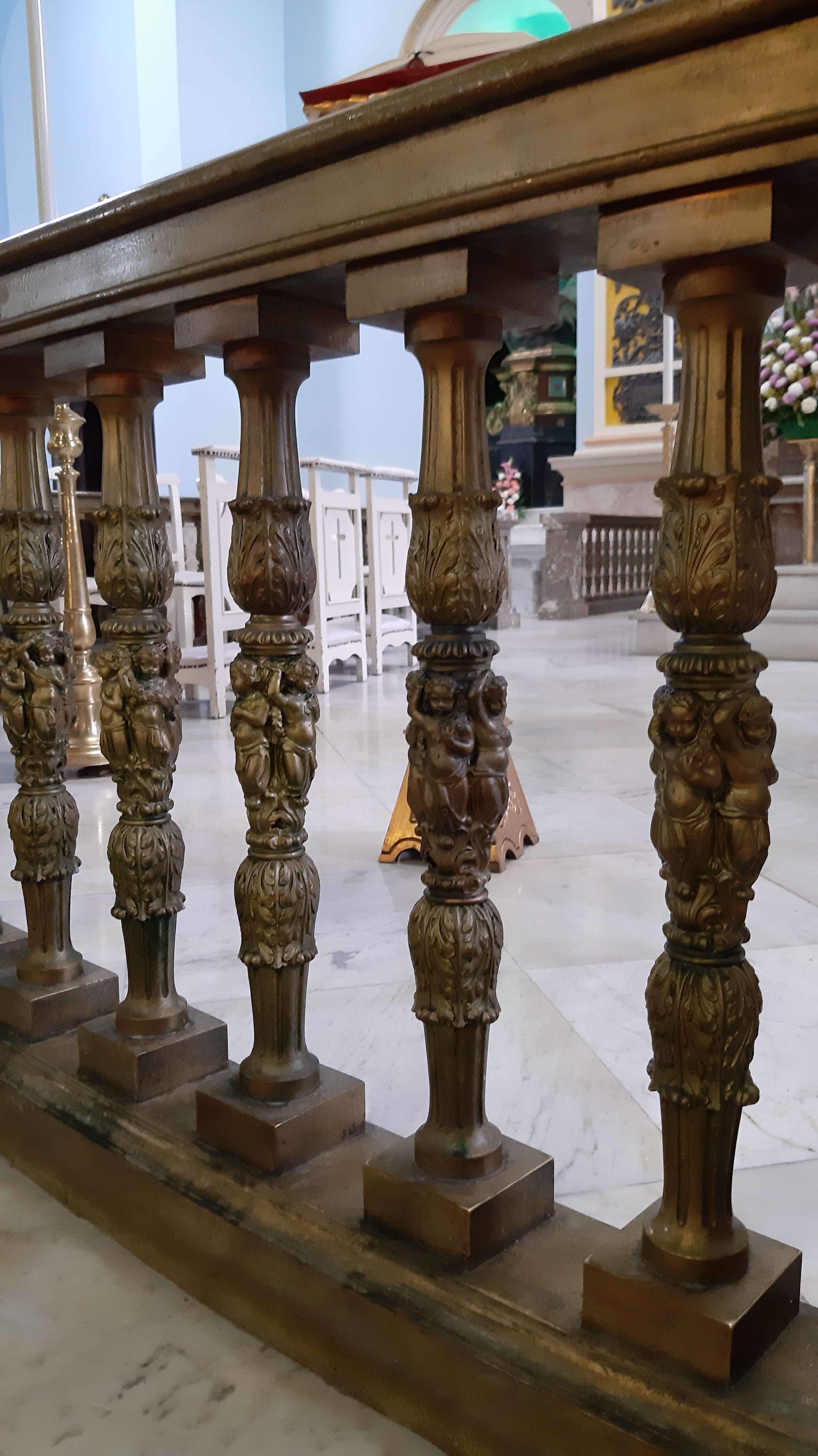
Detalle balaustrada
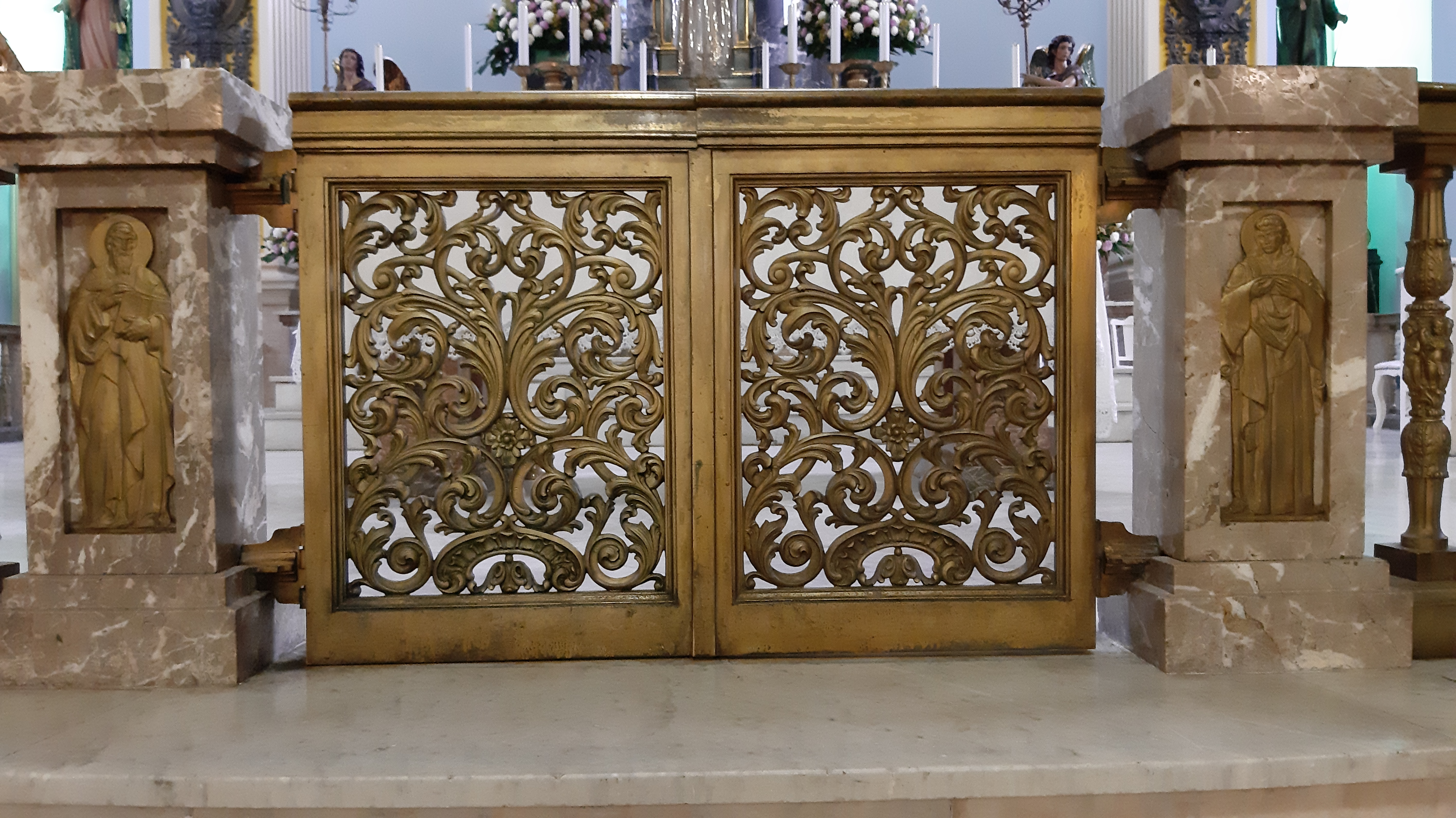
Puertas del comulgatorio
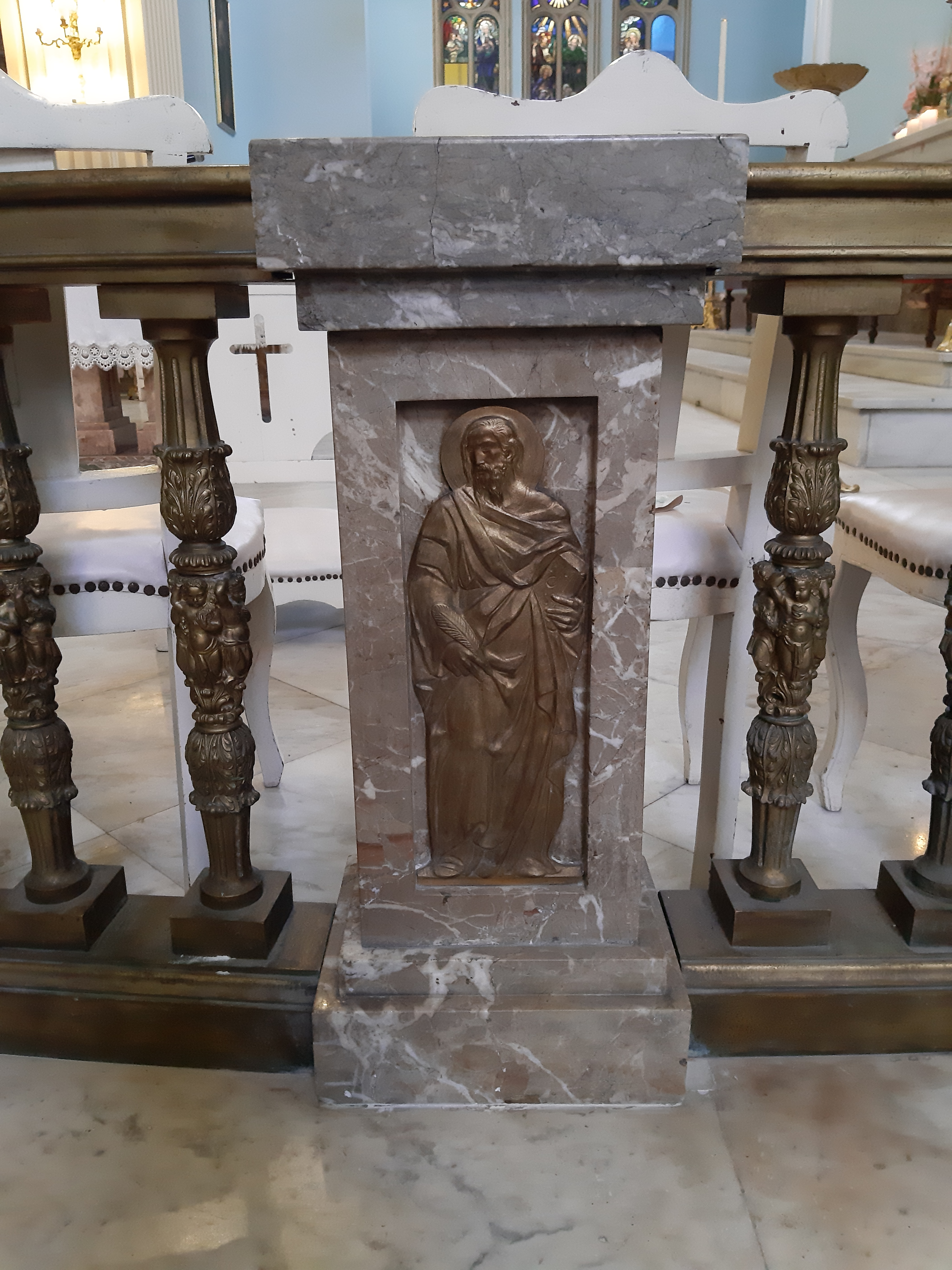
Detalle del comulgatorio
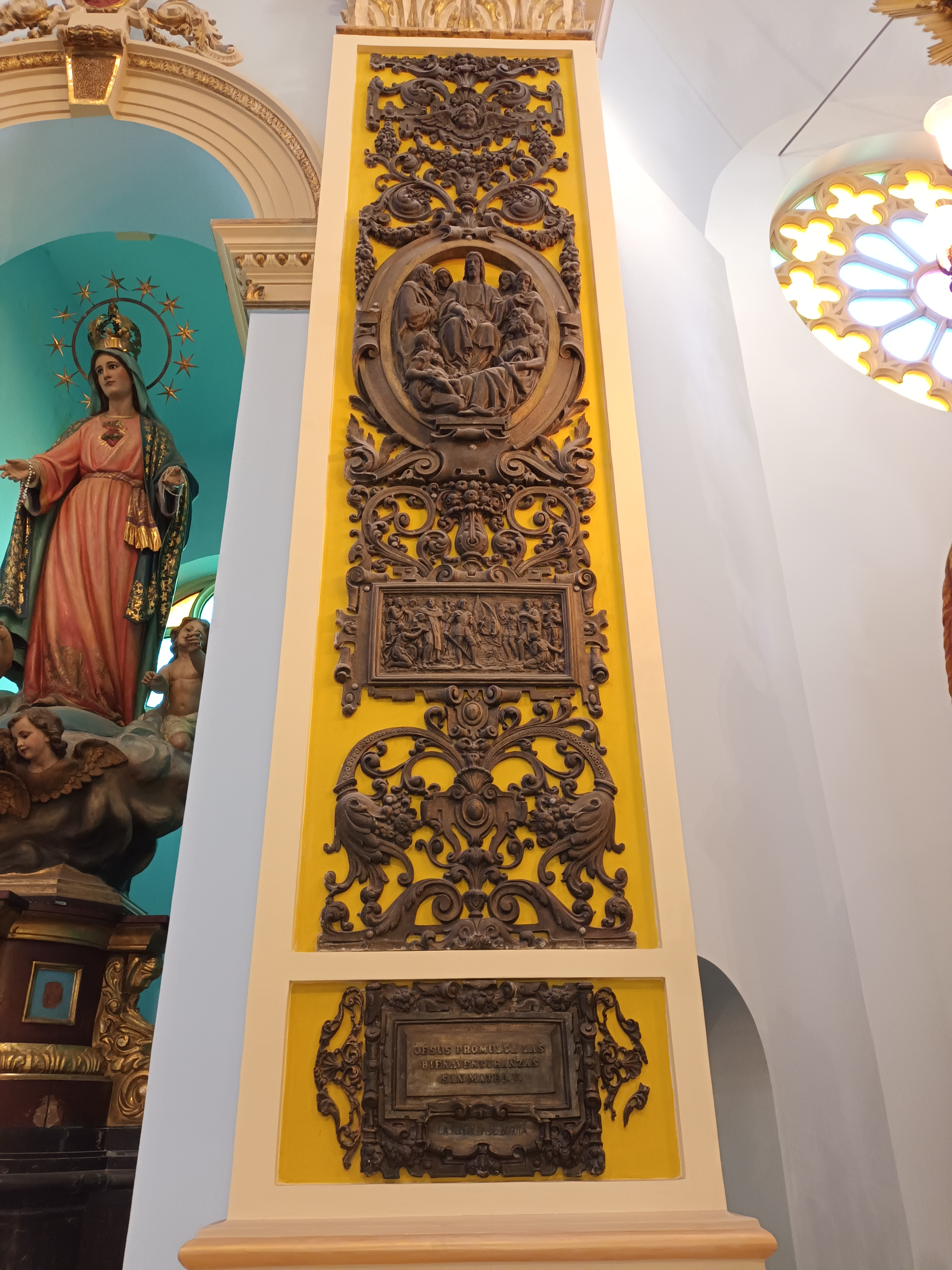
Aplique de bronce en un pilar
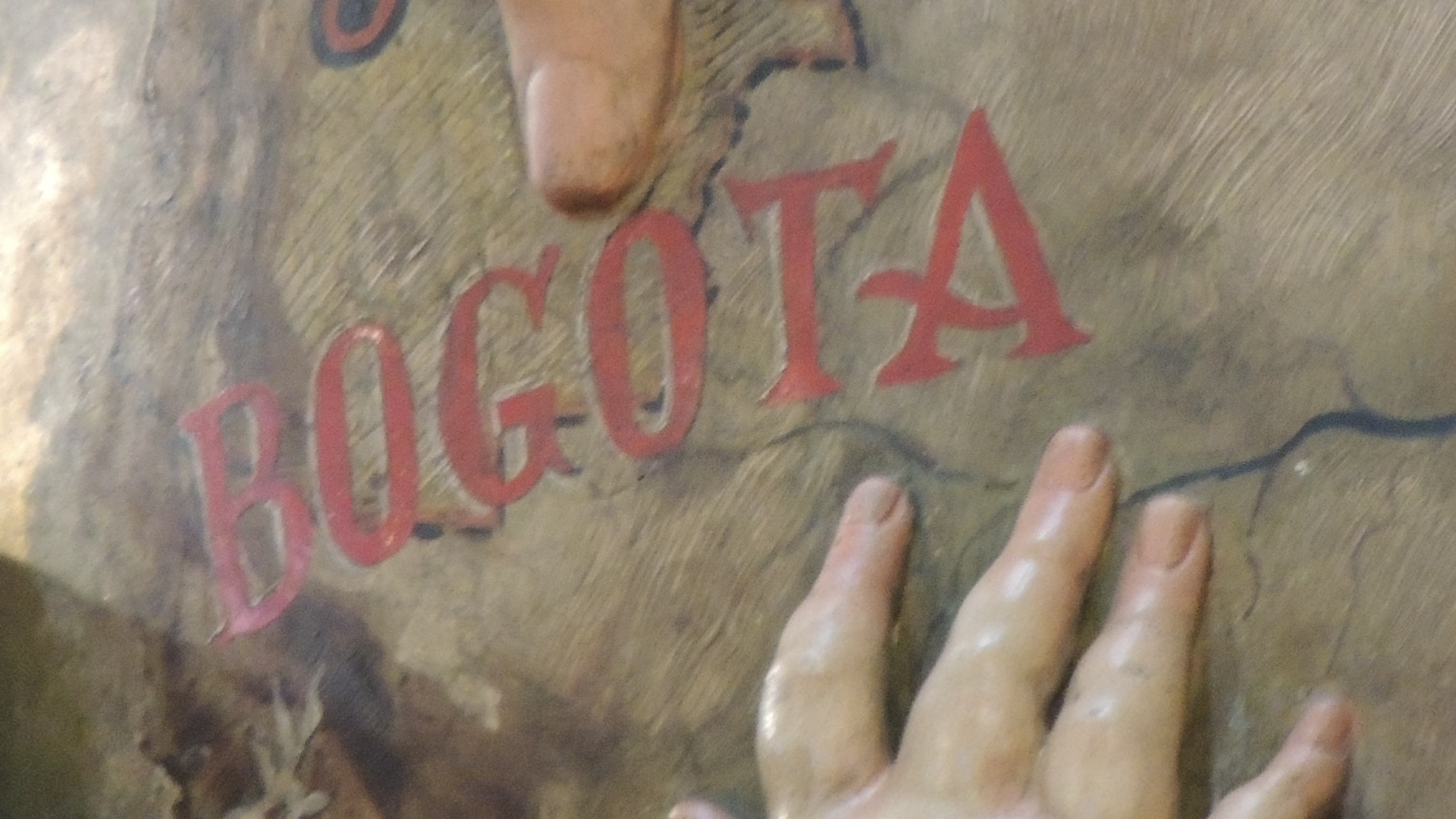
Dedos de los ángeles señalando la ubicación de Bogotá en la esfera terrestre
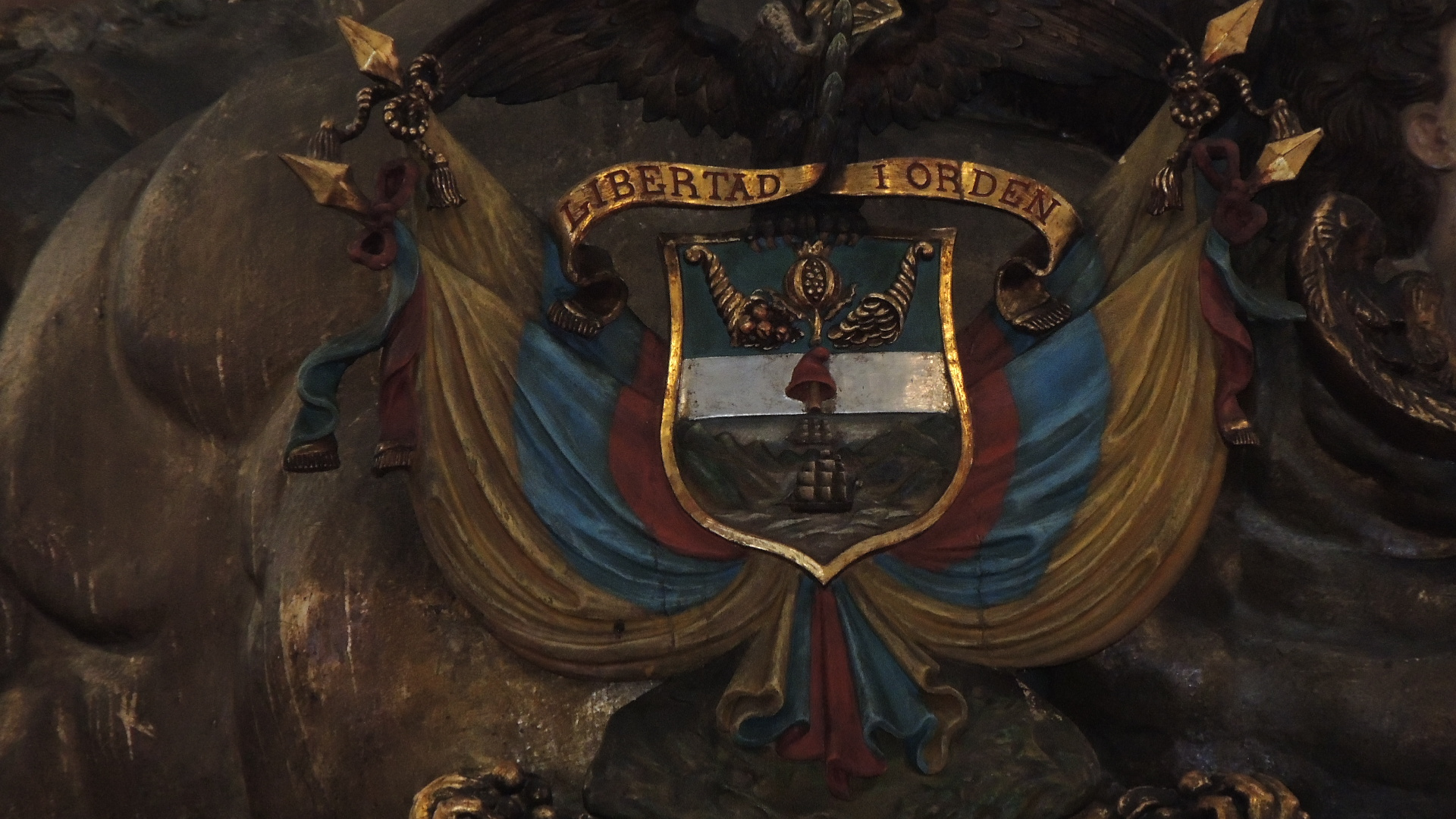
Detalle del Escudo de Colombia

El 11 de enero de 1953  monseñor Emilio de Brigard Ortiz, obispo auxiliar de Bogotá, bendice el Sagrario, Custodia e imagen del Sagrado Corazón, y el 14 de junio del mismo año fue consagrado por el obispo Pedro Grau Arola, Vicario Apostólico de Quibdó y quien recibió su consagración episcopal el 31 de mayo de 1953 en el templo del Voto Nacional.
Actualmente este altar y retablo mayor se encuentra tal como lo instaló la Casa Granda, excepto el escudo de Colombia, el cual es una pieza movible que fue hurtado años atrás y que fue sustituido por el actual escudo que es de yeso.
Por las disposiciones emanadas del Concilio Vaticano II, el cual finalizó en 1965, se debió adaptar el presbiterio, para lo cual se instaló un nuevo altar mayor en el presbiterio independiente del retablo mayor, para poder celebrar la misa de cara a la feligresía. 
El presbiterio está situado el área final de la nave longitudinal, en el espacio que comprende el crucero y el ábside, justo debajo de la cúpula, el crucero es el espacio generado por la intersección de la lave longitudinal y el transepto. El presbiterio se encuentra elevado por tres escalones del resto del templo y enmarcado por los cuatro pilares. Está encerrado del público en general por un comulgatorio (barandilla) de bronce. En el presbiterio se encuentra el altar mayor, el retablo mayor con la imagen de Jesús, dos ambones, dos credencias en las que se apoyan dos grandes estatuas de ángeles.
La imagen de Jesús sentado, es la escultura central de todo el templo, es de yeso policromado y dorado con apliques de madera y el disco del fondo es en bronce dorado y esmaltado. Dicha escultura exagera las proporciones anatómicas para generar un efecto de grandiosidad en el espectador. Las cariátides que sostienen la antigua mesa de altar y las bases de los ángeles son en yeso dorado. La balaustrada del comulgatorio está elaborada de bronce dorado, al igual que las decoraciones de la puerta y el remate del sagrario que combinan esta técnica con el esmalte (cloisoné). Los apliques del fuste de las pilastras son de bronce patinado (negro). Los ambónes están hechos de mármol rosado con apliques de bronce dorado.

#### Capillas laterales
Las 16 capillas laterales indican 14 sedes episcopales que existían en el momento de la consagración del templo, tres Arquidiócesis: Cartagena, Popayán y Medellín; y 11 diócesis: Jericó, Cali, Ibagué, Garzón, Manizales, Socorro, Santa Marta, Pamplona, Pasto, Antioquia y Tunja (aunque actualmente algunas diócesis ya son arquidiócesis); adicionalmente se incluyeron dos capillas para Panamá (que para ese momento ya no hacia parte de Colombia) y la Policía Nacional.
En una de sus narraciones, el pbro. José Payas indica cual fue el criterio que se llevó a cabo para la distribución de las imágenes en las capillas:

La idea original de los altares fue que cada diócesis, cuyo nombre se escribió en la bóveda de cada capilla respectiva, constara de un misterio del Santo Rosario, como síntesis de la vida de Cristo Jesús y prueba de mayor amor de Colombia a su celestial patrona la Virgen María.

En términos generales, los retablos de las capillas tienen las siguientes etapas constructivas:
- los retablos de las 16 capillas de la iglesia, antes de 1913 tuvieron como piezas iniciales mesas con columnas talladas en piedra sin policromar.
- los retablos de la Capilla Manizales y la Capilla Antioquia cuentan con sotabancos de piedra que fueron tallados en 1913.
- los retablos de la Capilla Cali, Capilla Socorrro y la Capilla Santa Marta cuentan con sotabancos realizados en mármoles de colores por Marmolería italiana, entre 1916 y 1920.
- los retablos de la Capilla Jericó y la Capilla Medellín cuentan con cuerpos realizados por Marmolería italiana en mármoles de colores, entre 1916 y 1920.
- los retablos de la Capilla Panamá, Capilla Cali, Capilla Ibagué, Capilla Garzón, Capilla Manizales, Capilla Socorro, Capilla Tunja, Capilla Antioquia, Capilla Pasto, Capilla Pamplona y Capilla Santa Marta disponen de cuerpos de que fueron realizados en madera policromada por el maestro Eugenio Vargas, entre 1916 y 1919.
- los retablos de la capilla Cartagena y la capilla Policía Nacional fueron remodelados en mármoles de colores y piezas de bronce en 1954 por los Talleres de Arte Granda.
- Inicialmente los nichos de los retablos no eran profundos, por lo cual las esculturas se ubicaban en el intradós de cada retablo, pero en 1956 las catorce hornacinas de las capillas laterales fueron reconstruidas y ampliadas en material más durable.

Ahora se muestra la información histórica, de modo más pormenorizada e individual para los distintos retablos de los que se halló documentación.
Los primeros elementos que adornaron a las 16 capillas desde la primera década de la edificación de la iglesia, fue la mesa de altar y sus columnas en piedra, pero sin retablo alguno, según lo mencionó en una de las crónicas el pbro. Martín Jové de 1913: «Las capillas, hoy pequeñas naves laterales formadas por paredones cerrados hasta abajo, solo con un mesa...».
La imagen más antigua que se conoce de los retablos es una fotografía de la capilla de Pasto, la cual se consagró el 23 de septiembre de 1916, divulgada en la publicación seriada de El Gráfico de ese mismo mes. En dicha fotografía se logra ver la mesa de piedra que aún existe y al igual que los arcos que permiten el desplazamiento de las personas entre las capillas.
En los sucesivos años continuó la construcción de todos los otros retablos. Sin embargo, en junio de 1919 se señala que: 

«Por la falta de oro con que poder seguir la decoración se tuvo que paralizar por casi tres meses el dorado de los altares; pero merced a esfuerzos el insigne maestro Eugenio Vargas se ha propuesto suplir con la intensidad del trabajo el tiempo no utilizado, presentando siete altares nuevos que por lo exquisito de su labor y por el buen gusto llamarán la atención y juzgamos satisfarán las exigencias del público, no siempre artista, pero si juez de las obras de arte».

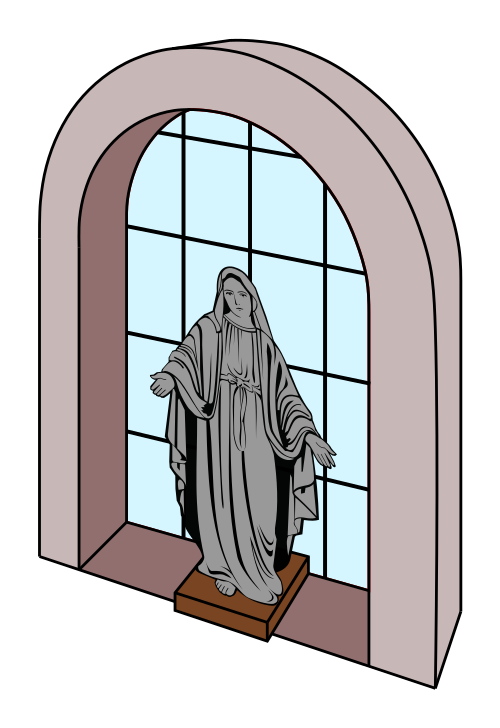
Ejemplo de una escultura ubicada en el intradós de un arco de medio punto.

Una serie de fotografías publicadas en varios medios impresos en diferentes años, permite analizar que los retablos no tenían al inicio un nicho profundo como lo tienen actualmente. Por ejemplo, en una de las fotografías de 1920, el retablo de la capilla de Medellín disponía de un ventanal plano en vez de los actuales nichos profundos, dicho ventanal fue la estructura inicial que antecedió a las actuales hornacinas. Este retablo, se preserva actualmente con todas las piezas y estructura, exceptuando la actual hornacina. Esto permite entender la manera inicial de como las esculturas estaban localizadas en el intradós de cada retablo, sin el actual nicho profundo. 
Sin embargo, otra fotografía publicada en 1922 del retablo de la capilla de Tunja que acoge el conjunto escultórico de la Crucifixión, se ve claramente una hornacina de poca profundidad, al presentar un abovedamiento con poca profundidad y muy cercano a la cruz, indicando que algunos retablos contaron con un pequeño nicho inicial que comenzaba del intradós del arco de medio punto, donde se localizaban las esculturas.
Otro retablo del que se cuenta con información es el de la capilla de Cali. En 1919 «llegó el conjunto escultórico de la Asunción a la capilla de Cali» y su altar realizado por Marmolería Italiana y por el maestro Eugenio Vargas tuvo un costo de 3000 pesos, del cual existe una fotografía tomada en 1948 en la cual se ve que la escultura aún se localiza en el intradós, exactamente en el borde. Aún no se ven las ventanas o estructura del actual nicho profundo, lo que puede significar que las actuales hornacinas aún no habían sido colocadas para ese año.
De los restantes retablos laterales no se tiene información específica, no obstante se conoce que su finalización abarcó varios años pues en 1922 se continúan haciendo bazares «A beneficio del templo del Sagrado Corazón de Jesús (...) y la terminación de algunos altares». El pbro. José Payas relata la evolución de la iglesia, que va de 1912 hasta 1941, en el que indica que la finalización de los retablos se alargó hasta finalizando la década de los viente:

Cabe la gloria de tener el primer altar completamente acabado con su retablo de mármol del país -Marmolería Italiana- y su grupo del 4º misterio de gozo, a la diócesis de Medellín que en septiembre de 1926 lo tenía terminado. La de Tunja con su 5º misterio de dolor y la de Garzón con la Virgen Dolorosa, fueron también los primeros en cumplir con este compromiso sagrado. Todavía no ha podido realizarse en su totalidad tan hermosa idea. Como dato curioso cabe añadir que la diócesis de Panamá, hoy arquidiócesis, tiene también su altar y su retablo terminado y bello: el de la Virgen del Perpetuo Socorro.

Los retablos de las capillas de Cartagena y de la Policía Nacional, son los más recientes, los cuales fueron elaborados en mármoles de colores y piezas de bronce por los «Talleres de Arte Granda» en Madrid, instalados en 1954 por los técnicos llegados de España, consagrados en 1963 por el pbro. Jorge Restrepo (párroco) y bendecidos por mons. Pedro Grau Arola. Originalmente la capilla de Cartagena albergaría la escultura «del Corazón de María» y la de la Policía Nacional la de «de San José», esto aclararía las diferencias de estos dos retablos con los restantes 14, pues son los únicos que cuentan con un trabajo en bronce y tienen bajo la mesa del altar los símbolos característicos de ambos personajes. El anagrama de María y la Vara florida de San José. Ambos retablos se diseñaron teniendo en cuenta tanto en la forma como en los materiales; sin embargo, el retablo de Cartagena tiene menos altura que el de la Policía Nacional, motivo por el cual es probable que recurrieran a la pintura mural imitando el remate del otro retablo para tener la apariencia de igual terminación, ya que el retablo de Cartagena no esta terminado totalmente en mármol.
Es de resaltar que hoy en día las esculturas localizadas en dichos retablos son la Virgen de Fátima en la Capilla de Cartagena y la Virgen del Carmen en la capilla de la Policía Nacional. Esto se podría explicar por la altura inferior de los nichos de estas dos capillas en relación con el mayor tamaño de las esculturas del Corazón de María y San José, razón que posiblemente explicaría la necesidad de hallar un nuevo lugar a estas dos imágenes, para lo cual se adaptaron dos espacios conformados por unos arcos que se localizan en los brazos sur y norte del transepto, justo a los lados del presbiterio, en los que se crearon dos nichos cada uno con su mesa altar de mármol. En el nicho sur se encuentran la escultura del Corazón de María y en el nicho norte se localiza la escultura de San José.
Finalmente, en 1956 las catorce hornacinas de los altares laterales fueron reconstruidas y ampliadas en material más durable, tal y como actualmente las son.

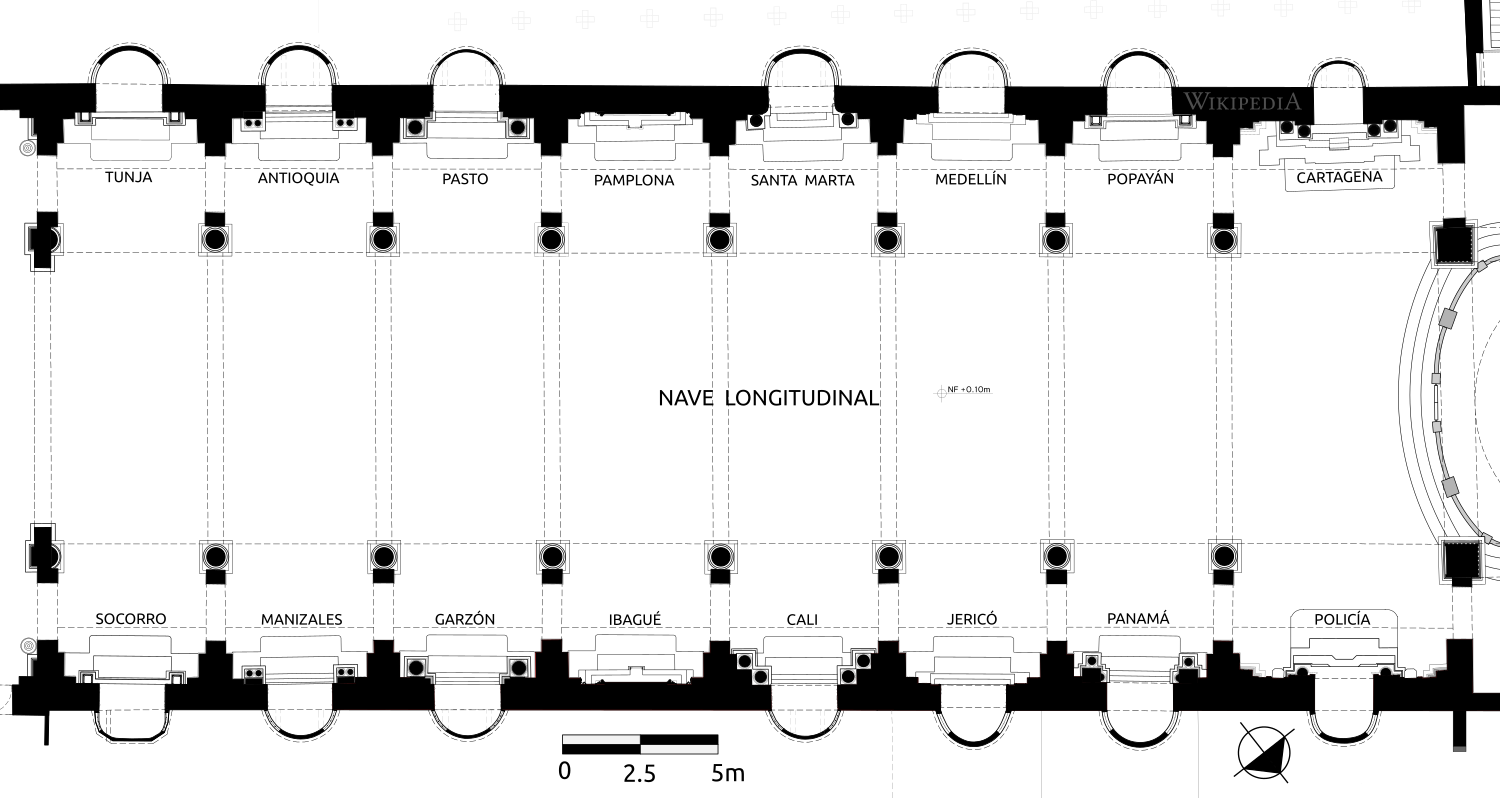
Sección del plano general con las capillas laterales.

Son las capillas que se encuentran a la izquierda, según se mira al altar. Son las siguientes

Capillas del costado sur (lado del evangelio).
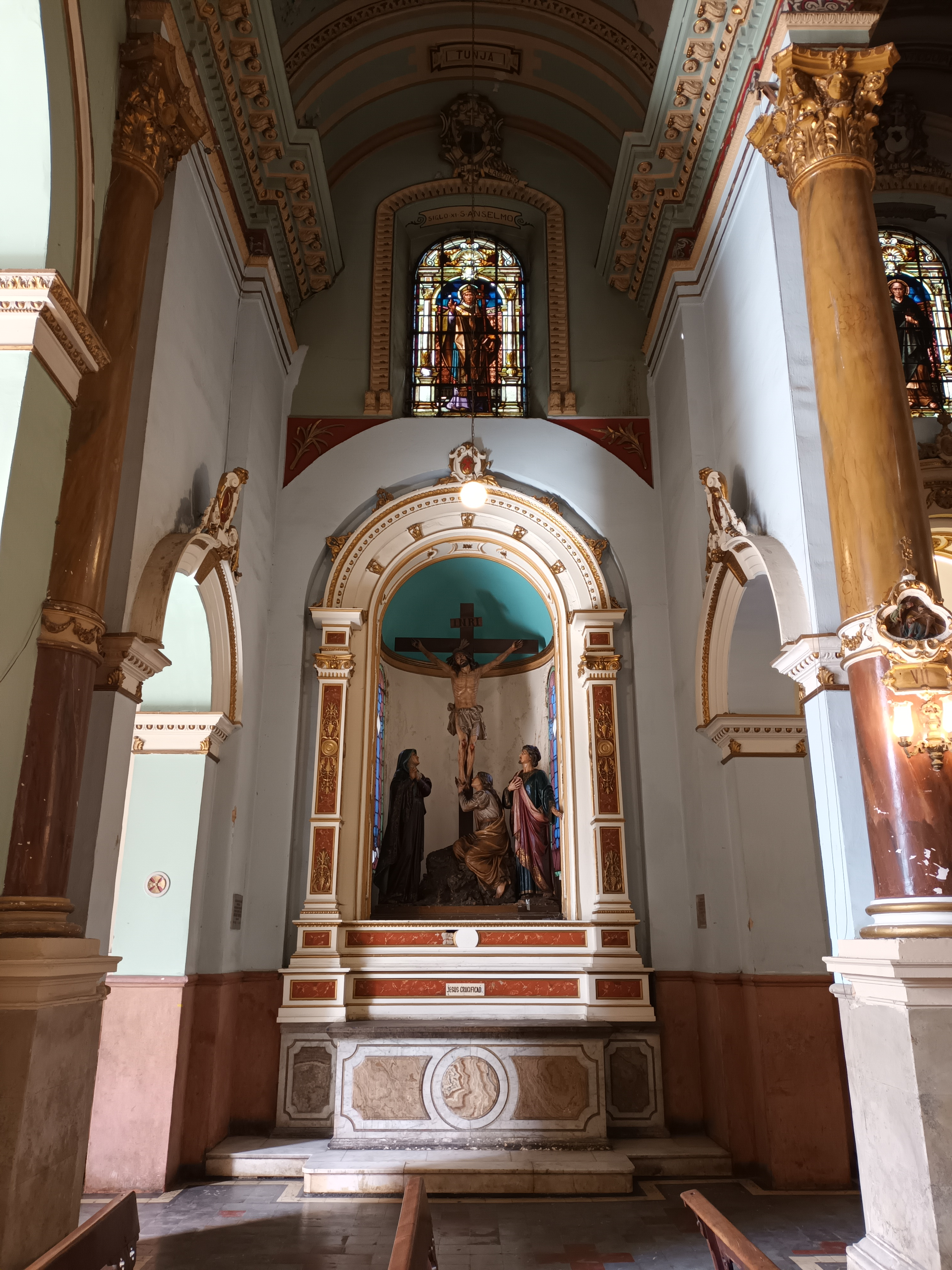
Tunja
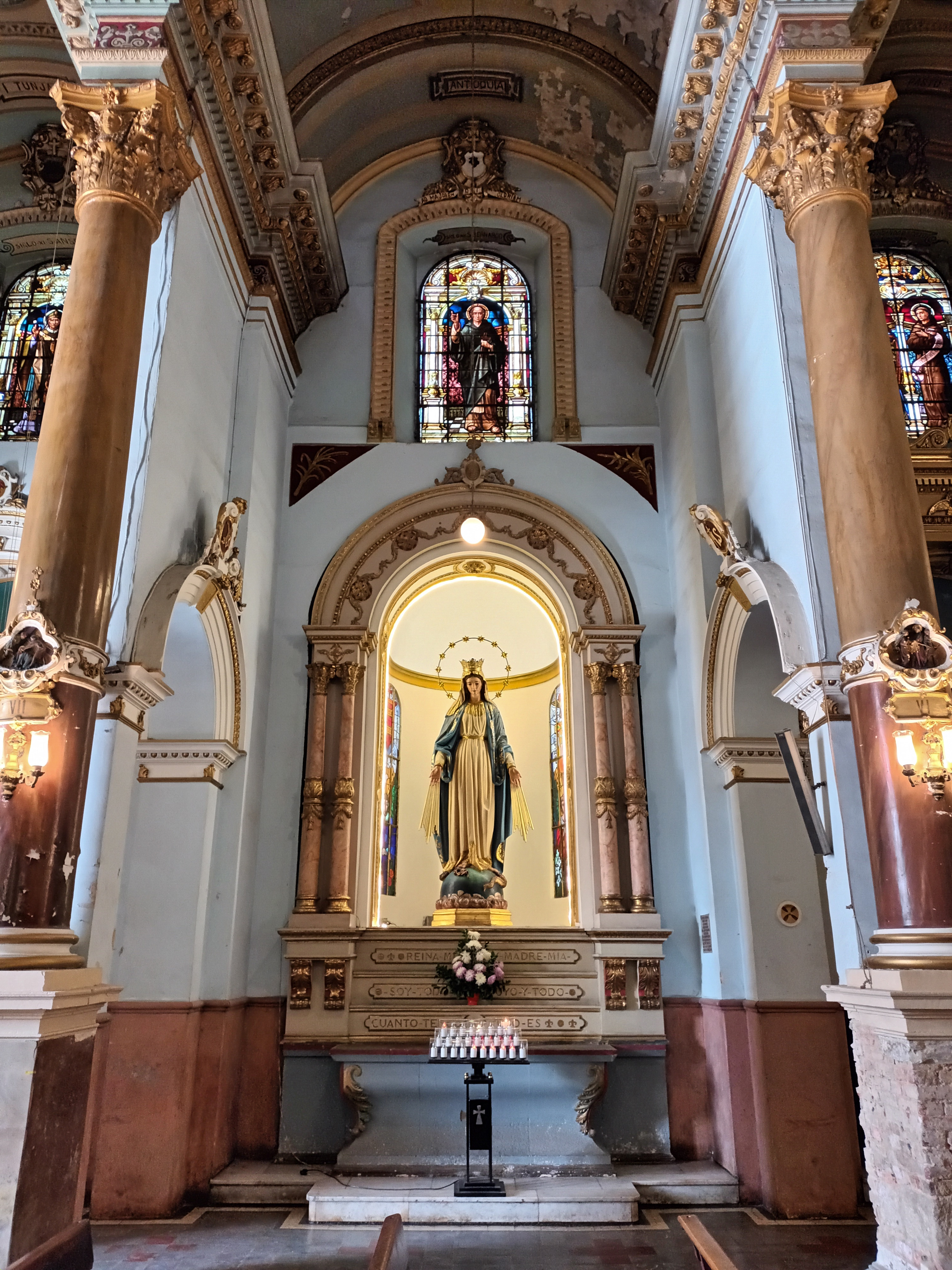
Antioquia
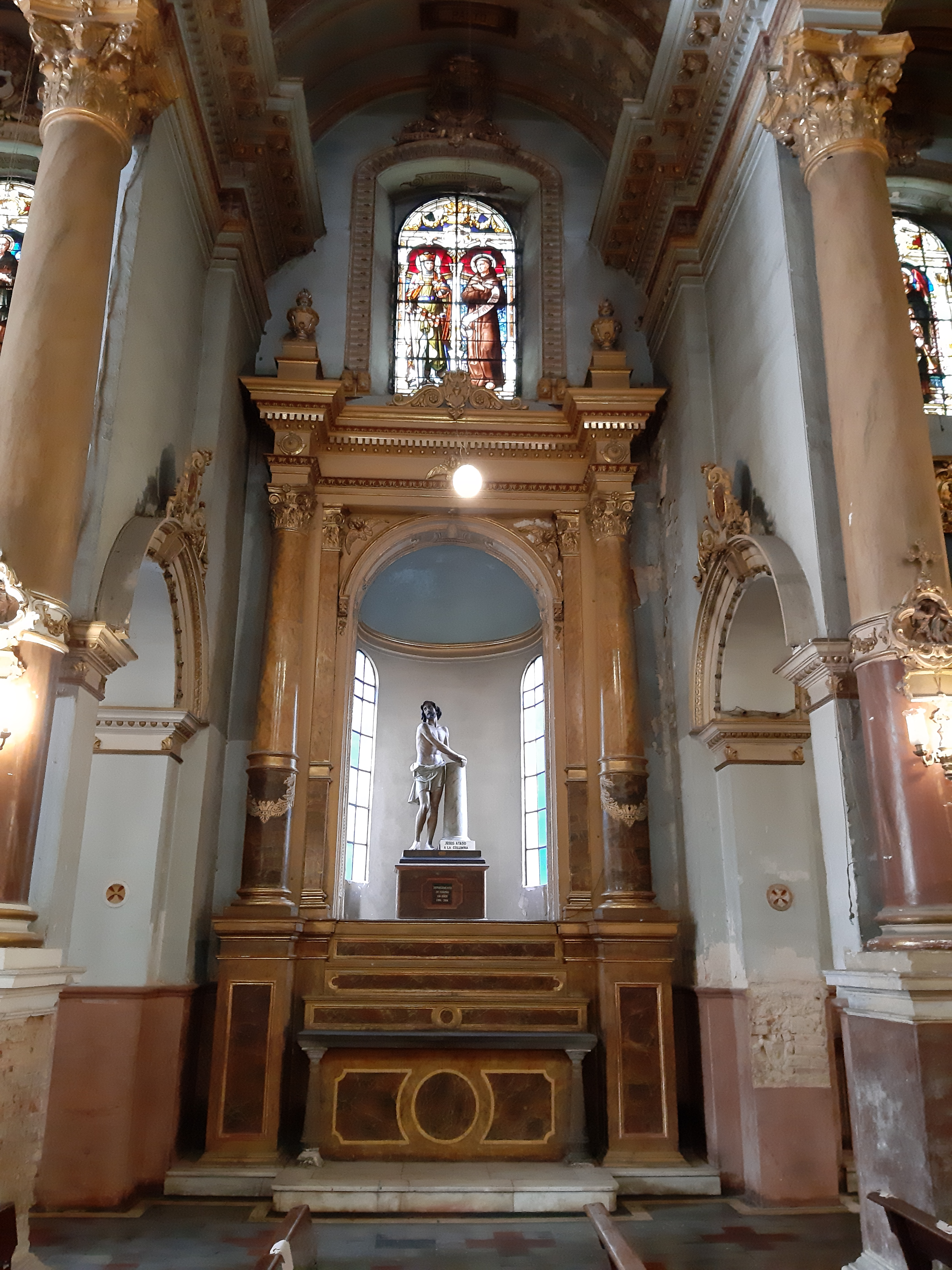
Pasto
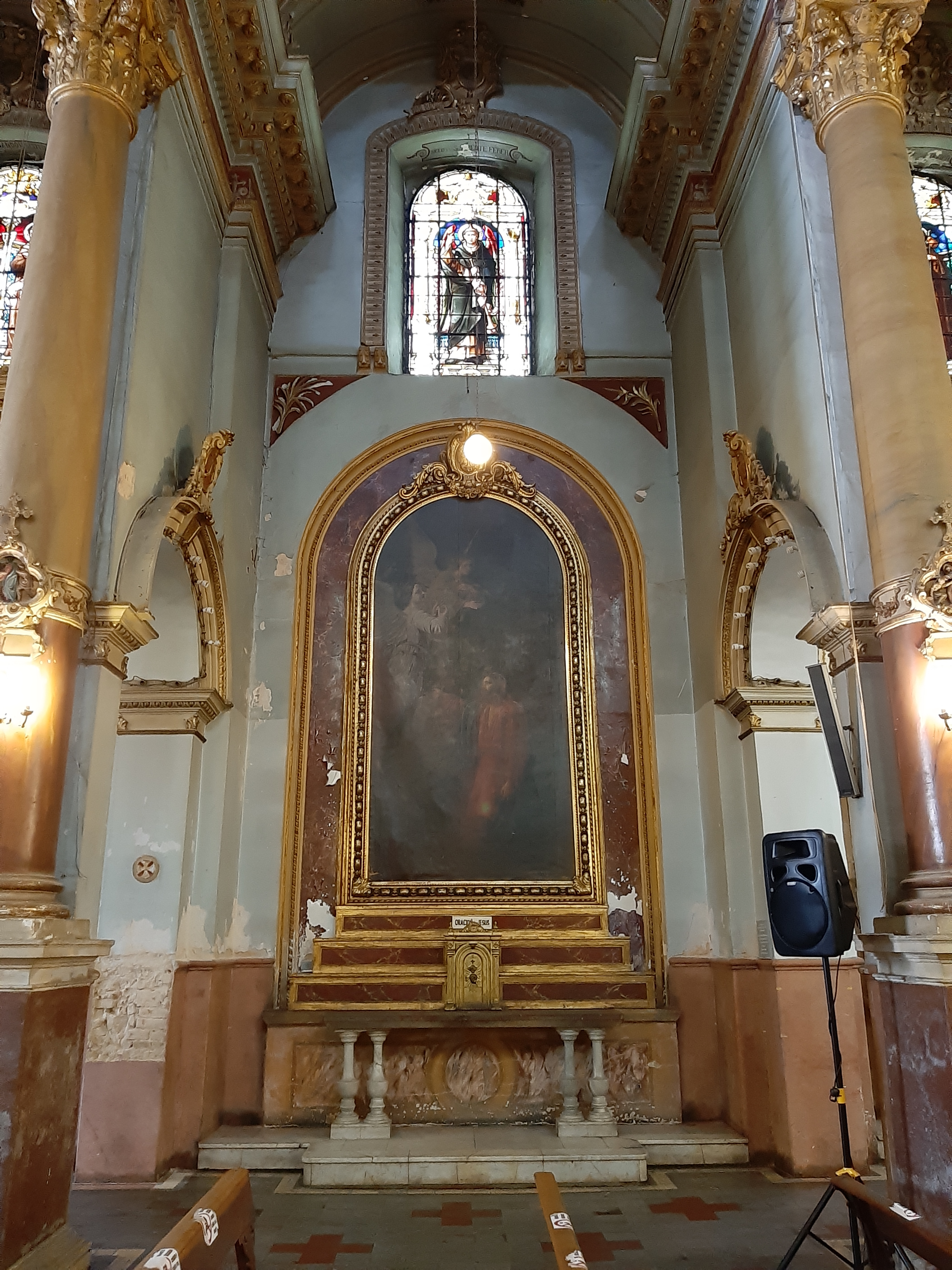
Pamplona
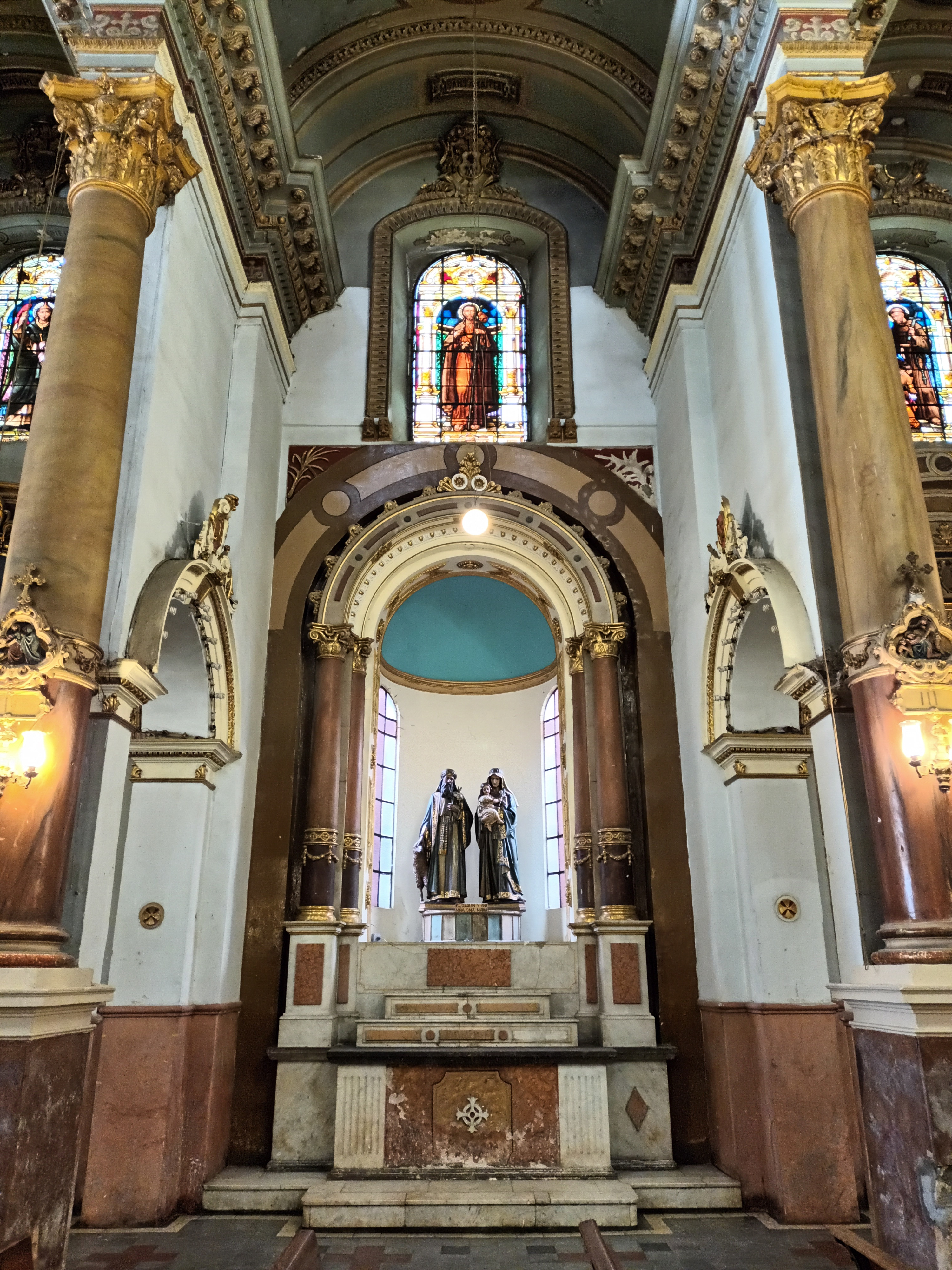
Santa Marta
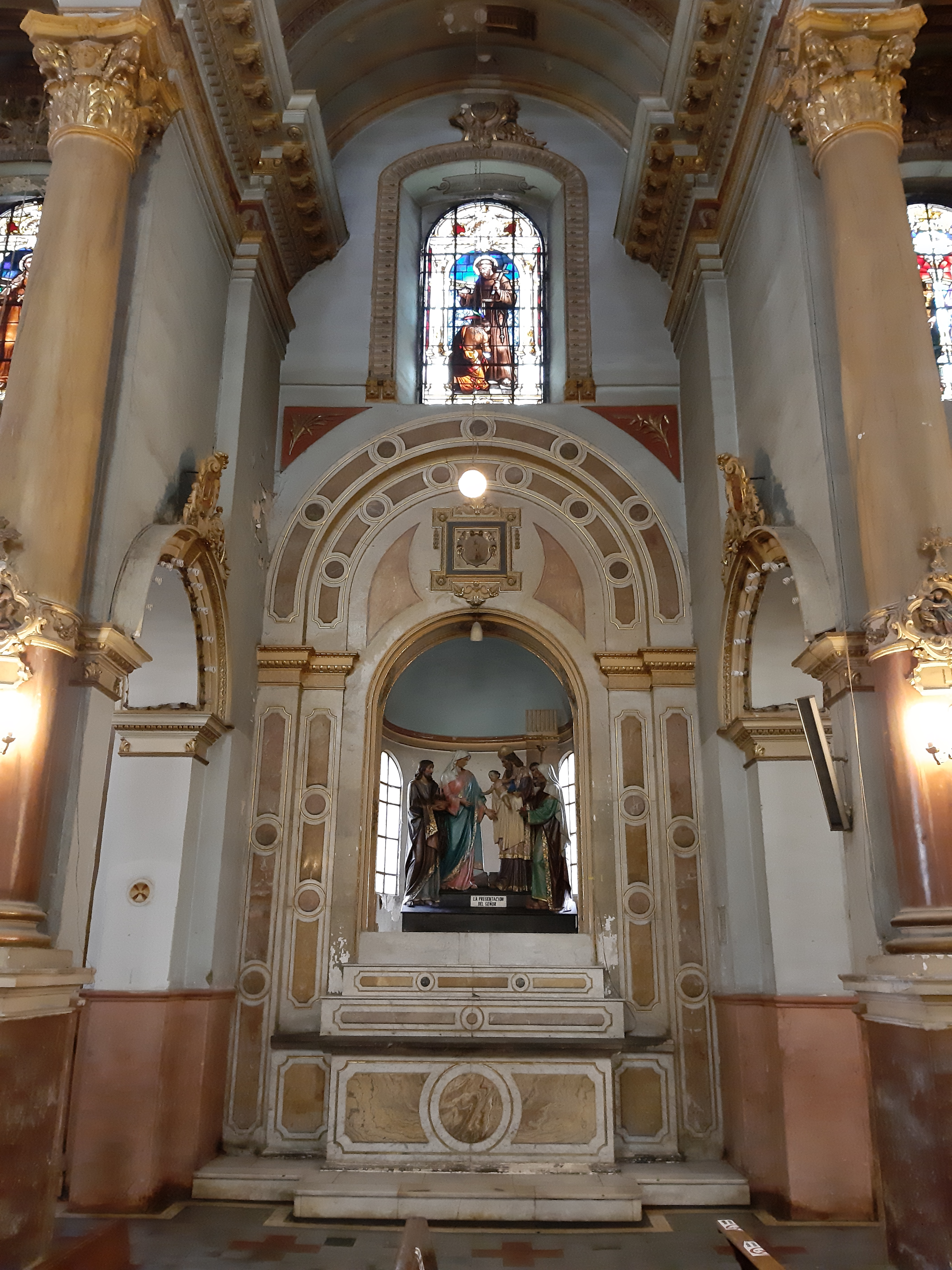
Medellín
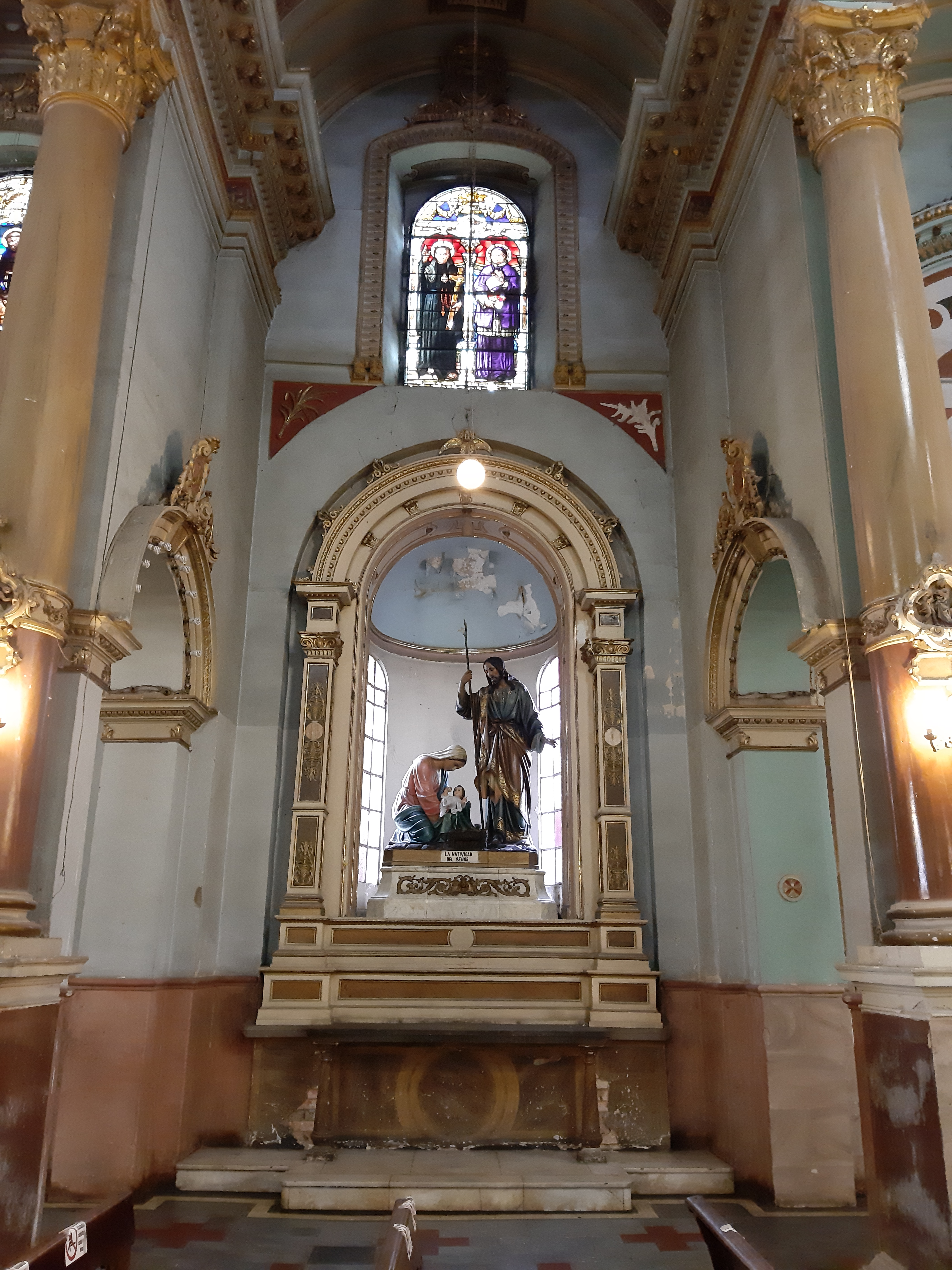
Popayán
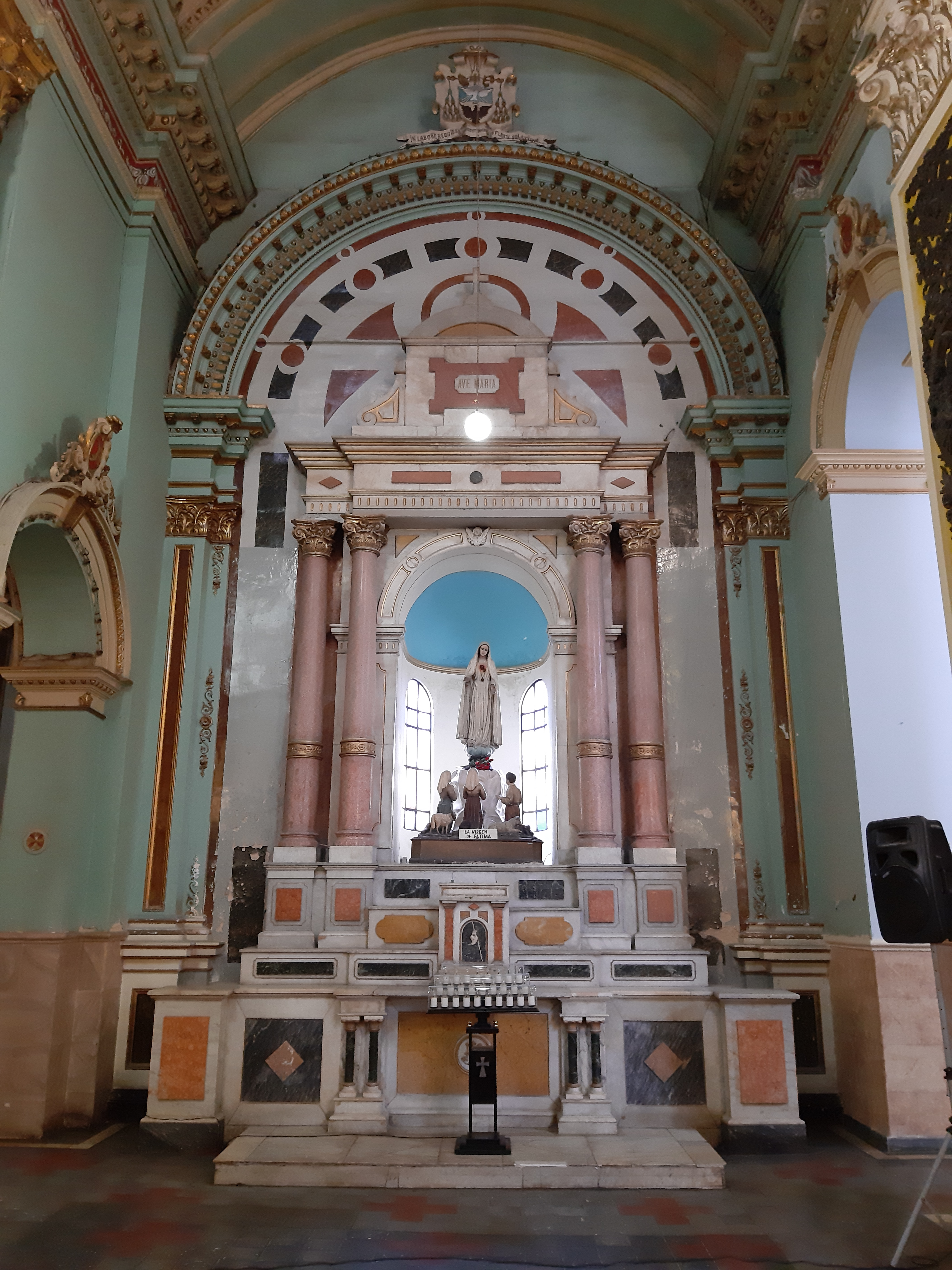
Cartagena

Son las capillas que se encuentran a la derecha, según se mira al altar. Son las siguientes: 

Capillas del costado norte (lado de la epístola).
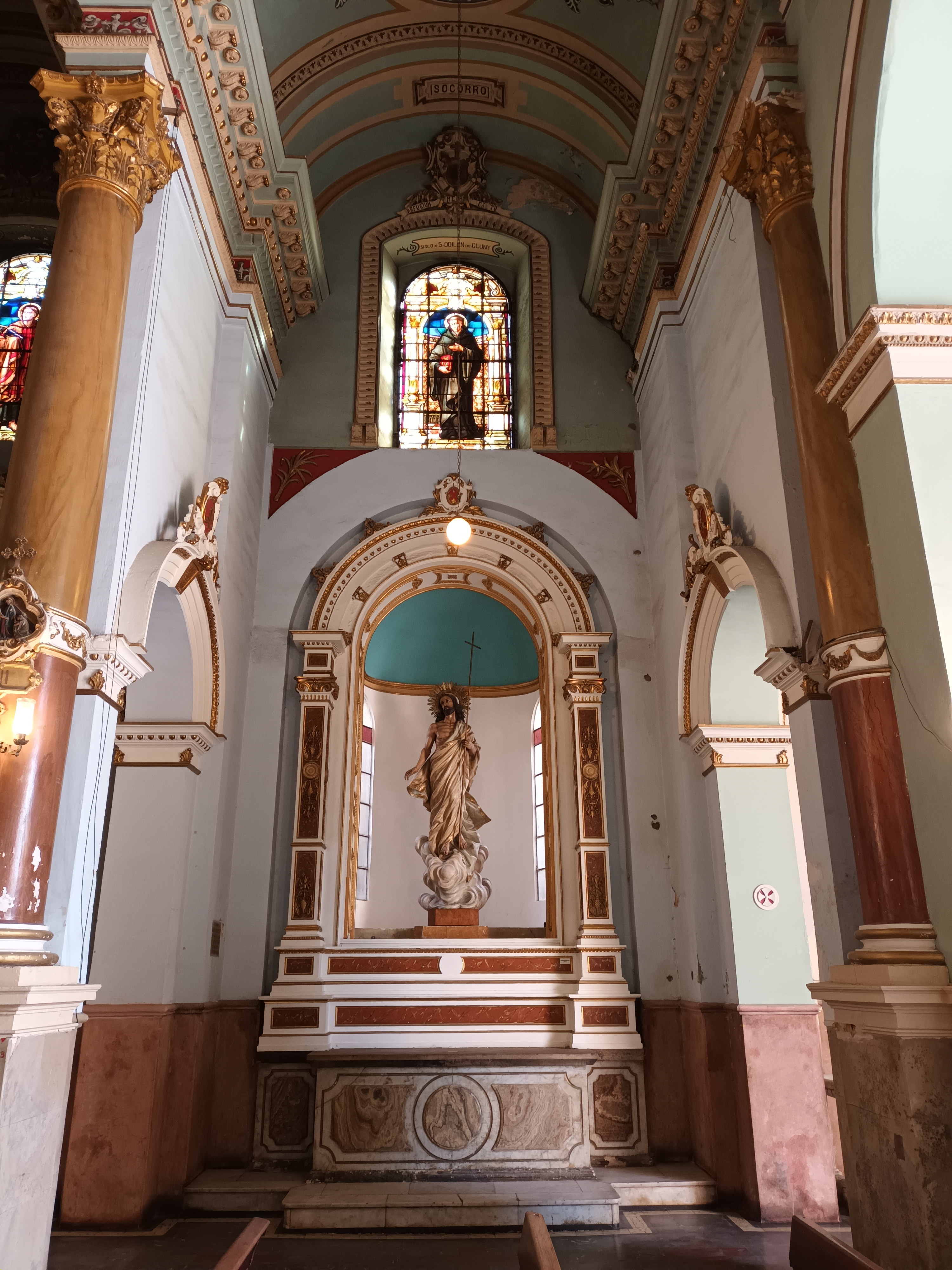
Socorro
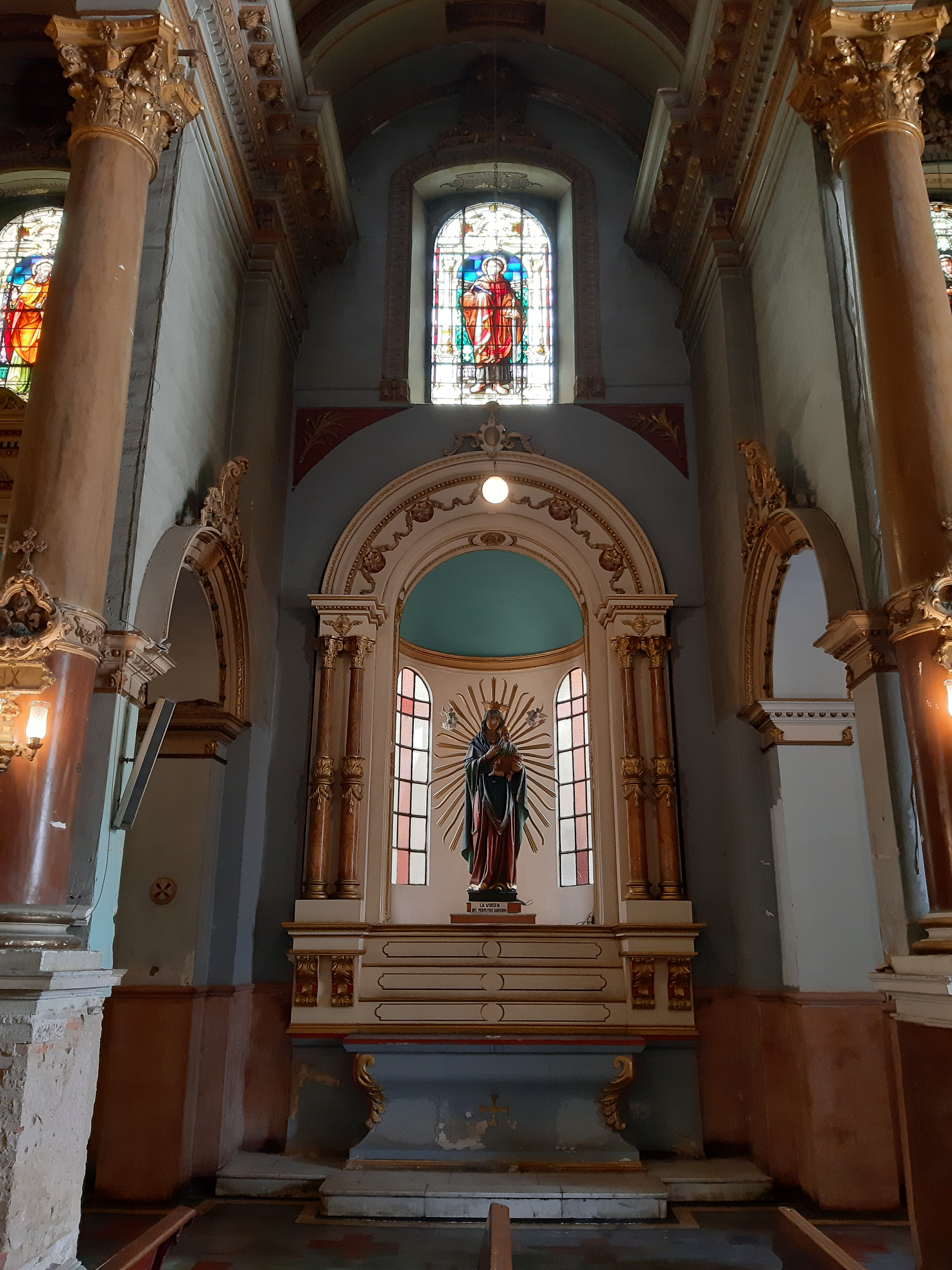
Manizales
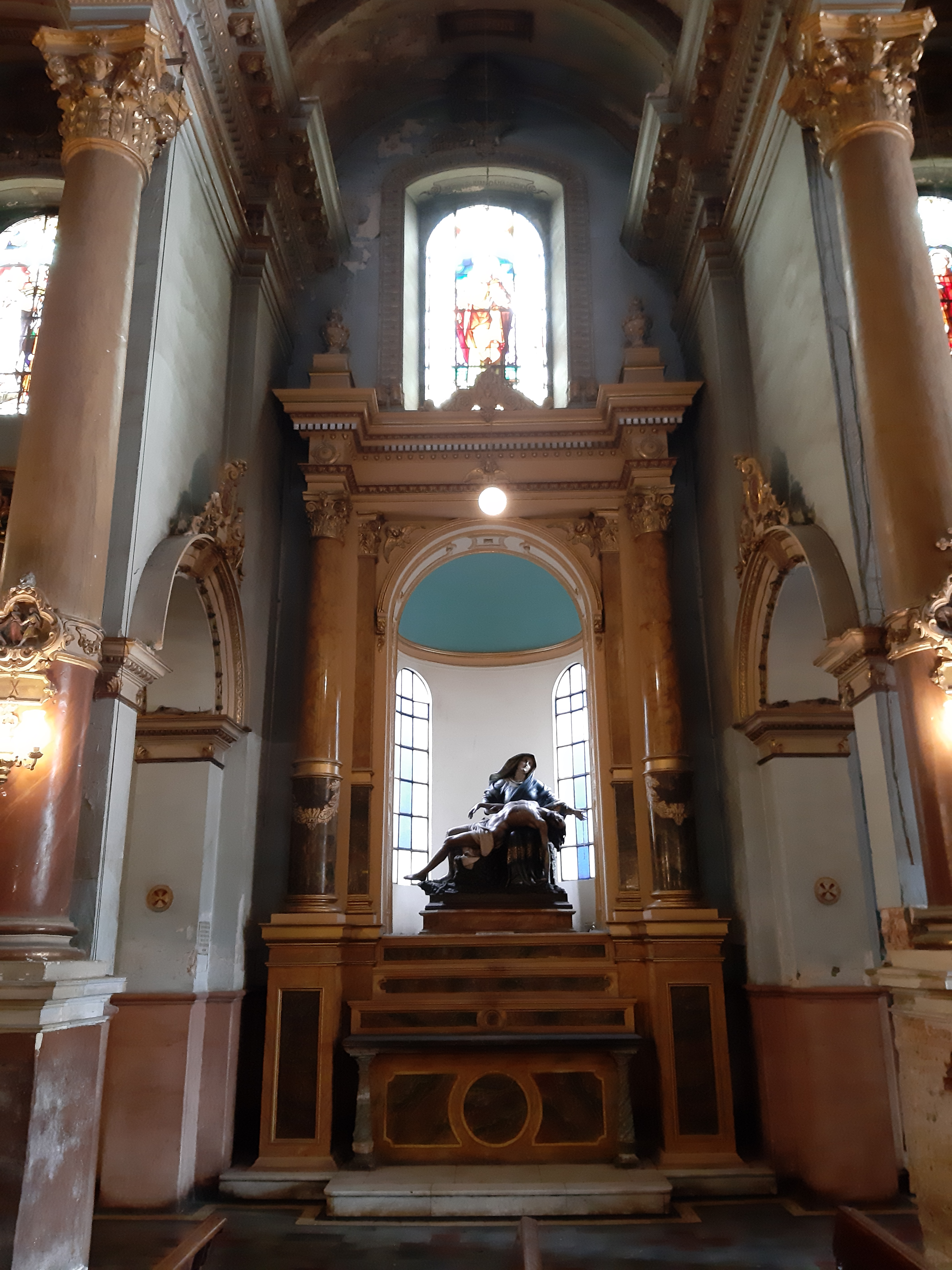
Garzón
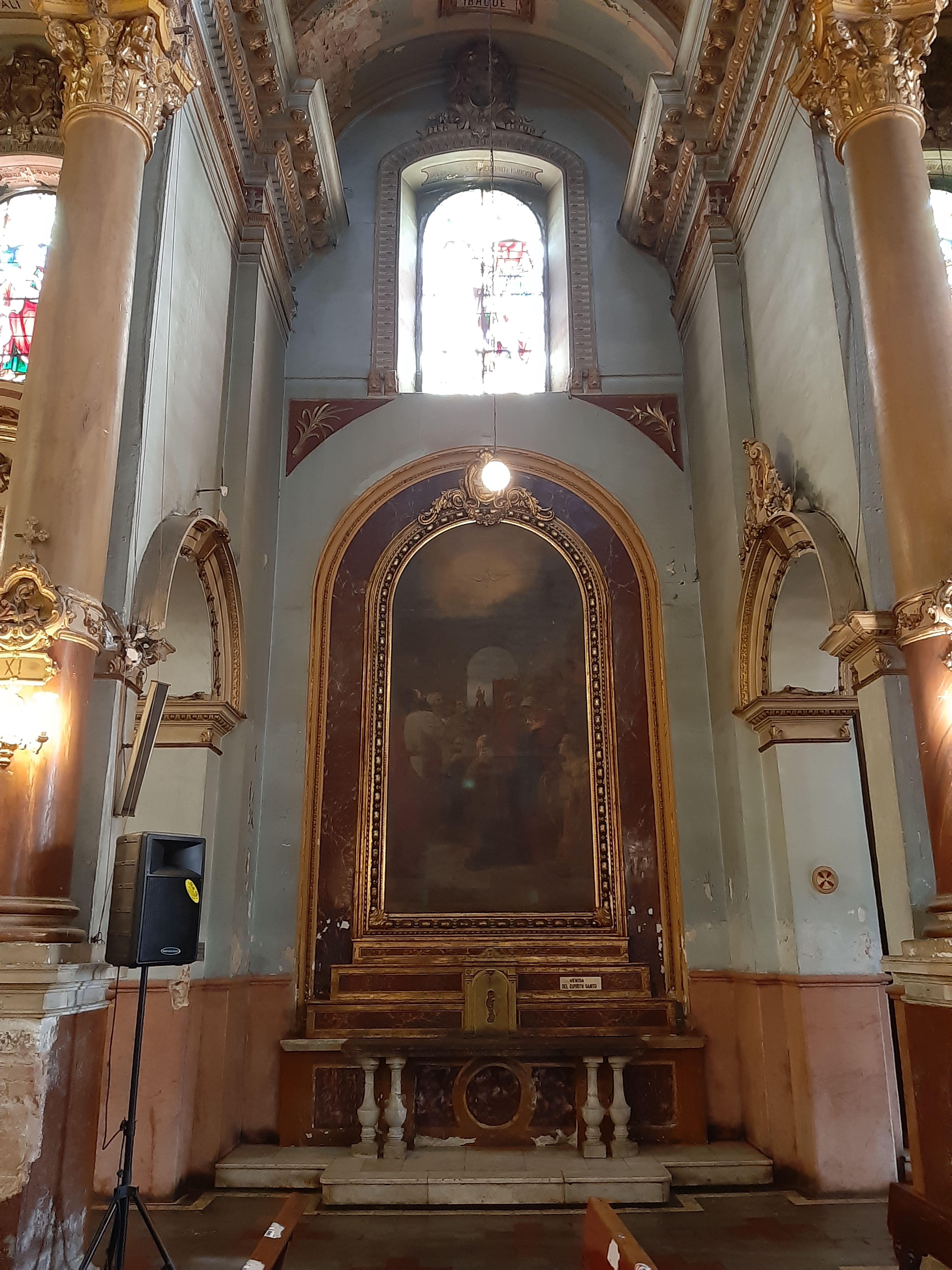
Ibagué
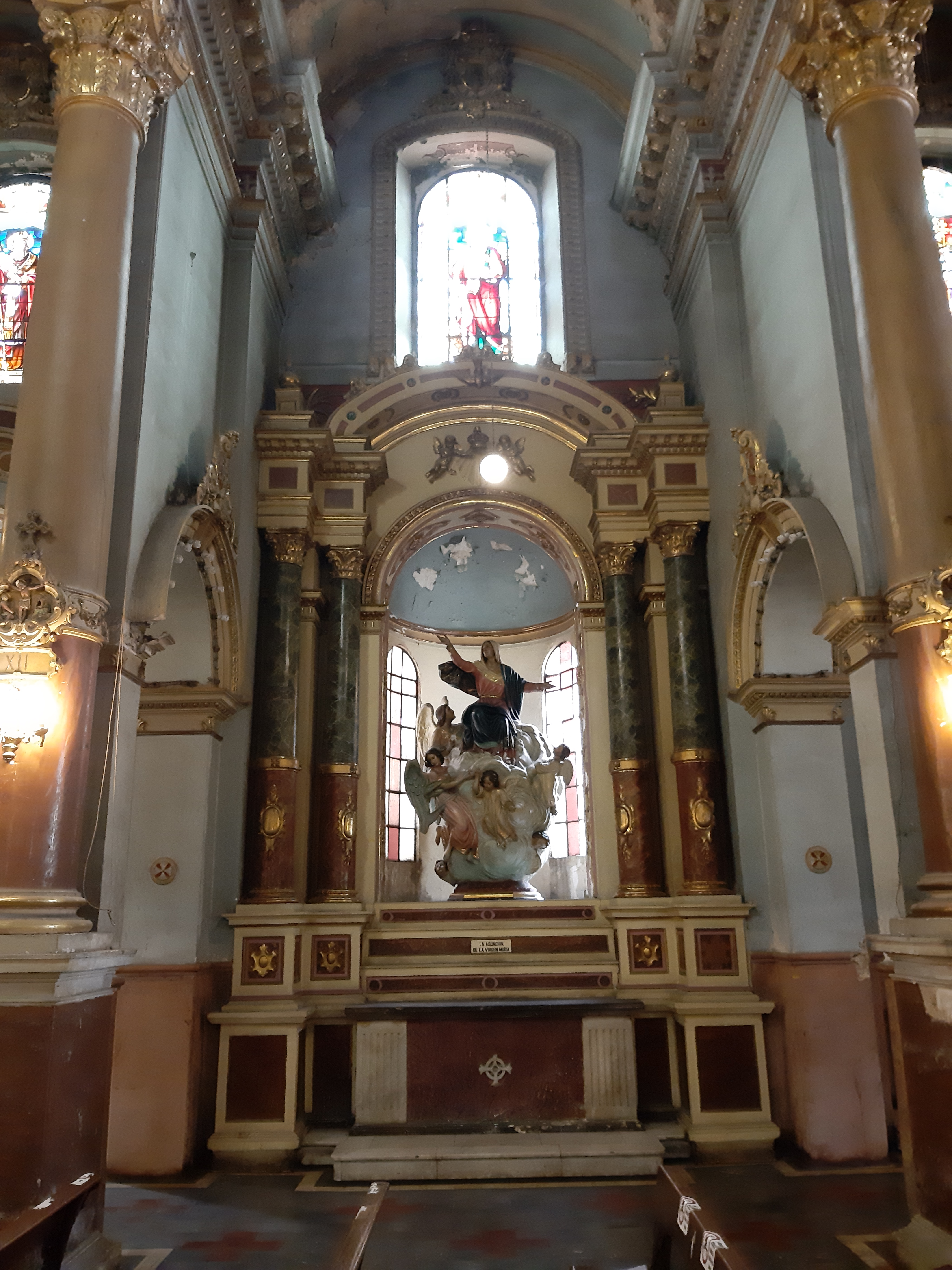
Cali
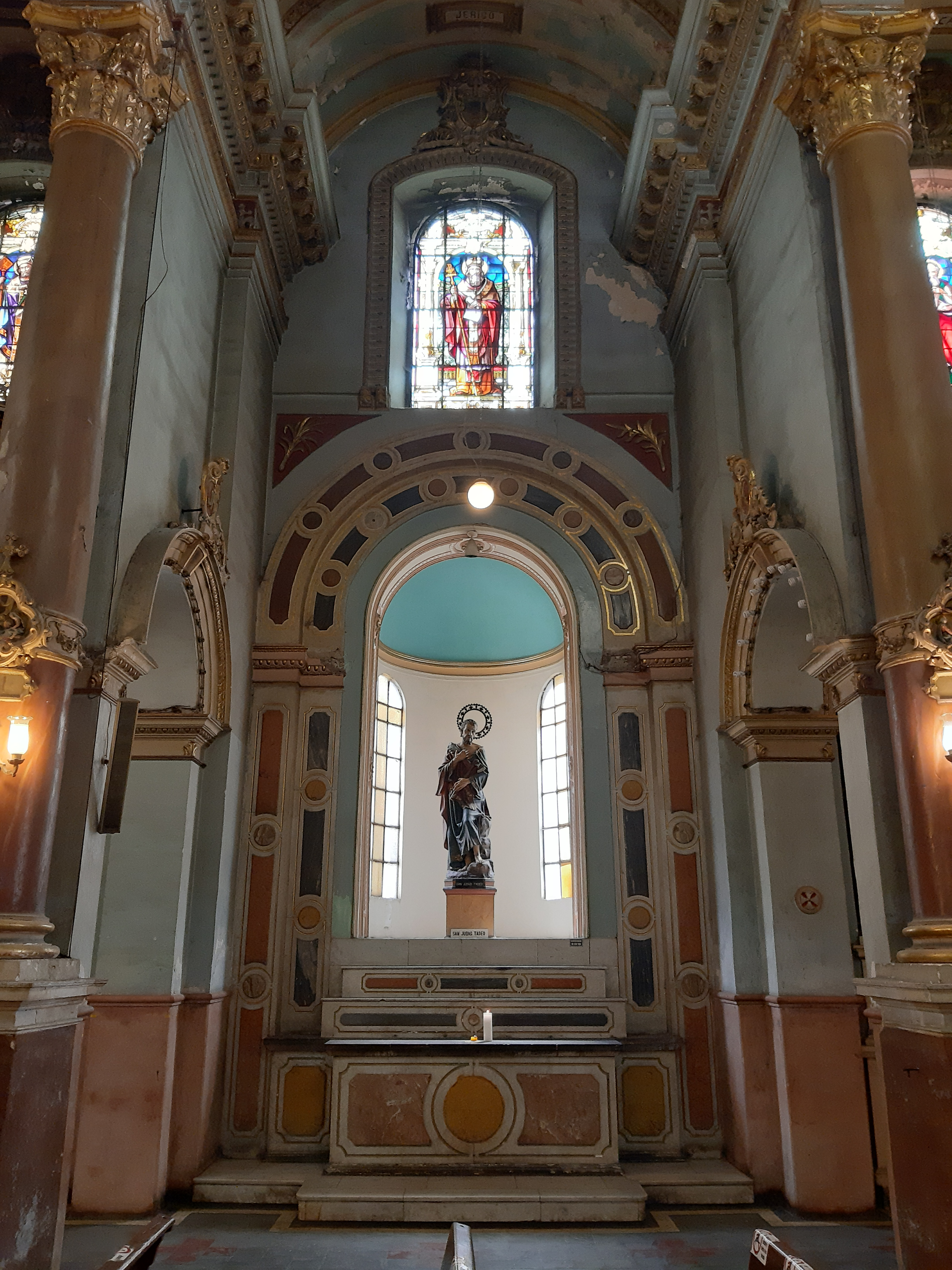
Jericó
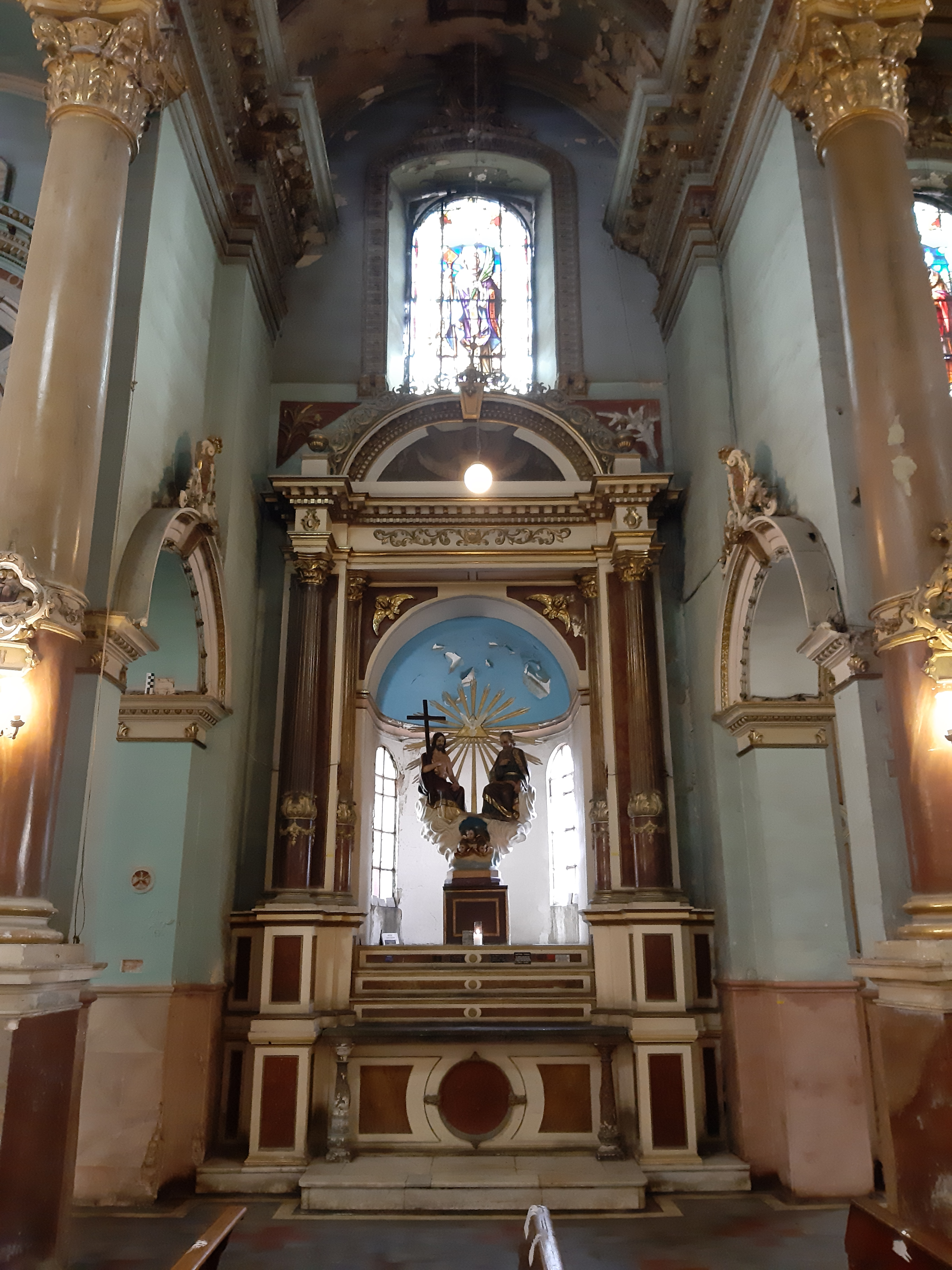
Panamá
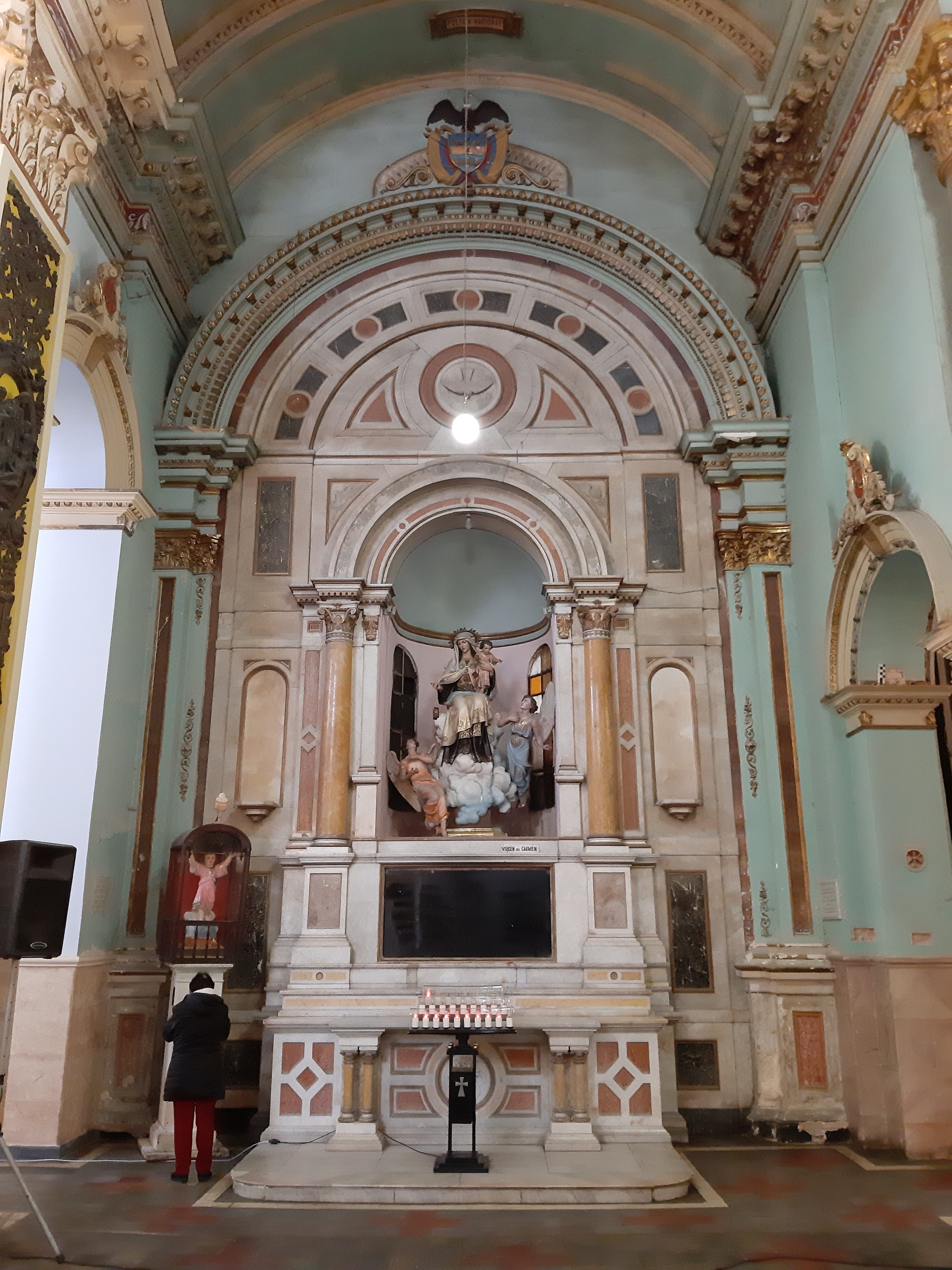
Policía Nacional

## Elementos artísticos

### Pinturas

#### Pinturas al óleo
El maestro Ricardo Acevedo Bernal diseñó y ejecutó entre 1917 y 1920, las 10 pinturas realizadas en la técnica de óleo sobre lienzo, cuyo trabajo tuvo un valor total de 4000 pesos pagados por el pbro. Pueyo de Val, antes de su traslado como obispo de Pasto.
Según las memorias de los claretianos todos los primeros viernes de mes, Acevedo venía a comulgar al Voto y durante el día se quedada en el coro pintando los cuadros. Por los 10 cuadros cobró la suma de cuatro mil pesos, que los mismos claretianos reconocen como intrínseca, por la gran labor y la calidad artística de las obras, se trató más de un buen gesto, de un regalo.
En 1989, en la conmemoración jubilar (75 años) de la comunidad claretiana en Colombia, el pbro. Rafael María Cuéllar aprovechó la ocasión e «inició diligencias para restaurar las bellísimas pinturas del maestro Acevedo Bernal», dichas diligencias fueron infructuosas pues los cuadros no fueron restaurados y actualmente padecen un avanzado estado de deterioro.

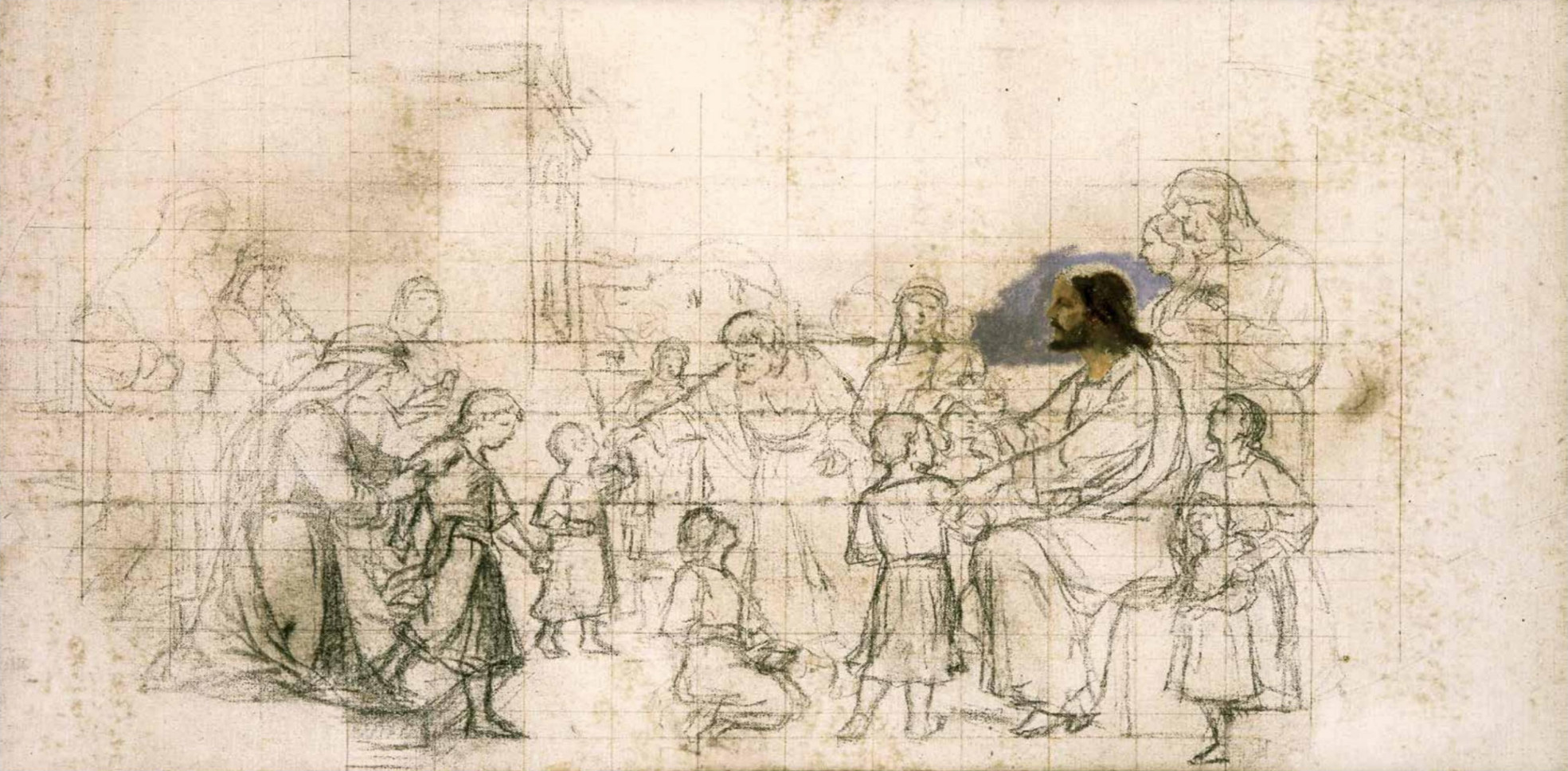
Boceto en papel de la pintura «Dejad que los niños vengan a mi» realizado por el maestro Ricardo Acevedo Bernal.

Las 10 pinturas están conformadas por los 8 grandes lienzos que se hallan ornando el cielorraso de la nave longitudinal y los 2 cuadros que se localizan en las capillas de Pamplona e Ibagué, respectivamente.
Los 8 cuadros del cielorraso son: «La Adoración de los Reyes Magos», «La Sagrada Familia», «Bodas de Caná», «Dejad que los niños vengan a mi» (el pbro. Otero y mons. Rubio y Sánchez figuran en este cuadro), «La Transfiguración», «Entrada triunfal en Jerusalén», «La Última Cena», y la «Aparición del Sagrado Corazón de Jesús a Santa Margarita» (mons. Pueyo figura en este cuadro).
Los 2 cuadros de las capillas laterales son: «La oración de Jesús en el huerto – La agonía en Gethsemaní»,
«La Venida del Espíritu Santo».
Dichas obras resaltan en general por el estilo religioso de las escenas recreadas, las cuales continúan los lineamientos del arte colonial, conforme con los cánones de los tratadistas de arte católico, como Juan Interián de Ayala, que fijaron las maneras de pintar escenas y estandarizar las imágenes religiosas relacionadas tanto a la vida de Jesús como a los cuadros hagiográficos. Esto permite analizar el modo como aun en el siglo XX los artistas empleados por la iglesia, como Acevedo, se siguieron guiando por estos normas de representación establecidos por el Concilio de Trento en Europa, repitiendo su simbología, colores y atributos, y hasta la forma de nombrar los temas iconográficos para las obras.
Artísticamente es preciso señalar la calidad del trabajo artístico alcanzado en estos cuadros de gran formato, con figuras a escala humana que acentúan el realismo de la escena y una paleta abundante en colores que a través del uso de los tonos azules y marrones alcanza sombras dramáticas. Es de señalar que el barniz fue utilizado de manera localizada, resaltando la diferencia entre planos de la obra.
Desde la puerta principal hacia el presbiterio, se encuentra primero la obra pictórica de «La Adoración de los Reyes Magos» que tiene una riqueza en su composición. La obra representa la escena donde los tres Reyes Magos, habiendo encontrado a Jesús siguiendo una estrella, yacen ante él adorarle  y ofreciéndole oro, incienso y mirra. Acá Acevedo realizó la obra bajo los mismos lineamientos de los tratadistas de arte como Juan Interián de Ayala. La escena de la adoración en Belén es una de las más antiguas y recreadas en el mundo artístico.

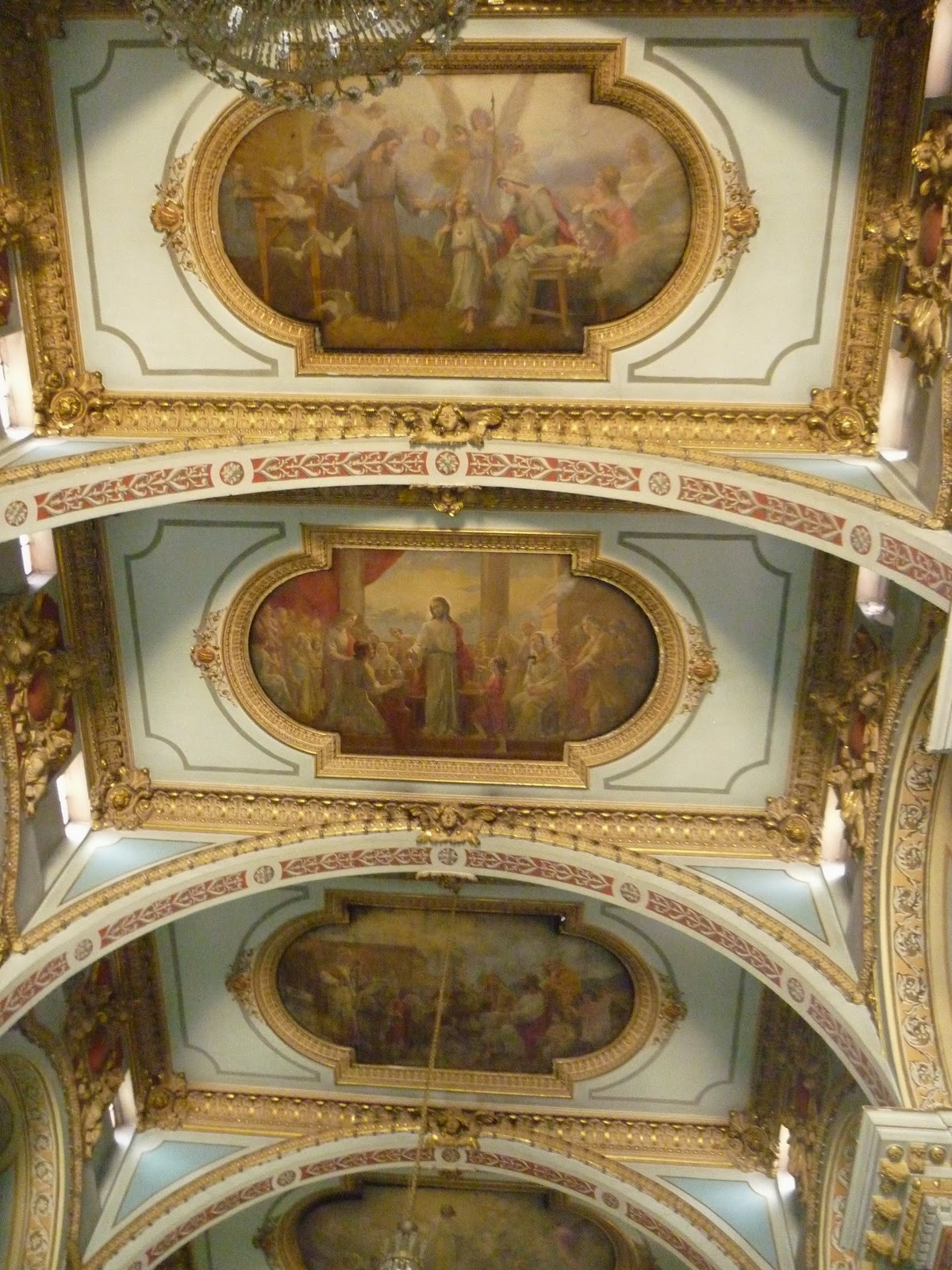
Vista de las pinturas en el cielo raso del templo.

La siguiente obra pictórica es La «Sagrada Familia». Esta escena religiosa es muy recreada en el arte religioso, acá el maestro Acevedo representó a la Sagrada Familia manteniendo los cánones de la escena religiosa y enseñando explícitamente atributos de la pasión de Cristo, como la cruz en donde es crucificado, la corona de espinas con la que fue coronado en tono de burla a la vez que lo azotaban, y la lanza que le clavaron en un lado en la crucifixión. En este cuadro se observa un personaje no identificado, por su vestimenta es posiblemente se trate de algún sacerdote de la comunidad claretina.
La siguiente obra pictórica es «Las Bodas de Caná» el cual tiene un gran número de personajes y una riqueza en su composición. Esta escena describe el primer milagro realizado por Jesús, el cual tuvo por marco una boda en Caná de Galilea a la que también asistían su madre y sus discípulos. El maestro Acevedo continuó lo estipulado iconograficamente, preservando los cánones de representación de la escena religiosa en la esencia de la imagen, pero se permitió variar la composición situando a Jesús en el centro, con los novios a su derecha siendo el novio quien ofrece tres tinajas y un sirviente a la izquierda, las otras tres.
La siguiente obra pictórica es «Dejad que los niños vengan a mi» que tiene un gran número de personajes y una riqueza en su composición. El maestro Acevedo continuó normalmente lo señalado en los tratados, pero incorpora como personajes participantes de la escena al pbro. Otero y a mons. Rubio y Sánchez, quienes se destacaron en la consolidación de la comunidad Claretiana en Colombia y en la construcción del Templo del Voto Nacional. Además, «por iniciativa del pintor, éste utilizó como modelos a niños y niñas de familias bogotanas».
La siguiente obra pictórica es «La Transfiguración de Jesús» que tiene una gran riqueza en su composición, y en la que Acevedo continuó lo señalado en los tratados, incluyendo con exactitud los personajes indicados, los resplandores y la vestimenta blanca de Jesús. La obra representa la escena de la Jesús y tres de sus apóstoles, Pedro, Santiago y Juan se encuentran en una montaña a orar. En la montaña, Jesús empieza a brillar con rayos brillantes de luz, entonces los profetas Moisés y Elías aparecen al lado de él.
La siguiente obra pictórica es La «Entrada triunfal en Jerusalén» que tiene un gran número de personajes y una riqueza en su composición. La obra representa la escena de la entrada triunfal de Jesús en Jerusalén que se lleva a cabo en los días previos a la última cena, marcando el comienzo de su pasión. Por eso la obra es la antecesora de la que le sigue. Esta escena esta recreada de acuerdo con lo estipulado por las Escrituras y los cánones de los tratadistas de arte, como Juan Interián de Ayala.
La siguiente obra pictórica es «La Ultima Cena», una de las obras con el mayor número de personajes y riqueza en su composición, cuyo diseño cuenta con un trabajo preliminar de tres bocetos, en los que fueron variando la ubicación de los personajes, el fondo, la proporción y escorzos de los cuerpos. La obra representa la escena de la Última Cena de los últimos días de la vida de Jesús de Nazaret según narra el Nuevo Testamento. El carácter religioso de la escena corresponde de un tema iconográfico clásico recreado en Latinoamérica desde el periodo colonial.
La última obra en el cielorraso es la representación pictórica de Santa Margarita María Alacoque y la revelación del Sagrado Corazón de Jesús, la cual es la única escena del grupo de las 10 pinturas al óleo que no alude a un episodio de la vida de Jesús, sino a un suceso hagiográfico ocurrido a la santa perteneciente a la Orden de la Visitación. El 16 de junio de 1675, Jesús se le manifestó a sor Margarita María con el corazón abierto, y señalando con la mano su corazón y según su testimonio, el mencionado Corazón estaba rodeado de llamas, coronado de espinas, con una herida abierta de la cual brotaba sangre y del interior emergía una cruz.
Para el Templo, esta obra es de gran valor, pues destaca en los valores simbólicos del cuadro, ya que recuerda el instante en el que la devoción por el Sagrado Corazón de Jesús comienza y se extiende gracias a sor Margarita María Alacoque. Este cuadro tiene una forma distinta al resto de los cuadros del cielorraso, pues fue realizado cuando en este espacio se situaba el primer presbiterio de la templo. Además, en este cuadro el maestro Acevedo incluyó la figura de mons. Antonio María Pueyo de Val con capa pluvial. 
En posición vertical, presidiendo las capillas de Pamplona e Ibagué, se localizan las pinturas «La oración de Jesús en el huerto – La agonía de Getsemaní» y «La venida del Espíritu Santo – Pentecostés», obras también realizadas por el maestro Acevedo. En la primera, el artista continuó con lo señalado iconográficamente por los tratadistas conciliares, pero además utilizó elementos adicionales que facilitan al observador vincular el tema con la pasión de Cristo, ya que el ángel de manto verde, fuera de llevar la cruz, tiene en su mano derecha la corona de espinas, lo que atañe a un tema iconográfico llamado La agonía de Getsemaní.
En tanto a la pintura La venida del Espíritu Santo, dicha escena corresponde a un tema iconográfico llamado Pentecostés, que el maestro Acevedo representa bajo las directrices de los tratados de arte. La obra representa la escena en donde están todos reunidos en un mismo lugar y se les aparecieron unas lenguas de fuego que se posaron sobre cada uno de ellos y lo alto el Espíritu Santo.
Para la realización de estas obras, el maestro Acevedo realizó un estudio previo con bocetos a lápiz, algunos incluso coloreados con acuarela, los cuales fueron publicados conjuntamente con la noticia de la instalación de los cuadros en la iglesia en 1920 en la Revista Cromos. Dichos bocetos ayudan a analizar el esmerado trabajo de proporciones y métrica, la organización de la composición y sus planos conforme con elementos como la profundidad y la perspectiva.
El maestro Acevedo tituló los bocetos de estas obras así: «Para la pintura mural en el Voto Nacional, La paz inicia el siglo», obras que al ser instaladas en el cielorraso en posición horizontal dan la apariencia de pintura mural. Estos bocetos se conservan en el Archivo Gráfico y Documental del Museo Nacional de Colombia.

#### Pinturas mural

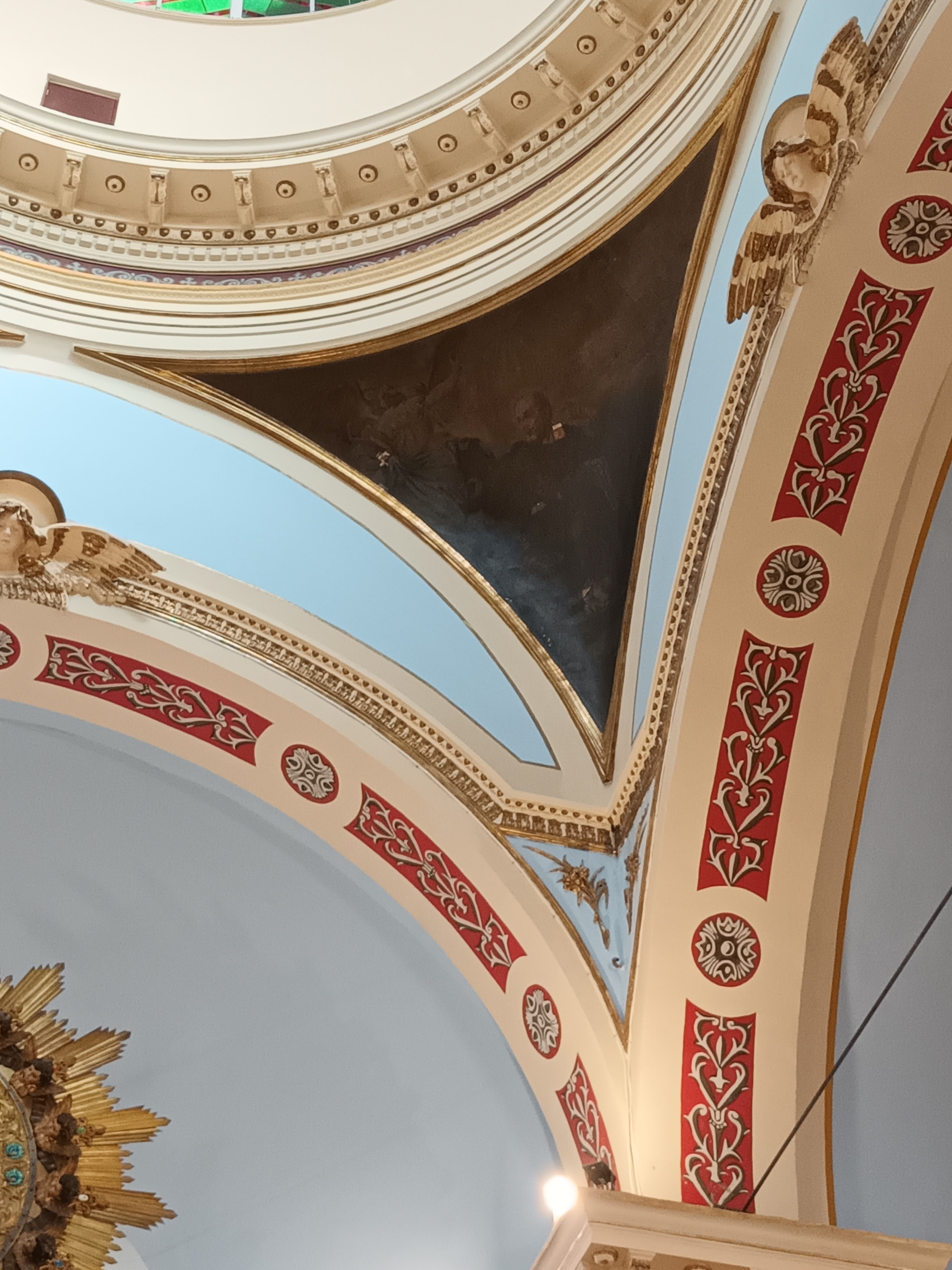
Pechina con la imagen de San Mateo.

En la basílica se hallan dos grupos de pintura mural: el primero se localiza en las pechinas y el segundo integra los espacios arquitectónicos del edificio.
En el primer grupo, se localiza en las pechinas, debajo del tabor de la cúpula, justo sobre el presbiterio, se trata de cuatro pinturas de notable calidad artística y estética, pues las composiciones de cada una de las imágenes disponen de una cantidad de elementos y atributos que componen la escena iconográfica de los cuatro evangelistas bíblicos (Mateo, Marcos, Lucas y Juan). Lamentablemente no se ha hallado información en las publicaciones seriadas del templo o de la Comunidad Claretiana, ni siquiera en los documentos epistolares de los padres claretianos, por lo cual se desconoce la autoría de estas cuatro obras aunque se presume que fueron elaboradas en 1938 cuando se inauguró la cúpula y el transepto de la Iglesia.
El segundo grupo está conformado por secciones repartidas en 28 espacios que corresponden a los módulos entre arcos y columnas en el cielorraso y las bóvedas de cada capilla y de los brazos sur y norte del transepto, incluyendo igualmente la pintura mural que precede a la bóveda de la cúpula en vitral. Dicha pintura mural es decorativa, funciona imitando molduras, por lo cual es un complemento o reforzamiento visual arquitectónico que enriquecen los distintos espacios arquitectónicos del templo mediante un diseño de figuras geométricas y motivos fitomorfos, combinado con una paleta de colores, que se réplica a lo largo de los muros, cielorraso y bóvedas con detalles que se ajustan a las formas propias de cada uno de las áreas. También acentúa el simbolismo religioso del templo. El autor de la pintura mural decorativa es el artista Colombo Ramelli, del taller de Ramelli.
En general, más del 60% de la pintura mural la han intervenido en diferentes ocasiones, hecho que se corroboró con el estudio mural realizado en 2012 mediante la elaboración de calas estratigráficas. 

### Esculturas

#### Esculturas de la fachada
La fachada del templo está adornada por un conjunto escultórico que se divide en tres grupos que corresponden a: 1) estatuas, 2) escudos, y 3) elementos decorativos adosados a la fachada.
Las estatuas son un grupo conformado por 5 elementos, los cuales son obras importantes de la fachada debido a que se tratan de obras únicas y originales. Como elemento dominante se encuentra una escultura en hierro fundido con acabado dorado de Jesús de pie en posición victoriosa, con la mano derecha levanta y en la mano izquierda sostiene una cruz de madera en cuyo travesaño horizontal se encuentra la frase en latín «IN HOC SIGNO VINCES» (con este signo vencerás) y en su pecho ostenta un corazón llameante envuelto con una corona espinas. La estatua se encuentra en la cima de la fachada y fue bendecida e instalada el 8 de diciembre de 1913 en una pomposa ceremonia. Así mismo se encuentra un conjunto de cuatro estatuas realizadas en cemento vaciado con un armazón de hierro en el interior, que corresponden a diferentes santos americanos (santa Rosa de Lima, santo Toribio, san Luis Beltrán y san Pedro Claver), diseñadas por Ricardo Acevedo Bernal y elaboradas por el escultor argentino Juan C. Atehortúa, de las cuales las de san Toribio, san Luis Bertrán y san Pedro Claver, fueron entregadas e instaladas en 1914 y la de santa Rosa de Lima se instaló en 1915. Atehortúa fue egresado de la Escuela Nacional de Bellas Artes, donde seguramente tuvo relación con el maestro Acevedo Bernal y con el trabajo de ornamentación de los Ramelli.
Estos santos tuvieron relación con el virreinato del Perú y con el virreinato de Nueva Granada, e iconográficamente muestran relevancia como parte de la decoración de la fachada, en la medida en que refuerzan la idea de un lenguaje religioso propio (americano) que complementa la figura de Jesús victorioso como tema central de todo el Voto Nacional y que se posiciona por encima (literal y metafóricamente) de todos los santos de la fachada. Es de resaltar que la ubicación de los santos americanos hacia los dos costados de la fachada, en los dos niveles superiores, sirven como marco de referencia para el elemento decorativo central: el escudo de Colombia. En ese sentido, con Cristo en lo alto, los cuatro santos de América protegen y custodian a la República de Colombia.

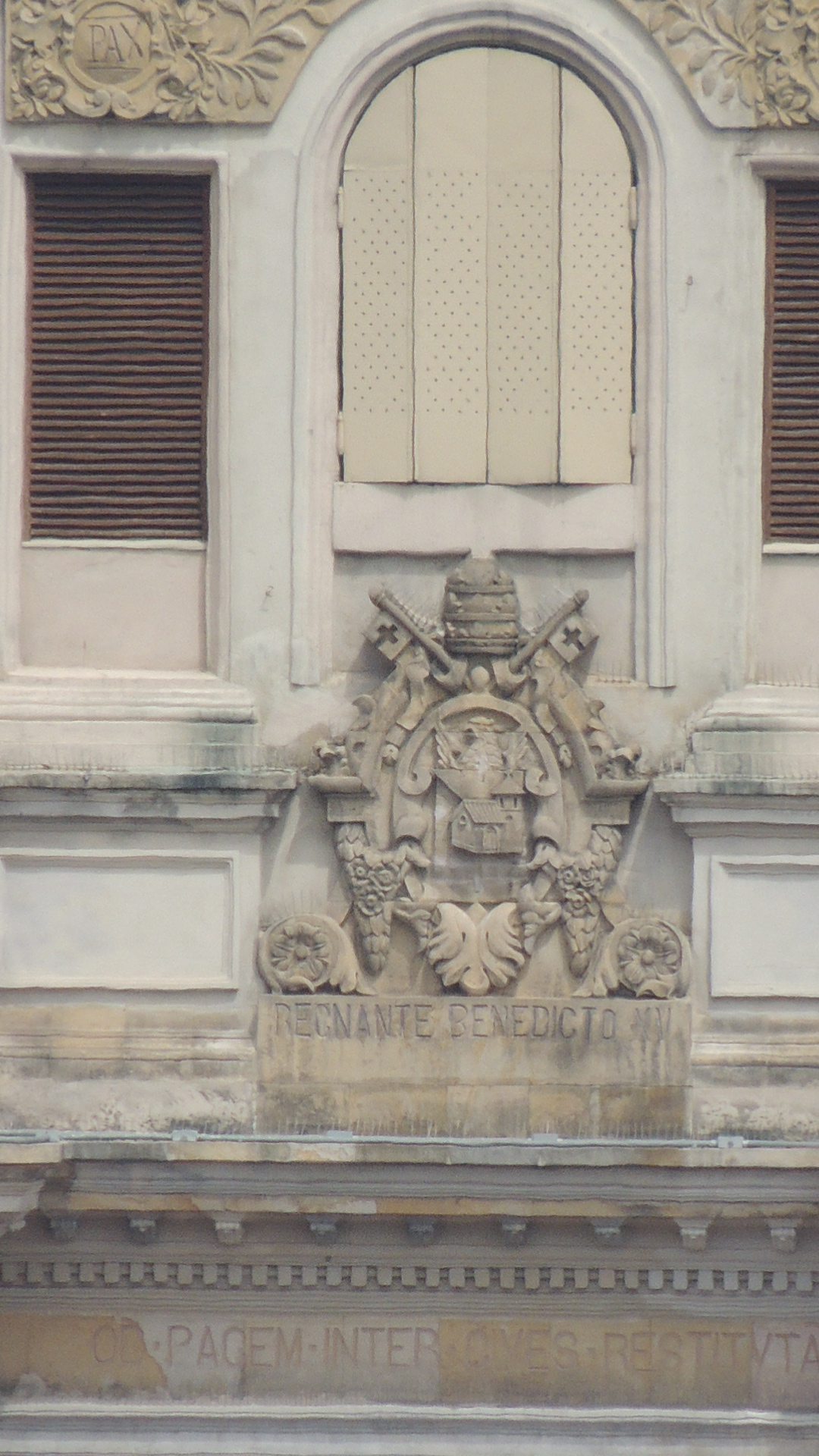
Escudo del papa Benedicto XV.

Igualmente, en la fachada se encuentran un grupo de escudos esculpidos en piedra o en cemento los cuales corresponden a los de la República de Colombia, del papa Benedicto XV, del arzobispo Bernardo Herrera Restrepo y de los Claretianos, además del medallón de Constantino Augusto y de un pequeño escudo con las letras IHS, monograma de Jesús. Estos elementos fueron aparentemente realizados en un mismo momento con la construcción inicial de la fachada, entre 1913 y 1915. Se desconoce el autor de dichas tallas, aunque el escudo de Colombia y el medallón de Constantino Augusto fueron diseñados por Ricardo Acevedo Bernal, elaborados en mortero de cemento y arena con acabado símil piedra y ejecutados por el taller D'Achiardi, el cual fue dirigido por Pedro Julio D'Achiardi, escultor y ornamentador italiano que se radicó desde finales del siglo XIX en Colombia y quién participa hacia 1926 en la remodelación de la Catedral de Ibagué. 
El escudo de Colombia tiene en la parte superior una cruz de la cual salen rayos y en su centro se localiza un corazón que corresponde a la iconografía del Sagrado Corazón de Jesús. El escudo junto con la cruz tiene 1,96 m de altura. En la parte inferior de dicho escudo aparece la inscripción del fabricante «TALLERES D'ACHIARDI».
Este escudo de Colombia es el elemento central en la decoración de la fachada, no sólo por su ubicación literal en el centro del segundo cuerpo, sino a nivel simbólico por representar a la patria Colombiana, consagrada al Sagrado Corazón de Jesús, el objetivo y acto máximo que el arzobispo Bernardo Herrera Restrepo propone con el Voto Nacional.

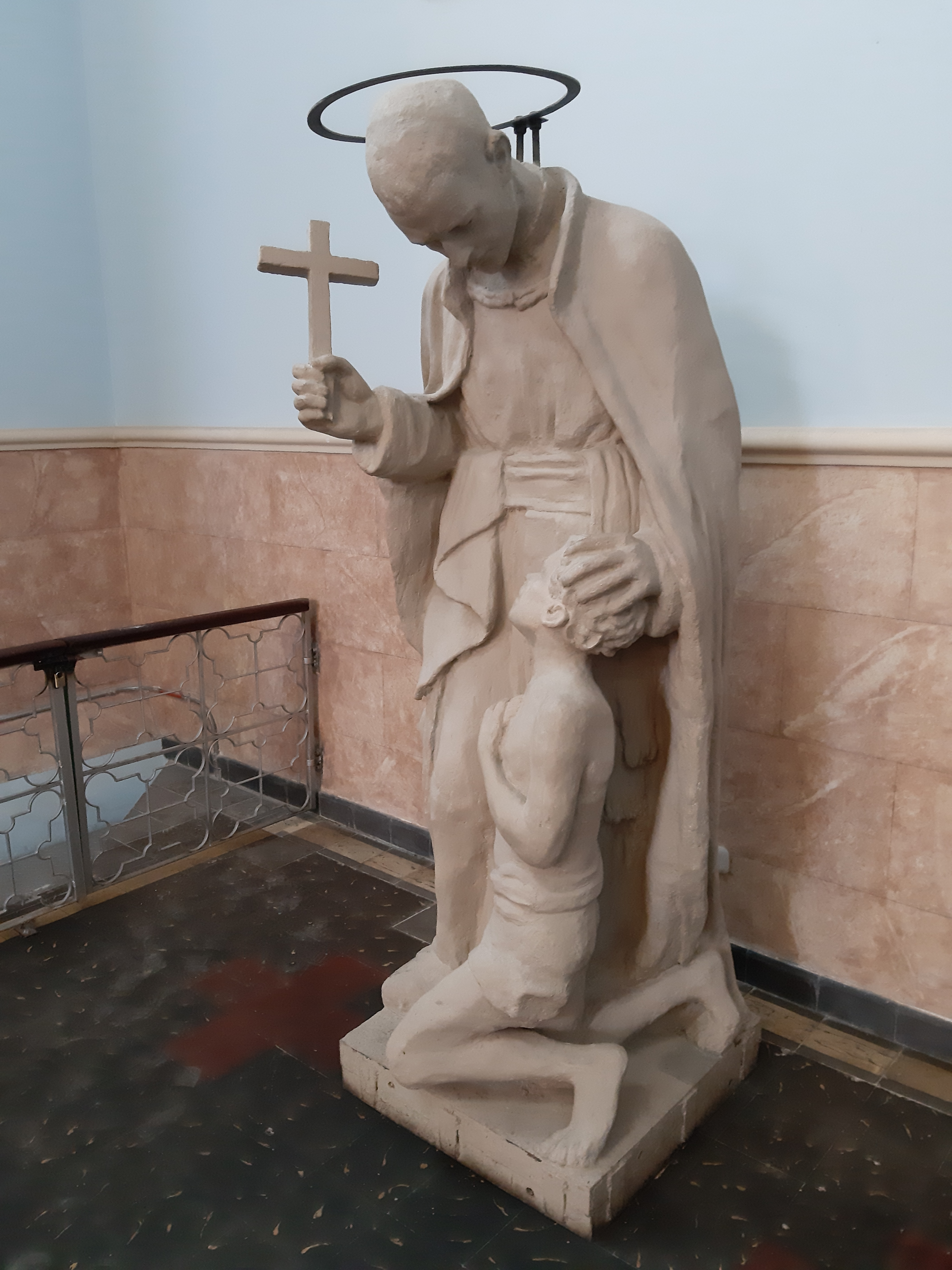
Réplica de la estatua de San Pedro Claver de la fachada.

El juego de símbolos católicos, como los cuatro santos americanos, complementan el mensaje al enmarcar este escudo. Debajo y de manera más discreta, se observa un medallón de Constantino Augusto (Flavius Valerius Constantinus) quien fue emperador romano y el primero en dar libertad de culto al cristianismo. La imagen de Constantino, es una alegoría directa a la unión de política y religión, que refuerza de este modo el lenguaje de todo el conjunto.
De este grupo se destacan igualmente los escudos eclesiásticos que son una exaltación decorativa para honrar la memoria de los impulsores y constructores del templo. Hacia el costado sur, se encuentra el escudo episcopal del arzobispo Bernardo Herrera, autor de la pastoral del Voto Nacional, señala su importante papel en la conceptualización del templo y su decisión personal de ejecutarlo. Al costado norte, se encuentra el escudo de los Claretianos, orden religiosa que se hace cargo de la edificación del templo, y que actualmente lo custodia. En la parte superior, donde comienza el tercer cuerpo se encuentra el escudo del papa Benedicto XV, en cuyo pontificado (1914-1922) se consagró el templo del Voto Nacional. Estos escudos eclesiásticos, incluyendo el pequeño escudo con el monograma IHS, están esculpidos en piedra arenisca.
Finalmente, están los elementos decorativos adosados a la fachada como las molduras y los capiteles. Se desconoce el autor de las tallas de estos elementos aunque es posible que también fueran obra del taller D'Achiardi, en especial los capiteles por las características de los materiales, pues estos están hechos en cemento y yeso con un acabado símil piedra. Esta fachada fue la que el pbro. Pueyo diseñó con ayuda del maestro Acevedo Bernal.

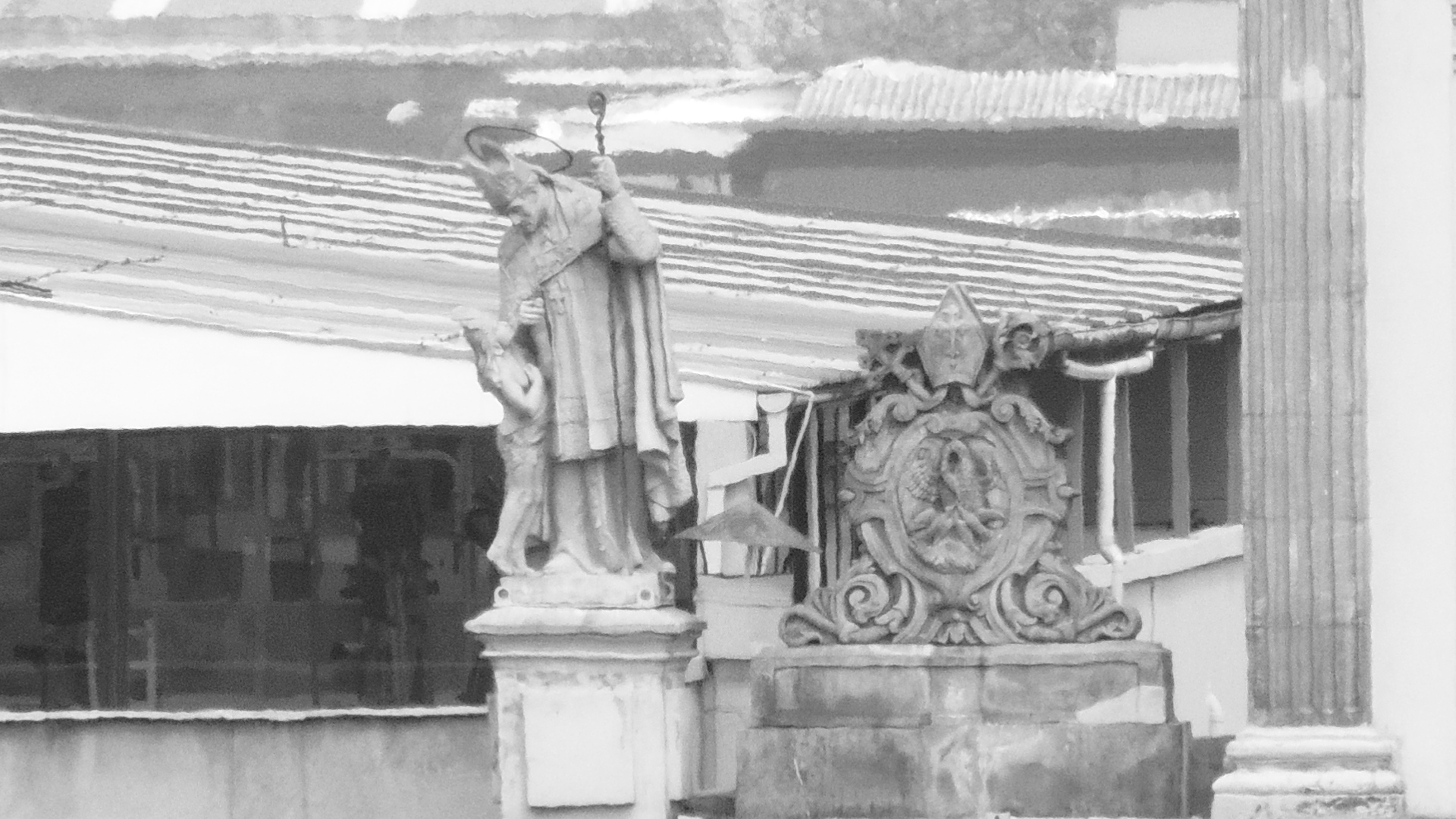
Estatua de Santo Toribio, arzobispo de Lima y el escudo del arzobispo Bernardo Herrera Restrepo.

La puerta central de la fachada está decorada con piezas de bronce fundido. En cada hoja de la puerta central se hallan 12 cuarterones de iguales proporciones, enmarcados por una sencilla moldura con acabado dorado, en el centro de cada uno se encuentra una cruz trebolada de brazos iguales. En las esquinas de cada cuarterón se encuentra una flor de lis que contienen la palabra PAX, paz en latín. Dichas flores de lis están colocadas de tal manera que apuntan a la cruz trebolada, indicando que la paz está en Cristo, como así lo señalan varias referencias en la biblia como el evangelio de Juan (14, 27-31], cuando Jesús dice: «Os dejo la paz, mi paz os doy».
En los peinazos que separan los cuarterones se encuentran intercaladas granadas abiertas en la que pueden verse sus granos de color rojo y estrellas de 5 puntas radiantes (asociada al mundo castrense). Además entre los peinazos superiores se encuentran el escudo de Colombia (hoja norte) y un manto con corona real (hoja sur) que contiene un corazón llameante envuelto con una corona espinas rodeado con ramas de olivo.
La granada es un fruto que se encuentra en el escudo de Colombia y en el de Bogotá, también es una referencia a la Nueva Granada (antiguo nombre de Colombia). En la heráldica, la granada es símbolo de concordia y unidad. Por todos estos elementos decorativos se lee un claro contenido político-religioso acorde con el lenguaje de todo el templo.
Pese a que no existen referencias directas a estas piezas decorativas, se plantea la posibilidad de que hagan parte del diseño inicial de la fachada, se deduce por las fotos antiguas en la que se ven dichas piezas. Aun así, se desconoce el autor de dichos elementos, o si fueron diseñadas con la mediación del maestro Ricardo Acevedo Bernal o de Colombo Ramelli.
Antes de la restauración de la fachada, las esculturas presentaban serios problemas de conservación, debido por un lado a la técnica propia de manufactura y por otro, a su exposición prolongada a un ambiente contaminado por estar ubicadas en el exterior.
De estas, las estatuas de san Pedro Claver y de san Luis Beltrán era las más afectadas, pues presentaban agrietamiento y fracturación del cemento, además estas grietas permitieron la corrosión del metal interno. Por ejemplo la escultura de San Luis Beltrán, presentaba un faltante en la parte central que generó una cavidad que sirvió como nido de palomas y que a mediano plazo, podía conducir a una falla estructural.
Los otras dos dos estatuas, santo Toribio y santa Rosa de Lima, sufrían deterioros superficiales, causados por las condiciones de intemperismo y el deterioro de la capa pictórica. Presentaron manchas negras asociadas a la contaminación ambiental por dióxido de azufre (SO2) en conjunto con el crecimiento biológico y la colonización, que estaban provocando manchas verdes, afectando las esculturas y sus características.
Algo similar ocurría con los escudos y demás elementos decorativos, que fuera de las manchas negras presentaban una exagerada cantidad de suciedad acumulada, provocada por los excrementos de las palomas.
La estatua de hierro de Jesús presentaba corrosión y abrasión. Además se encontró rastros de una capa roja que hacía parte de un recubrimiento anticorrosivo, no se sabe si el estado de la obra, en ese momento, fue parte de un proceso de alteración provocado por el ambiente o si fue sometida a un proceso de limpieza inadecuado que eliminó las pátinas o recubrimientos originales. Las memorias de los claretianos mencionan que la imagen, aparentemente importada de Alemania es un «bronce dorado», por lo cual es posible que el dorado haya sido su color original. La puerta central presentaba suciedad, grafitis y múltiples faltantes de varias piezas de bronce debido al robo y al vandalismo. Por ejemplo, la pieza en forma de manto que contiene el corazón llameante, está ligeramente levantado en la parte inferior a causa de un intento de robo en el que trataron de arrancarlo de la puerta.

#### Esculturas exhibidas permanentemente en el interior
Las esculturas exhibidas permanentemente en el interior del templo son una importante muestra de la imaginería del siglo XX, las cuales fueron traídas de diferentes partes de Europa, sobre todo de España y Portugal, procedencia que se encuentra señalado en marcas o firmas inscritas en cada una de dichas obras. Esta colección escultórica que hoy en día se preservan en la basílica son el resultado de la gestión de los presbíteros claretianos y de varios donantes que contactaron con destacadas casas artísticas o de importadores de obras artísticas desde Europa hasta Bogotá.
Conforme con los registros históricos que aun se conservan, varias esculturas fueron contratadas en 1919 directamente por el presbítero Pueyo de Val con el empresario José Candela Albert, de la ciudad de Valencia, España: la Crucifixión, el del Carmen, el de la presentación del niño Jesús y el de las Angustias. Dichas obras se realizaron gracias a la recolección de elementos de plata donados por los feligreses, la cual se organizó en el Templo y con los cuales se le pagó al empresario.
Mayoritariamente, el Taller del empresario Candela, elaboró sus esculturas en madera tallada y policromada, hojilladas y con ojos de vidrio. En algunas obras, las que se hallan menos intervenidas, se puede apreciar la siguiente inscripción: «Fábrica de Ornamentos. Talleres de escultura. José Candela Albert. Santo Tomás 18 Valencia, España»; y se encuentran actualmente ubicadas en las capillas de Tunja, Manizales, Medellín y Garzón. La escultura de la Virgen de las Angustias o de los Dolores aparece en varias publicaciones de la época y en fotografías de procesiones de Semana Santa.
Igualmente, el pbro. Martín Jové encarga en ese mismo año (1919) a la «Casa Rius» de Barcelona, España, otras imágenes las cuales fueron: las del Corazón de María, San José y el Perpetuo Socorro, y que costaron 3.000 pesos. Además, el conjunto escultórico de la Asunción realizado por la misma casa, localizado actualmente en la capilla de Cali, llega también en 1919, el cual fue realizado en madera tallada, policromada, hojillado con pan de oro y también encargado por el pbro. Jové, quien pagó por este 1.500 pesos. El conjunto fue bendecido el 12 de julio de 1919 por mons. Antonio María Pueyo.
Algunos años más tarde llegarían las imágenes de San Joaquín y Santa Ana también realizadas por la Casa Ríus e igualmente pagadas por el pbro. Jové. Las esculturas realizadas por la Casa Rius están marcadas con la firma de los distintos artistas que las realizaron y con la fecha correspondiente.
La imagen de la Resurrección fue adquirida en uno de los comercios de Bogotá, la cual fue originalmente encargada por uno de los pueblos de la diócesis, pero al resultarles demasiado grande, no desearon recibirla. Las imágenes de San Antonio y San Francisco de Paula, fueron también adquiridas por el pbro. Jové, las cuales son del «Taller El Arte Cristiano» de la ciudad de Olot, uno de los talleres de imaginería religiosa más destacados en España. 
En 1930 el templo compra «dos hermosas imágenes, la del Nacimiento y la de Santa Teresita», ambas realizadas en madera policromada, hojilladas y con ojos de vidrio, procedentes de la Casa Rius.
Años más tarde, en 1960 llegan de España un envío escultórico conformado por dos grandes ángeles tallados (que actualmente acompañan el retablo mayor) y «una imagen de talla gigantesca de la Bienaventurada Virgen Milagrosa», (que actualmente se ubica en la capilla de Antioquia) y fueron realizados por los «Talleres de Arte Granda» de Madrid, uno de los talleres artísticos más destacados en España.
Los ángeles de casi 2 metros de altura, son de estilo barroco moderno, están elaborados en madera tallada, fueron donados por el abogado Álvaro Fonnegra y estrenados el 21 de agosto de 1960. Cada talla costó 2000 dólares, incluidas las estructuras en las que se apoyan, que consisten en «sendas credencias y mesitas de mármol en tonos blancos y rojos jaspeados, con sus soportes de bronce para la ménsula volada de un micro altar, sagrarios con enchapes de bronce dorado y franjas de esmaltes azules».
La enorme imagen de la Virgen de la Medalla Milagrosa está elaborada en madera tallada y policromada, con ojos de vidrio y hojilla de oro, fue bendecida el 17 de septiembre del mismo año (1960) por el entonces obispo de Santa Fe de Antioquia mos. Guillermo Escobar Vélez.

#### Esculturas almacenadas en el depósito

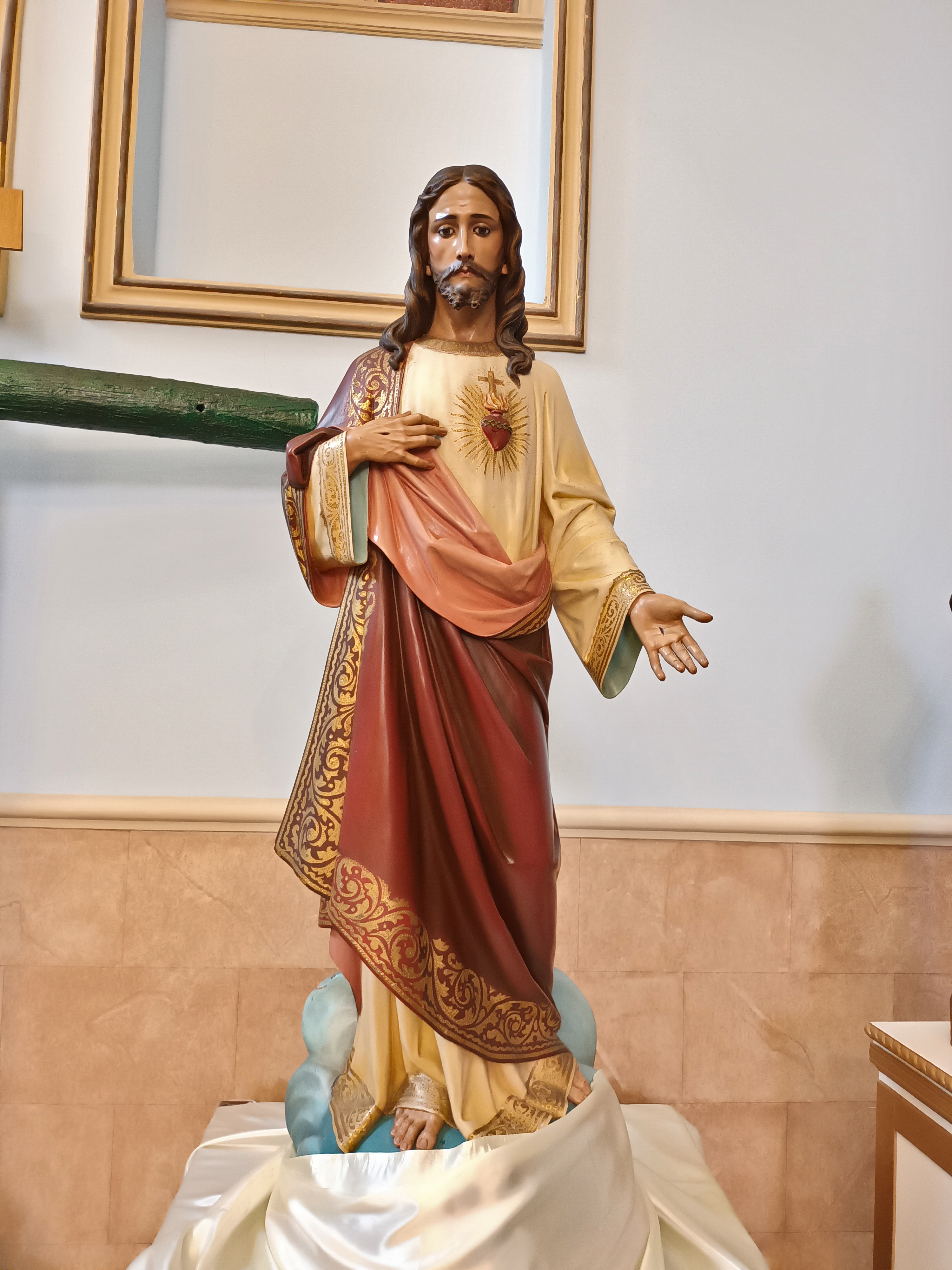
Segunda estatua del Sagrado Corazón de Jesús que tuvo la basílica y que presidió el templo desde el retablo mayor entre 1919 y 1952.

En el depósito contiguo a la sacristía se guardan almacenan las imágenes empleadas a ser expuestas en ciertas fechas del año litúrgico. Entre las esculturas más destacadas que se localizan en dicho recinto se encuentra la imagen del Sagrado Corazón de Jesús, realizada en madera tallada y policromada y aparece firmada y con fecha de 1919, del Taller Ríus de Barcelona.  La citada imagen fue la segunda imagen del Sagrado Corazón que tuvo la basílica y que presidió el templo desde el retablo mayor. Dicha imagen hizo parte del conjunto escultórico de la Sagrada Familia, que se localizó a partir de 1919 hasta 1952 en el presbiterio, de tal forma que el Sagrado Corazón se ubicaba en el retablo principal, y junto, a la derecha, se hallaba la estatua de la Virgen María (bajo la advocación del Inmaculado Corazón), y a la izquierda, San José (dichas imágenes se localizan actualmente en los nichos laterales del crucero).
Las demás imágenes almacenadas en el depósito componen tres grupos: el primero concierne a los pasos de Semana Santa y las fiestas especiales de la iglesia; el segundo y el tercero son pesebres de distinto formato y tamaño, con soporte en cartón, yeso y textil sobre estructura metálica.
Las imágenes de gran formato que conforman los pasos procesionales y uno de los pesebres fueron realizados por el Taller El Arte Cristiano, de Olot, España, y elaborados con el material denominado pasta de «cartón-madera».  Dichas esculturas eran importadas por pedido desde España, en el «Almacén Lourdes» del señor Antonio Brando (ubicado detrás de la catedral de Bogotá, sobre la Carrera 6.ª), quien las solicitaba al taller español, según los gustos del solicitante. Allí situaban las imágenes sobre peanas en madera con forma hexagonal u octagonal de dos escalones y bordes modulados, en el que se pegaba la pequeña placa metálica plateada con inscripciones en letras negras que dice «Taller El Arte Cristiano».
Dicho taller español, que fabricó dos docenas de esculturas para la basílica, tiene una tradición artesanal desde 1880 hasta la actualidad. Las esculturas elaboradas en pasta de cartón-madera (en realidad es yeso reforzado con fibras textiles) tienen la concesión afirmativa por parte de la Sagrada Congregación de ritos e indulgencias, por tanto, a consideración de material noble y venerable, según consta en el decreto del 1 de abril de 1887 emitido por dicha congregación.
Otra escultura destacada es la imagen del Cristo Yacente elaborada en madera tallada, policromada y con ojos de vidrio y que junto con su sepulcro, fueron elaborados por el Taller Candela. Estas obras permanecen almacenadas casi todo el año en el depósito de la Sacristía, pero en Semana Santa se exponen en el brazo sur del transepto del Templo, junto al Altar Mayor.

#### Ángeles de la base de la cúpula

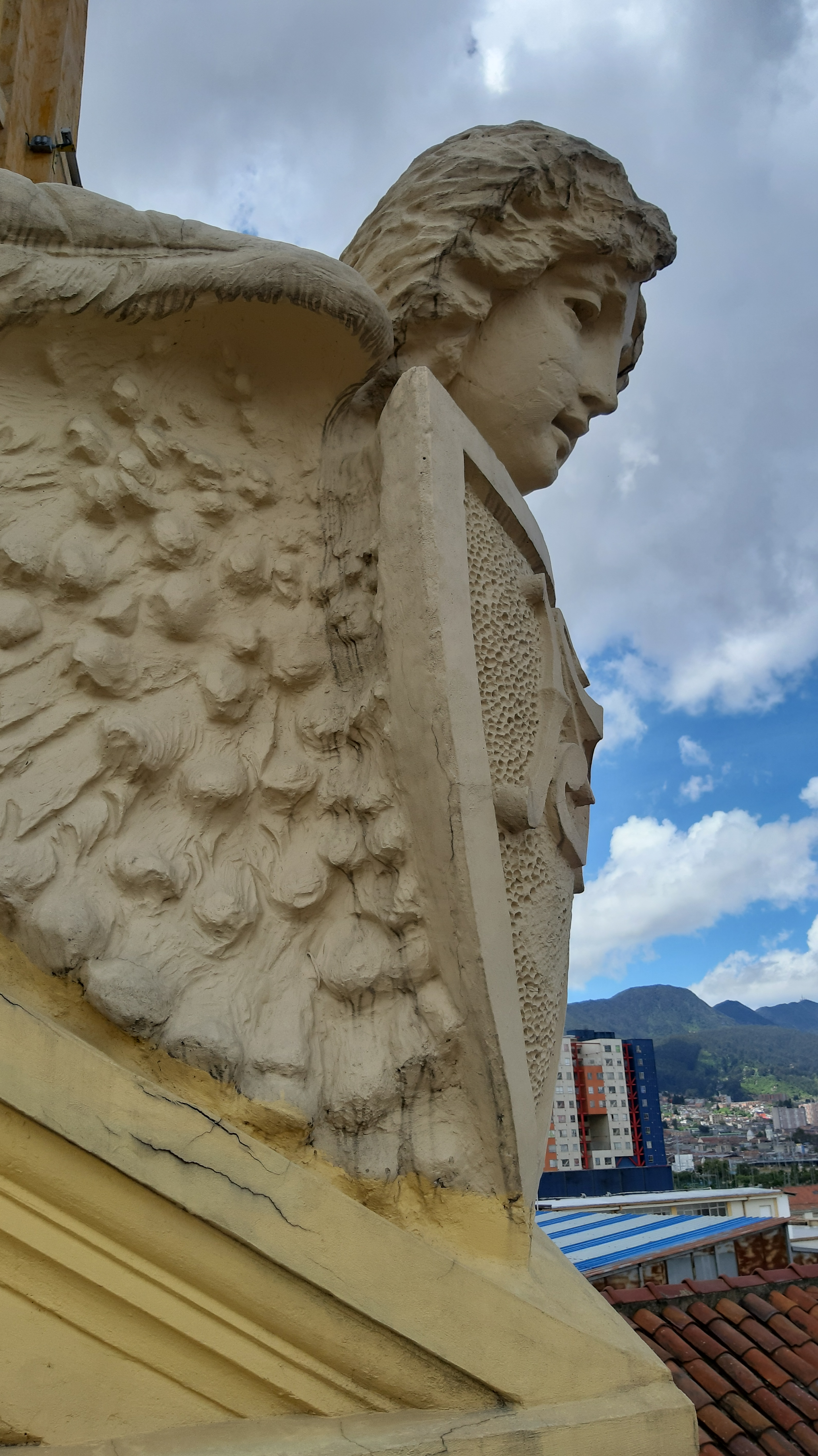
Uno de los ángeles de las esquinas.

En las esquinas del exterior de la base del tambor de la cúpula se localizan cuatro esculturas de ángeles (querubines) con el anagrama del Sagrado Corazón de Jesús. No se tiene información acerca del autor del diseño o fabricación de estos cuatro ángeles, aunque por su ubicación y características, se sabe que hicieron parte del proyecto de construcción de la cúpula y el transepto que culmina en 1938.
Cada escultura trata de una cabeza que sobresale de la parte superior de un escudo de forma apuntada que contiene el anagrama del Sagrado Corazón, a los lados del escudo se despliegan dos alas, una a cada lado. Las esculturas  fueron elaboradas originalmente con un mortero de cemento y arena coloreado de amarillo/ocre. Cada escultura tiene en su interior una estructura metálica que la soporta.
Antes de la restauración, las esculturas presentaban erosión superficial causados por las condiciones de intemperismo e igualmente presentaban grietas y fisuras en el cemento. Además exhibían manchas negras y verdes producto de la contaminación ambiental y la colonización biológica.

### Vitrales

#### Vitrales de las capillas
Los vitrales de las capillas laterales de la basílica fueron diseñados por el artista Ricardo Acevedo Bernal bajo las ideas del presbítero Antonio María Pueyo de Val quien se encargó de la construcción del templo entre 1911 y 1916. Las vidrieras fueron instalados entre 1915 y 1916 y costaron alrededor de 10.000 pesos y fueron fabricadas en Madrid, España.

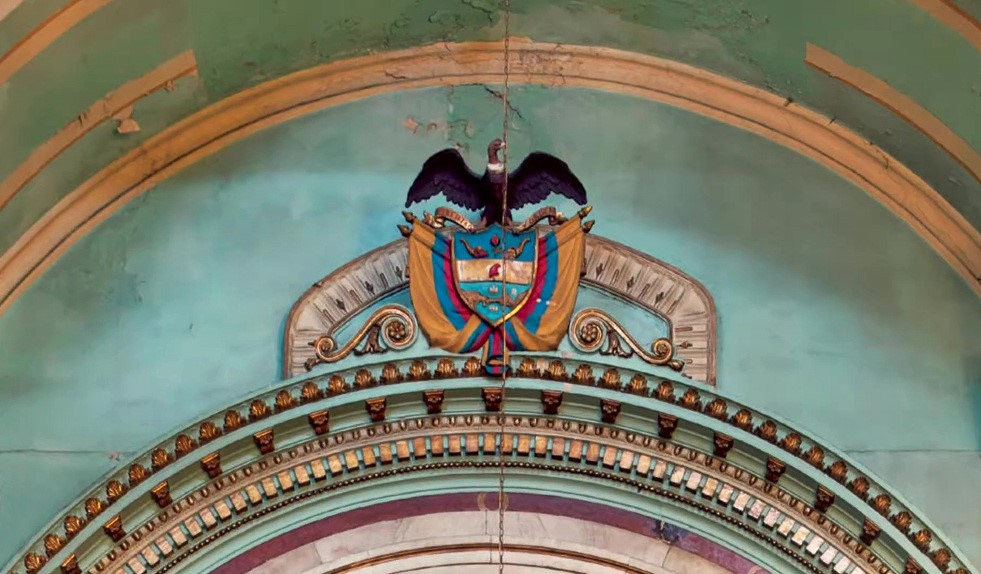
Detalle de la parte superior de la Capilla de la Policía, detrás del escudo de Colombia se ven vestigios de la ventana que contenía un vitral.

Los vitrales están realizados en vidrio pintado, fueron elaborados por la Casa Maumejean, empresa familiar que fue fundada en 1860 por Jules Pierre Maumejean, quien con 23 años de edad establece en Pau (Francia) su primer taller en la calle Montpensier. Los hijos del fundador expandieron la empresa a Madrid y París. Joseph Jules Maumejean creó en Madrid, en 1898, el taller Maumejean del Paseo de la Castellana n. 64, lugar donde fueron elaborados los 16 vitrales del Voto Nacional, según como consta en la firma de cada vitral. Los talleres Maumejean son una prestigiosa Casa Artística de Vitrales que ha tenido numerosos encargos, no solo de Francia y España, en donde se establecieron, sino también al resto de Europa, África, Asia y América. Algunas de sus obras más conocidas adornan la Catedral de Bayona, el Ayuntamiento de Biarritz, la Catedral de Sevilla, la Catedral de Burgos, la Catedral de María Inmaculada (Vitoria), el Museo Diocesano de Arte Sacro de Álava y la Basílica de la Asunción de Nuestra Señora (Lequeitio), y se convirtieron en los vidrieros oficiales de la Casa Real de Alfonso XII. En Colombia, los vitrales de la Catedral de Medellín y la Basílica de Chiquinquirá también son de dicha casa. 
Cada vitral tiene un destacado valor estético, tanto por el manejo de una amplia gama de colores, como por el fino trabajo para establecer sombras, luces y por la saturación de tonos; incluso el ensamble de los vidrios juega con la composición de los diseños de cada escena.
El grupo de vitrales de las capillas laterales ilustran un repertorio de santos, filósofos y teólogos valedores de los dogmas cristianos que muestran iconográficamente 17 siglos de la historia de la Iglesia Católica. En documentos aparecen referenciados 16 vitrales, pero hoy en día se preservan 14, pues los vitrales de las capillas de Cartagena y de la Policía Nacional desaparecieron, posiblemente a causa de la modificación del antiguo presbiterio, pues los actuales retablos de dichas capillas fueron realizados por los Talleres de Arte Granda, y en uno de ellos se logra ver los restos del marco de una de las ventanas. Cada vitral contiene a uno o dos santos, que corresponden cada uno a un siglo diferente, empezando cronológicamente por la capilla de Panamá (siglo III) y terminando en la de Popayán (siglo XIX) del siguiente modo:

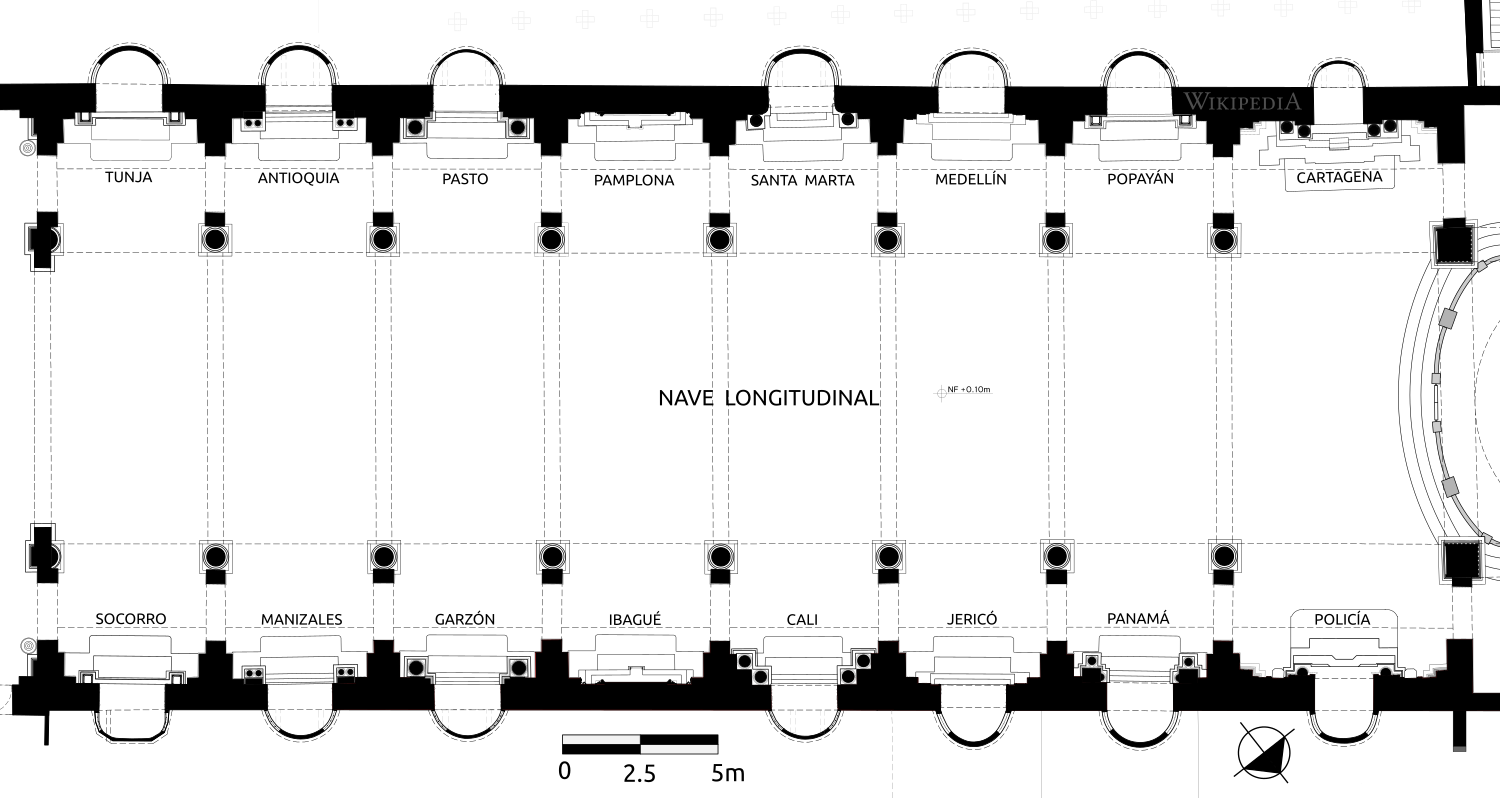
Sección del plano general con las capillas laterales.

Los vitrales que se encuentran a la izquierda, según se mira al altar. Son las siguientes

Vitrales del costado sur (lado del evangelio).
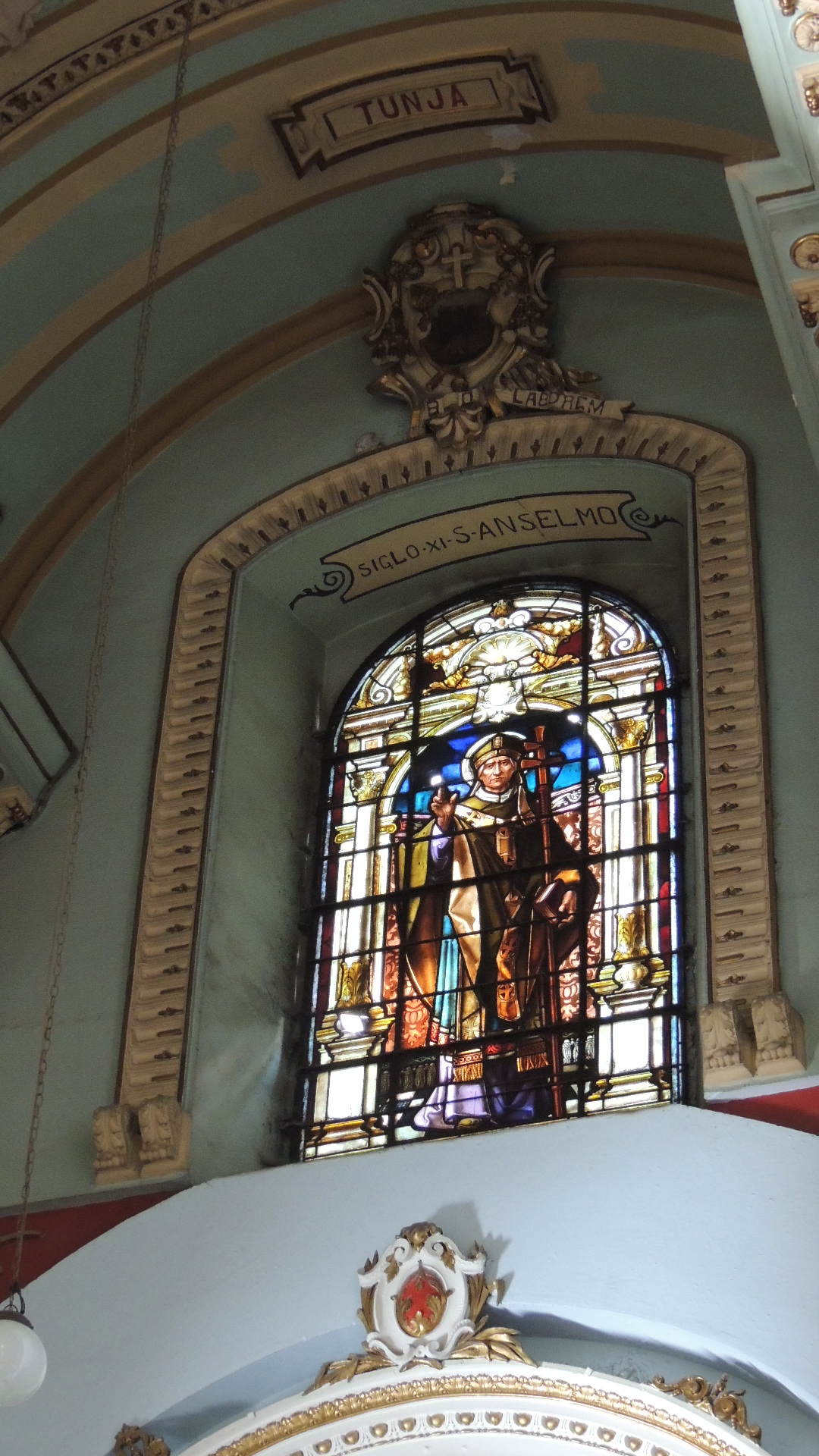
San Anselmo, siglo XI (Tunja)
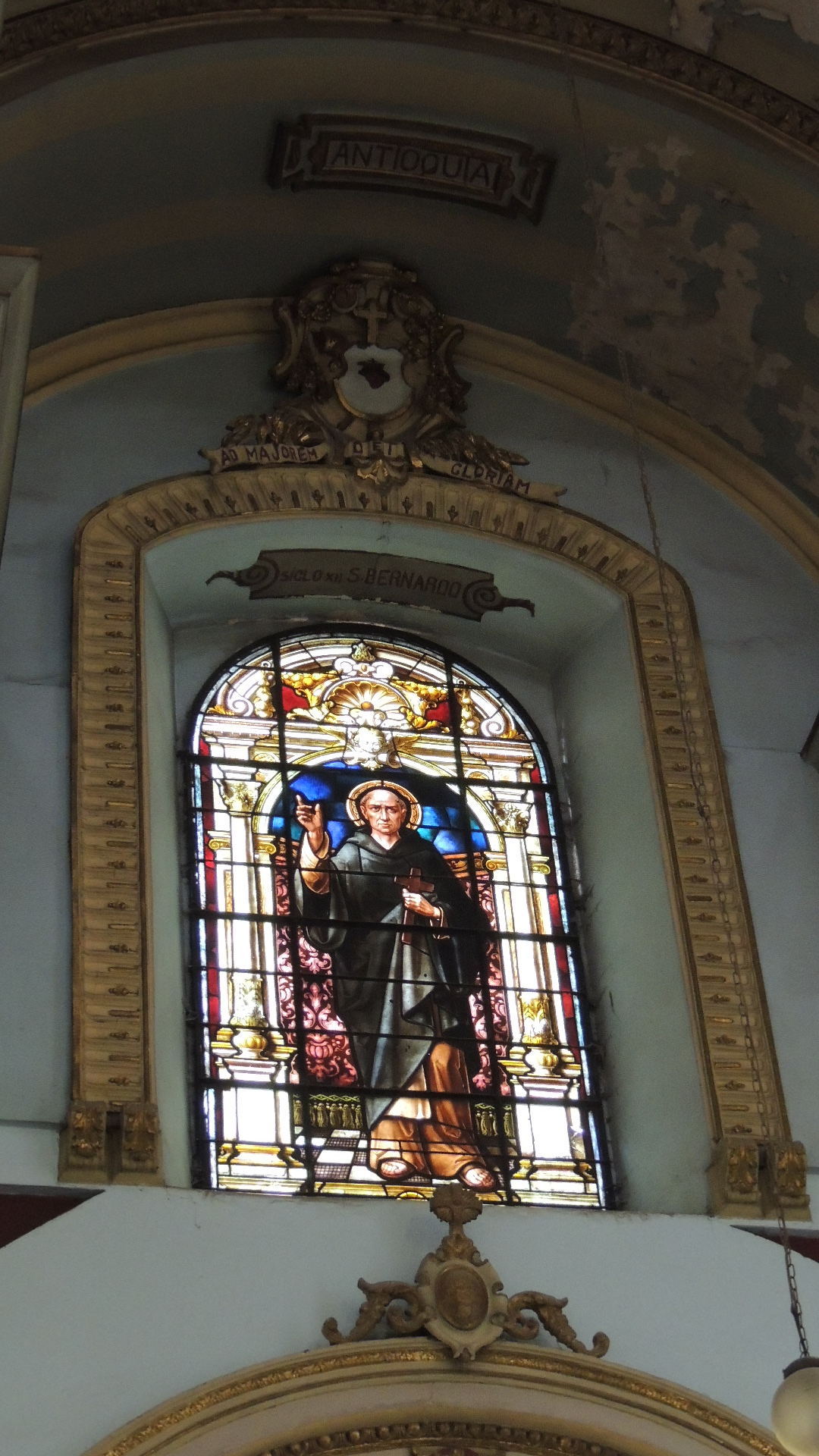
San Bernardo, siglo XII (Antioquia)
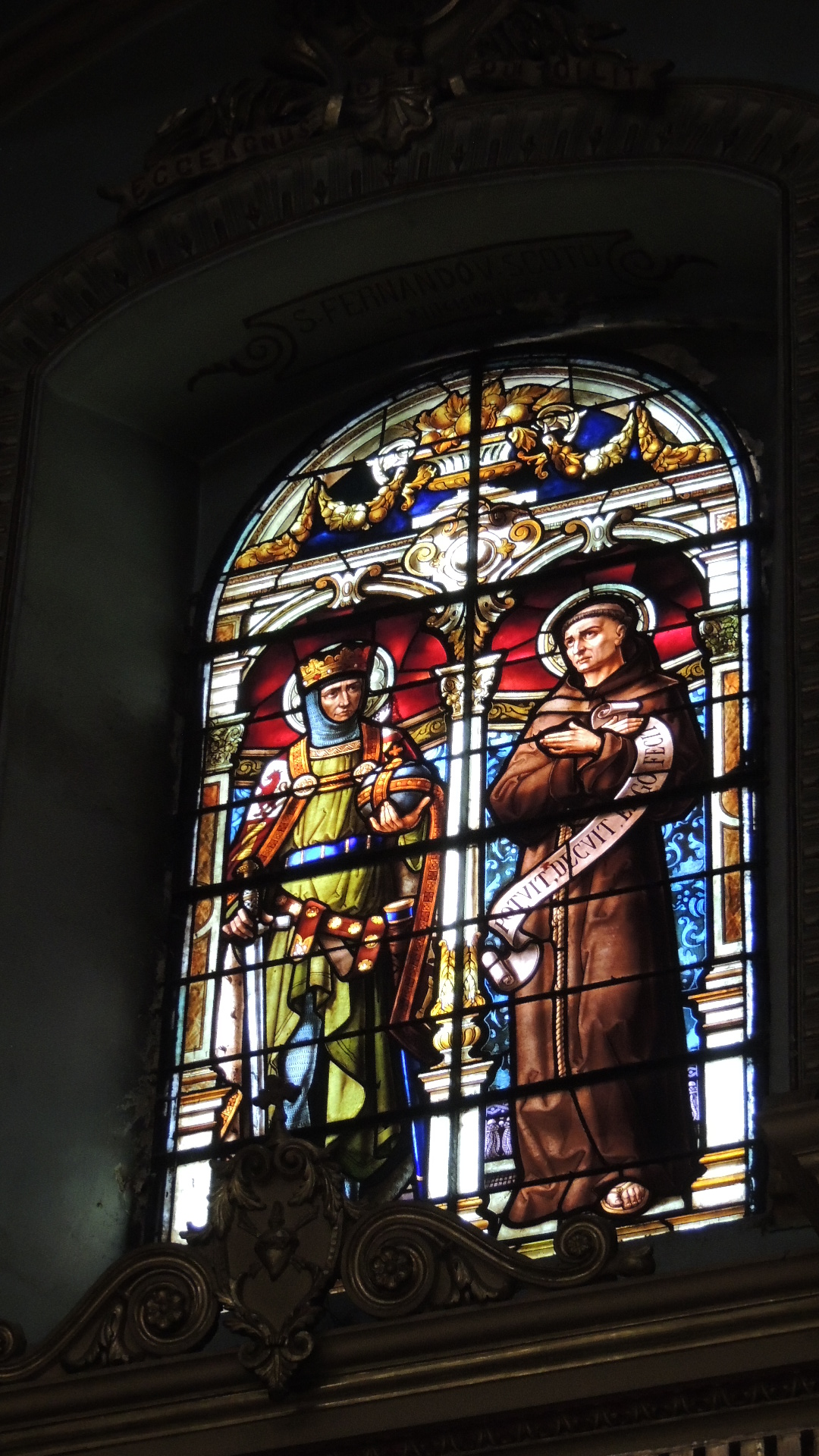
San Fernando, siglo XIII y Venerable Scoto, siglo XIV (Pasto)
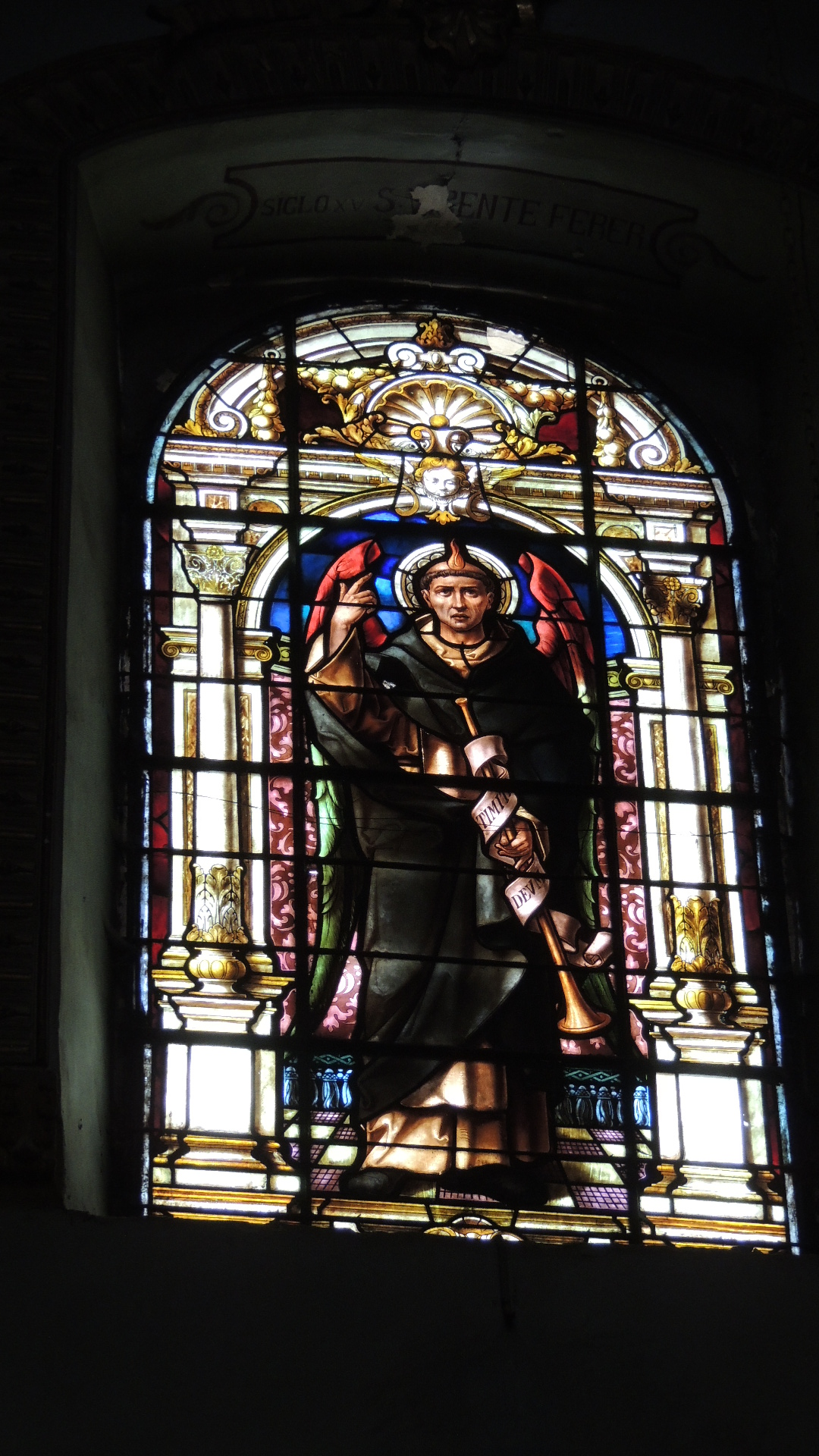
San Vicente Ferrer, siglo XV (Pamplona)
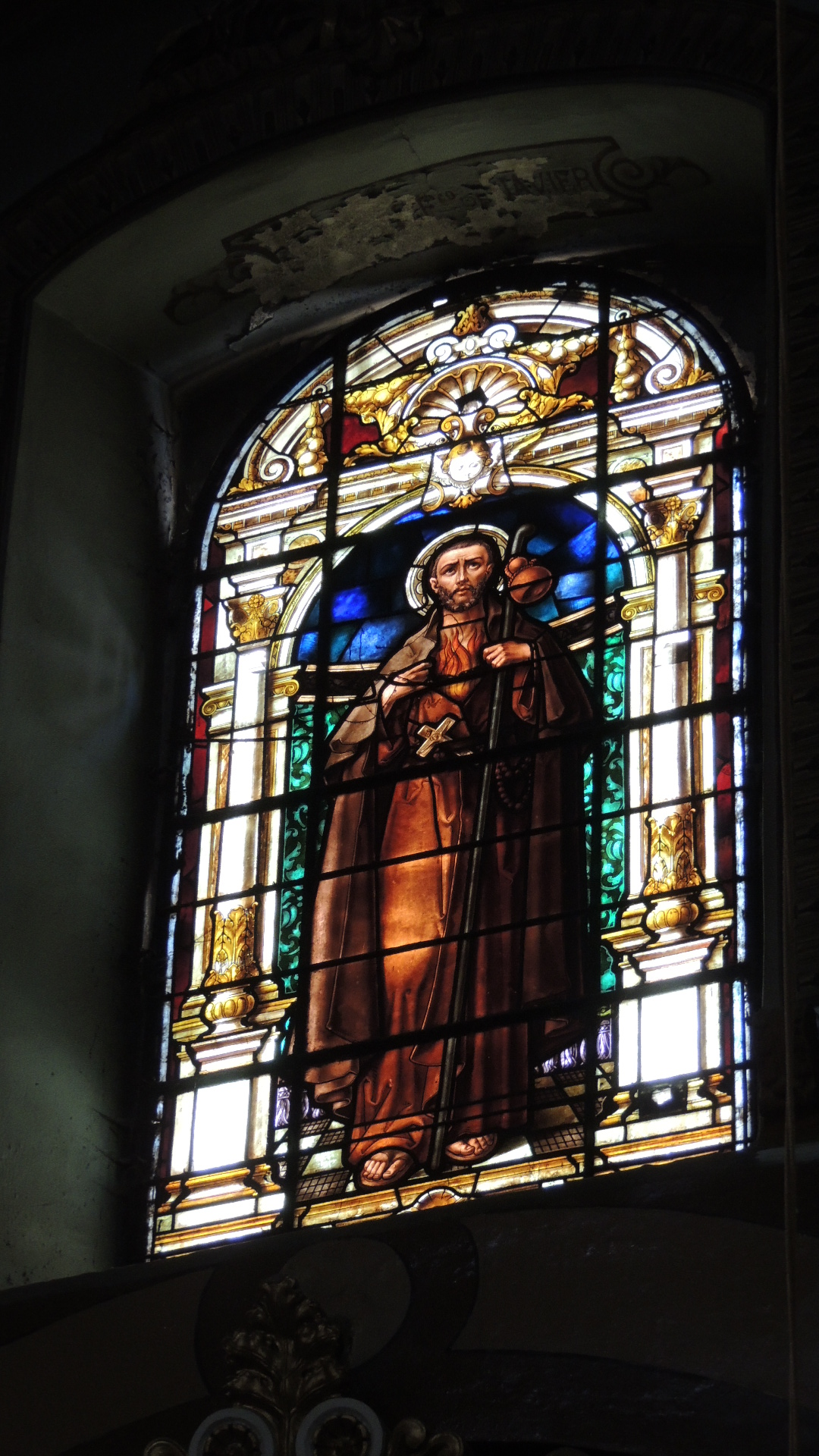
San Francisco Javier, siglo XVI  (Santa Marta)
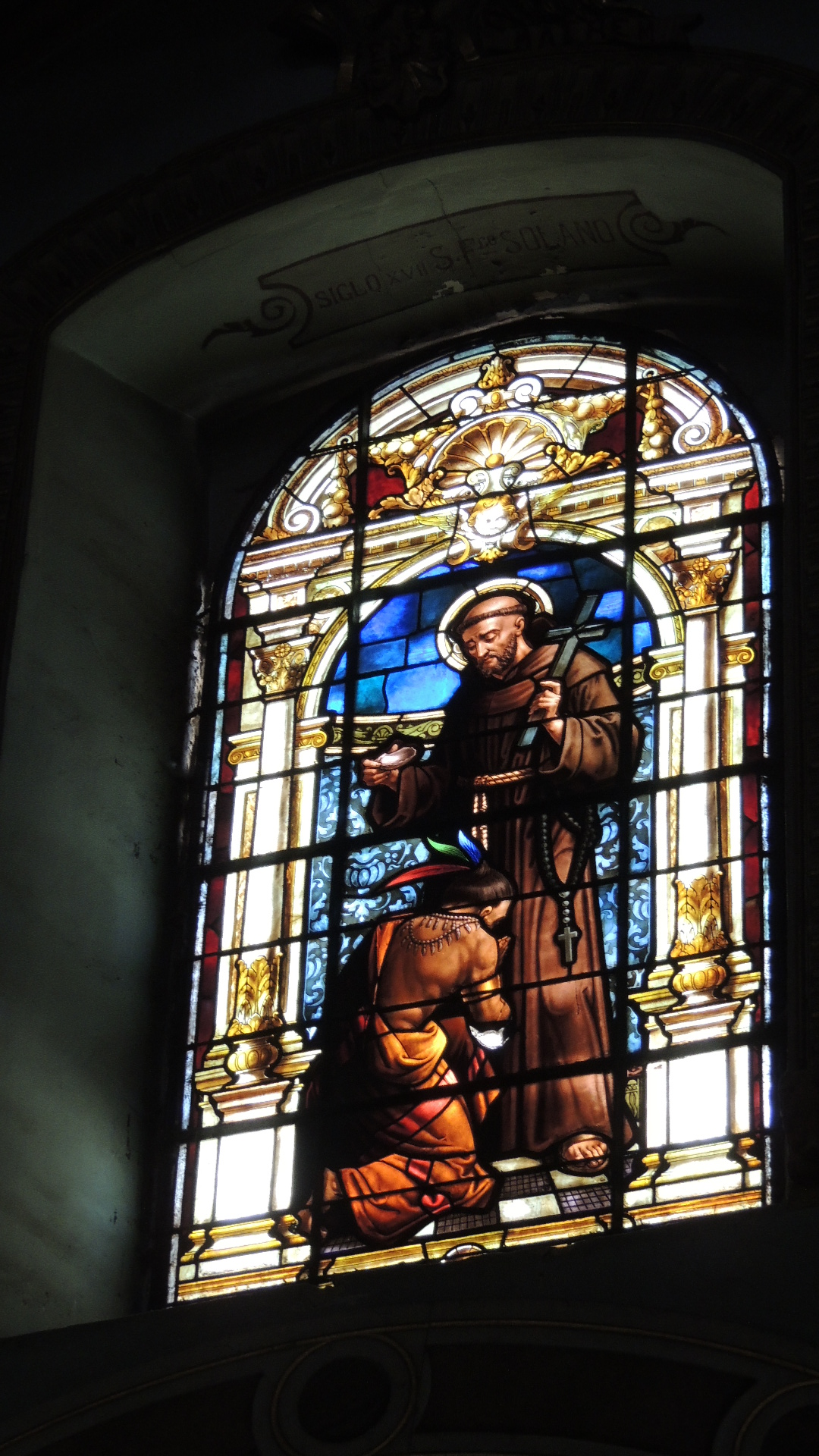
San Francisco Solano, siglo XVII (Medellín)
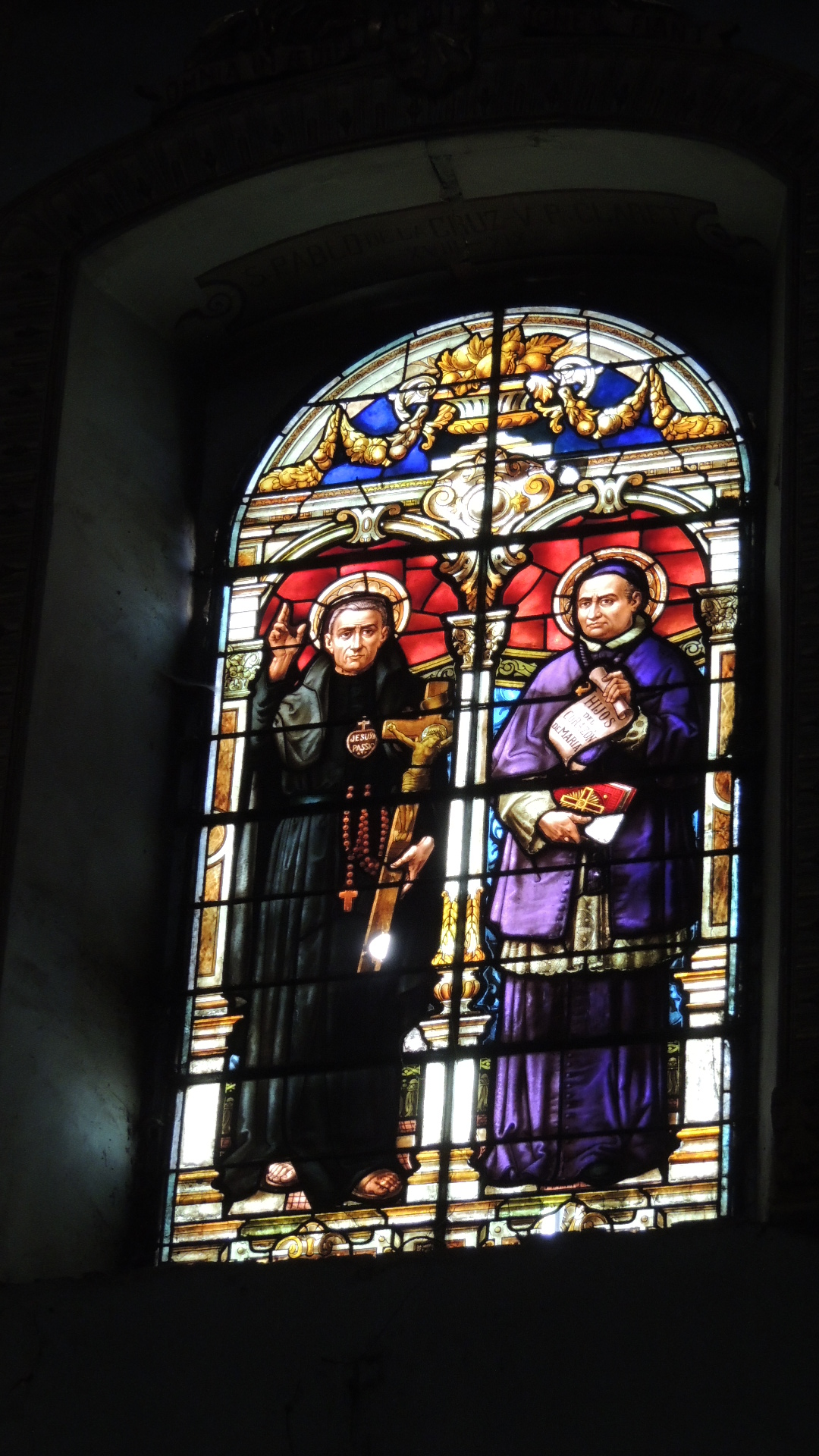
San Pablo de la Cruz, siglo XVIII y San Antonio María Claret, siglo XIX (Popayán)

Los vitrales que se encuentran a la derecha, según se mira al altar. Son las siguientes: 

Vitrales del costado norte (lado de la epístola).
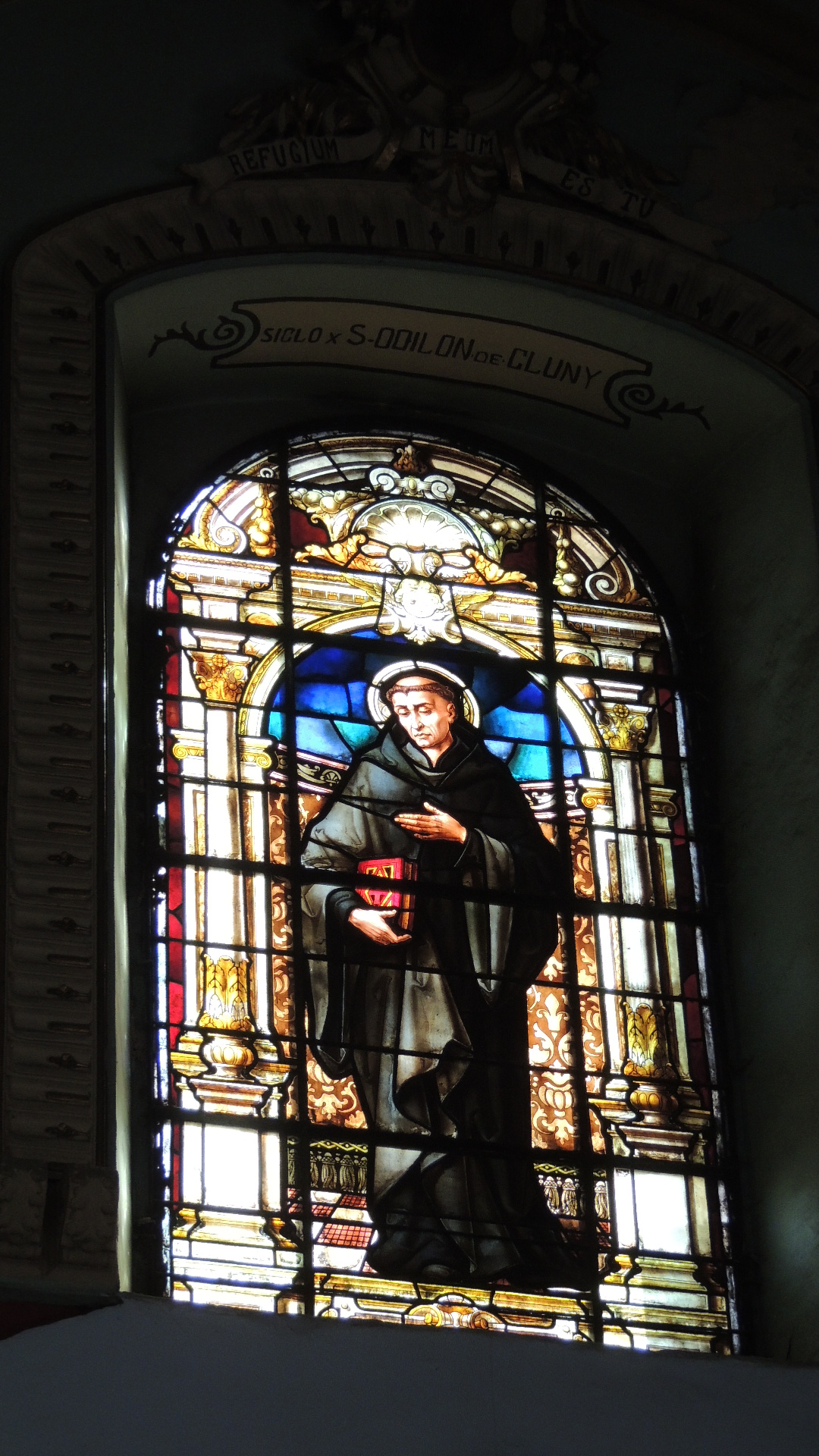
San Odilón de Cluny, siglo X (Socorro)
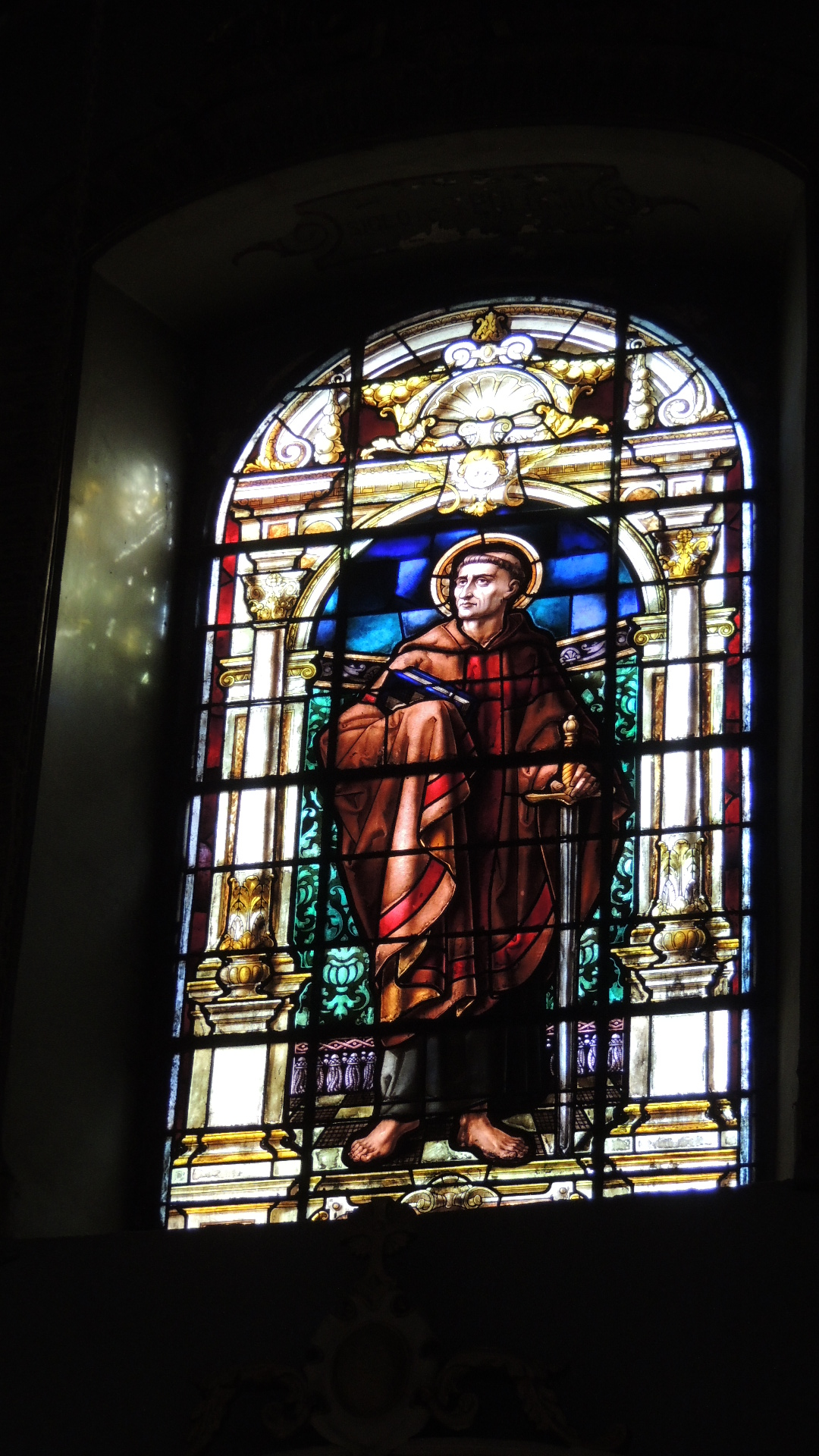
San Eulogio, siglo IX (Manizales)
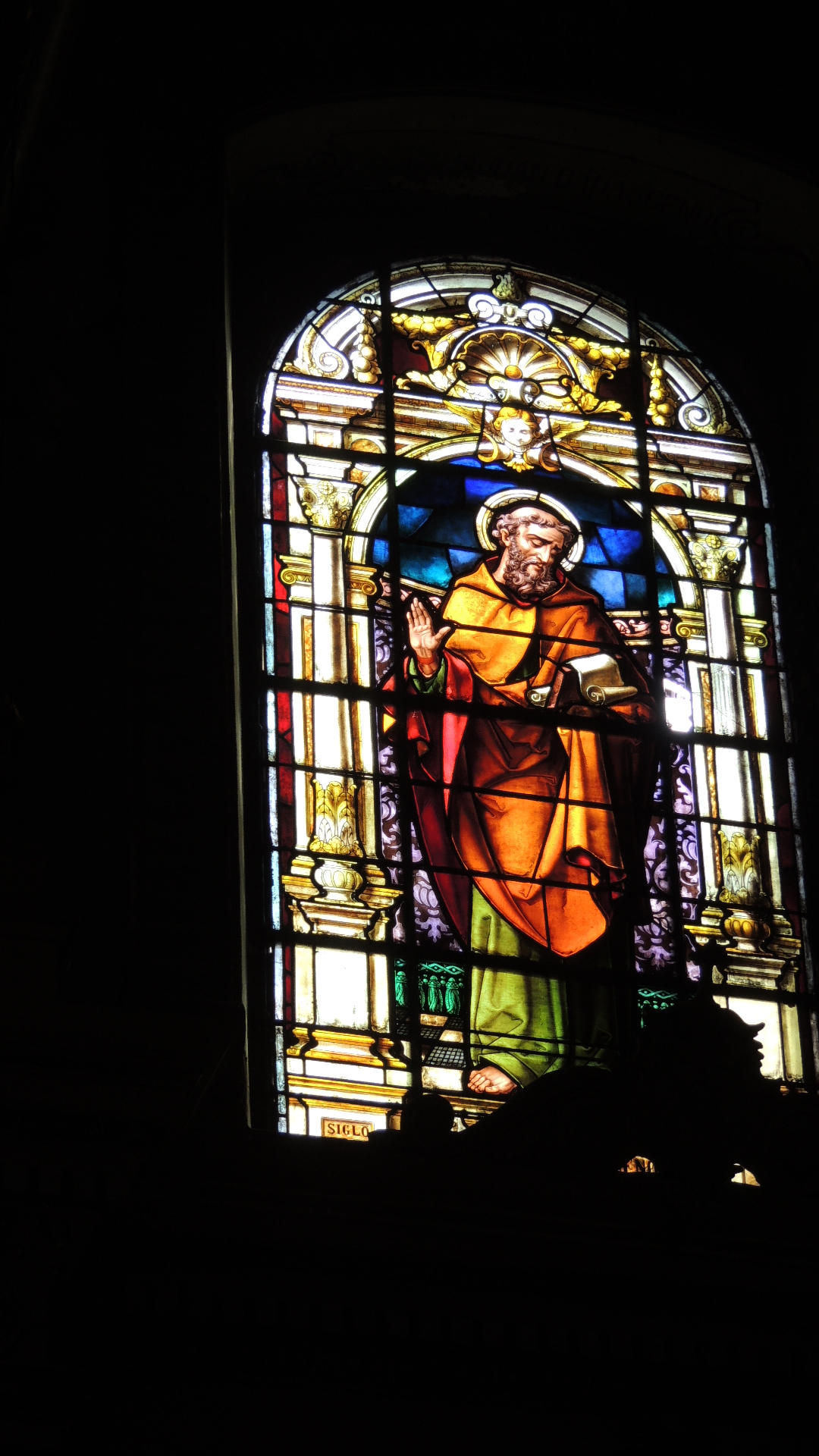
San Juan Damasceno, siglo VIII (Garzón)
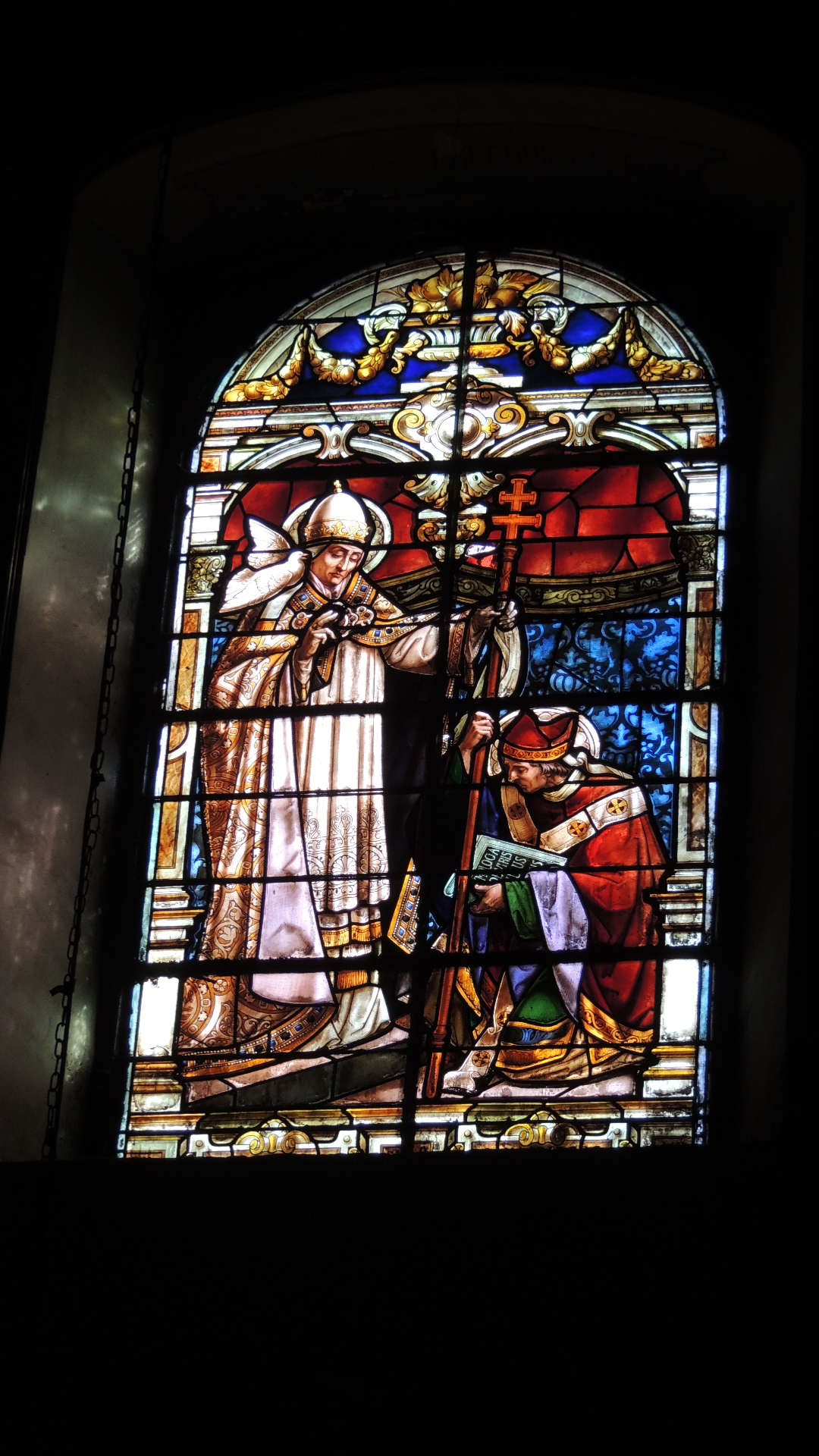
San Gregorio, siglo VI y San Isidoro, siglo VII (Ibagué)
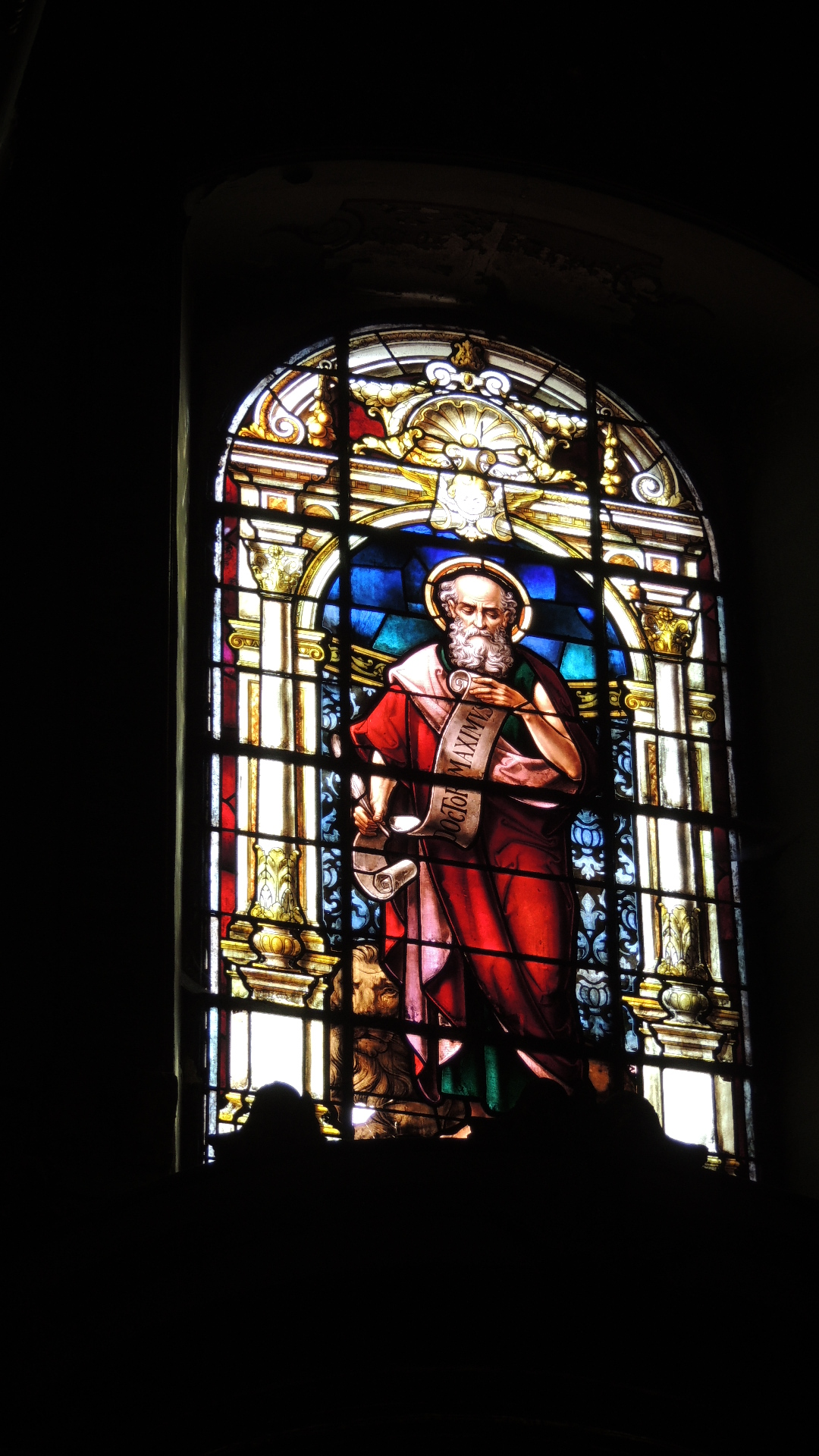
San Jerónimo, siglo V (Cali)
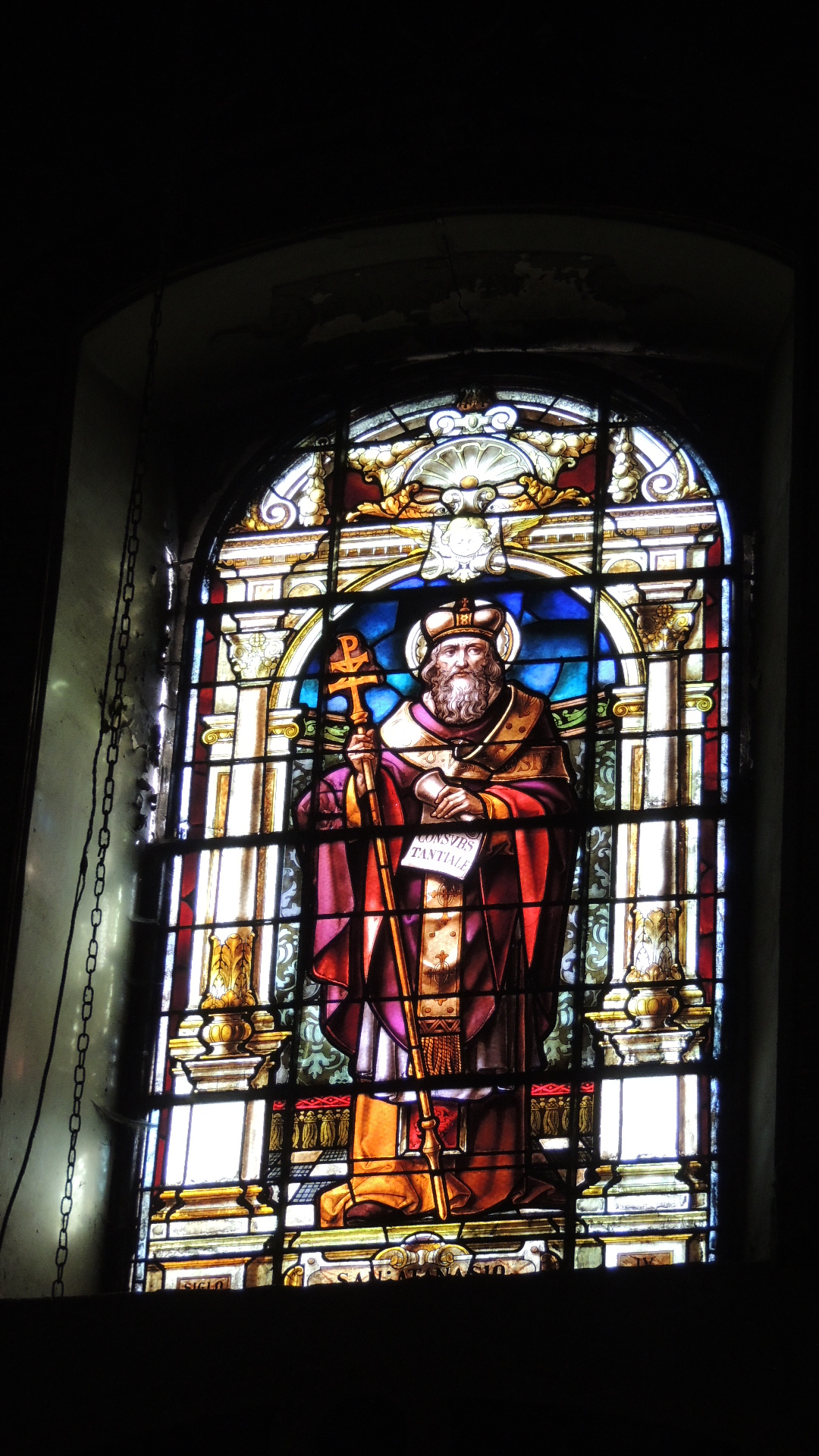
San Atanasio, siglo IV (Jericó)
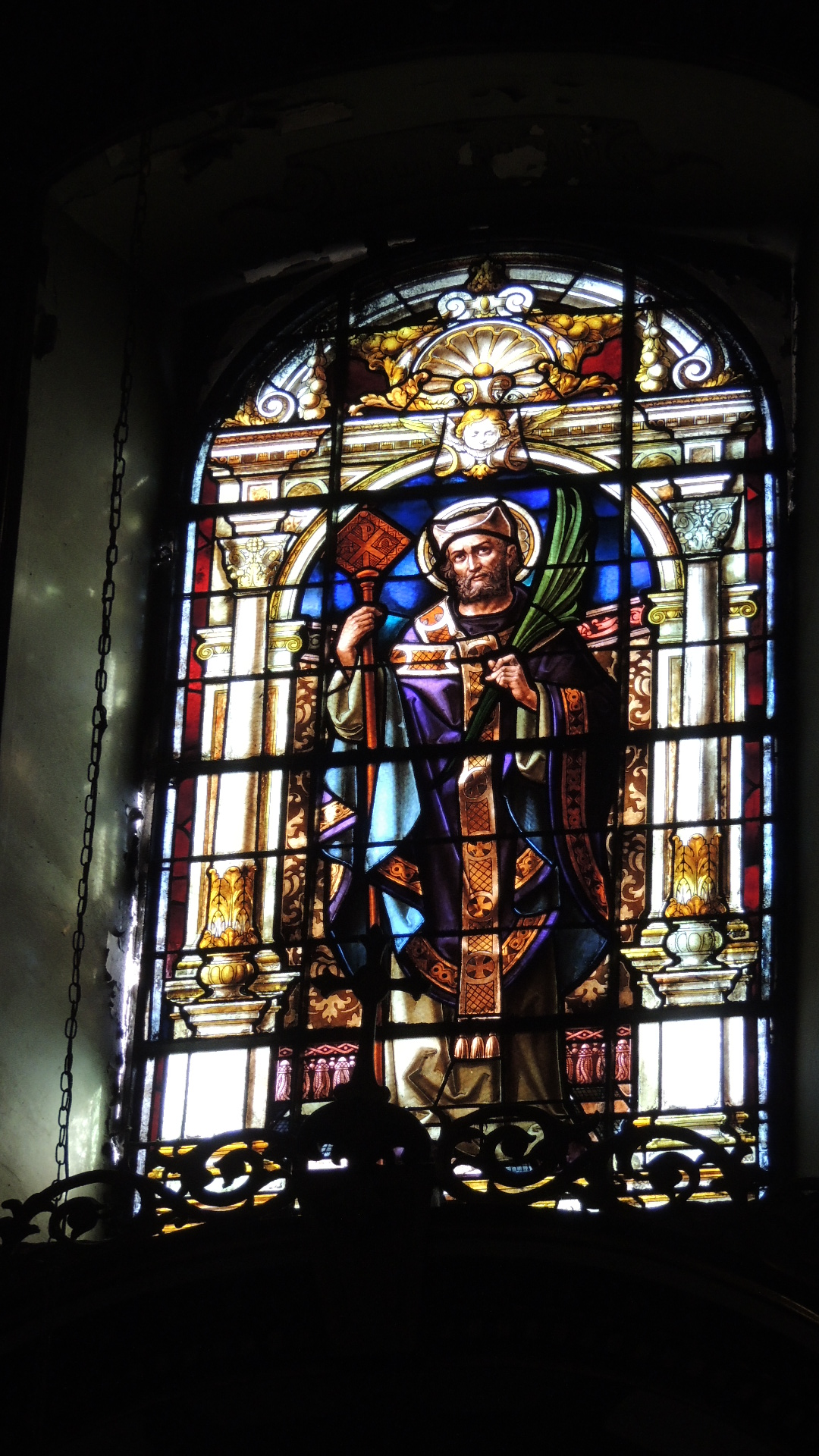
San Cipriano, siglo III (Panamá)

#### Vitrales del coro alto y de los brazos sur y norte del transepto
En el coro alto se encuentra un vitral de vidrio pintado que da con la fachada principal y del que se desconoce la fecha de fabricación e instalación, sin embargo por los registros fotográficos, se concluye que no fue antes de 1938, pues en dicho registro de esos años se puede ver ese vano clausurado.
Pero de acuerdo con la inscripción que se encuentra en la parte inferior del vitral, se sabe que fue elaborado en vidrio pintado, por la fábrica de «Vitrales Artísticos de Colombia», localizada en Cali, en la carrera 8.ª n. 15-46. No se tiene más información de la fábrica, además de su ubicación. El vitral cuenta con una gran riqueza cromática, en el que se aprecia a Santa Cecilia, patrona de la música, se identifica gracias a sus atributos que iconográficamente se representa tocando un instrumento musical, especialmente un órgano tubular, tal y como se puede ver en la vidriera.
El vitral cuenta con una estructura de parales planos que sirven de soporte principal y que conforman una cuadrícula que divide el vitral en nueve campos. Dentro de cada uno de estos campos, las piezas de vidrio están unidas con soldadura de plomo y estaño.
Antes de la restauración, el vitral de Santa Cecilia en términos generales contaba con buen estado de conservación aunque presentaba suciedad, desfases y desajuste de piezas, así como faltantes puntuales de vidrios que estaban localizados a un extremo y no alteraron la escena de la obra.
En los brazos sur y norte del transepto se localizan 6 vitrales, 3 a cada lado, de los que tampoco se tiene registro de la fecha de fabricación e instalación, ni quien los realizó, pues carecen de firma alguna en ellos, sin embargo la similitud en colores y pinceladas hace pensar que podrían haber sido fabricados por la misma casa que fabricó el vitral del coro.
Actualmente estos vitrales no se encuentran completos, faltan fragmentos, esto es debido a la explosión de la bomba contra el edificio del DAS que ocurrió el 6 de diciembre de 1989, y el que más sufrió daños fue el vitral del brazo norte. Los faltantes fueron reemplazados por vidrio de color corrugado. 
En los vitrales del brazo sur encontramos las siguientes imágenes: Consolatrix Afflictorum, Regina Mundi y Regina Apostorum (con San Antonio María Claret). En los vitrales del brazo norte tenemos: Inmaculado Corazón de María, Isabel y Francisco, y Legio Marie. Esta serie de vitrales muestran escenas propias de la iconografía medieval mariana como la «Consolatrix Afflictorium» o la «Regina Mundi» en dónde María es coronada como reina del mundo y de la Iglesia Católica. Estas escenas, sin embargo, se relacionan con la devoción de San Antonio María Claret, quien fue muy devoto de la Virgen María y funda los Misioneros Hijos del Inmaculado Corazón de María, popularmente conocidos como Claretianos.
Antes de la restauración, estos vitrales presentaban desajustes de los ensambles entre las piezas, suciedad acumulada como polvo y material particulado, al igual que suciedad relacionada con la combustión de velas dentro del templo. Pero el principal problema que siguen padeciendo, a pesar de que esa área del templo ya fue restaurada, son los faltantes de piezas vítreas que interrumpen el tejido visual, dificultando la lectura de las escenas.

#### Vitral el Sol Resplandeciente

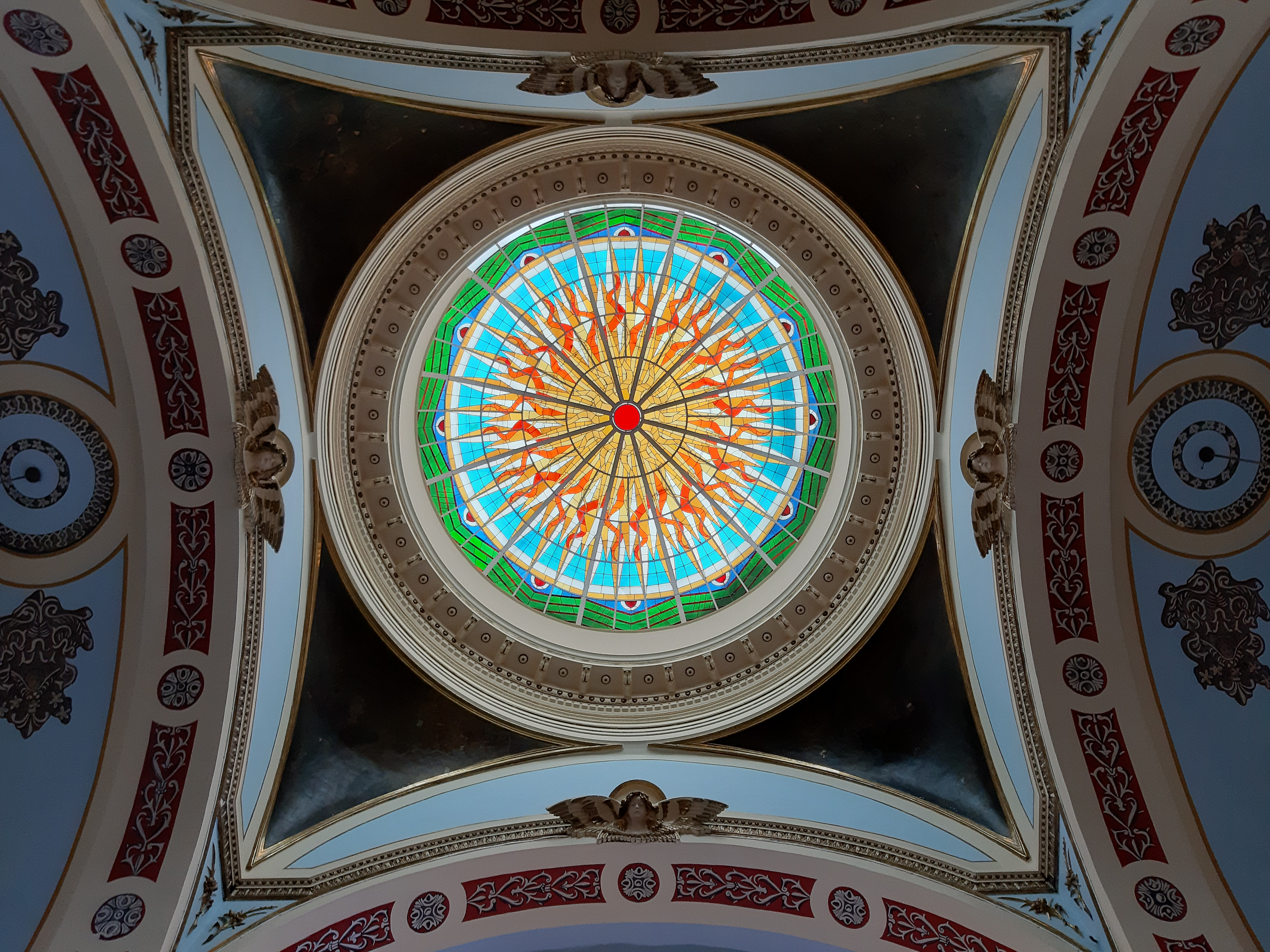
Vitral el Sol resplandeciente totalmente resturado.

El templo cuenta con un sistema de cúpula doble, la exterior que cuenta con un tambor muy prolongado sobre el cual se levanta una cúpula de vidrio con los colores de la bandera de Colombia; e internamente se encuentra una cúpula formada por un vitral de 9.20 metros de diámetro. La cúpula exterior no se puede considerar un vitral como tal, pues no tiene las características técnicas y artísticas que así lo indiquen.
En cambio, el vitral el sol resplandeciente que representa de manera alegórica a Cristo es una cúpula interior, que descansa en un muro cilíndrico, conformada por una estructura de perfiles metálicos remachados que forman doce secciones semicirculares y que proporcionan el soporte principal de la vidriera. Cada una de estas secciones está dividida a su vez con unas platinas metálicas que van en sentido paralelo y perpendicular a las nervaduras principales. Estos elementos se encuentran enlazados entre sí por medio de tornillos y tuercas. Esta distribución, por secciones, sirve de marco metálico para ubicar los vidrios de colores que conforman el vitral, los cuales están unidos con láminas de plomo y fijados con soldadura de plomo y estaño. No se tienen datos de su autor o fabricante, se sabe que la cúpula exterior fue traída de Inglaterra, y se inauguró en 1938, por lo cual se presume que el vitral el Sol Resplandeciente corresponde a este momento.
El vitral presenta una paleta amplia de amarillos, rojos, verdes y azules, para crear la imagen de un sol con rayos ondulados y rectos, bordeados por ondas verdes, la mayoría de estos vidrios son texturizados y cuentan con diferentes acabados como granizo, lluvia o martillado. La relevancia del vitral radica en su posición central que permite ser una fuente luminosa sobre el altar y retablo mayor, reforzándolos como punto focal del templo. Además, es una forma de jugar con la idea metafórica de Jesús como luz de la paz.
Asociar a Jesús con el sol es algo recurrente en el arte cristiano. Este tipo de representaciones son bastante primitivas y de acuerdo con la iconología de Ripa, tienen un origen romano en el Adventus o fiesta de llegada de los emperadores. En la biblia son varias las referencias que asocian o relacionan a Jesús con el sol como: Jesús resplandeció «brillante como el sol» en el episodio de la transfiguración (Mt 17, 2). Y cuando muere el Señor en la Cruz, dice la Sagrada Escritura, el sol se eclipsó (Lc 23, 45). Y si Cristo es el sol, por extensión también lo tienen que ser sus discípulos, «los justos brillarán como el sol». Igualmente, el evangelio de Juan (8:12) resulta fundamental de esta iconografía al citar al propio Jesús cuando dice: «Yo soy la luz del mundo». Otras fuentes relacionan directamente la representación solar con la visión de Santa Margarita María (conocida por haber recibido las apariciones del Sagrado Corazón de Jesús), quién vio nacer un sol del corazón de Jesús.
Antes de la restauración, el vitral presentaba serios problemas, el marco exponía deformaciones de plano, faltantes, corrosión con picaduras y concreciones, repintes y gran acumulación de suciedad que interfería con el ingreso de la luz. El vitral mostraban debilitamiento o perdida de cañuelas, perdidas de color, rayones, chorreones, alto grado de suciedad y faltantes de vidrio.
Su restauración se realizó durante la segunda fase realizada entre 2018 y 2020 que abarcó el transepto y las cúpulas. El vitral fue desmontado cuidadosamente, se eliminaron los vidrios que fueron adicionados en las inadecuadas intervenciones que sufrió, se recuperó el plano, los vidrios originales fracturados fueron unidos de nuevo, se recuperaron las cañuelas, se removió la suciedad. Después de todo este proceso de restauración el vitral recuperó su esplendor.

## Otros elementos destacados

### Órgano
En las primeras décadas de la edificación del templo existió un órgano que fue «conseguido ocasionalmente por 1.000 pesos, pero que no sirvió». Tiempo después, se gestionó la consecución de un nuevo instrumento para darle esplendor a las ceremonias religiosas. Finalmente, en 1932 llegó el nuevo órgano traído de España y fabricado en Bilbao por la casa organera «Nuestra Señora de Begoña» de Juan Dourte. El instrumento fue construido en madera policromada, encordado metálico y marfil. Fue bendecido el 7 de agosto de 1932 y costó 15.000 pesos.
El órgano se compone de 25 registros (sonidos) repartidos en dos teclados manuales y un teclado que se toca con los pies (pedalero), que sirve para los bajos graves. Cuenta con 8 enganches combinados con los tres teclados. Todos los teclados están dispuestos en una consola, la cual está separada y puesta delante del órgano con vista a la nave central. Su transmisión es mecánica con motor eléctrico.
Su origen y autoría hacen del órgano del templo votativo una pieza de gran calidad, pues Juan Dourte fue un destacado organero español y su fábrica fue una reconocida casa organera que había ganado en 1929 un Gran Premio en la Exposición Musical Internacional de Barcelona. La fábrica operó desde 1924 en Begoña (Bilbao), fabricando instrumentos no solo para España, sino también para varios países americanos y Filipinas.

### Lámparas de cristal
Son cuatro lámparas de cristal, las cuales fueron realizadas por los Talleres de Arte Granda, las cuales llegaron en 1954 y fueron parte del pedido del presbiterio. realmente no son iguales, pues dos tienen un diseño diferente a las otras dos.

### Reloj
En la torre de la fachada principal de la basílica se encuentra el reloj, fue bendecido e inaugurado el 21 de agosto de 1938 por el arzobispo Ismael Perdomo Borrero, junto con la ampliación del templo (transepto, cripta y cúpula). Con motivo de la inauguración de la ampliación, y de la celebración del cuarto centenario de la fundación de la capital colombiana, el municipio de Bogotá le obsequia al templo el reloj; así quedó ratificado en el Acuerdo 35 del Concejo de la ciudad, con el que se dan las «autorizaciones al ejecutivo para hacer los traslados que demande la compra de un reloj para el templo del Voto Nacional».
Tras la instalación, se logró sincronizar el reloj con las campanas menores del templo y con una estatua del Sagrado Corazón de Jesús, que a modo de un cucú, sale a determinada hora, inicialmente salía para indicar las 7 de la mañana, la 12 del medio día y las 6 de la tarde. No obstante, la escultura original que realizaba esta labor fue sustituida por una en resina y yeso, con acabado dorado y resistente a la intemperie, probablemente por motivo del deterioro de la original. Dicha escultura es una estatua dorada de Jesús de pie, la cual señala con la mano izquierda su corazón llameante y la mano derecha está levantada en actitud de bendecir.
El instrumento es un reloj mecánico de torre que funciona por gravedad, fue fabricado por la afamada compañía alemana J. F. Weule en su fábrica de la localidad de Bockenem, Baja Sajonia, empresa que existió desde 1836 hasta 1966. El instrumento se caracteriza por contar con tres esferas o caras hechas de laminas en cobre, localizadas en los lados norte, sur y oriente de la torre, en las cuales las horas están representadas por números romanos, y una sonería conformada por tres campanas sincronizadas con el mecanismo.
El reloj consta de dos armazones o jaulas de mecanismos, la principal y más grande cuenta con tres secciones que corresponden al mecanismo de los cuartos, el cual se encarga de tocar las campanas cada 15 minutos y dispone para ello de dos campanas para el bim bam; el mecanismo de las horas, el cual toca la campana más grande el número de veces correspondiente a la hora; y el mecanismo del tiempo, localizado en el centro de la jaula, el cual se encarga de mover las manecillas o sea la medición del tiempo y a su vez es el mecanismo ordenador. La segunda jaula, cuenta con el mecanismo que acciona la puerta y la bandeja que lleva la estatua de Jesús al exterior y se puede programar para que salga el número de veces que se desee. Las jaulas están construidas en hierro fundido, los engranajes son de bronce y los ejes de hierro. La lenteja (pesa) del péndulo está fabricada en hierro fundido y la vara que la sostiene es de madera. Todo el conjunto fue colocado sobre una «mesa» metálica, con dimensiones correspondientes al movimiento y protección del péndulo.
Para acceder al reloj se realiza por una escalera en caracol que va desde el coro hasta el campanario, tras dos pequeñas puertas de madera se localiza el mecanismo de funcionamiento. En una de estas puertas se halla adherido un documento fechado el 12 de febrero de 1989 que detalla el cuidado del instrumento y menciona los cuatro mecanismo del reloj. Adicionalmente, señala que el mecanismo del cucú se realiza con cuerdas y la manera de como se debe efectuar el movimiento para que la estatua salga adecuadamente. Actualmente, este sistema de cuerda ya no se conserva, y fue remplazado por una bandeja que funciona mecánicamente por medio de ruedas.
En la primera etapa de restauración del templo que se enfocó en el cuerpo de la fachada, también fue intervenido el reloj. Pero antes de este proceso, el instrumento se encontraba, en términos generales y sin considerar su funcionamiento mecánico particular, en buenas condiciones de conservación. Desde un punto de vista exclusivamente material, presentaba un ligero desgaste de sus piezas, algo natural por sus años de funcionamiento y también presentaba pequeños puntos de corrosión en algunas de las piezas metálicas, que se explican como alteraciones normales de estos metales (bronce y hierro principalmente) con la interacción con el ambiente.
Finalmente el reloj es intervenido en noviembre de 2017 por el destacado relojero Juan Carlos Llano Sendoya, quien realiza un minucioso trabajo de restauración. En dicho proceso, al decapar las esferas se halló que sufrieron alteraciones, en concreto se descubrió que el número 4 estaba originalmente representado por «IIII», que es lo habitual en este tipo de relojes de gran formato, y que por alguna razón desconocida fue cambiado por «IV»; también se descubrió que en un principio las caras tenían las inscripciones «A. Duran» en la parte superior y «Bogotá» en la parte inferior, las cuales fueron cubiertas con pintura. Se desconoce a que hacen referencia, si podría ser alusión al importador/comercializador del reloj. Después del proceso de restauración las esferas recuperaron la apariencia original. La estatua de Jesús quedó programado para salir todos los días a las 9 de la mañana, 12 del mediodía y 3 de la tarde.

### Campanas
El campanario de la basílica cuenta actualmente con cinco campanas metálicas y cada una está marcada con fecha y sello de fábrica. La primera campana de la que se tiene registro fue donada en 1913 por «una señora llamada Salustiana de Aldana, que no contaba más amparo después de Dios, que un puesto en la plaza de mercado, con sus economías llegó a costear la primera campana que le costó la suma de 333 pesos».
No obstante, actualmente dicha campana no se conserva; muy probablemente fue sustituida por el juego de tres campanas, las cuales llegaron en 1931 procedentes de Alemania, este juego consta de dos pequeñas (40 cm aprox. de alto) y una mediana (60 cm aprox. de alto). Las tres campana están realizadas en bronce, fueron elaboradas por «Mefecerunt Franzfelillingsóhne Auolda Germania», y actualmente son parte de la sonería del reloj del campanario; sin embargo, son las piezas que primero arribaron a la iglesia de todo el mecanismo horario, dado que después de siete años llegaría el reloj. El sistema de sonido de las campanas consta de martillos externos que las golpean para producir los repiques, los cuales se accionan por medio de piñones y cadenas del mecanismo del reloj.
Después de tres décadas de la llegada de las campanas alemanas, llegaron procedentes de España dos campanas de mayor tamaño, realizadas en bronce, una llamada «Corazón de María» y la otra «Corazón de Jesús», las cuales fueron fabricadas en junio de 1961 por el destacado taller de los Hermanos Portilla en Santander, España. Su sistema de sonido es bamboleante, por lo cual, cada una cuentan con su propio badajo que las hace sonar al ser bamboleadas. Este sistema se acciona desde la sacristía mediante un equipo eléctrico y son utilizadas para anunciar los actos religiosos, por consiguiente también son llamadas las campanas litúrgicas.

### Pila bautismal

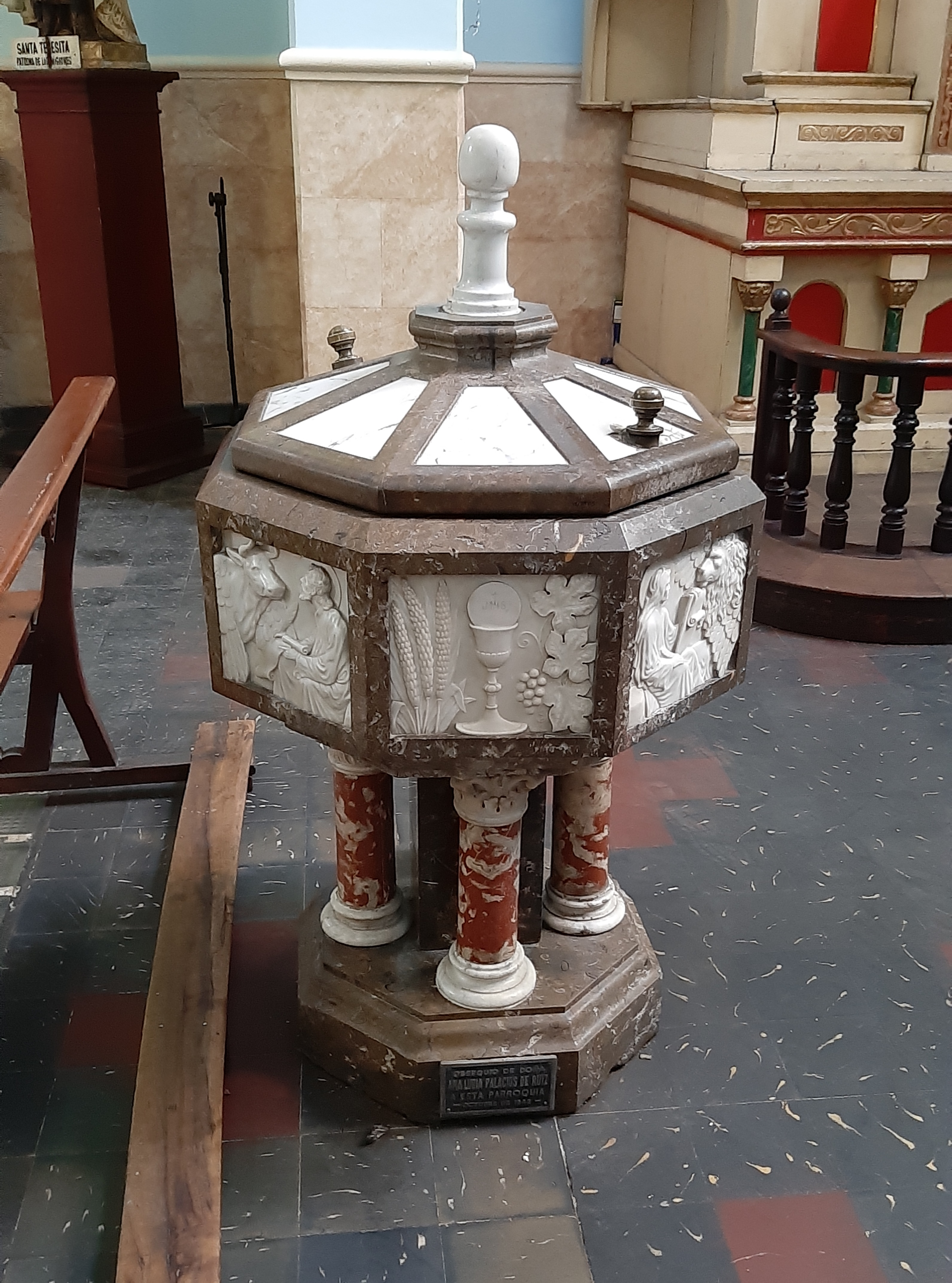
Pila bautismal

Cuando el arzobispo Ismael Perdomo elevó la iglesia del Voto en parroquia del Sagrado Corazón de Jesús por medio del Decreto num. 16 del 12 de marzo de 1942, automáticamente en el templo se vio la necesidad de adquirir una pila bautismal para impartir el sacramento del bautismo, por lo cual, en octubre de ese mismo año (1942) la señora Ana Lucía Palacios de Ruiz obsequia a la recién creada parroquia la pila bautismal.
Originalmente la pila se localizó en un recinto ubicado al pie de la entrada norte de la fachada principal, dicho recinto fungió como bautisterio, tiempo después la pila fue trasladada al brazo norte del transepto, cerca del presbiterio, donde actualmente se localiza. esta reubicación se debió al Concilio Vaticano II que estableció que las pilas bautismales debe estar en el presbiterio o adyacente a este.
La pila está hecha totalmente en mármol de varios colores, incluyendo la tapa. La copa (recipiente cóncavo en el que se vierte el agua) tiene forma octogonal, el cual está sostenido por un pilar central y por cuatro columnas que cuentan con capitels de estilo corintio y fuste liso. El pilar y las columnas se apoyan en una base octogonal y ésta a su vez se apoya directamente en el suelo. El mármol de color marrón oscuro es el que predomina en la pila, está presente en la copa, en el pilar y en la base. Aunque la copa y la tapa tienen partes de mármol blanco, en el caso de la copa cada cara del octógono tiene mármol blanco con imágenes talladas que se intercalan entre imágenes alusivas a los cuatro evangelistas e imágenes alusivas a Jesús y a la eucaristía. Las columnas tienen el fuste de mármol rojo y el capitel y la basa son de mármol blanco.

### Pavimento
El pavimento del presbiterio del templo, está compuesto por mármol blanco y fue instalado por la Casa Granda en 1952 junto con todo el nuevo presbiterio. En cambio, el pavimento del resto del templo está compuesto por baldosas conocidas como baldosa hidráulica artesanal o mosaico hidráulico.
Desde el principio el templo tuvo un piso enladrillado como pavimento, así lo resalto el pbro. Martín Jové, en una carta de 1913:

[...] piso enladrillado [...]. Cuando traían los restos de un cadáver se desenladrillaba el piso para colocarlo y se volvía a enladrillar. Junto a la primera columna del lado del Calvario están los restos de la señorita que cedió el terreno, entonces potrero, para edificar la capilla del Sagrado Corazón.

Ese pavimento continuo por varios años más, con ese piso fue consagrado en 1916 y no fue hasta 1919 cuando «se pone piso de mosaico al suelo del templo». El nuevo pavimento se logró gracias a las diversas donaciones que se lograron a través de la publicación de anuncios en la Revista El Voto Nacional, en la que fueron publicadas las sumas donadas semanalmente por cada familia, y a cambio se ofrecían beneficios como eucaristías de sanación mensuales, eucaristías póstumas por varios años luego de la muerte del donante, e incluso nichos en la cripta del templo para las personas que realizaran las donaciones más altas. En estos anuncios se indicaban como iban los avances, y las secciones que faltaban para su finalización:

El Templo del Sagrado Corazón de Jesús ha quedado notablemente hermoseado con el nuevo pavimento que se estrenó en las pasadas fiestas del Congreso Mariano. Aunque los amantes del Divino Corazón contribuyeron a costear parte del mismo, resta aún por cubrir una tercera parte y a esto se destinará el producido del Bazar, que se celebrará, Dios mediante, el día 12 de octubre en el Parque de Los Mártires.

Según las memorias de los claretianos, el «Templo del Voto fue uno de los primeros edificios pavimentados con baldosines». El baldosín mosaico, también conocido mosaico hidráulico es una baldosa decorativa de cemento pigmentado que se popularizó entre el siglo XIX y el siglo XX, debido a su variedad de motivos, diseños y colores, y a su bajo costo respecto a otros tipos de baldosas, teniendo gran aceptación. Algunos comercios importaban dichas baldosas de España, en cambio fábricas como la compañía de Mosaicos Hidráulicos y Granito Artificial, propiedad de Jesús María Tobón, que fue la que realizó el pavimento para el Voto, proporcionaba sus productos a la mitad del costo de los traídos de España, y gracias a los anuncios publicitarios, pautados en publicaciones impresas de tiraje nacional como El Gráfico o la revista de El Voto Nacional le permitieron ser una de las fábricas más conocidas.
La mayor parte de lo pavimentado en el templo es con baldosa es color verde con betas blancas y algunas baldosas rojas que forman cruces griegas esparcidas entre las verdes. En cambio, en el medio del pavimento de la nave longitudinal se encuentra una franja que va desde la entrada principal hasta donde comienza el presbiterio y está conformada por baldosas con motivos fitomorfos y geométricos repetitivos y tienen colores rojos, blancos, verdes, y marrónes, son las más llamativas y artísticas.
En términos generales estas baldosas presentan faltantes y un alto grado de desgaste superficial que se traduce en un deslucimiento de la superficie. Además, el pavimento, en general, no está nivelado pues presenta hundimiento en varias zonas, debido a la composición de los estratos de soporte y a la alta humedad del suelo.

### Placas
Dispersas en el interior de la Basílica se encuentran varias placas, en su mayoría de mármol, que conmemoran diversos acontecimientos, y en el exterior solo se encuentra una.
| Imagen                                                                         | N. de u. | Descripción | Plano con la ubicación de las placas |
| ------------------------------------------------------------------------------ | -------- | --- | ------------------------------------ |
| Placas localizadas en el sotacoro                                              |          | |                                      |
|                                                                                | 1        | Contiene un fragmento del Decreto N.º 820 DE 1902 en el cual el presidente de la república José Manuel Marroquín hace el voto por la paz del país. Se localiza al lado derecho de la puerta principal.                                                                                         |                                      |
|                                                                                | 2        | Contiene un fragmento de la carta pastoral del 6 de abril de 1902 en la cual el Arzobispo de Bogotá, Bernardo Herrera Restrepo propone hacer un voto nacional por la paz. Se localiza al lado izquierdo de la puerta principal.                                                                |                                      |
|                                                                                | 3        | Homenaje al pbro. Antonio María Pueyo de Val por su labor al levantar el templo del Voto Nacional. Se localiza en el pilar derecho que sostiene el coro. |                                      |
|                                                                                | 4        | Homenaje al pbro. Pedro Díaz por su labor al levantar el templo del Voto Nacional. Se localiza en el pilar derecho que sostiene el coro. |                                      |
|                                                                                | 5        | Recuerdo de la misión jubilar de 1926. Fechado octubre 19 - 21. Se localiza en el pilar derecho que sostiene el coro en medio de los dos anteriores. |                                      |
|                                                                                | 6        | Homenaje a doña Rosa Calvo Cabrera quien donó gran parte de terreno para el templo del Voto Nacional. Fechado el 5 de junio de 1964. Se localiza en la esquina sur del sotacoro |                                      |
|                                                                                | 7        | Conmemora la elevación a basílica menor del templo del Voto Nacional el 14 de febrero de 1964 y luego la proclamación el 5 de junio del mismo año. Se localiza al sur del sotacoro. |                                      |
| Placas localizadas en las Capillas del costado sur (lado del evangelio).       |          | |                                      |
|                                                                                | 8        | Conmemoración de la Gobernación de Boyacá por la consagración del departamento al Sagrado Corazón de Jesús. Fechado el 3 de diciembre de 2004. Se localiza en la Capilla de Tunja, viendo de frente, al lado izquierdo.                                                                        |                                      |
|                                                                                | 9        | Conmemora, en honor a Jesús crucificado, la consagración del altar realizado el 24 de septiembre de 1916 por mons. Eduardo Maldonado Calvo, obispo de Tunja. Se localiza en la Capilla de Tunja, viendo de frente, al lado derecho.                                                            |                                      |
|                                                                                | 10       | Conmemora la bendición de la imagen de la Virgen María bajo la advocación de la Medalla Milagrosa, realizado el sábado 17 de septiembre de 1960 por mons. Guillermo Escobar Vélez, obispo de Santa Fe de Antioquia. Se localiza en la Capilla de Antioquia, viendo de frente, al lado derecho. |                                      |
|                                                                                | 11       | Conmemoración de la Gobernación de Norte de Santander por la consagración del departamento al Sagrado Corazón de Jesús. Fechado el 25 de octubre de 2006. Se localiza en la Capilla de Pamplona, viendo de frente, al lado derecho.                                                            |                                      |
|                                                                                | 12       | Conmemora, en honor a Jesús presentado en el templo, la consagración del altar realizado el 24 de septiembre de 1916 por mons. Manuel José Cayzedo, arzobispo de Medellín. Se localiza en la Capilla de Medellín, viendo de frente, al lado derecho.                                           |                                      |
| Placas localizadas en las Capillas del costado norte (lado de la epístola).    |          | |                                      |
|                                                                                | 13       | Conmemora, en honor a Jesús Resucitado, la consagración del altar realizado el 24 de septiembre de 1916 por mons. Antonio Vicente Arenas Rueda, obispo de Socorro. Se localiza en la Capilla de Socorro, viendo de frente, al lado izquierdo.                                                  |                                      |
|                                                                                | 14       | Agradecimientos de Vicenta M. de Harker a San Francisco de Paula. Se localiza en la Capilla de Manizales, viendo de frente, al lado derecho. |                                      |
|                                                                                | 15       | Agradecimientos del Departamento del Huila al Sagrado Corazón de Jesús. Fechado el 2 de diciembre de 2005. Se localiza en la capilla de Garzon, viendo de frente, al lado izquierdo. |                                      |
|                                                                                | 16       | Agradecimientos del Departamento del Tolima al Sagrado Corazón de Jesús. Fechado 2006. Se localiza en la capilla de Ibagué, viendo de frente, al lado izquierdo. |                                      |
|                                                                                | 17       | Homenaje de la Policía Nacional de Colombia a la Virgen del Carmen, declarada canónicamente su patrona. Fechado 1919. Se localiza en la capilla de la Policía Nacional, viendo de frente, al lado izquierdo.                                                                                   |                                      |
|                                                                                | 18       | Agradecimientos de la Policía Nacional de Colombia al Sagrado Corazón de Jesús y a la Virgen del Carmen, en el aniversario 113 de su fundación. Fechado el 5 de noviembre de 2004. Se localiza en la capilla de la Policía Nacional, viendo de frente, al lado derecho.                        |                                      |
| Placas localizadas en el transepto del templo.                                 |          | |                                      |
|                                                                                | 19       | Conmemoración de la consagración del Ejército Nacional de Colombia al Sagrado Corazón de Jesús. Fechado el 30 de mayo de 2008. Se localiza debajo del arco entre la capilla de Cartagena y el transepto brazo sur.                                                                             |                                      |
|                                                                                | 20       | Agradecimientos del Departamento de Cundinamarca al Sagrado Corazón de Jesús. Fechado 2005. Se localiza al lado izquierdo del altar del Inmaculado Corazón de María. |                                      |
|                                                                                | 21       | Esta placa metálica se localiza en la base de la pila bautismal, que esta a su vez se localiza en el brazo norte del transepto. Dicha placa señala que la pila bautismal fue donada por la señora Ana Lucía Palacios de Ruiz en octubre de 1942.                                               |                                      |
| Placa localizada en el exterior del templo.                                    |          | |                                      |
|                                                                                | 22       | Conmemoración de la Basílica del Sagrado Corazón de Jesús dedicada por Voto hecho en 1902. Fechada el 23 de junio de 1995. Se localiza, viendo de frente la fachada, a la derecha de la puerta norte.                                                                                          |                                      |
| N. de u. = Número de ubicación. El orden de la lista está establecido al azar. |          | |                                      |

## Dependencias

### Cripta de osarios

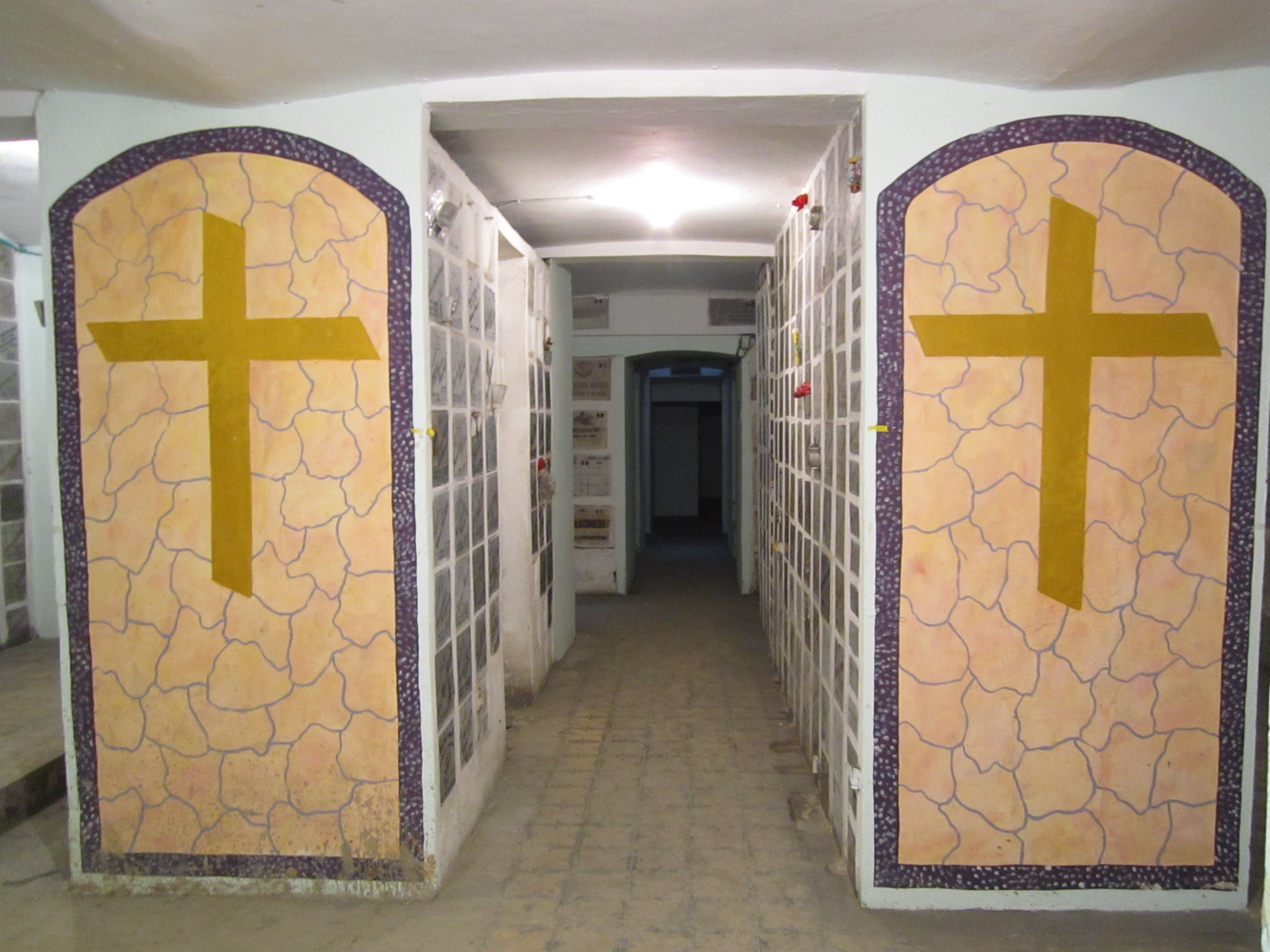
Cripta de osarios.

La Cripta de Osarios se localiza en un sótano justo debajo del transepto y de la sacristía, y en un semisótano localizado en el patio sur, entre el templo y el edificio de los Claretianos; tiene un área total de 623,23 m², de los cuales 434,11 corresponden al sótano y 177,35 m² al semisótano; consta de varias galerías que contienen los osarios, el acceso al recinto es por medio de una escalera localizada en el brazo sur del transepto. La cripta del sótano se construyó entre 1931 y 1938, cuando se edificó el transepto y la cúpula, por lo cual es obra del arquitecto Antonio Stoute.
Por el estrecho vínculo con los padres claretianos y con el templo, los restos mortales del maestro Ricardo Acevedo Bernal y de su esposa yacen en la cripta de orarios, lo cuales fueron traídos el 10 de enero de 1963 de Roma, Italia, donde el artista se había trasladado y en donde luego fallecería. En la cripta de osarios, también se encuentran los restos de doña Rosa Calvo Cabrera, donante de gran parte de terreno para el templo y del escultor italiano Pedro Julio D'Achiardi, ornamentador de la fachada de la iglesia.

### Sacristía

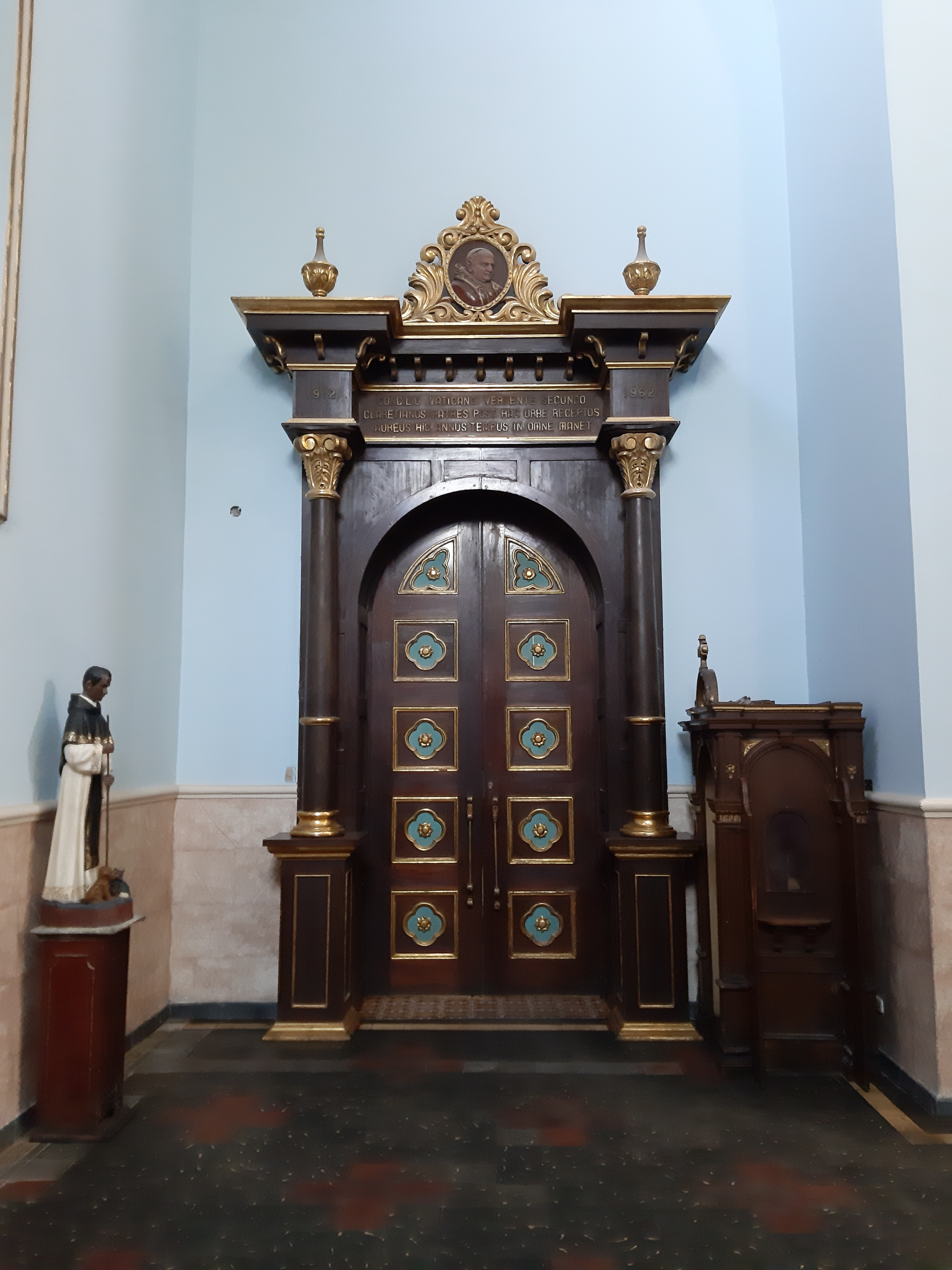
Puerta principal de entrada a la sacristía.

La sacristía de la basílica se divide en dos áreas, las cuales se localizan en el bloque que se encuentra en el suroccidente del templo, que fue parte de la antigua sede de los claretianos, dicho bloque tiene varios pisos, los cuales son usados, en su mayoría, por la comunidad claretiana y no hacen parte del uso parroquial. La sacristía principal tiene acceso directo con el templo por medio de una gran puerta que comunica con el brazo sur del transepto y por una puerta de menor dimensión que comunica con un pasillo, el cual da con la parte posterior del presbiterio.
En la sacristía principal, que tiene un área aprox. de 74,09 m², se guardan los objetos que son necesarios para las celebraciones religiosas, como por ejemplo hostias sin consagrar, cálices, casullas, estolas, etc., y es de paso restringido al público en general. En el centro de dicho recinto se localiza la «mesa de sacristía» de 5 m de largo x 2 m de ancho y cuenta con viarios compartimentos para guardar elementos litúrgicos.
La sacristía secundaria o depósito, cuenta con un área aprox. de 119,87 m² y se encuentra justo después de la sacristía principal, pero en un nivel superior, como una especie de entrepiso; en esta área se guardan principalmente los elementos que no son de uso cotidiano y que se utilizan en determinados eventos del año, como Semana Santa, diciembre, fiesta patronal, etc.

## Misceláneo

### Horarios
| Horario de misas    |
| Domingos            |
| ------------------- |
| 9 a. m., 12 m.d.    |
| Lunes               |
| 7:30 a. m.          |
| Martes a sábados    |
| 7:30 a. m., 12 m.d. |

El actual horario de las misas se detalla en el siguiente cuadro. Los horarios están sujetos a cambios o a variaciones dependiendo de las fiestas patronales, Semana Santa, Navidad, o bien, dependiendo del santoral.
El horario de atención del despacho parroquial es de lunes a viernes 9:00 a. m. a 11:30 a. m. y de 2:00 p. m. a 4:30 p. m.
- Dirección del despacho parroquial: Cra. 15 #10-71, Bogotá, Colombia.
- Teléfono: (+57) 601 5625914.

### Transmisión en vivo
Todos los domingos a las 8:00 a. m., el canal de televisión colombiano «Caracol» transmite en vivo la Santa Misa, la cual se realiza desde la Basílica del Voto Nacional y es presidida por el pbro. Darío Echeverri González, párroco del templo.